# Liste der Zirkel von Studentenverbindungen
Die Liste der Zirkel von Studentenverbindungen dient der Übersicht aller unterschiedlichen Zirkel nach Hochschulort.
Aachen,
Appenzell,
Augsburg,
Bamberg,
Basel,
Bayreuth,
Berlin,
Bern,
Bielefeld,
Bingen am Rhein,
Bochum,
Bonn,
Braunschweig,
Bremen,
Breslau,
Clausthal,
Cleveland,
Coburg,
Darmstadt,
Dorpat,
Dresden,
Düsseldorf,
Eichstätt,
Eisenach,
Erfurt,
Erlangen,
Frankfurt (Oder),
Frankfurt am Main,
Freiberg,
Freiburg im Breisgau,
Freiburg im Üechtland,
Freising,
Friedberg (Hessen),
Fulda,
Gießen,
Göttingen,
Graz,
Greifswald,
Halle (Saale),
Hamburg,
Hannover,
Heidelberg, Heilbronn,
Ilmenau,
Innsbruck,
Jena,
Kaiserslautern,
Karlsruhe,
Kiel,
Koblenz,
Köln,
Konstanz,
Krems,
Lausanne,
Leipzig,
Leoben,
Linz,
Löwen,
Lübeck,
Magdeburg,
Mainz,
Mannheim,
Marburg an der Lahn,
München,
Münster,
Nürnberg,
Nürtingen,
Oldenburg,
Osnabrück,
Paderborn,
Passau,
Posen,
Potsdam,
Regensburg,
Reutlingen,
Riga,
Rom,
Rosenheim,
Rostock,
Saarbrücken,
Salzburg,
Saint-Maurice,
Siegen,
St. Gallen,
Straßburg,
Stuttgart,
Tokio,
Trier,
Triesdorf,
Tübingen,
Ulm,
Warschau,
Weingarten,
Wien,
Würzburg,
Zürich.

## Aachen

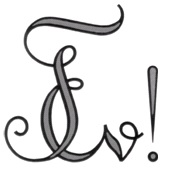
Agricola Akademischer Verein
KStV Alania-Breslau
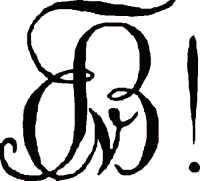
KDStV Baltia Aachen
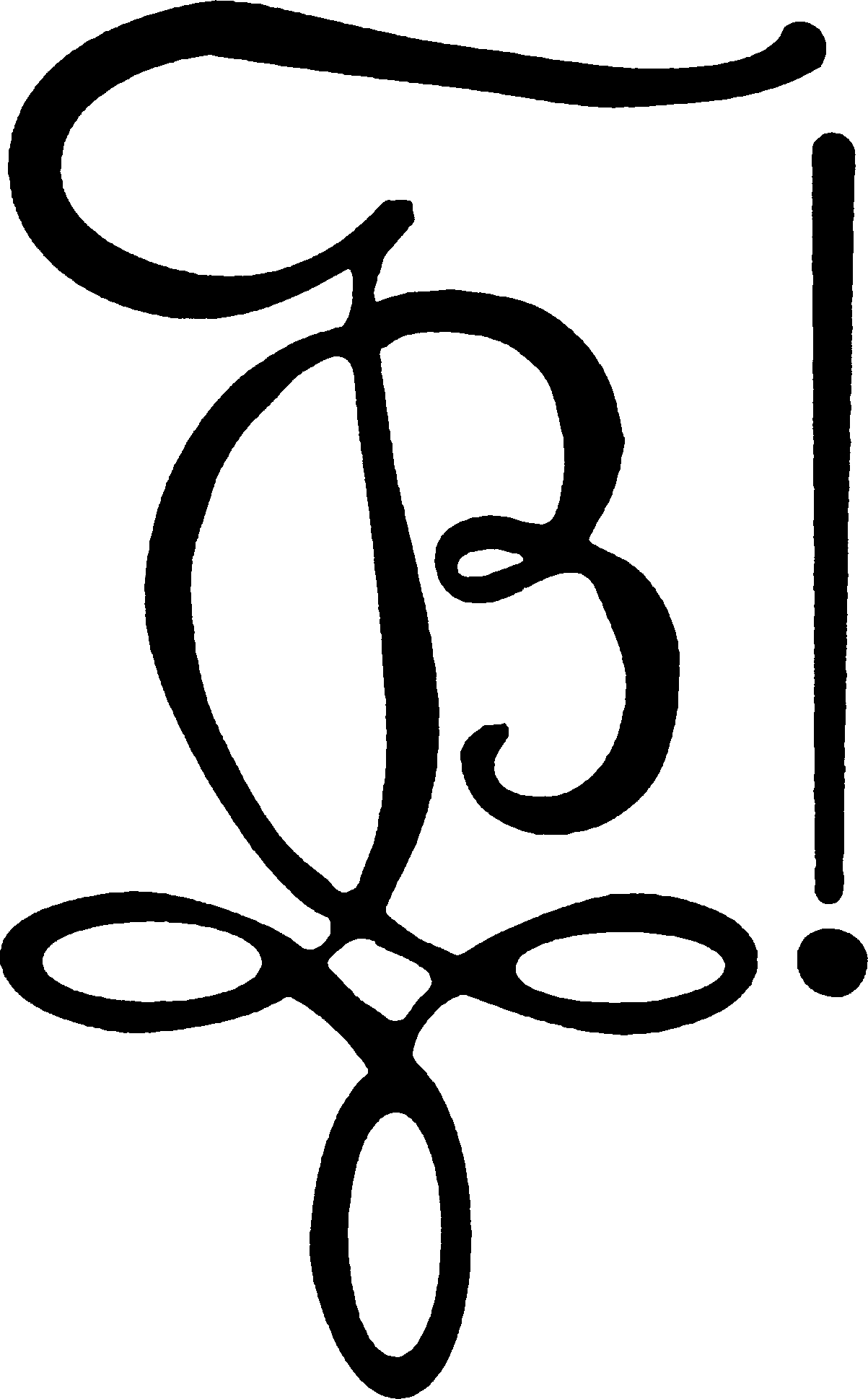
KDStV Bergland (Freiberg) Aachen
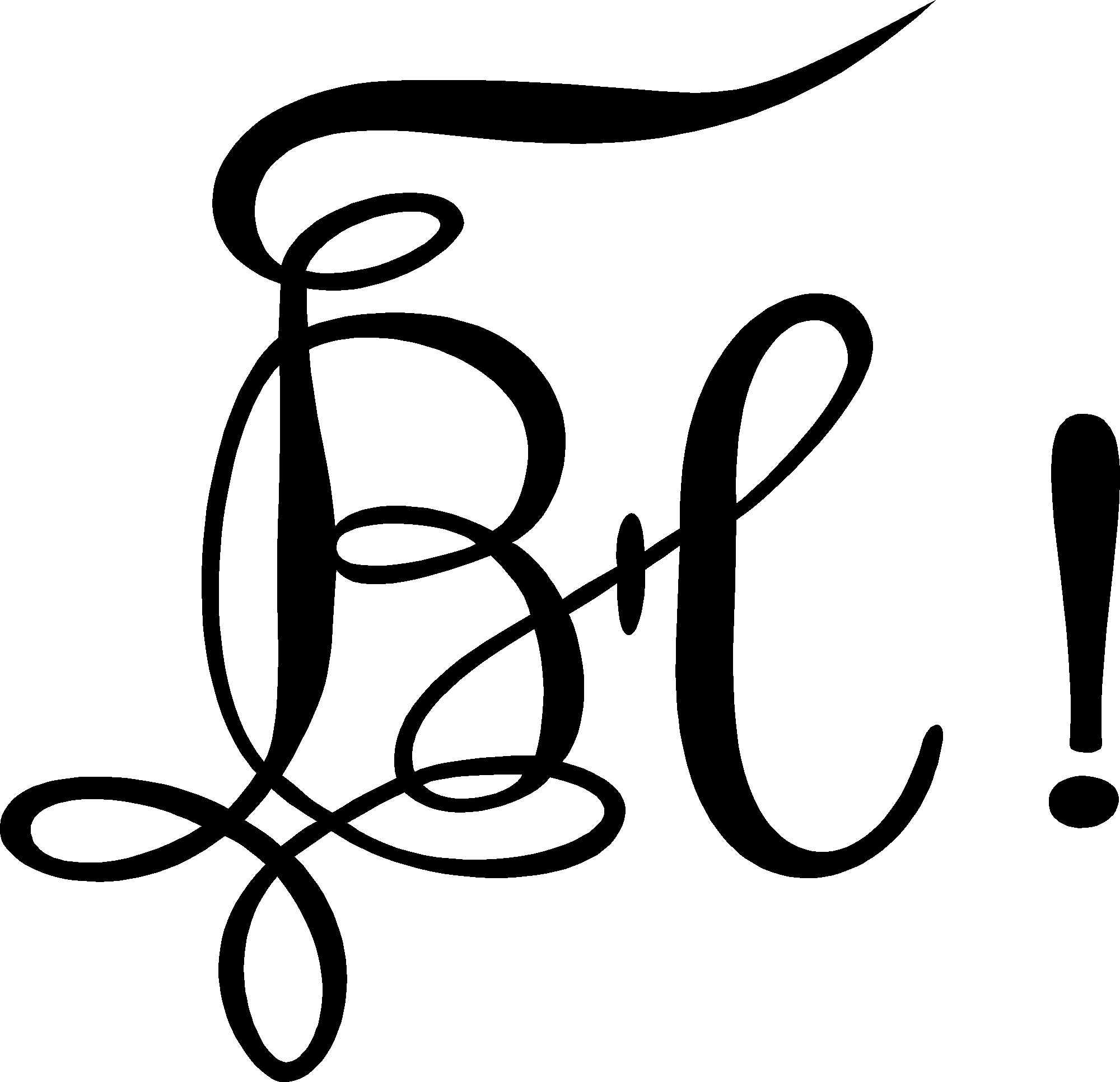
Berg- und Hüttenmännischer Verein
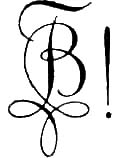
Corps Borussia Breslau zu Köln und Aachen
Wingolfsverbindung Chattia zu Aachen
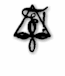
Corps Delta
Corps Franconia Fribergensis
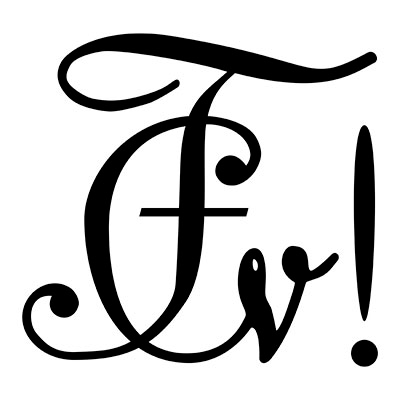
KDStV Franconia Aachen
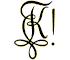
KDStV Kaiserpfalz
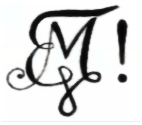
KDStV Marchia (Breslau)
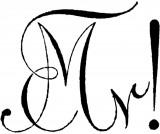
K.D.St.V. Makaria-Berlin zu Aachen im CV
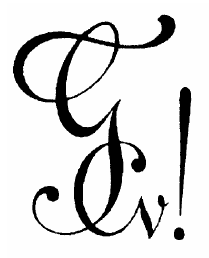
Corps Marko-Guestphalia
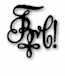
Corps Montania
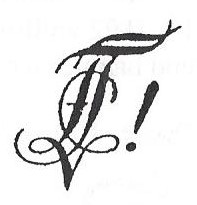
Corps Palaeo-Teutonia Aachen
Turnerschaft Rheno-Borussia
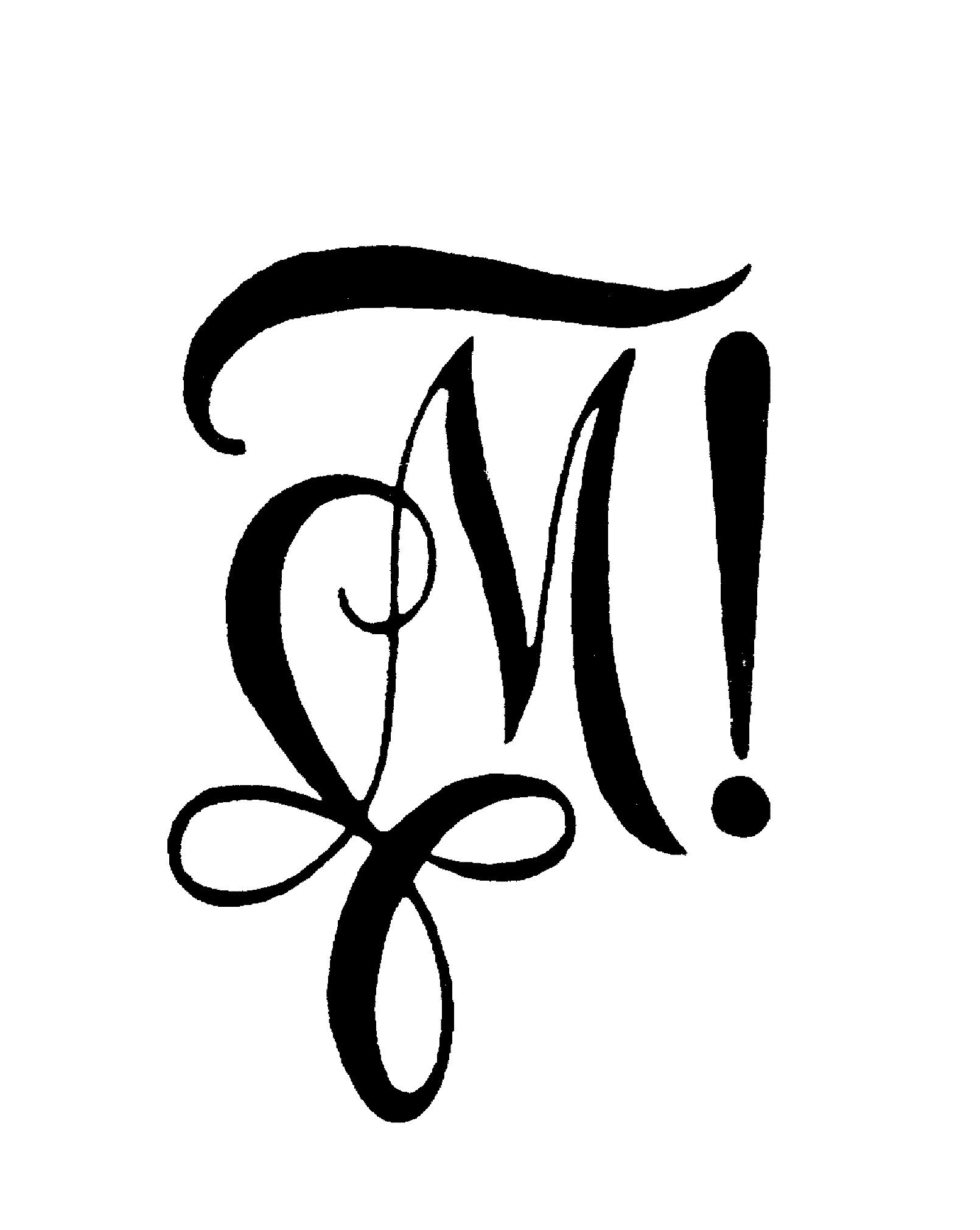
Corps Saxo-Montania zu Freiberg und Dresden in Aachen
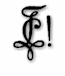
Corps Saxonia Berlin
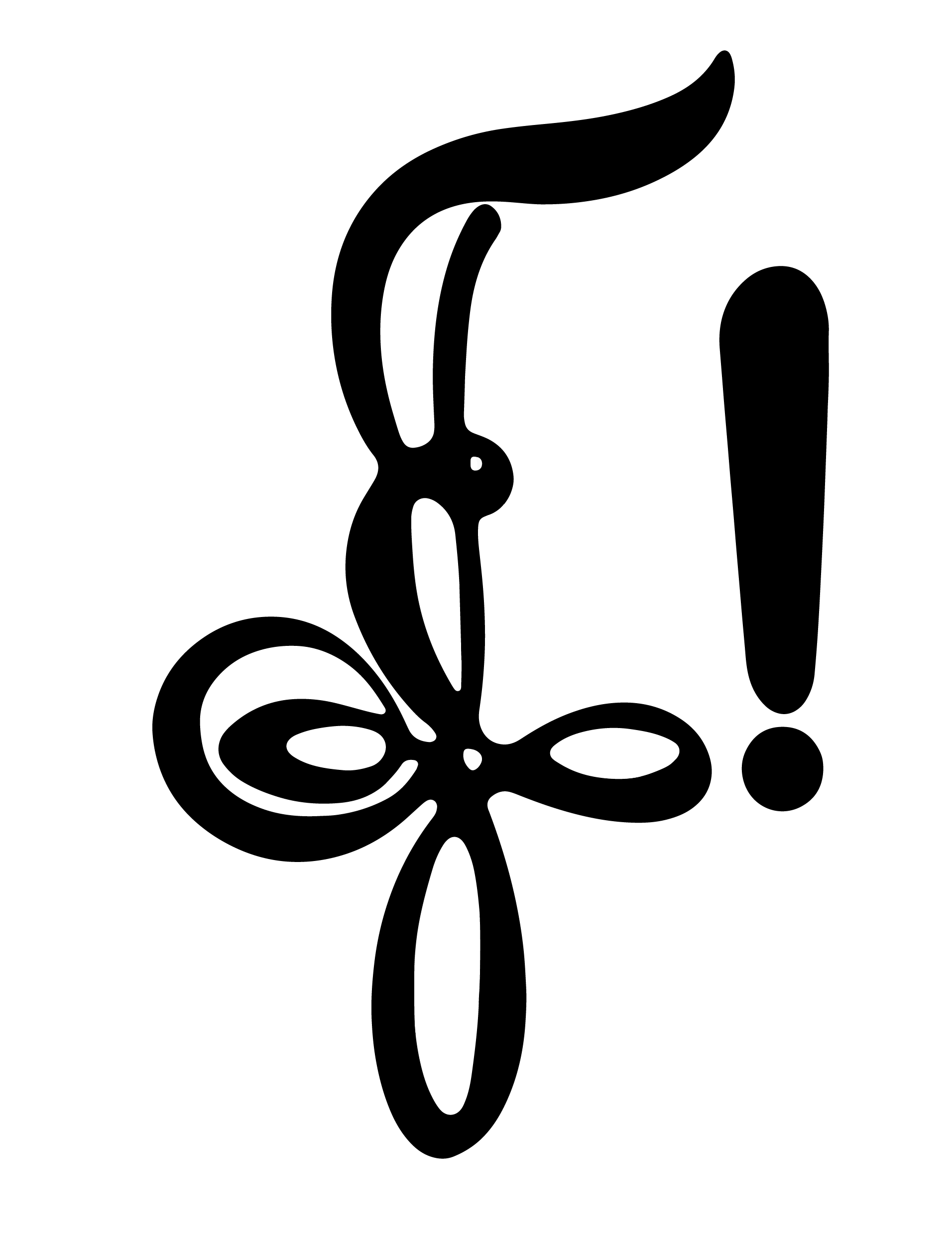
Aachener Burschenschaft Teutonia
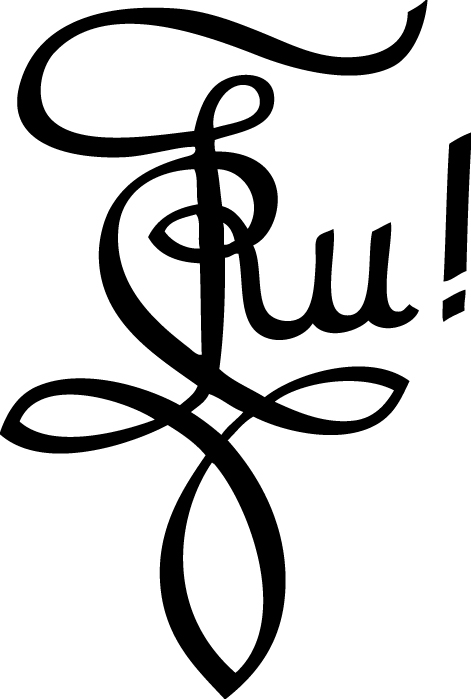
WKStV Unitas Reichenstein
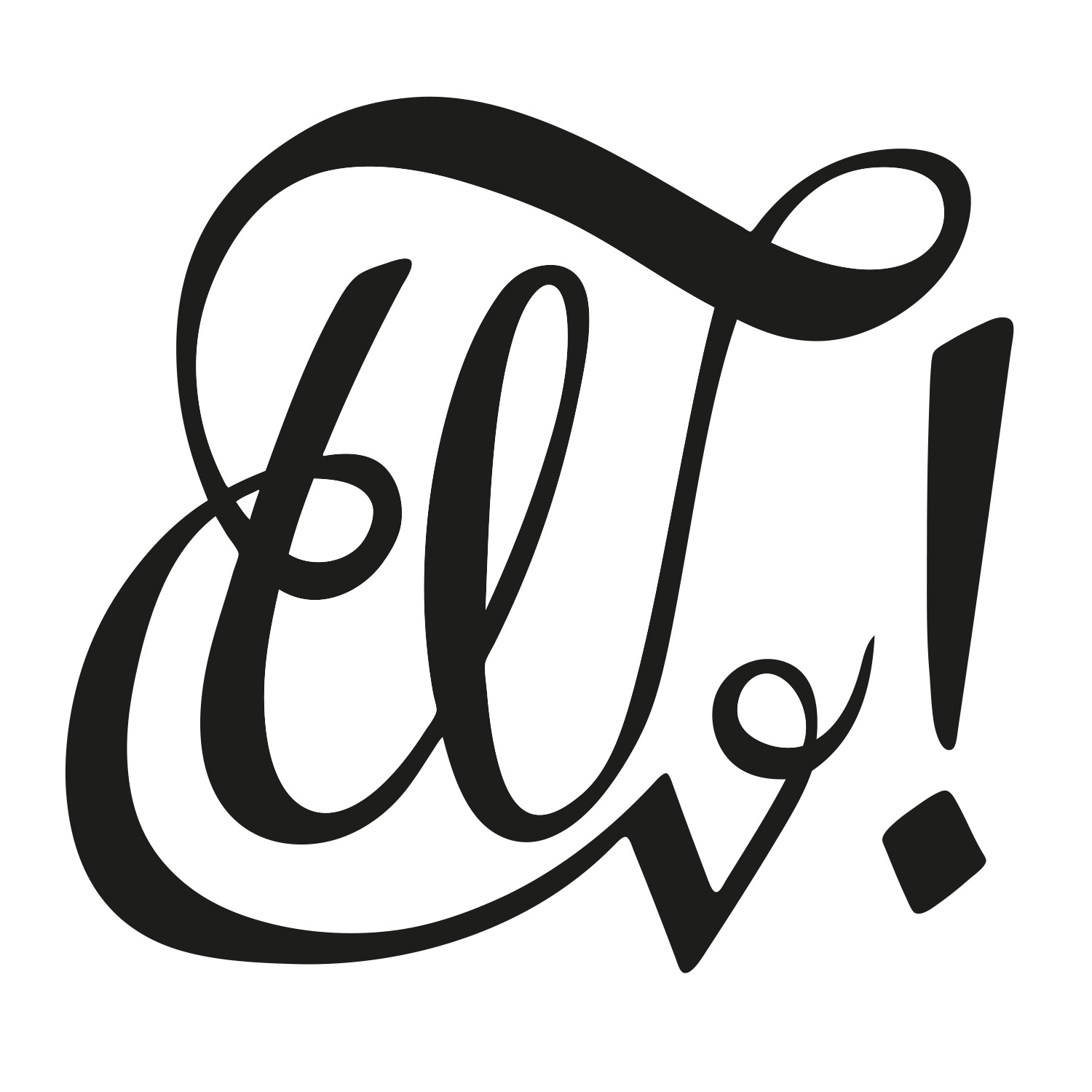
KStV Wiking
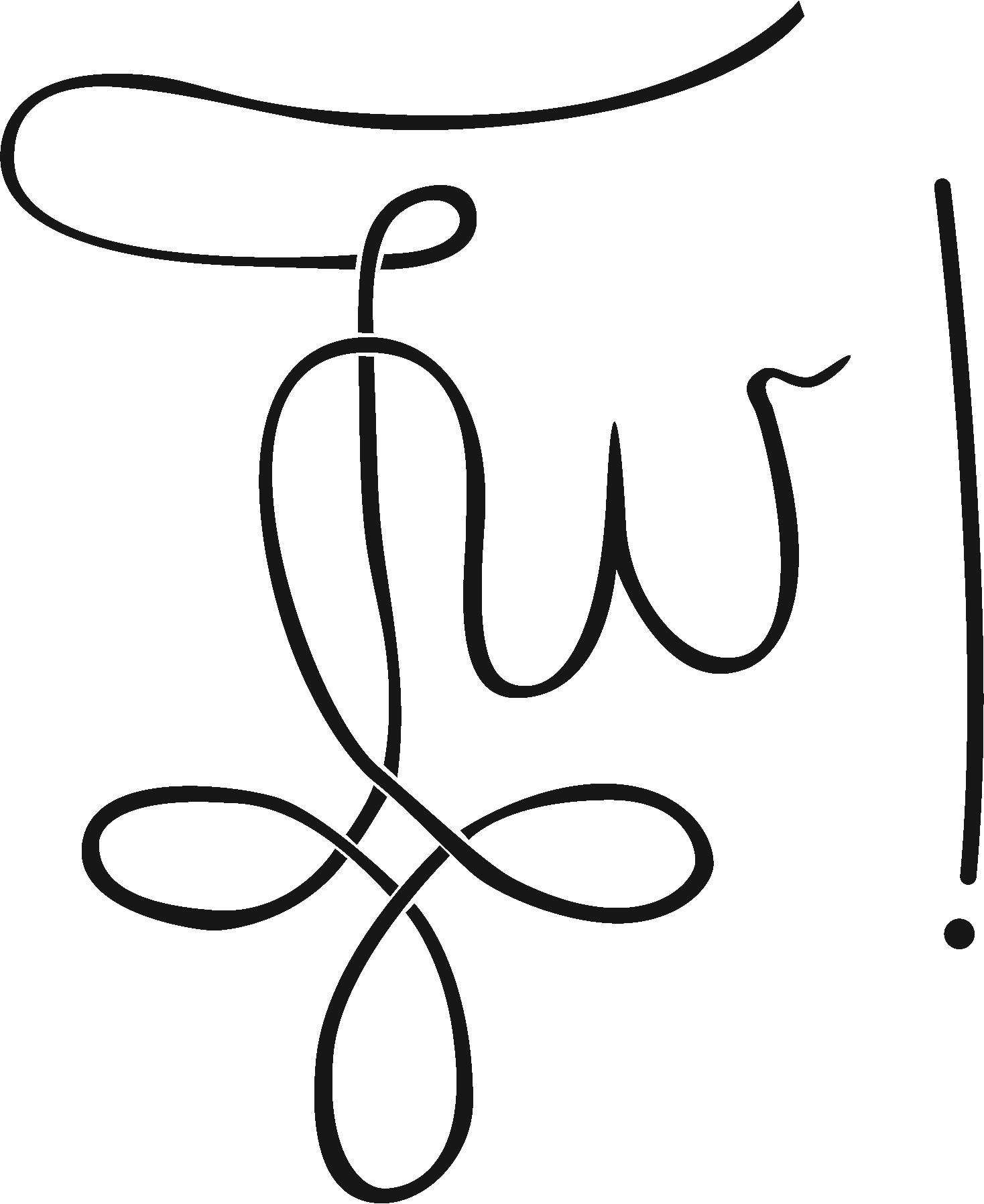
Burschenschaft Westmark im Schwarzburgbund zu Aachen

## Appenzell

GV Penthesilea

## Augsburg

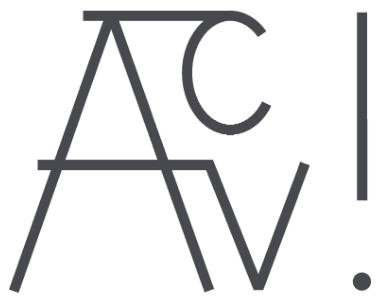
KDStV Algovia
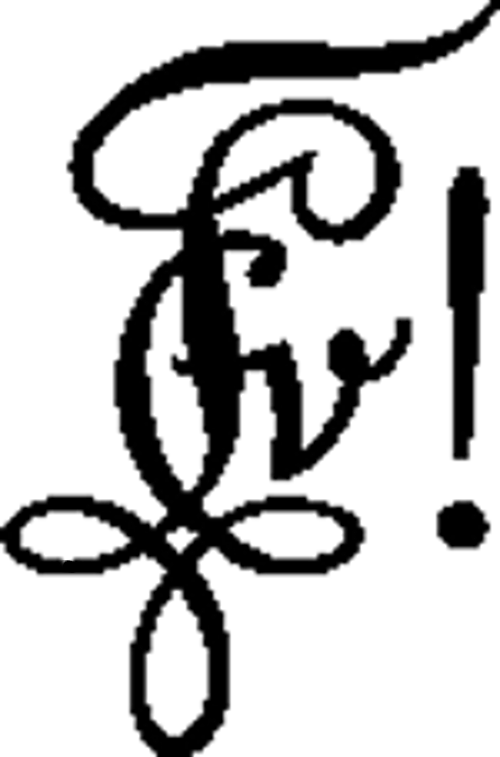
KStV Ludovicia Augsburg
Burschenschaft Rheno-Palatia Augsburg

## Bamberg

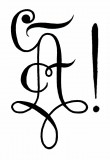
Burschenschaft Alemannia Bamberg
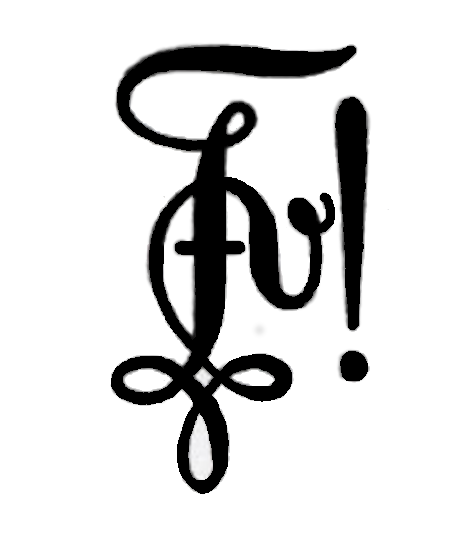
K.D.St.V. Fredericia zu Bamberg

## Basel

Akademische Turnerschaft Alemannia
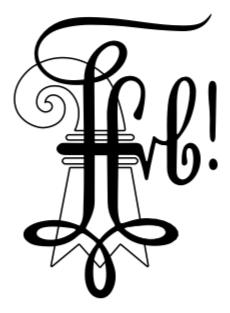
Froburger
Helvetia
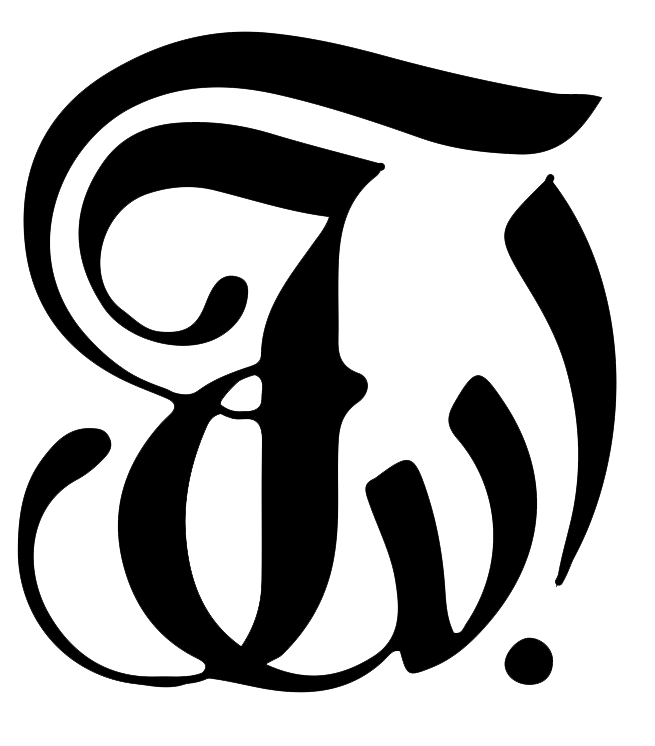
Jurassia Basiliensis
Rauracia
Schwizerhüsli
Zofingia

## Bayreuth

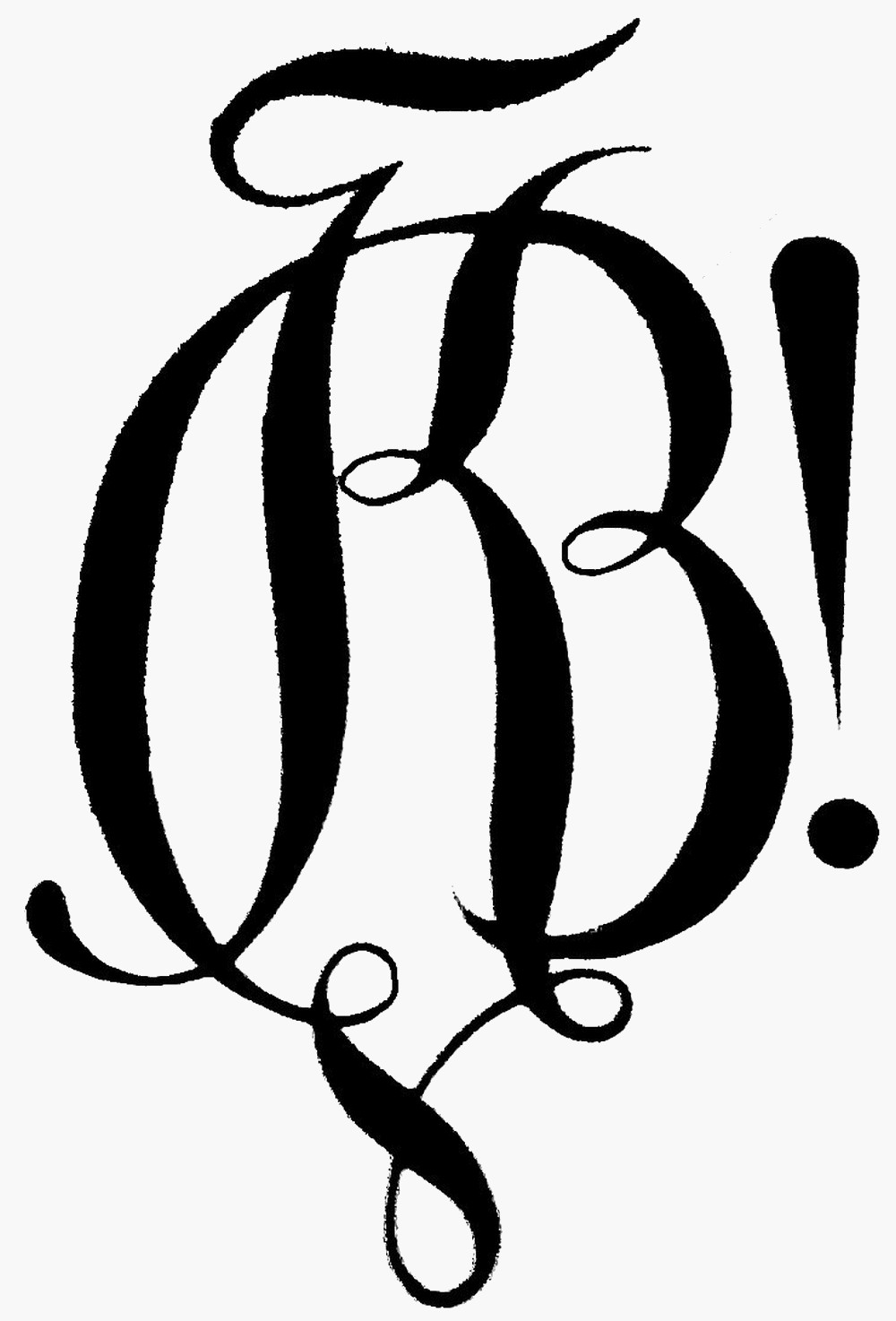
B! Kurmark Brandenburg im SB zu Bayreuth
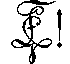
Lb! Langobardia München zu Bayreuth im CV
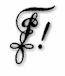
Corps Pomerania-Silesia

## Berlin

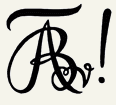
Turnerschaft Alemanno-Borussia Berlin
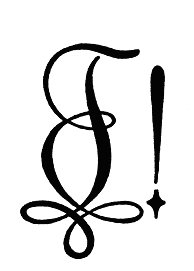
Berliner Burschenschaft Arminia
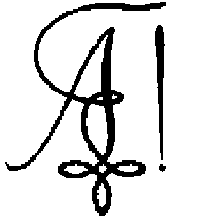
ATV zu Berlin
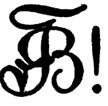
KDStV Bavaria Berlin
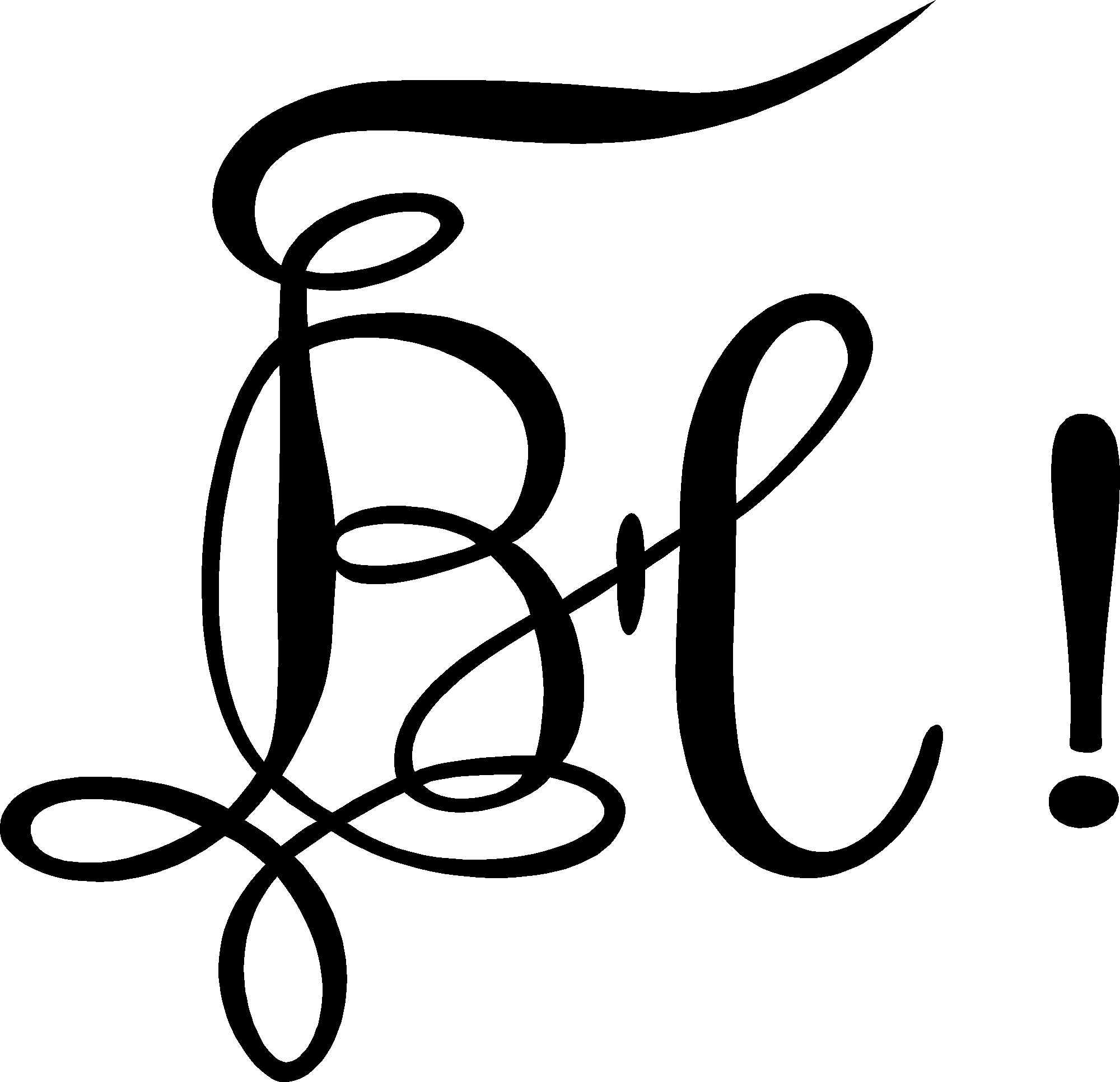
Berg- und Hüttenmännischer Verein
Corps Berlin
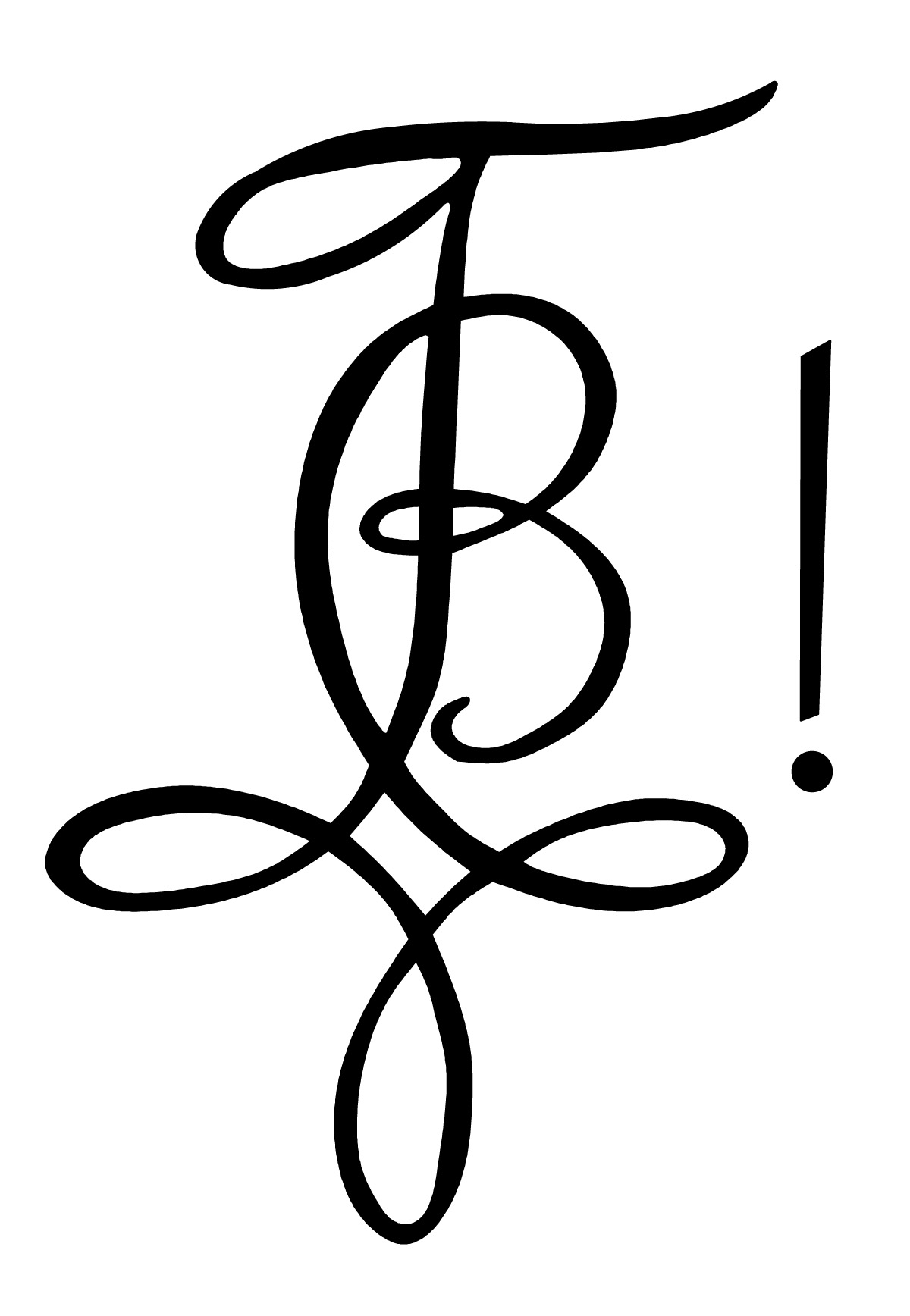
Corps Borussia Berlin
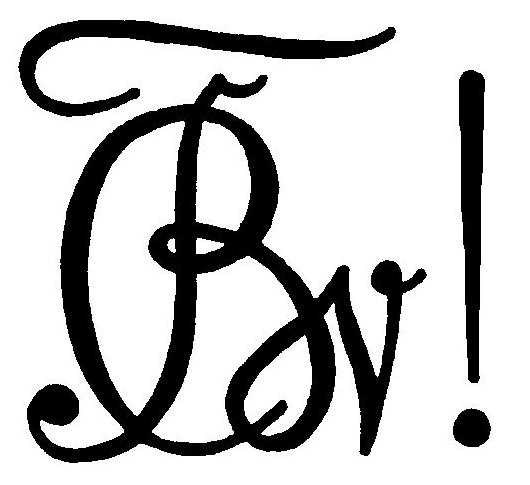
KDStV Borusso-Saxonia Berlin
Burschenschaft Germania Berlin
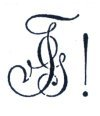
KDStV Germania Berlin
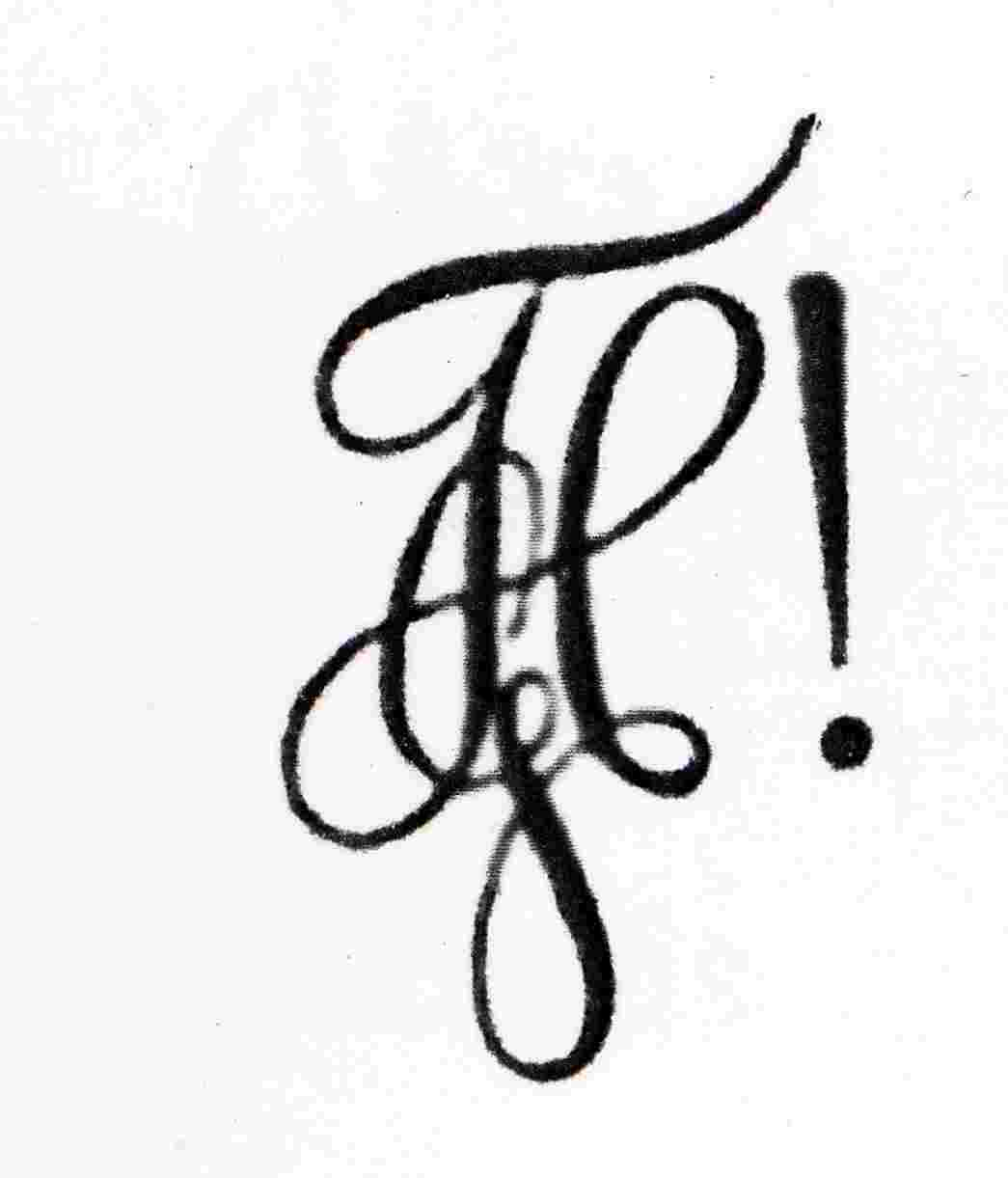
Berliner Burschenschaft Hevellia
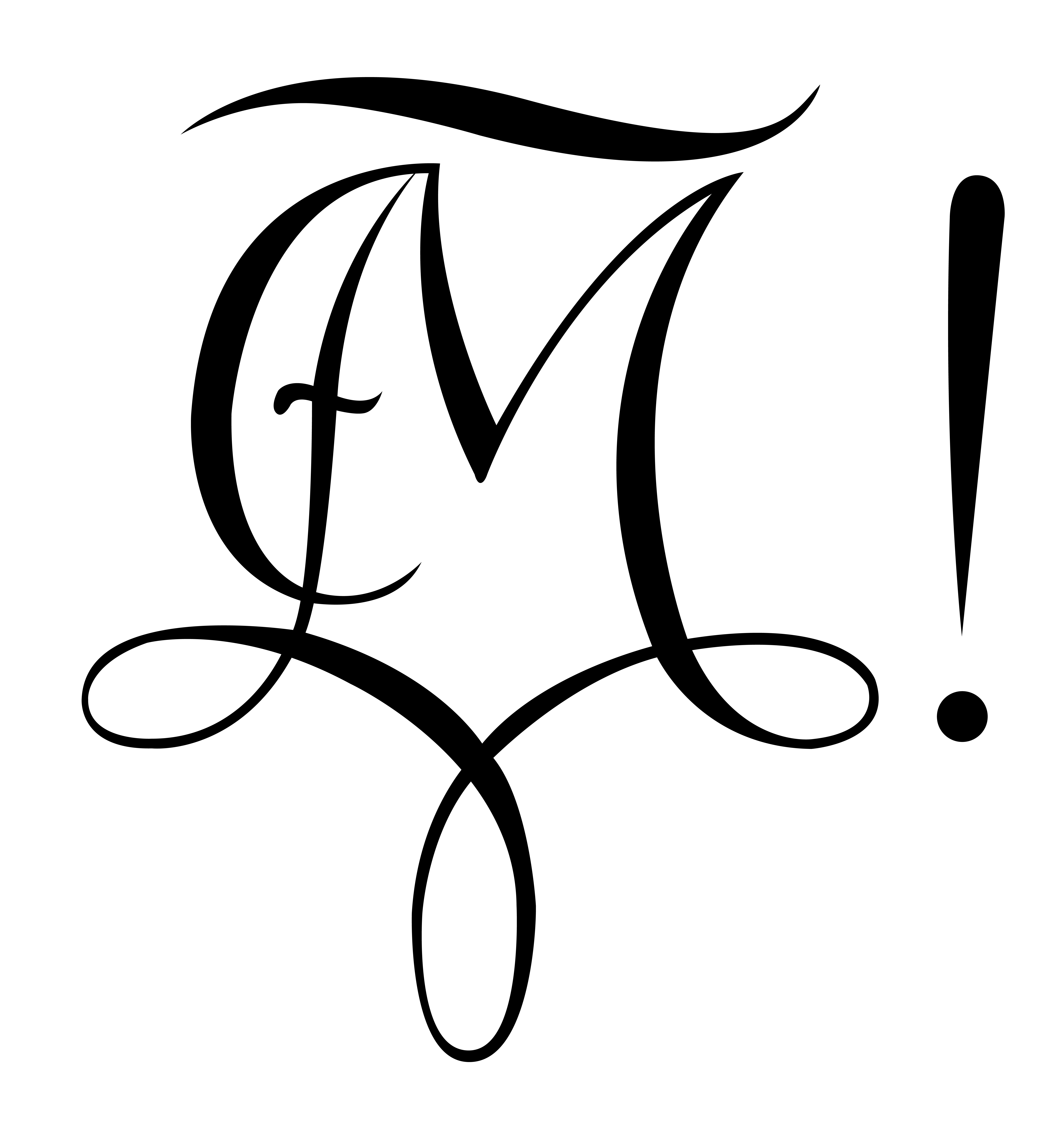
Corps Marchia Berlin
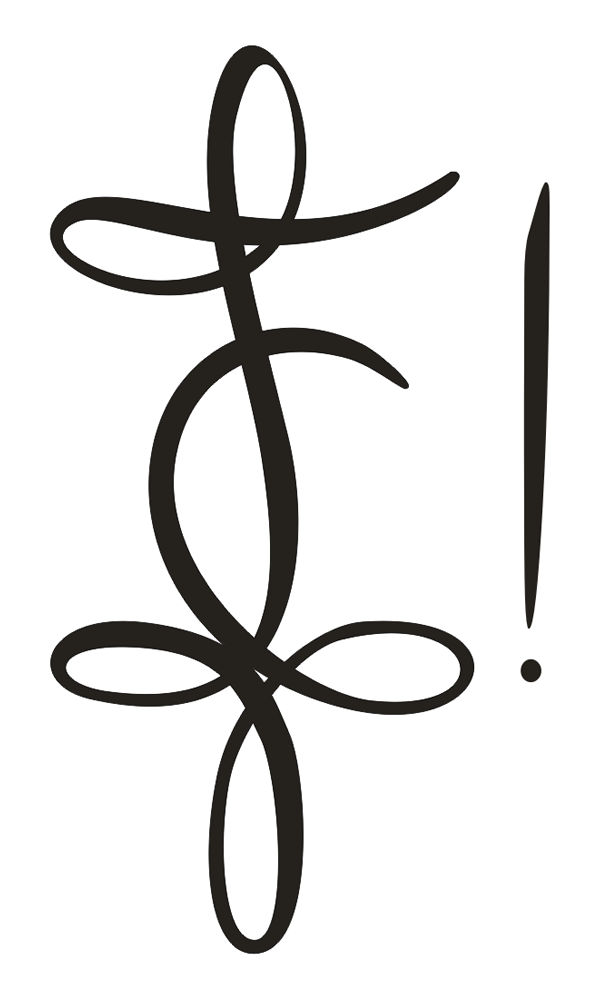
Verbindung Berliner Studentinnen Lysistrata
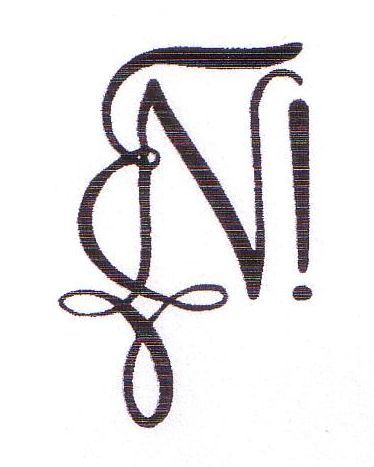
Corps Normannia Berlin
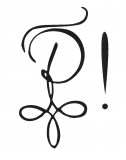
Landsmannschaft Preußen Berlin
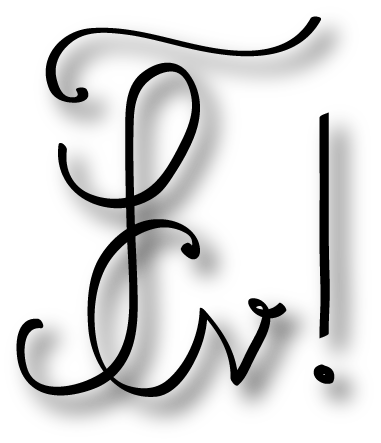
Burschenschaft Salingia Berlin
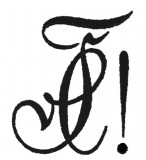
KAV Suevia Berlin
W.K.St.V. Unitas Berlin
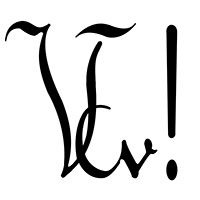
Corps Vandalia-Teutonia Berlin
Berliner Wingolf
Charlottenburger Wingolf
Wingolf an der Berliner Handelshochschule

## Bern

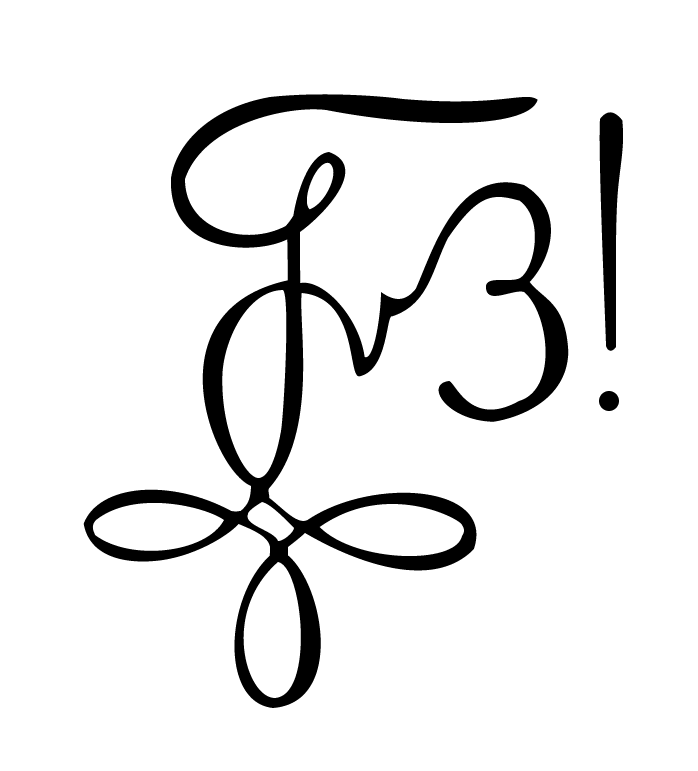
AV Berchtoldia
AKV Burgundia
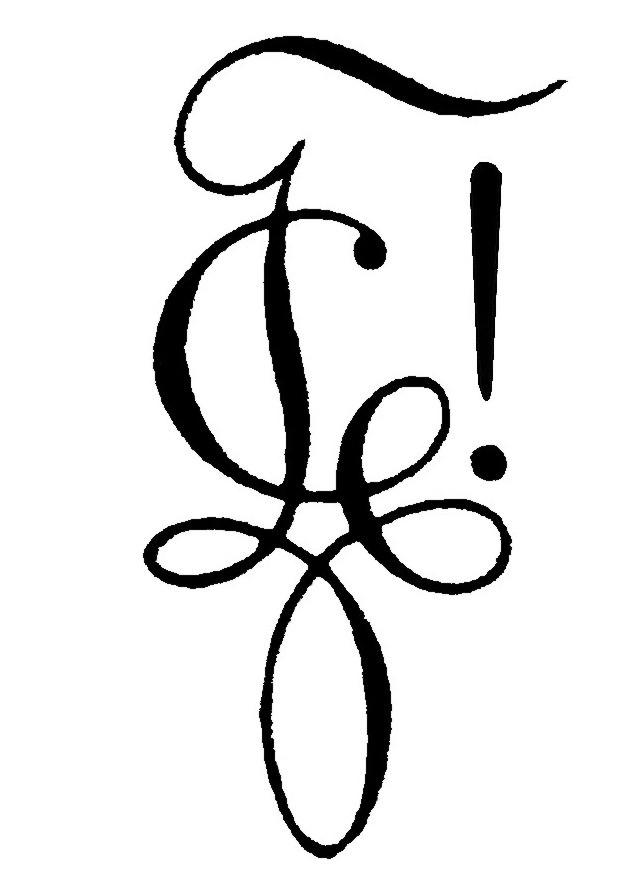
Studentenverbindung Concordia Bern
- Halleriana Bernensis
Akademische Turnerschaft Rhenania Bern
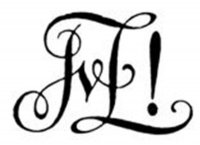
Zähringia Bernensis

## Bielefeld

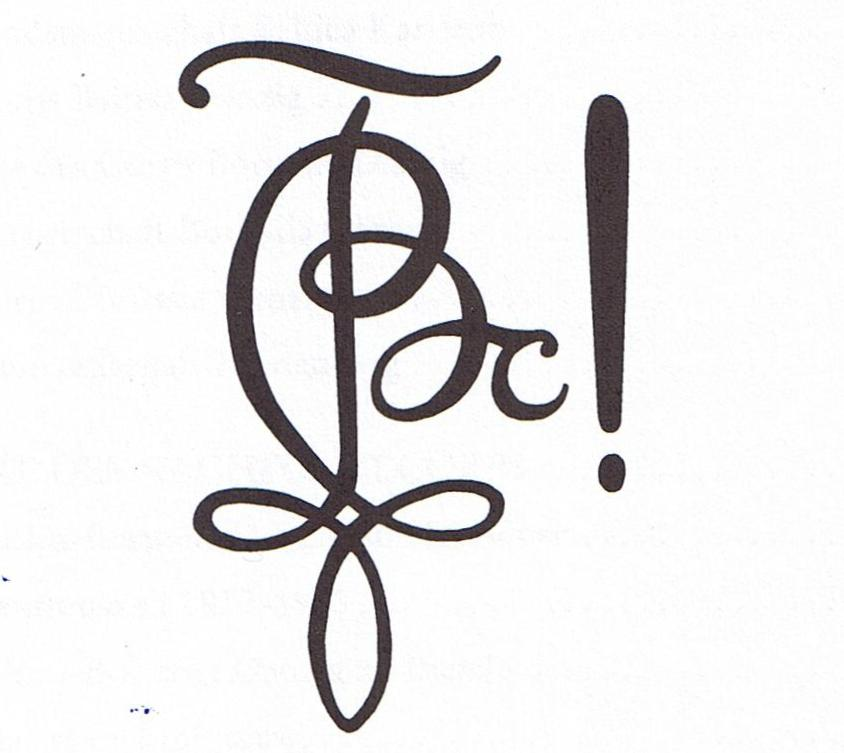
Corps Baltica-Borussia Danzig zu Bielefeld
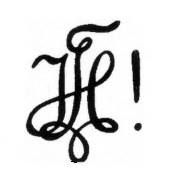
Alte Leipziger Turnerschaft Hansea
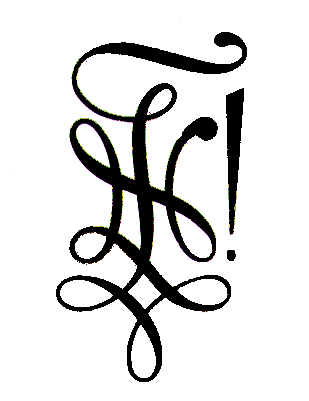
Burschenschaft Normannia-Nibelungen
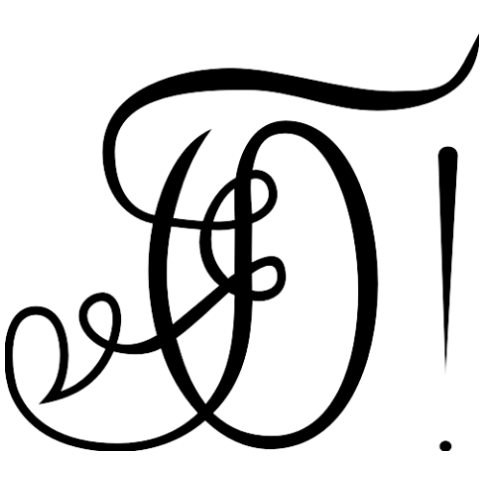
KStV Osning zu Münster et Bielefeld
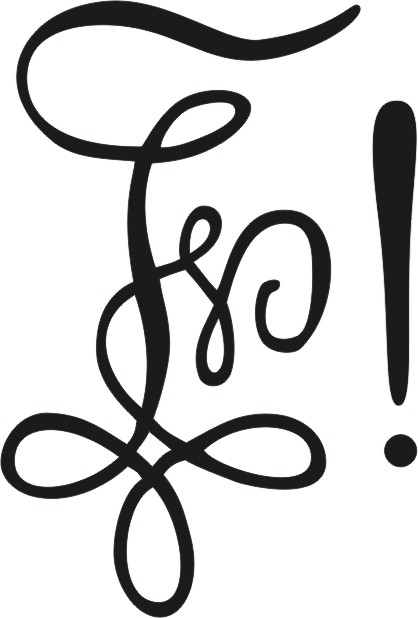
AV Sparrenberg

## Bingen am Rhein

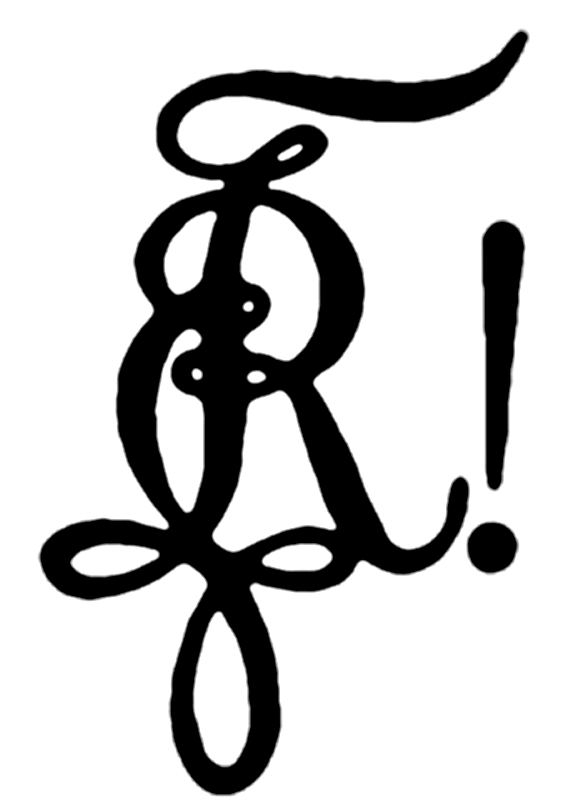
Landsmannschaft Rheno-Teutonia
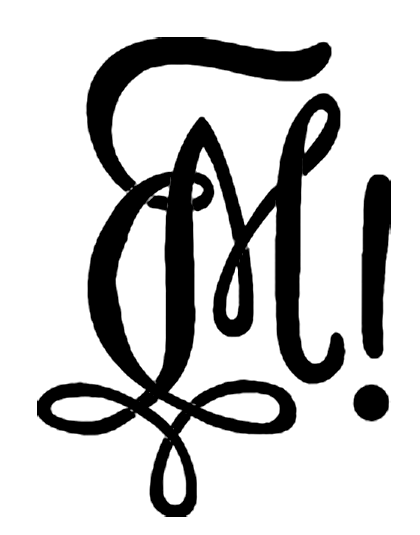
TWV Markomannia
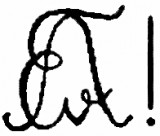
Turnerschaft Alemannia
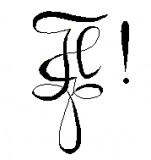
Burschenschaft Holsatia
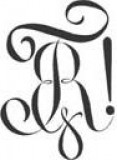
TRV Rhenania
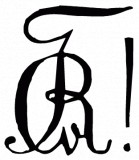
KTV Ripuaria

## Bochum

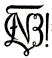
Corps Neoborussia-Berlin zu Bochum
Akademische Jagdverbindung Hubertia Ruhr
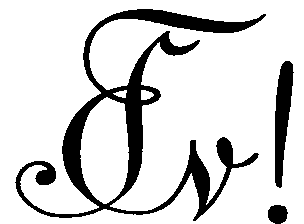
AV Silesia
KDStV Saxo-Thuringia

## Bonn

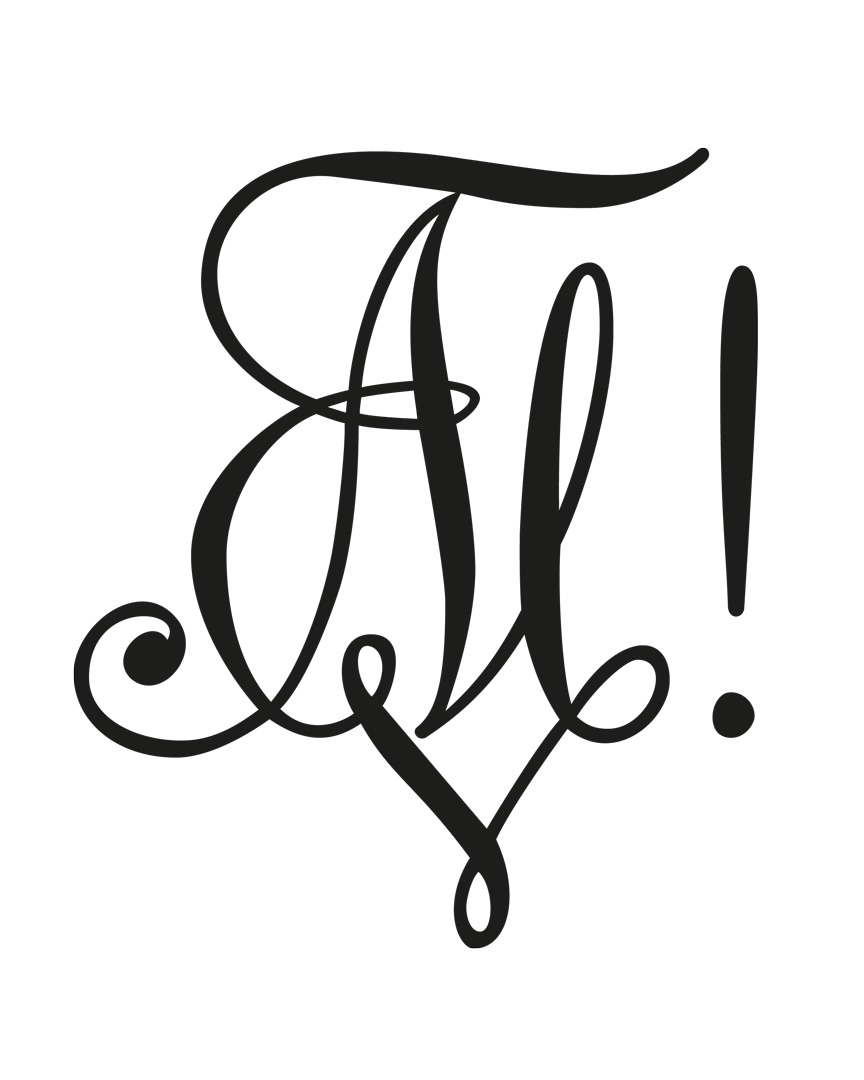
KDStV Alania Bonn
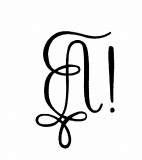
KStV Arminia Bonn
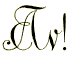
KDStV Ascania Bonn
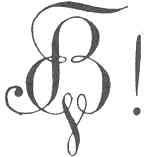
KDStV Bavaria Bonn
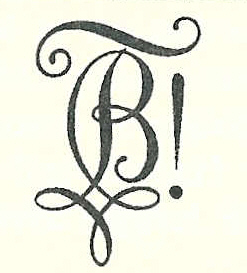
Corps Borussia Bonn
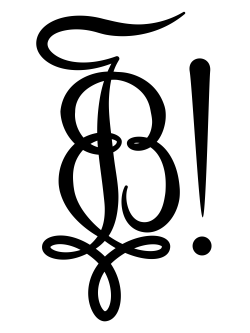
VkTh Burgundia im Collegium Albertinum Bonn
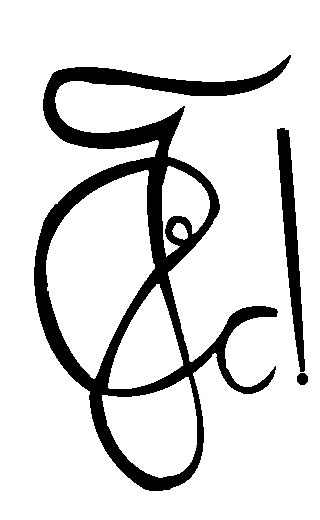
KThStV Colonia im Collegium Albertinum Bonn
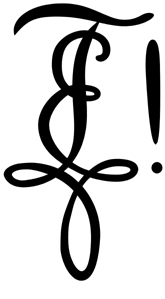
Bonner Burschenschaft Frankonia
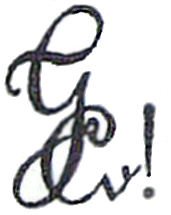
Corps Guestphalia Bonn
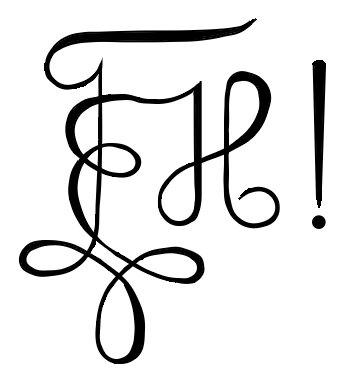
Landsmannschaft Hercynia Bonn
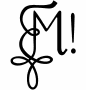
Burschenschaft Marchia Bonn
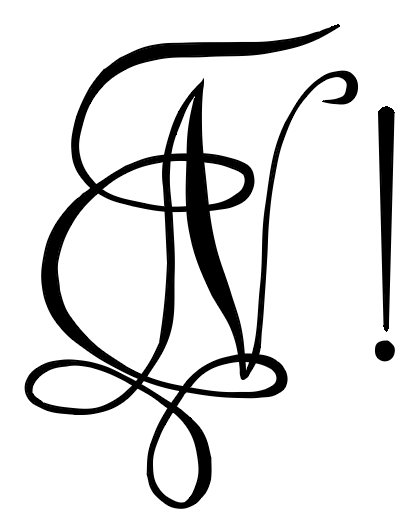
Landsmannschaft Nassovia Bonn (1882–1949; heute L! Teutonia Bonn)
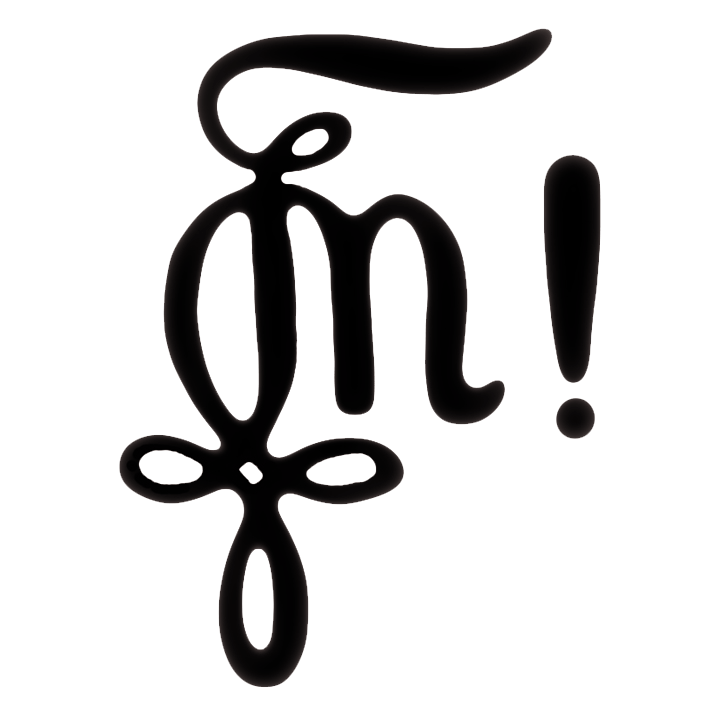
KDStV Novesia Bonn
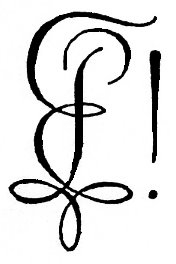
Landsmannschaft Palaio-Teutonia Bonn (1894–1896; L! Teutonia Bonn)
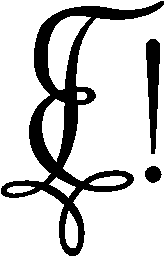
Alte Breslauer Burschenschaft der Raczeks
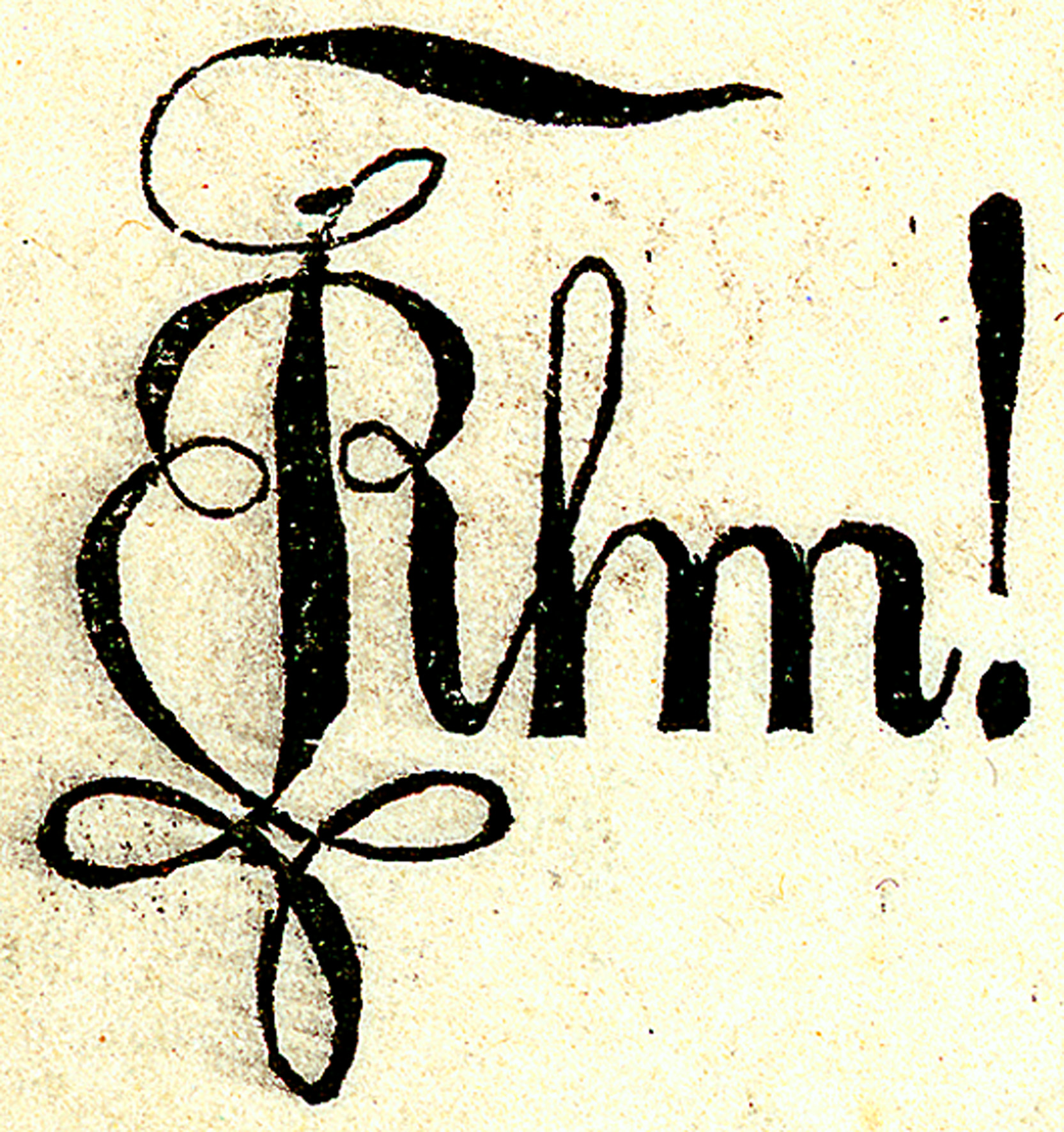
EThV Rheinmark
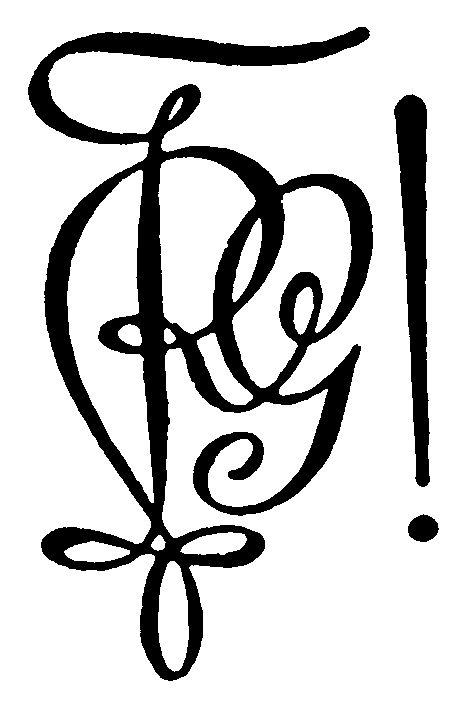
KDB Rheno-Guestphalia
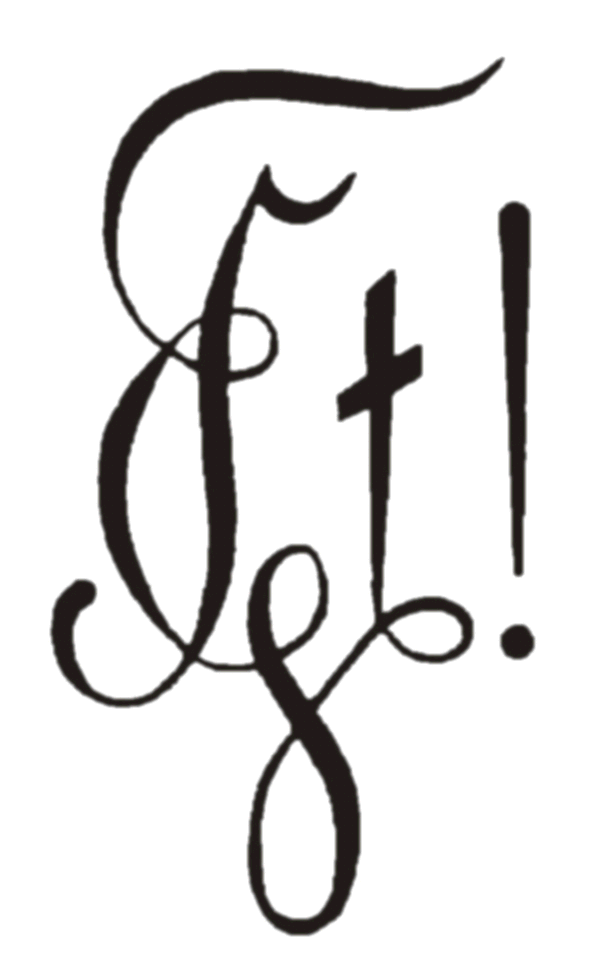
KDStV Staufia Bonn
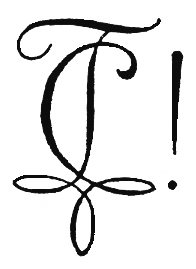
Landsmannschaft Teutonia Bonn
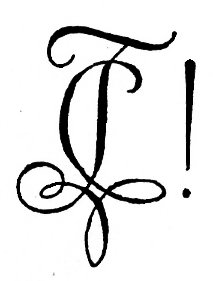
Landsmannschaft Tuisconia Bonn (1908–1934; heute L! Teutonia Bonn)
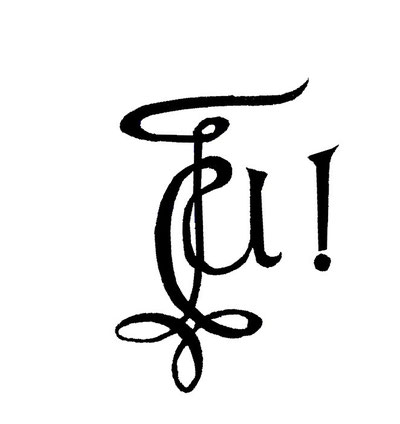
WKStV Unitas Clara Schumann zu Bonn
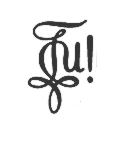
WKStV Unitas-Salia Bonn
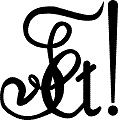
WKStV Unitas Stolzenfels zu Bonn
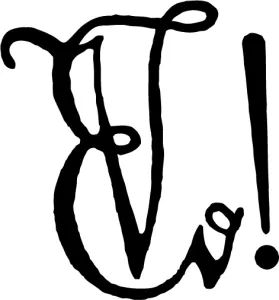
KStV Vandalia Bonn
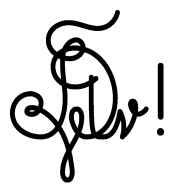
Verein Deutscher Studenten zu Bonn
Bonner Wingolf

## Braunschweig

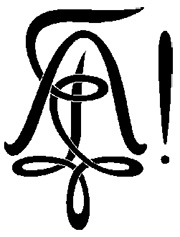
Turnerschaft Alania Braunschweig
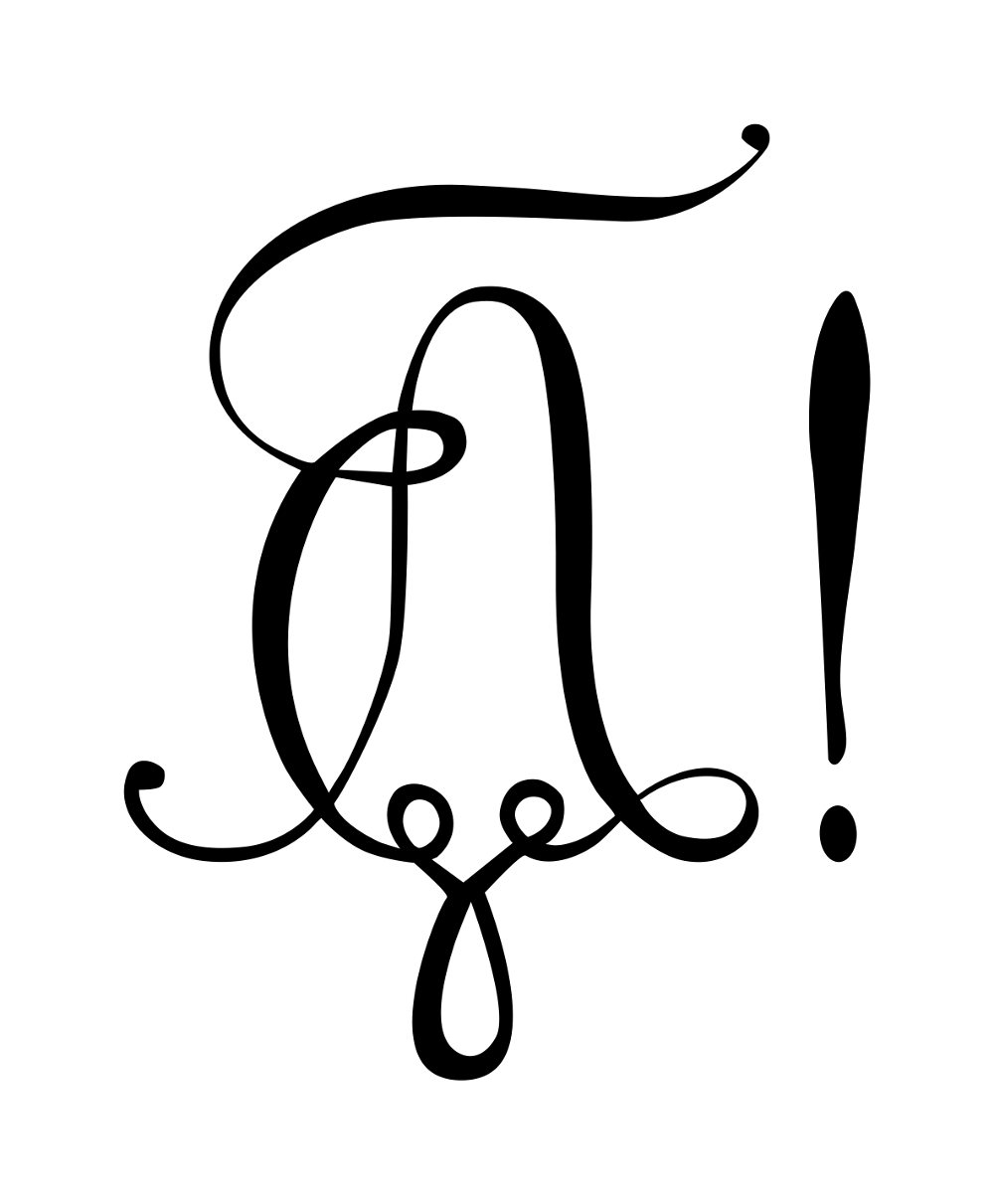
Braunschweiger Burschenschaft Alemannia
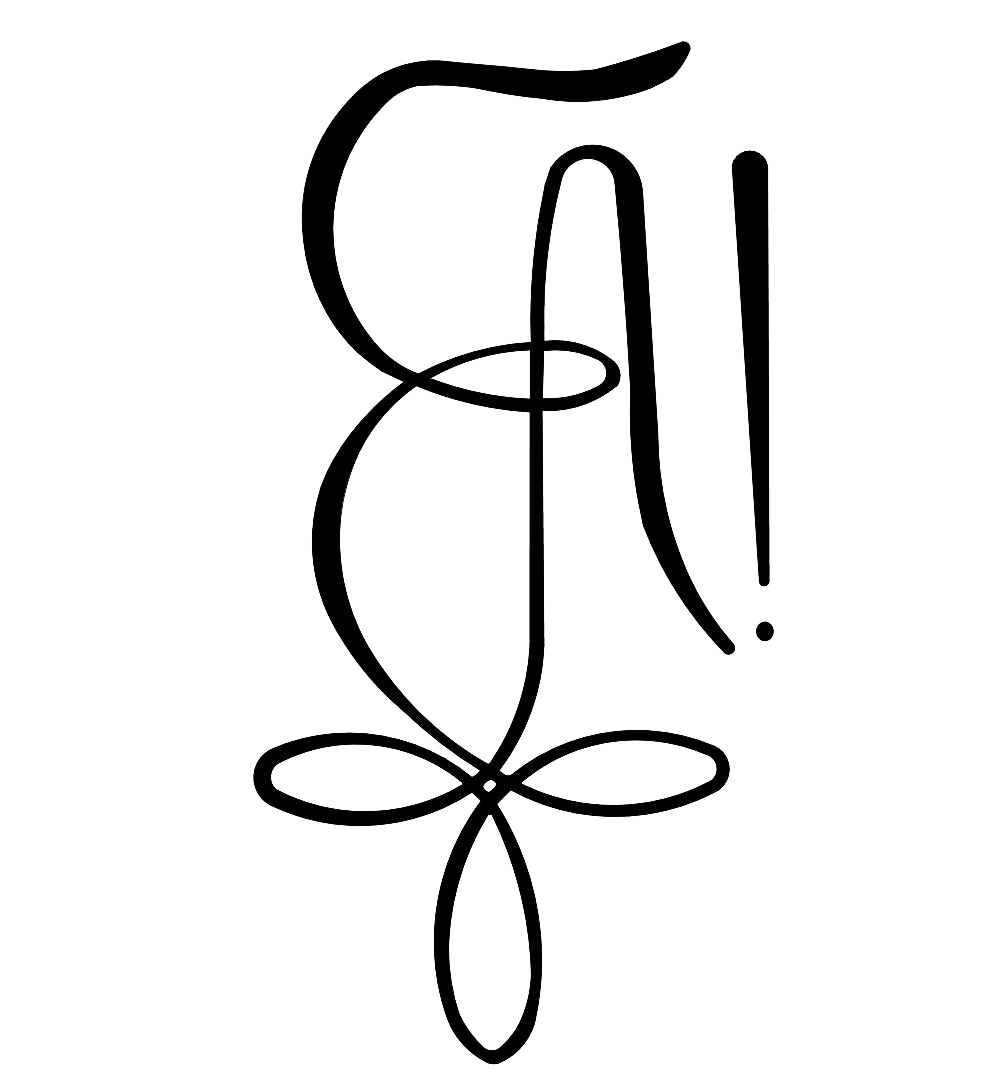
Burschenschaft Arminia-Gothia zu Braunschweig
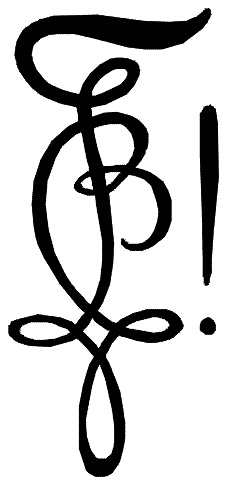
Sängerschaft Frankonia-Brunonia
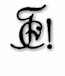
Corps Frisia
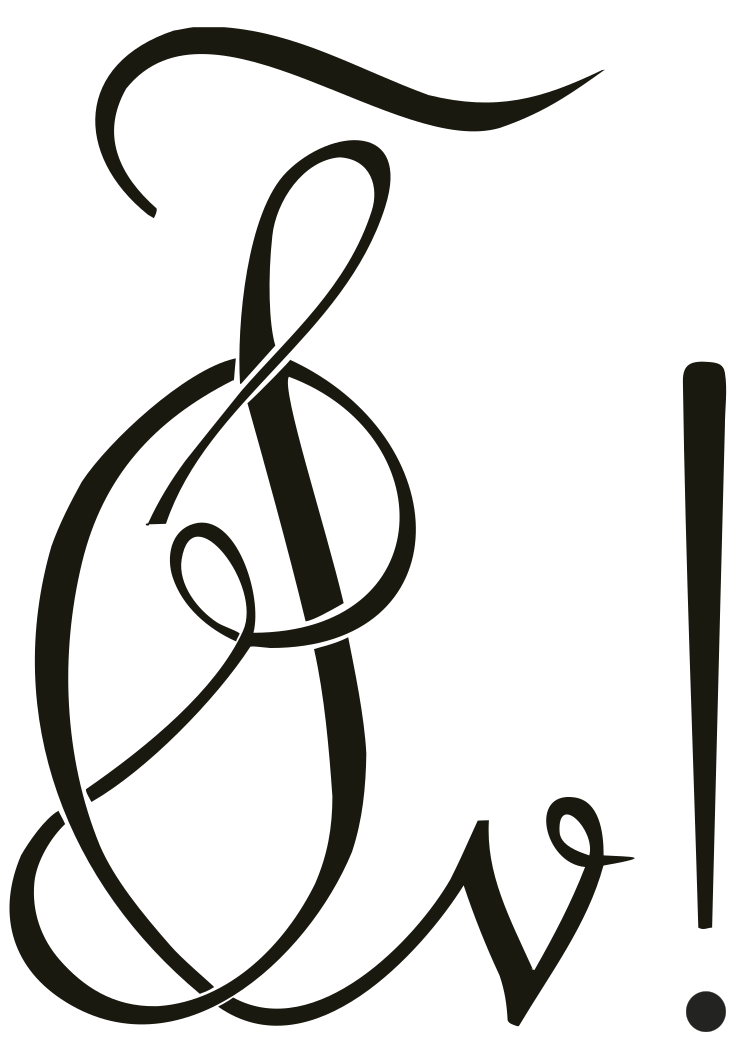
Alte Königsberger Turnerschaft Frisia Albertina
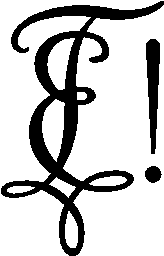
Braunschweiger Burschenschaft Germania
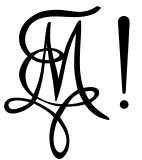
Landsmannschaft Makaria Braunschweig
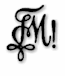
Corps Marchia
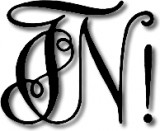
KDStV Niedersachsen Braunschweig
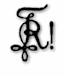
Corps Rhenania ZAB
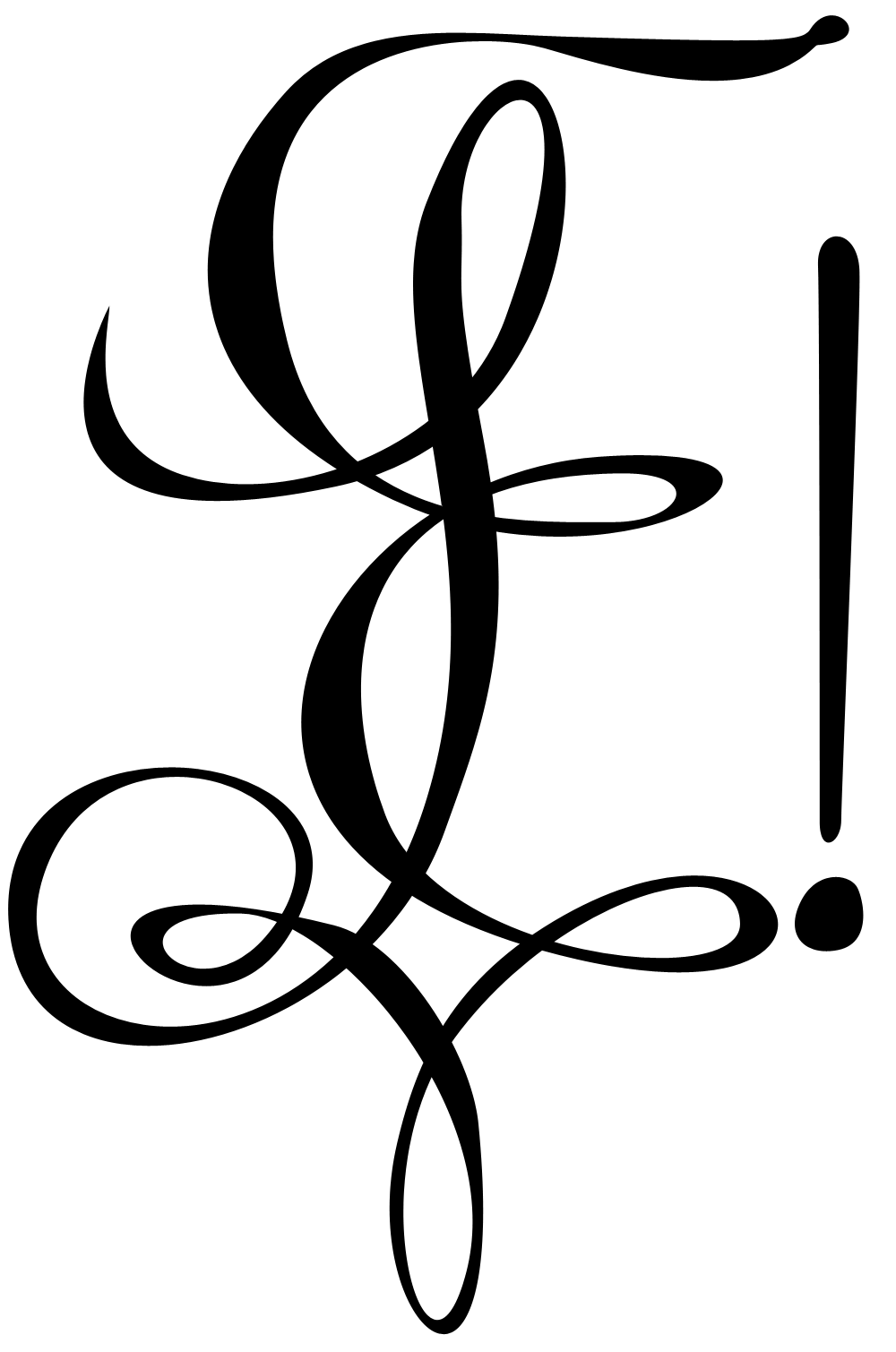
ATV Saxonia Braunschweig / ASV Saxonia Leonis Braunschweig
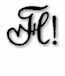
Corps Teutonia-Hercynia
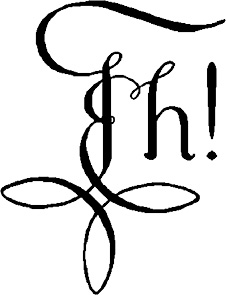
Burschenschaft Thuringia Braunschweig
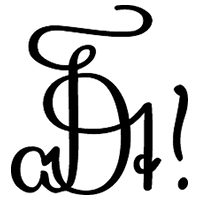
VDSt Braunschweig
Braunschweiger Wingolf

## Bremen

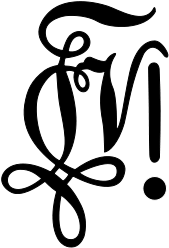
KTV Visurgis
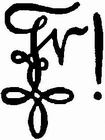
Wehrschaft Normannia Bremen
Bremer Wingolf

## Breslau

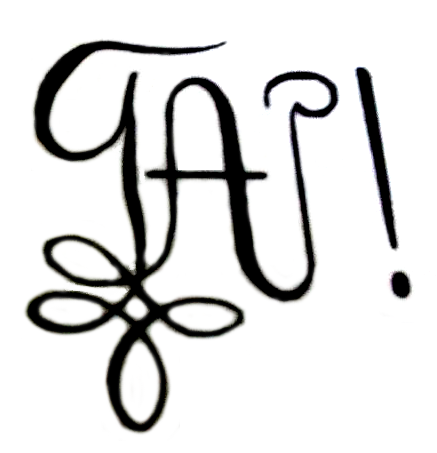
Grenzmannschaft Altpreußen zu Breslau
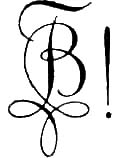
Corps Borussia Breslau
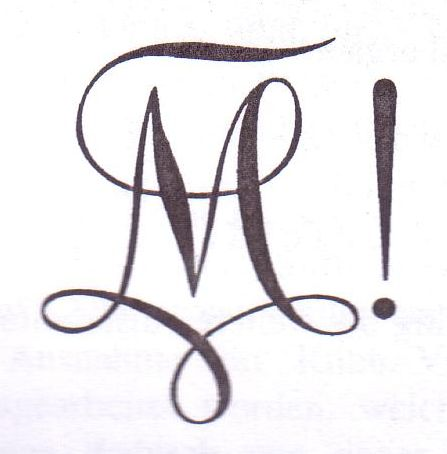
Corps Marcomannia Breslau
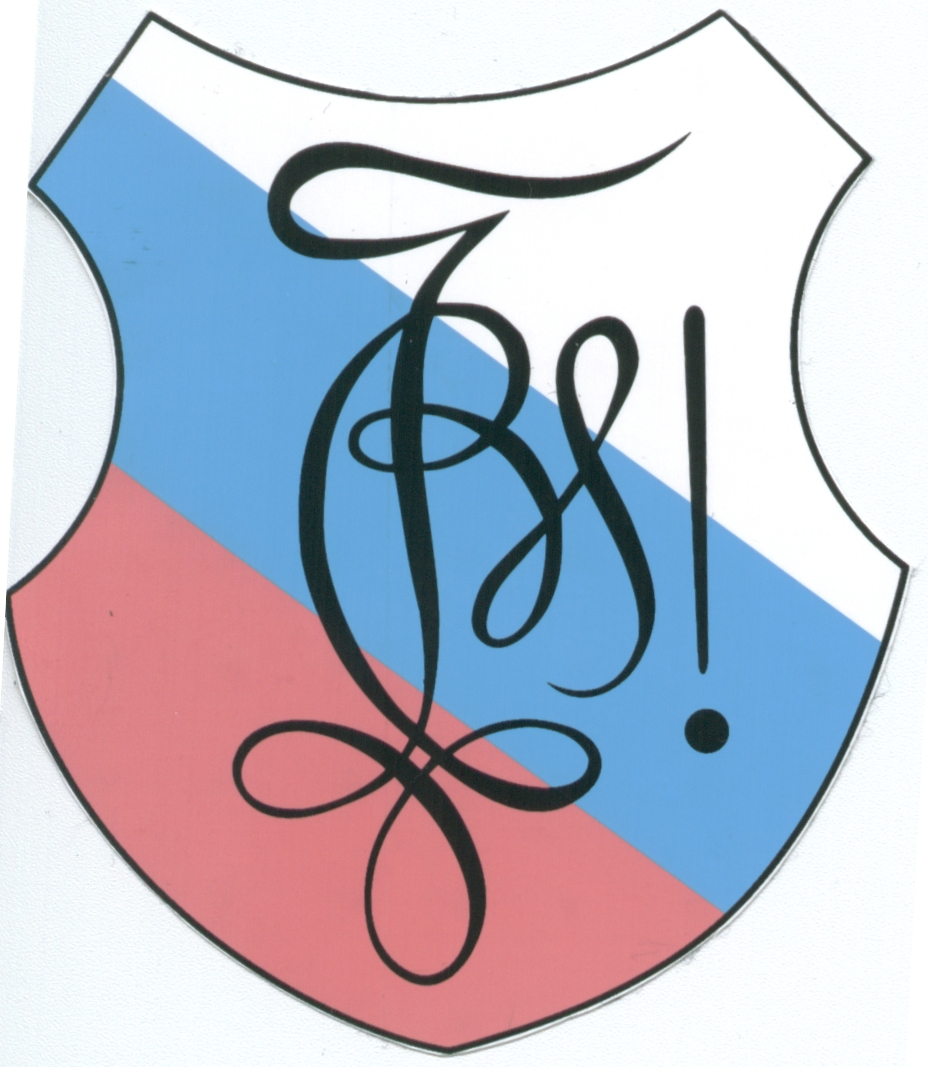
Corps Silesia Breslau
Breslauer Wingolf
Breslauer Wingolf an der technischen Hochschule

## Clausthal

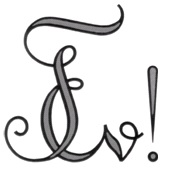
AV Agricola Clausthal
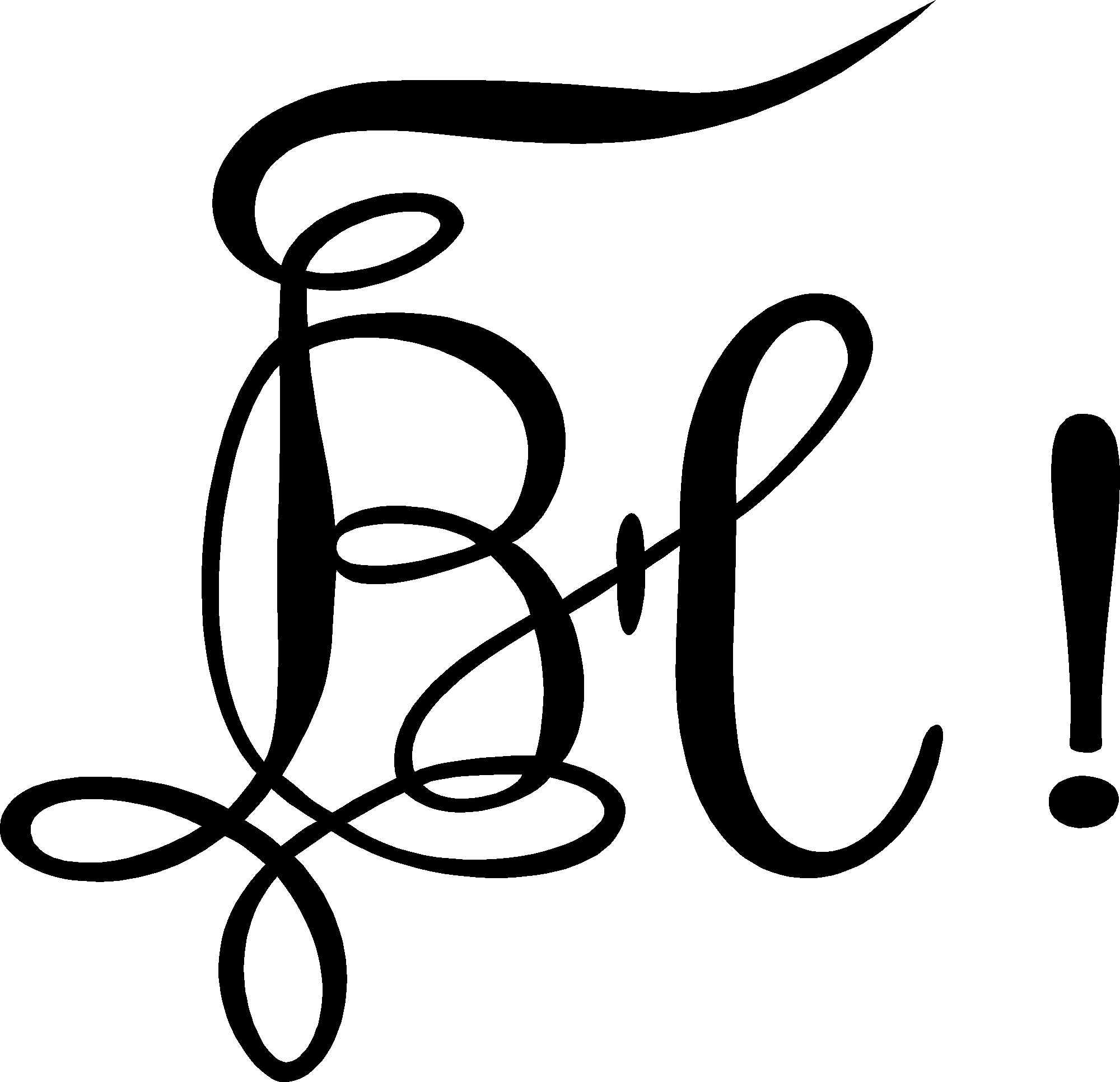
Berg- und Hüttenmännischer Verein
Corps Hercynia Clausthal
Corps Montania Clausthal
Corps Borussia Clausthal
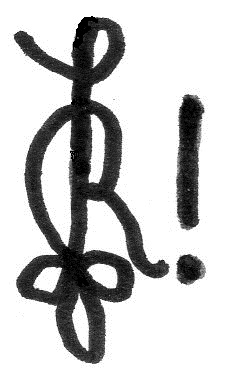
Sängerschaft Rheno-Silesia Clausthal
Freie Burschenschaft Schlägel und Eisen Clausthal
Clausthaler Wingolf „Catena“
Alte Freiberger Burschenschaft Glückauf zu Clausthal

## Cleveland

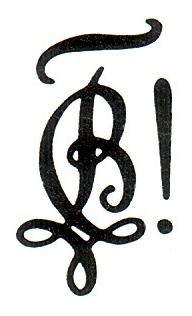
Corps Brandenburgia-Berlin zu Cleveland/Ohio

## Coburg

SV! Casimiriana zu Coburg
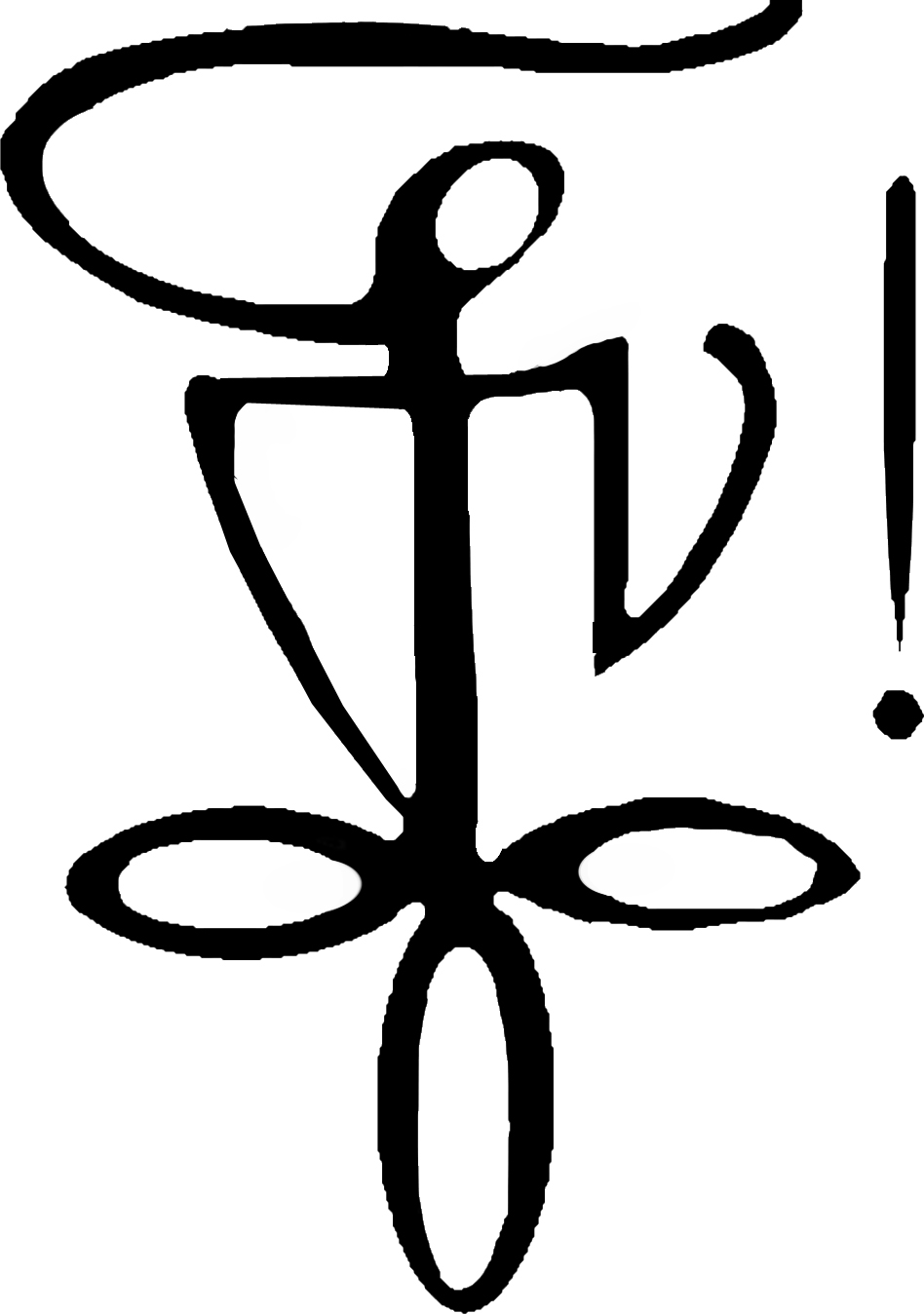
KStV Thuringia Coburg

## Darmstadt

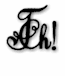
Corps Chattia Darmstadt
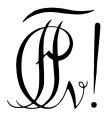
Corps Franconia Darmstadt
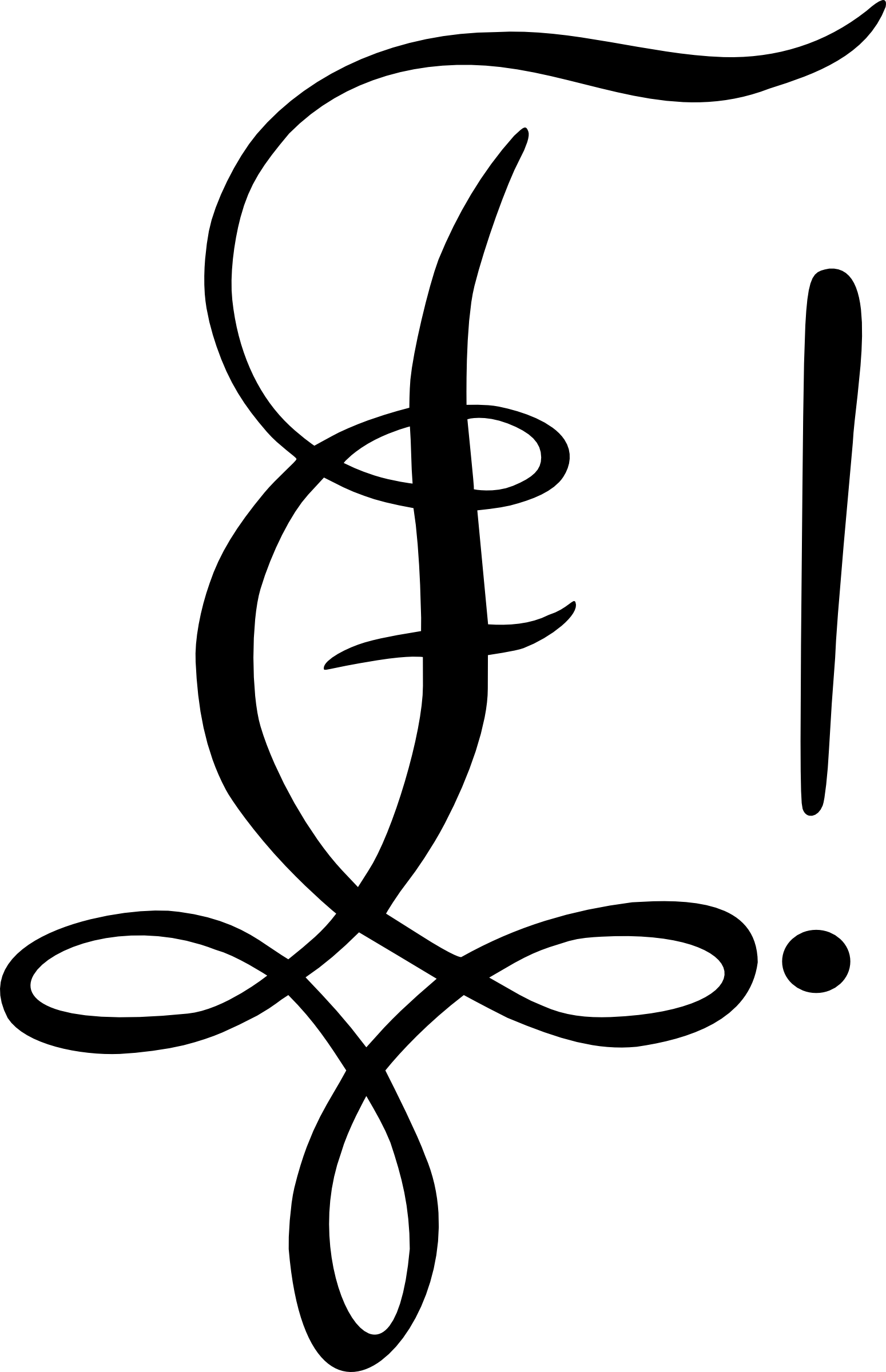
Darmstädter Burschenschaft Frisia
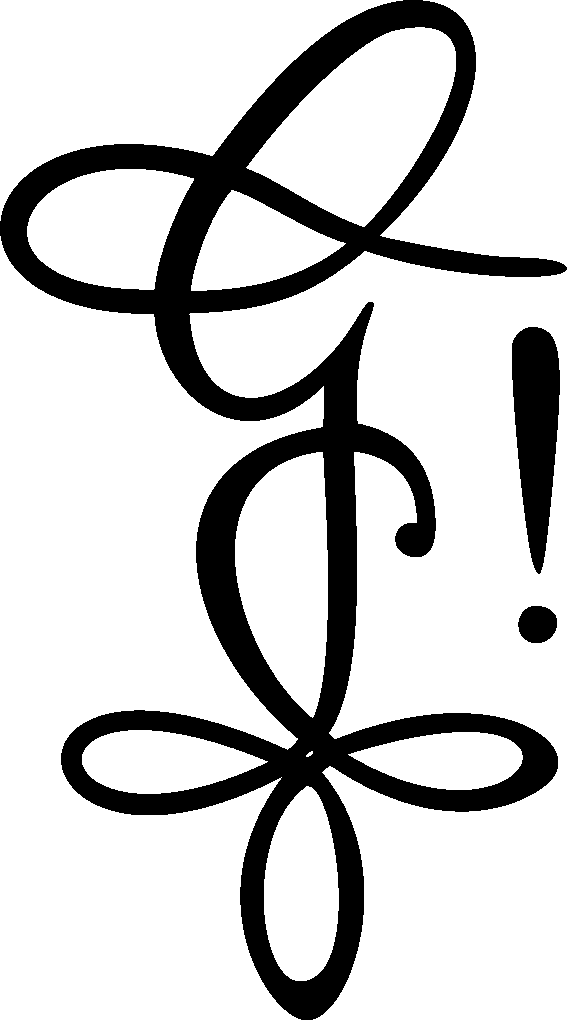
Alte Darmstädter Burschenschaft Germania
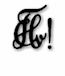
Corps Hassia Darmstadt
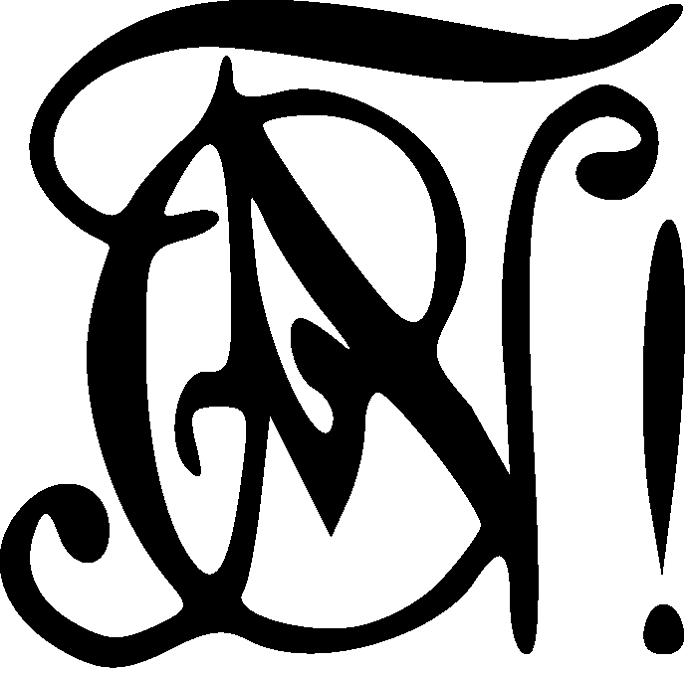
KDStV Nassovia Darmstadt
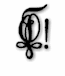
Corps Obotritia Darmstadt
KDStV Rheinpfalz
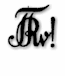
Corps Rhenania Darmstadt
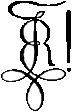
Burschenschaft Rugia Darmstadt
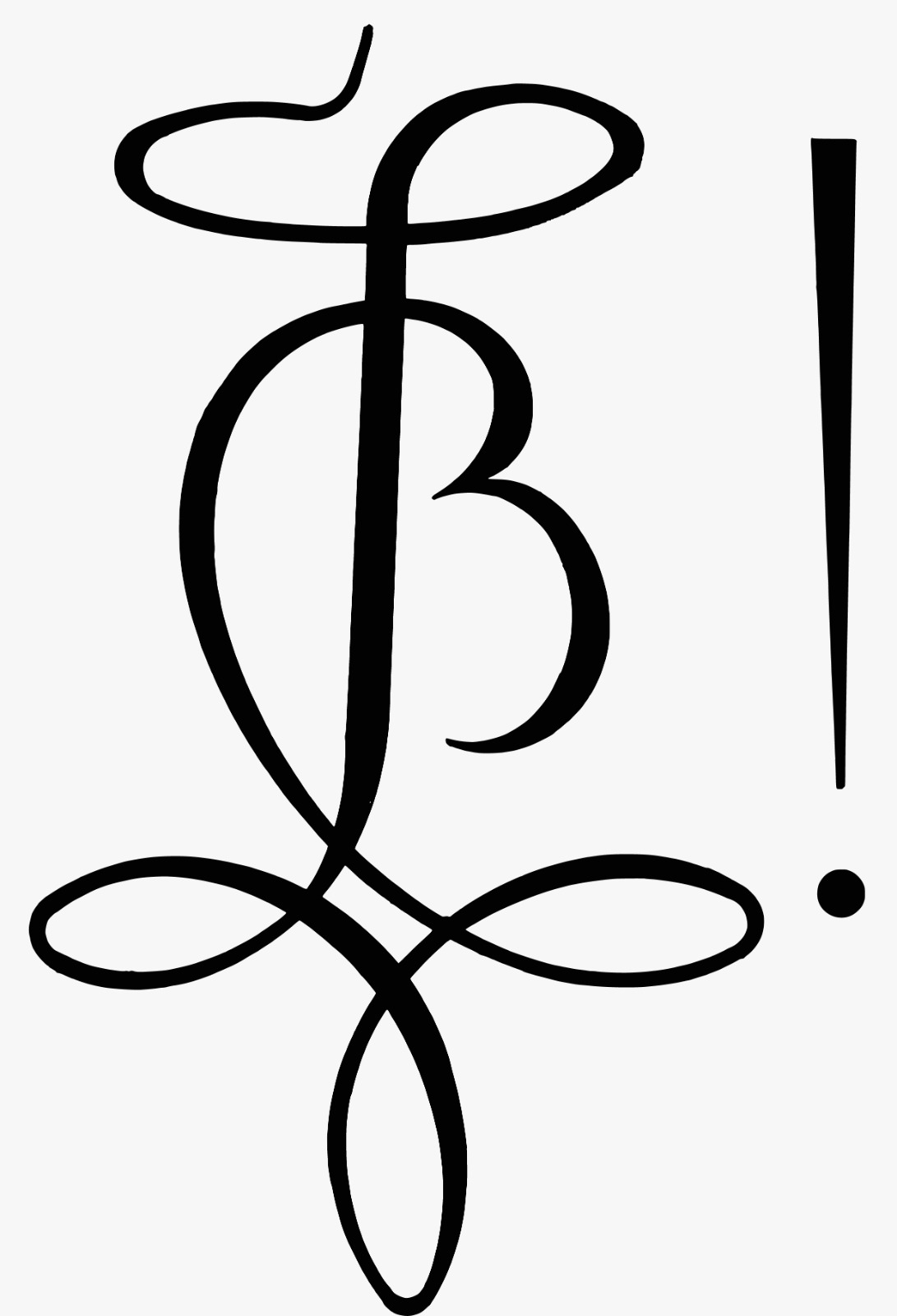
Freie Burschenschaft Suebia Darmstadt
Darmstädter Wingolf

## Dorpat

Baltische Corporation Estonia Dorpat
Wingolf Arminia Dorpatensis

## Dresden

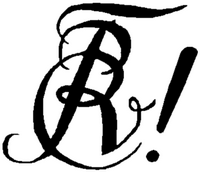
Corps Altsachsen Dresden
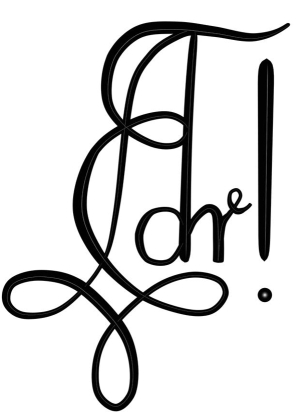
AMV Arion Dresden
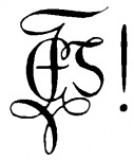
KDStV Chursachsen Dresden
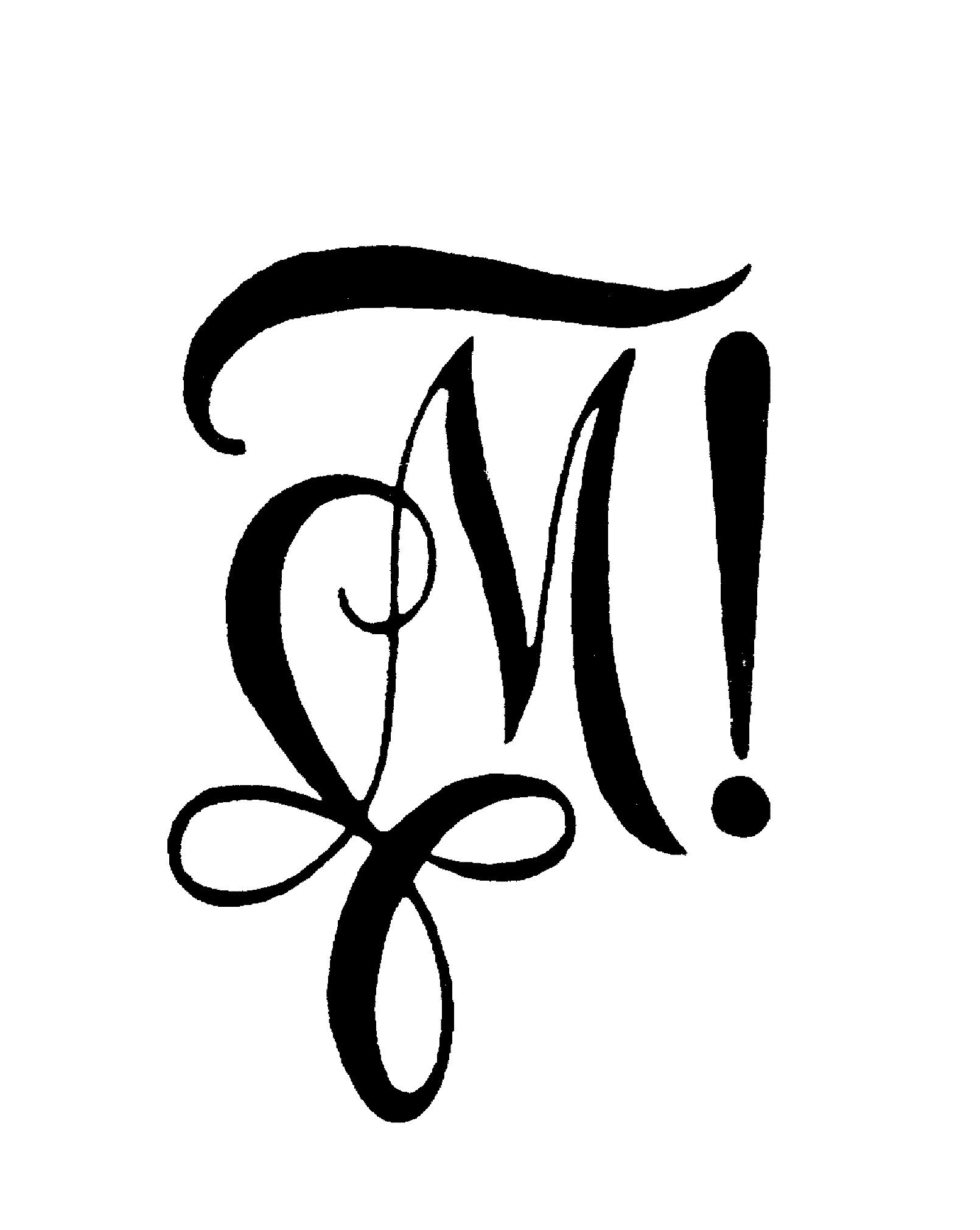
Corps Saxo-Montania zu Freiberg und Dresden in Aachen
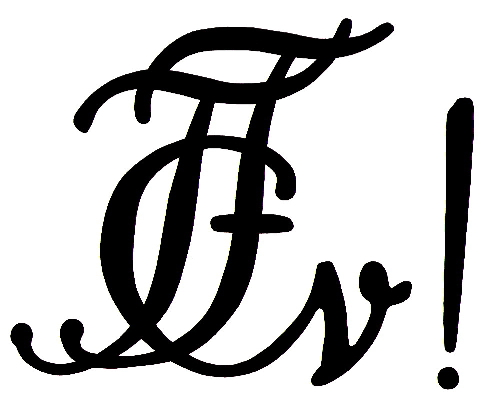
Corps Teutonia Dresden
Dresdner Wingolf

## Düsseldorf

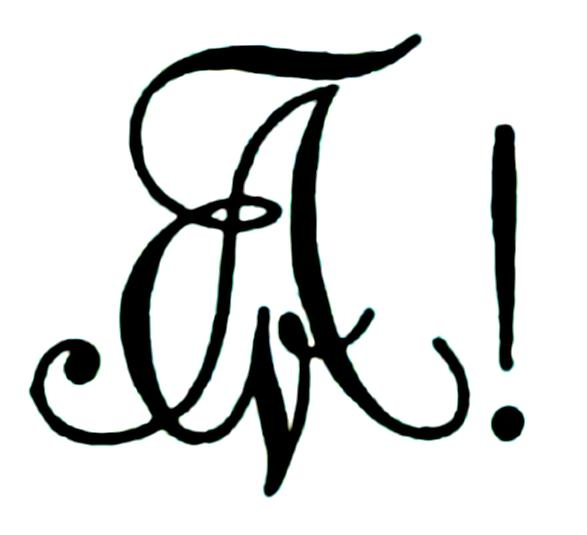
KDStV Asgard (Düsseldorf) Köln
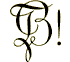
KDStV Burgundia (Leipzig) Düsseldorf
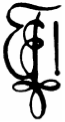
Burschenschaft Gothia zu Düsseldorf
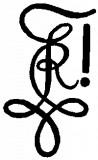
AHB! Rhenania-Salingia zu Düsseldorf
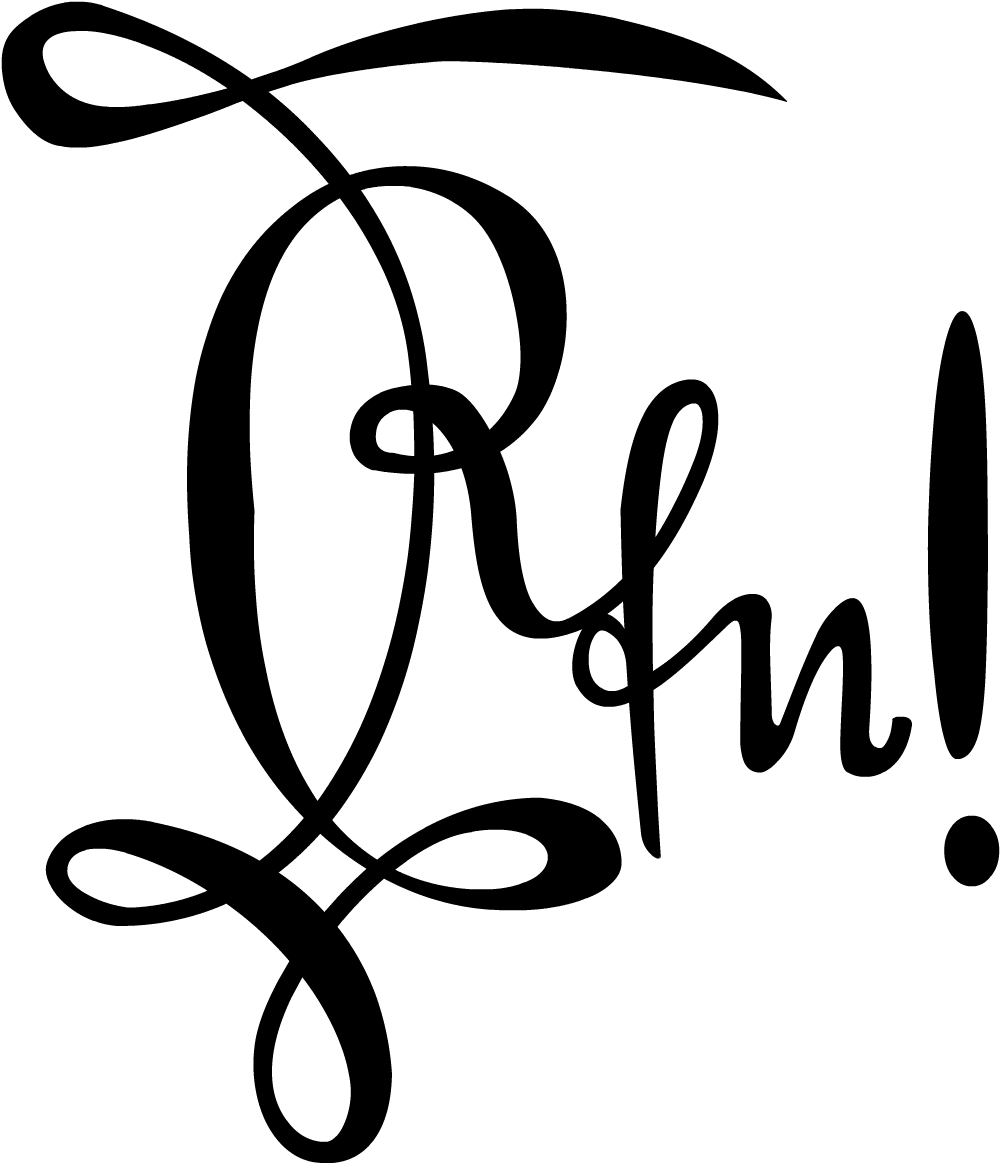
WKStV Unitas Rheinfranken

## Eichstätt

KDStV Alcimonia Eichstätt

## Eisenach

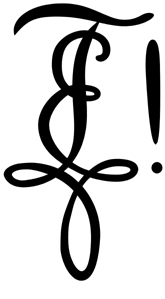
Deutsche Burschenschaft

## Erfurt

Erfurter Wingolf Georgia

## Erlangen

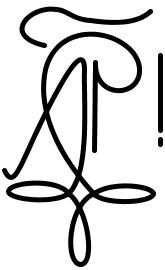
Turnerschaft Alemanno-Palatia Erlangen-Nürnberg
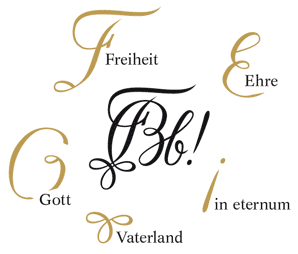
Burschenschaft der Bubenreuther
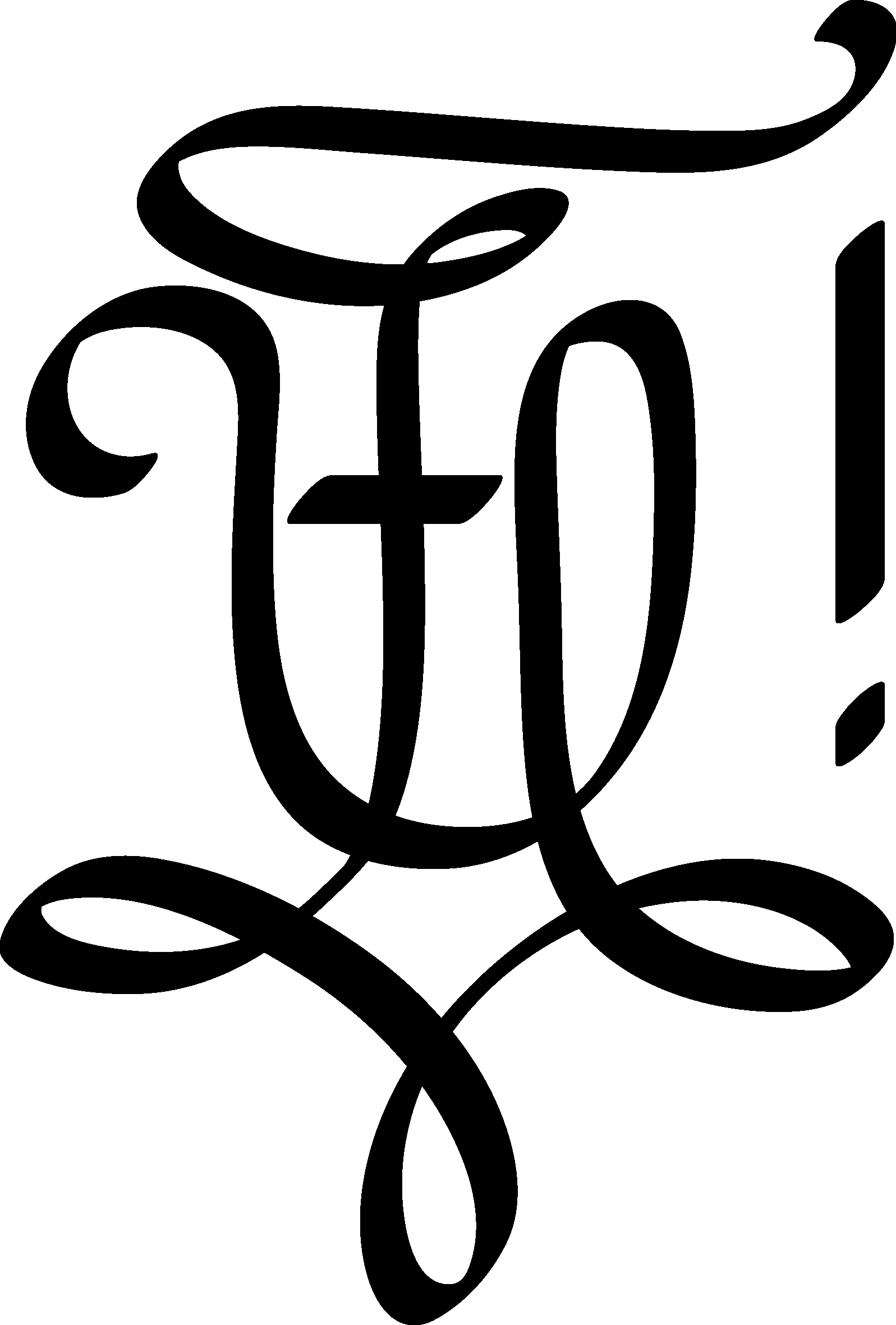
CStV Uttenruthia Erlangen
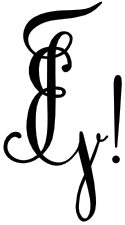
AMV Fridericiana Erlangen
KDStV Gothia Erlangen
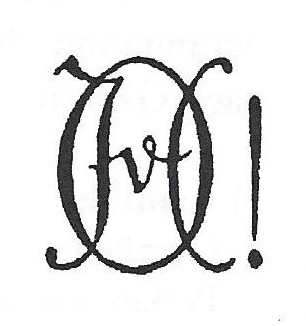
Corps Onoldia
Erlanger Wingolf

## Frankfurt (Oder)

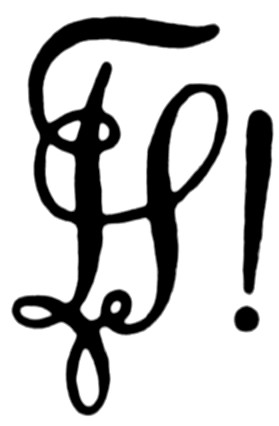
Corps Silesia Breslau

## Frankfurt am Main

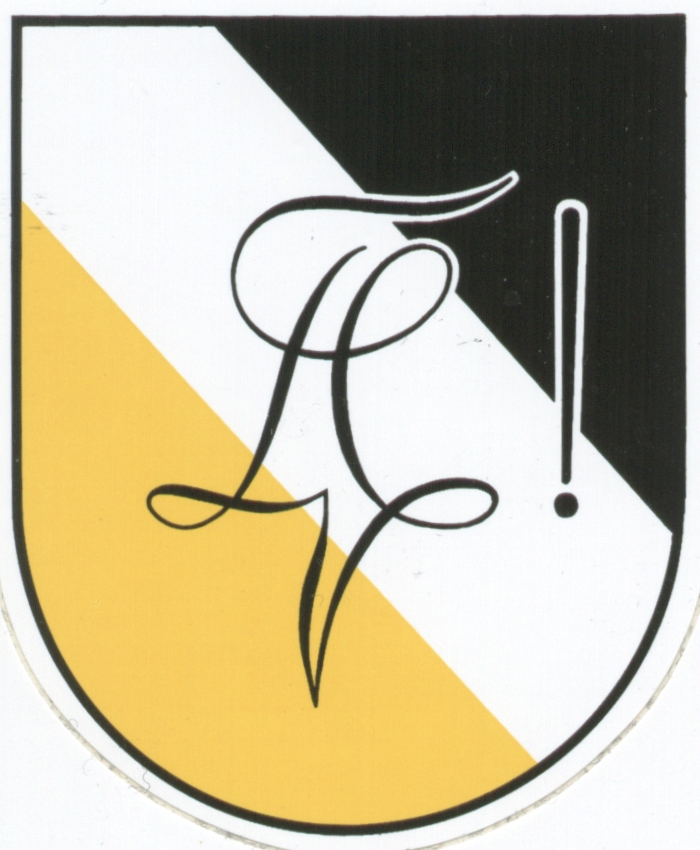
Corps Austria
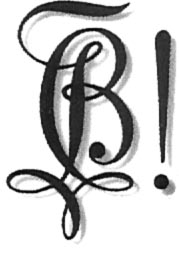
KDStV Badenia Straßburg
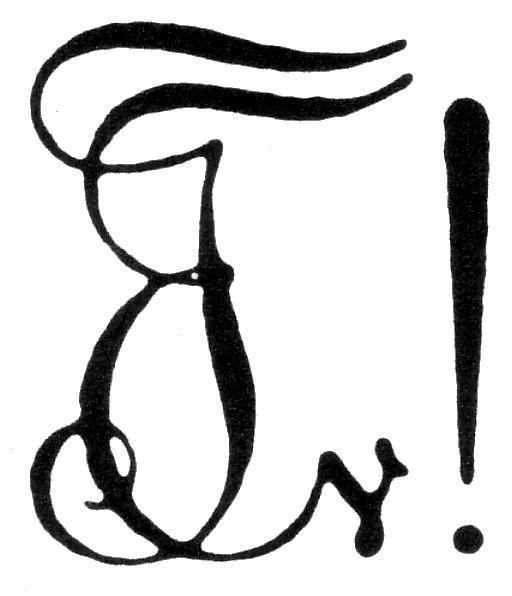
KStV Frankonia-Straßburg
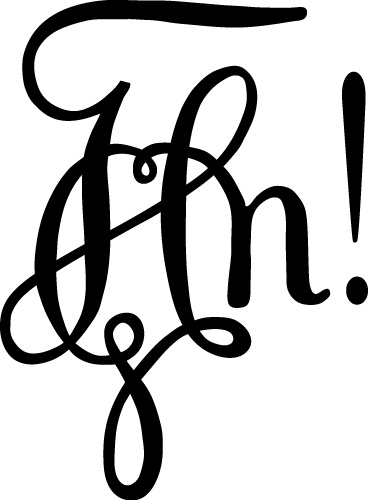
KDStV Hasso-Nassovia Frankfurt am Main
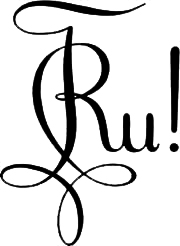
WKStV Unitas Rheno-Moenania
Frankfurter Wingolf

## Freiberg

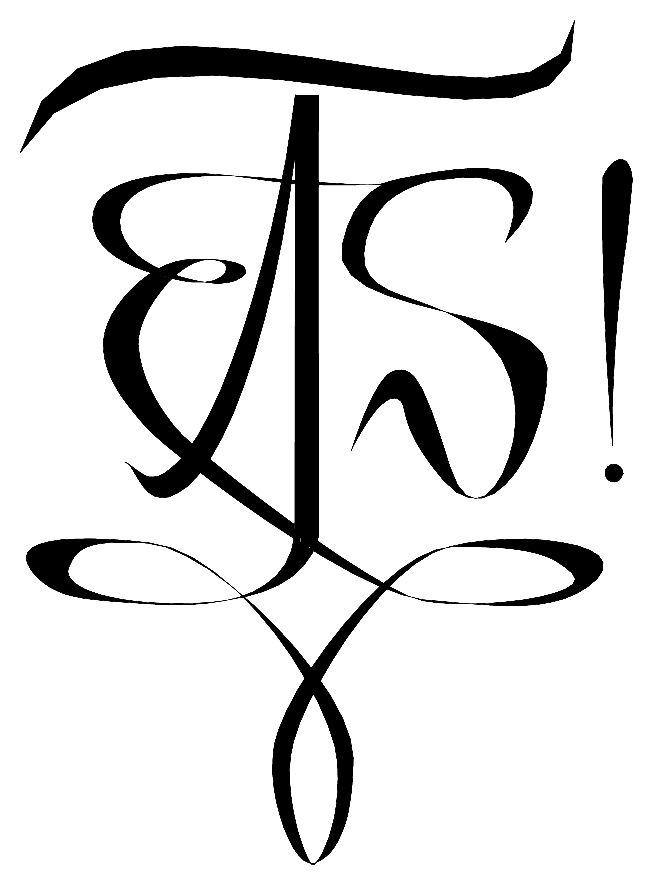
ASV Alte Elisabeth zu Freiberg
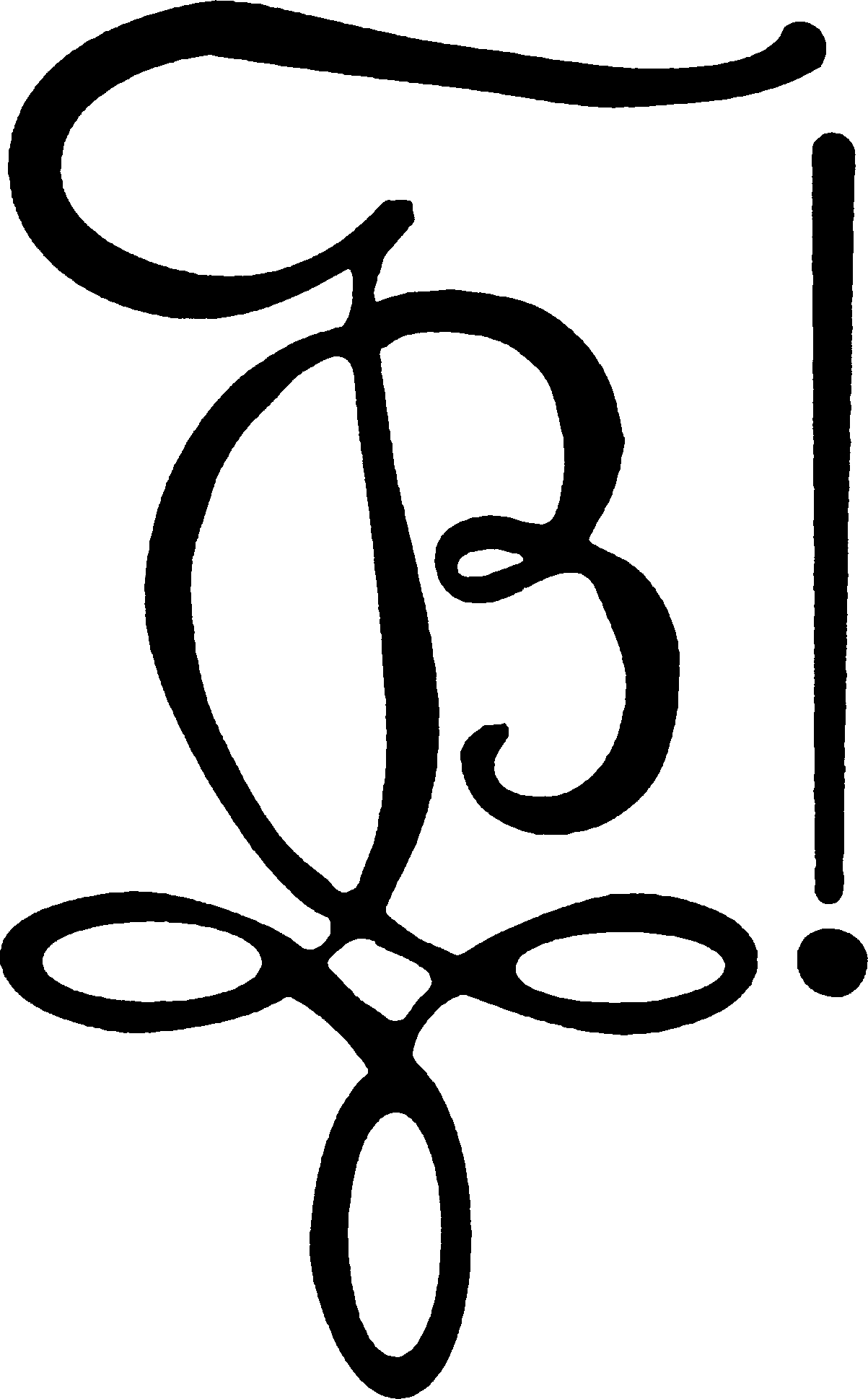
KDStV Bergland (Freiberg) Aachen
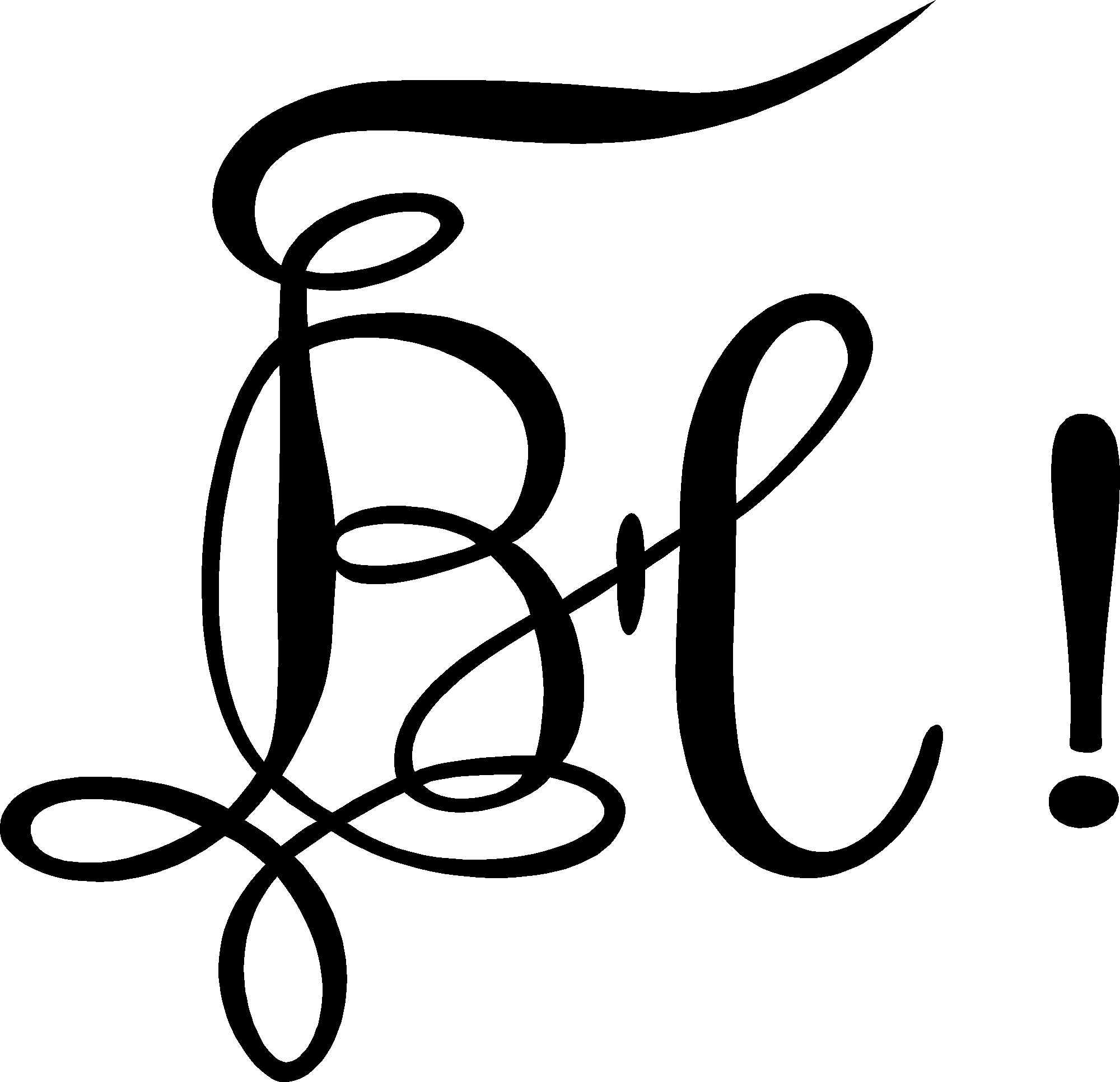
Berg- und Hüttenmännischer Verein
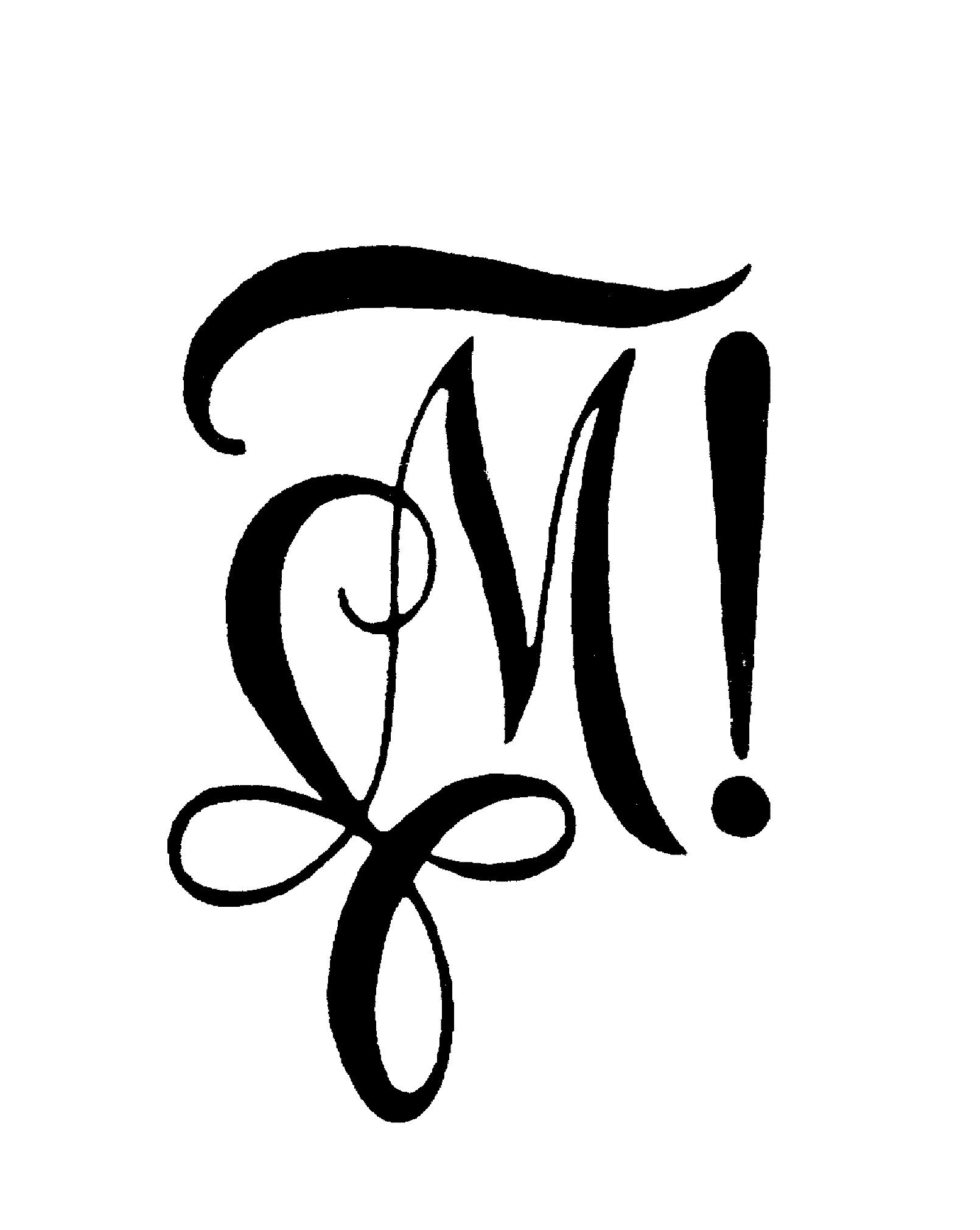
Corps Saxo-Montania zu Freiberg und Dresden in Aachen
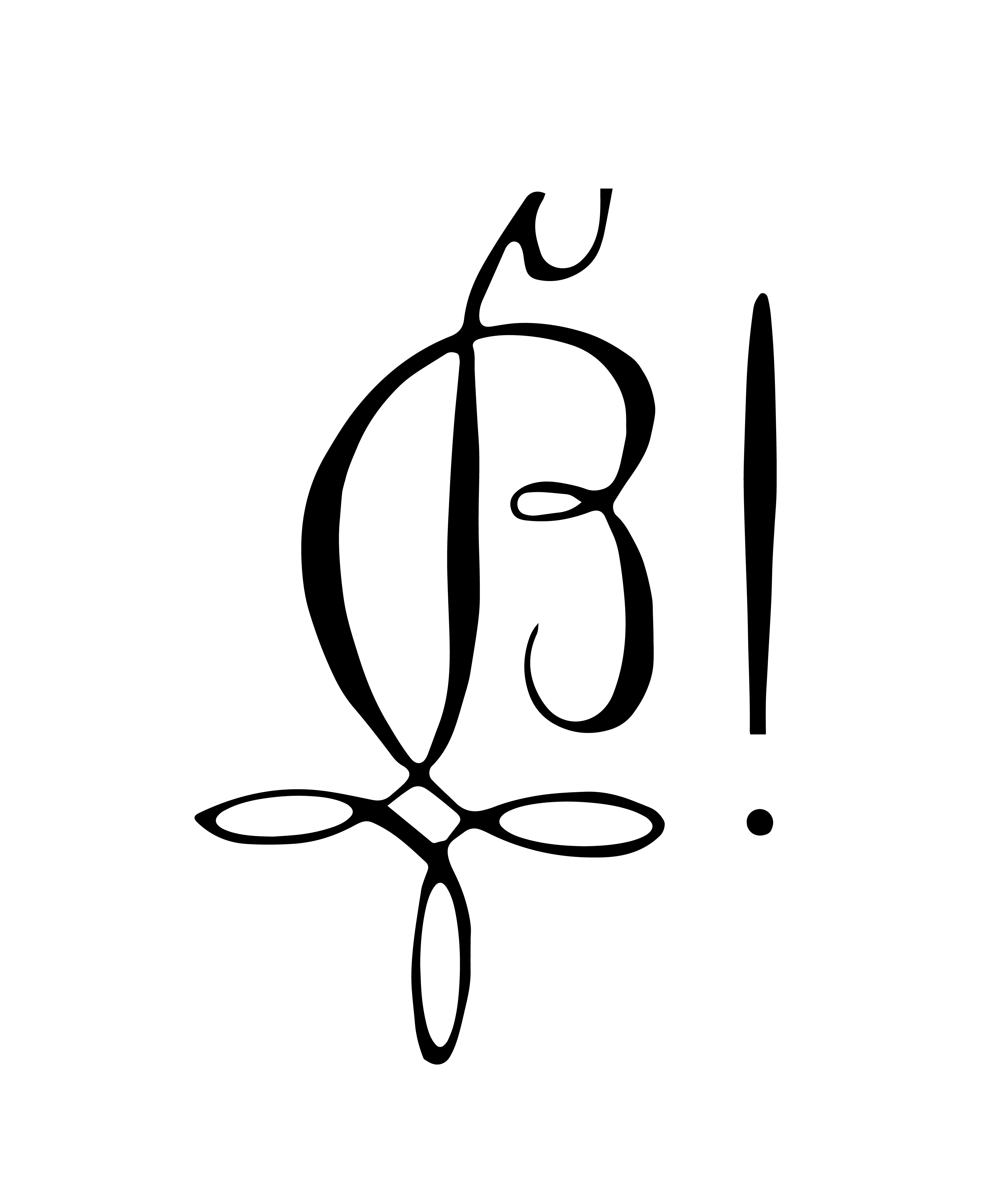
Corps Saxo-Borussia Freiberg

## Freiburg im Breisgau

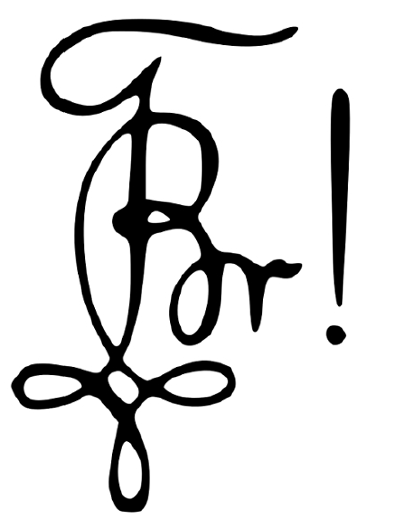
KStV Brisgovia
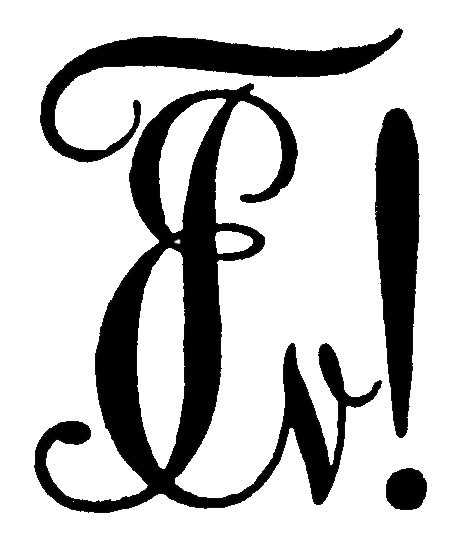
Burschenschaft Franconia
KDStV Hercynia Freiburg im Breisgau
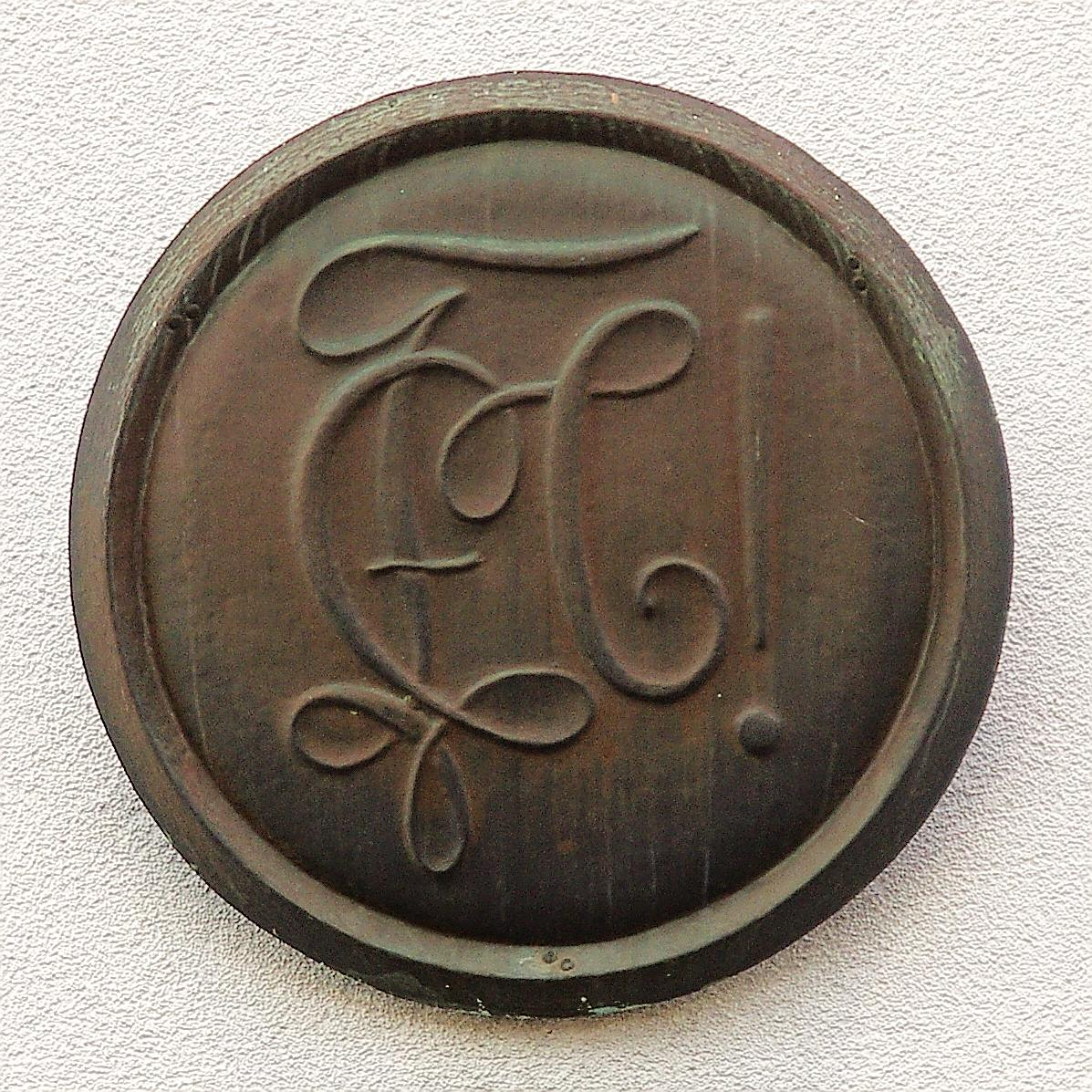
KDStV Hohenstaufen Freiburg im Breisgau
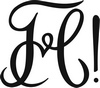
Corps Hubertia Freiburg
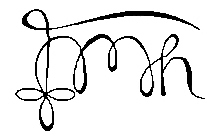
AV Merzhausia
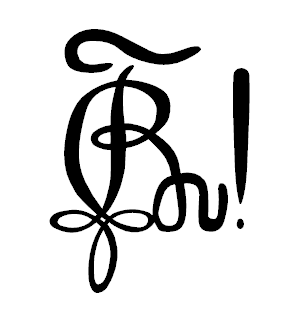
Corps Neoborussia Halle
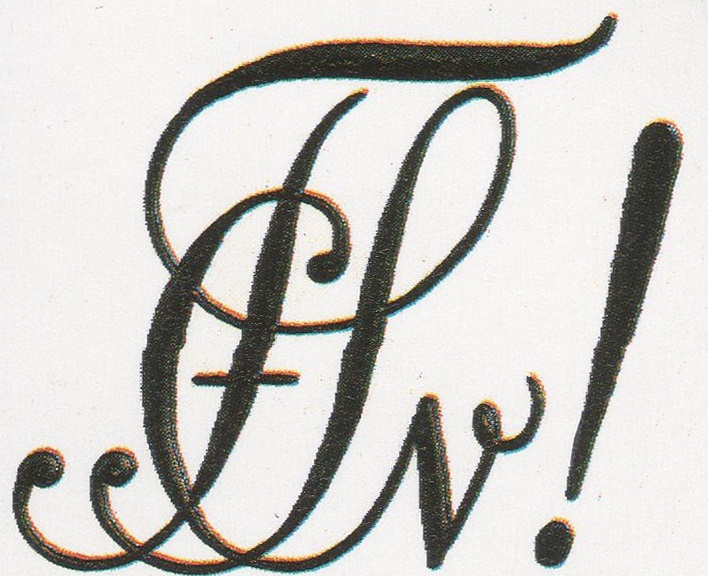
Corps Suevia
Freiburger Burschenschaft Teutonia
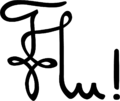
W.K.St.V Unitas Freiburg
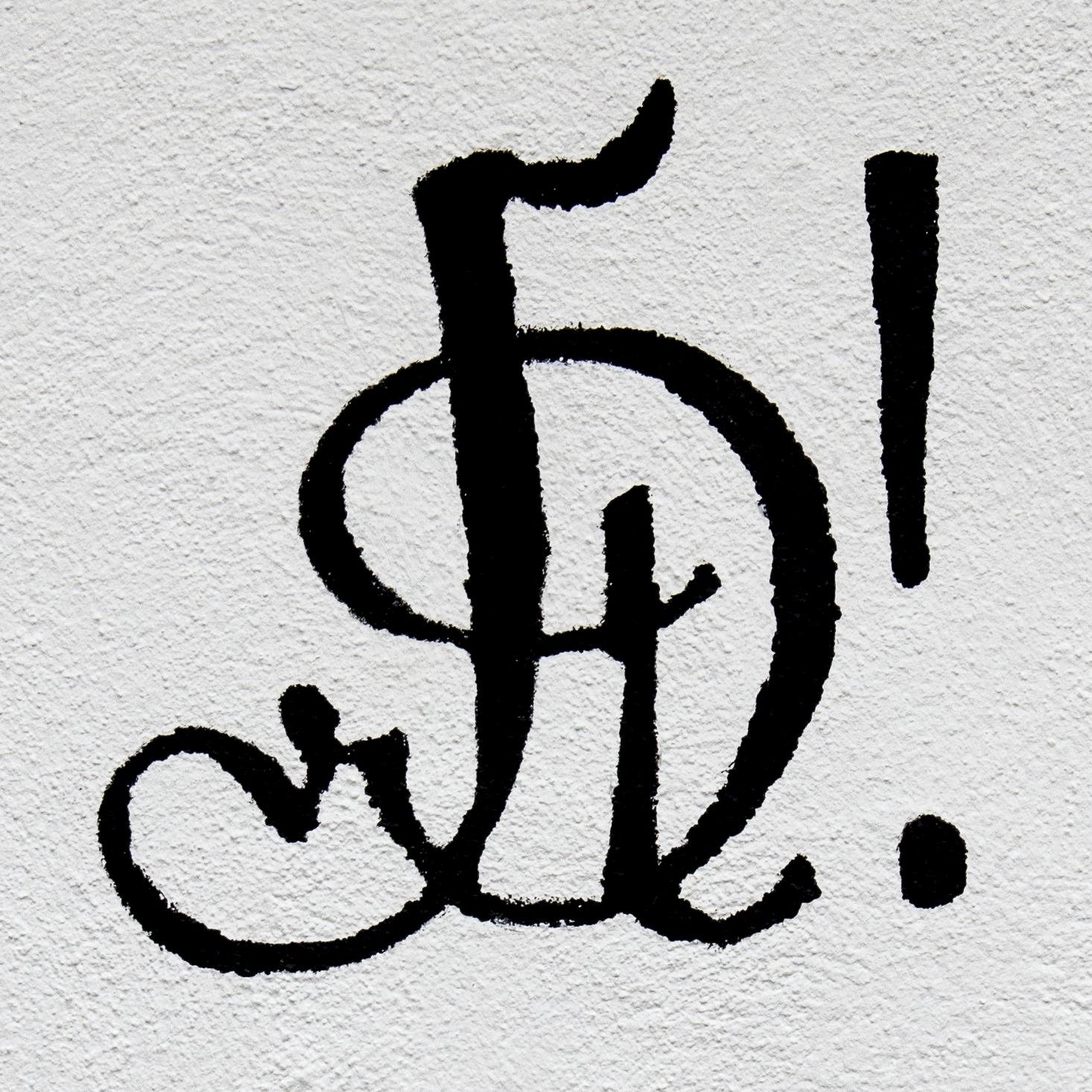
VDST Freiburg
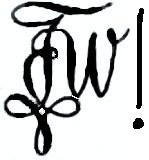
KDStV Wildenstein Freiburg im Breisgau
Freiburger Wingolf

## Freiburg im Üechtland

AKV Alemannia
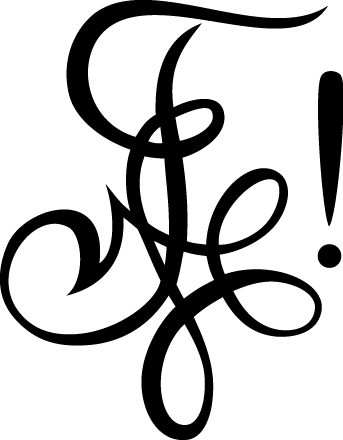
AV Fryburgia
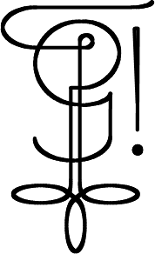
AV Goten
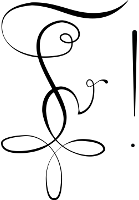
AV Leonina
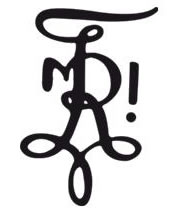
AKV Neu-Romania
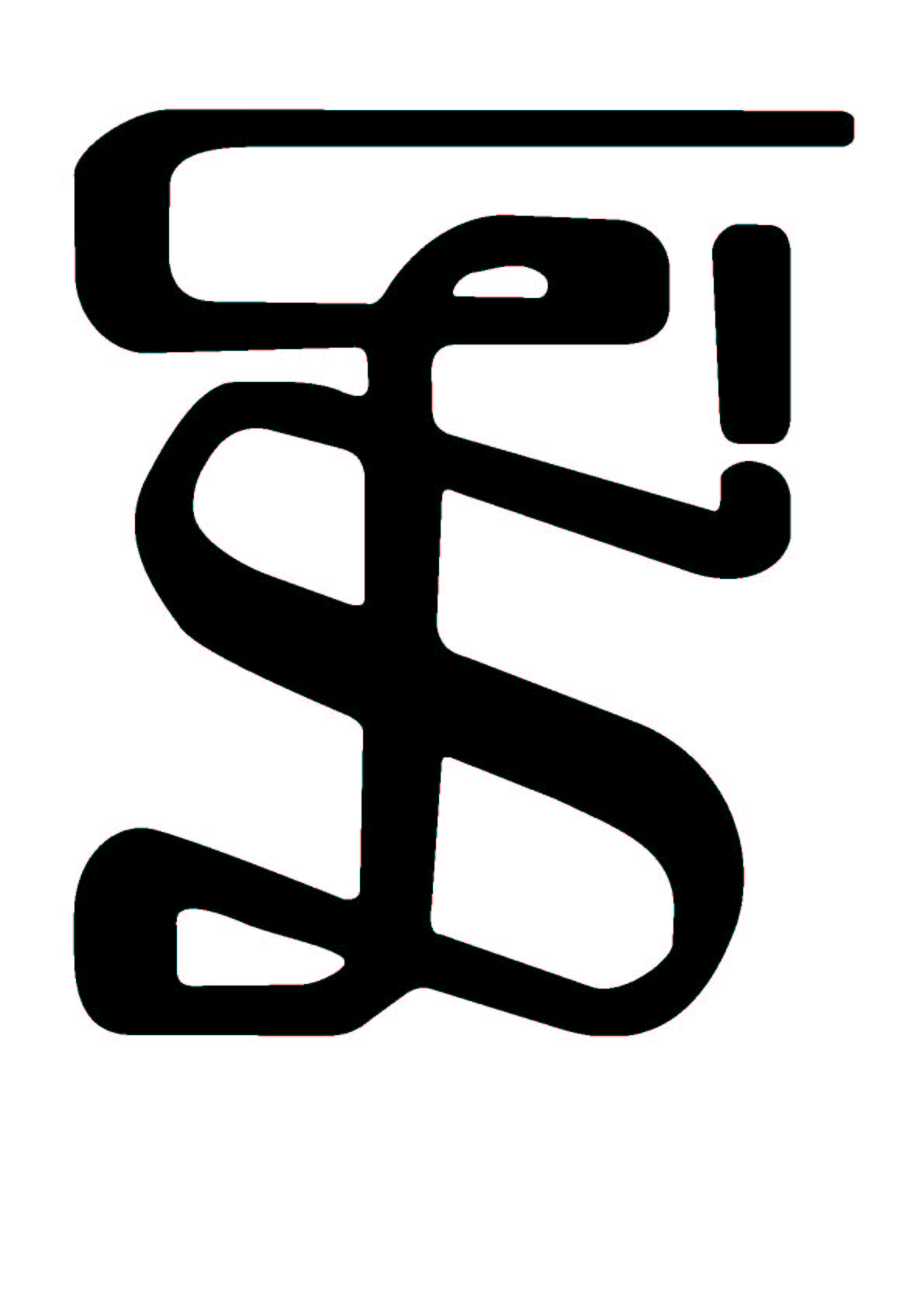
AV Staufer
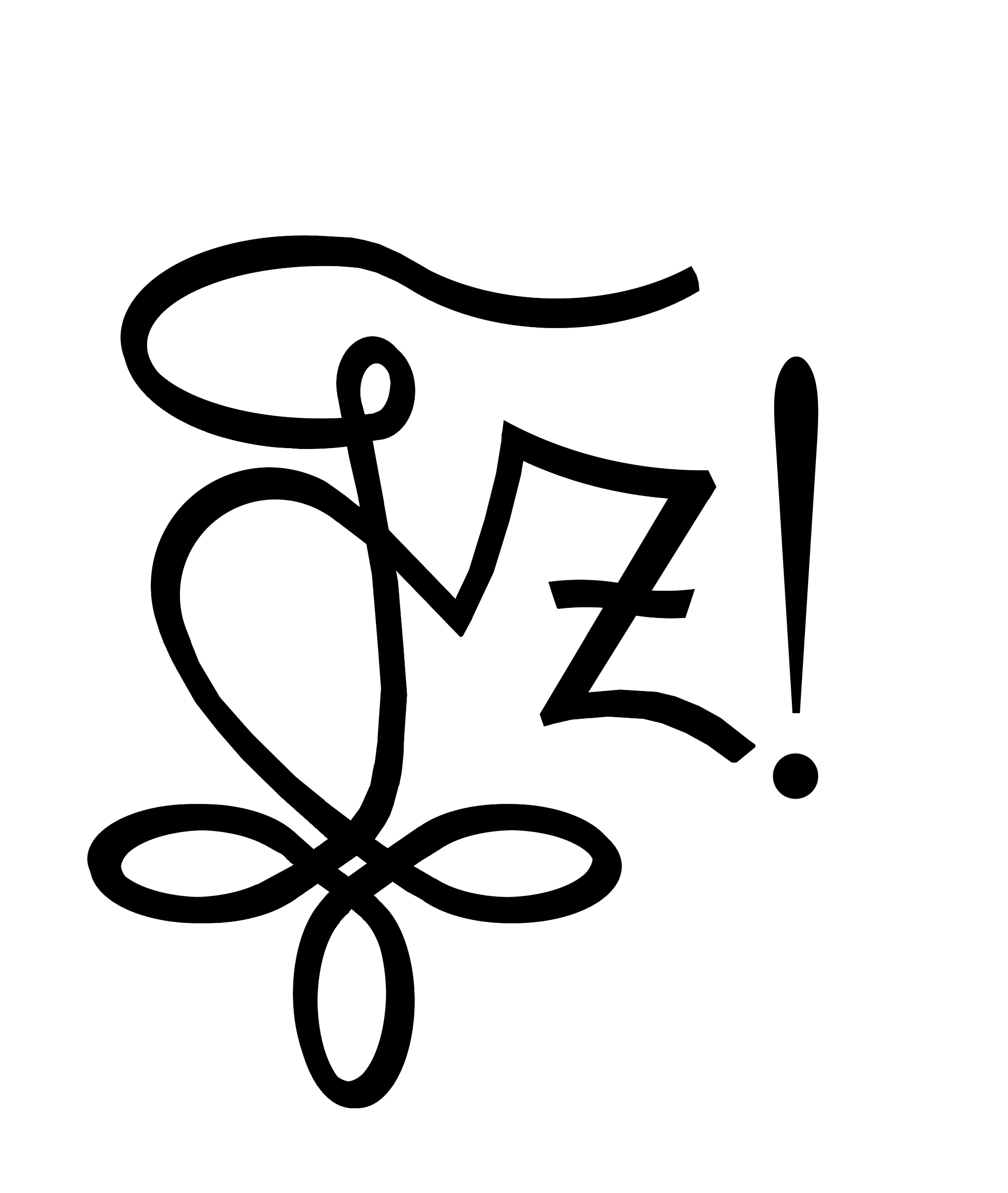
GV Zähringia

## Freising

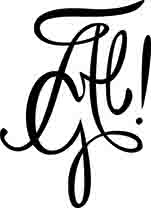
KDStV Agilolfia Freising-Weihenstephan im CV
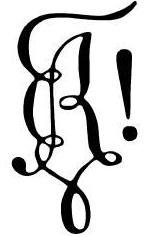
AV Agraria
Alt-Weihenstephaner Brauerbund
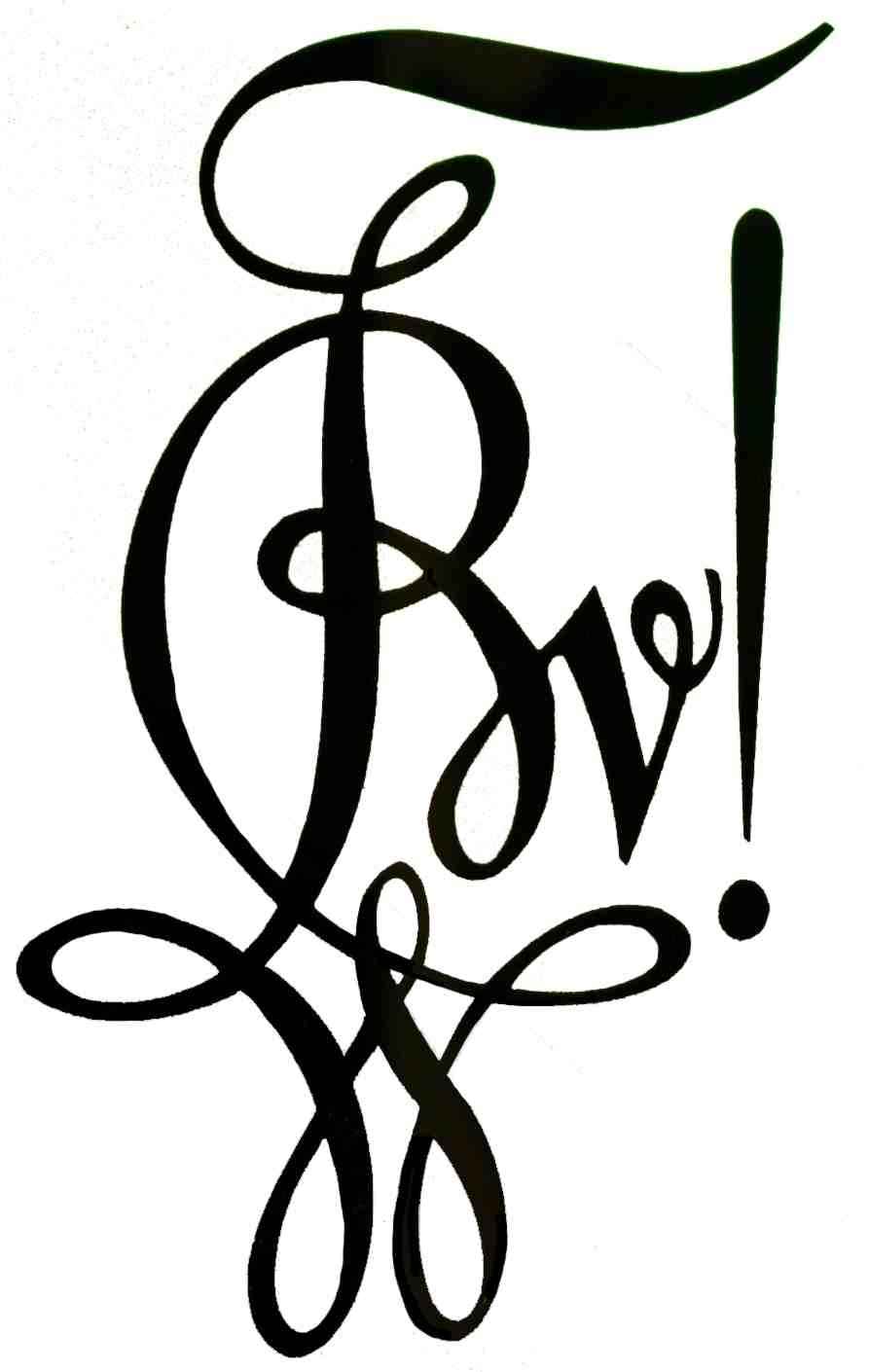
Landsmannschaft Bavaria zu Weihenstephan
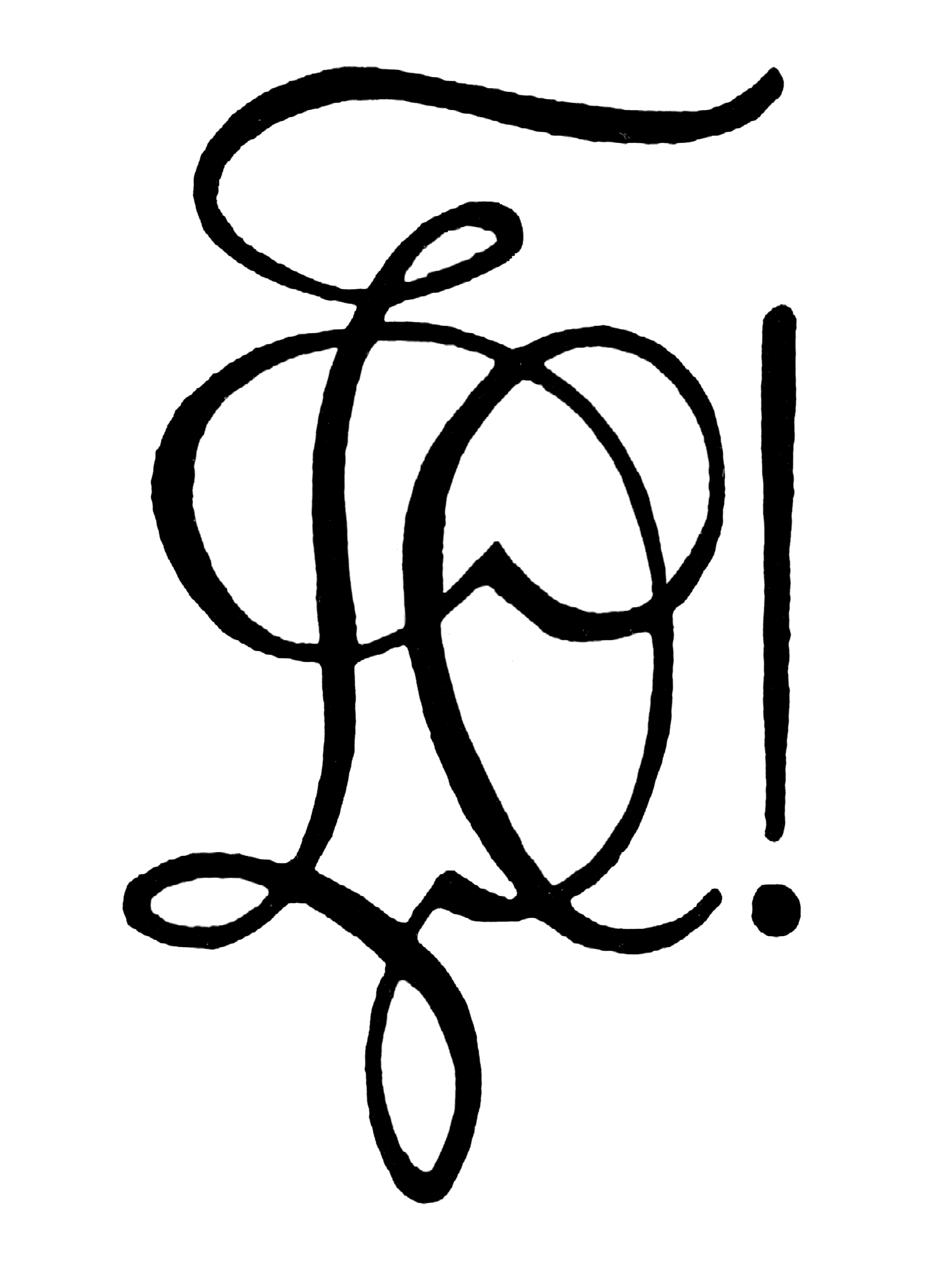
Corps Donaria
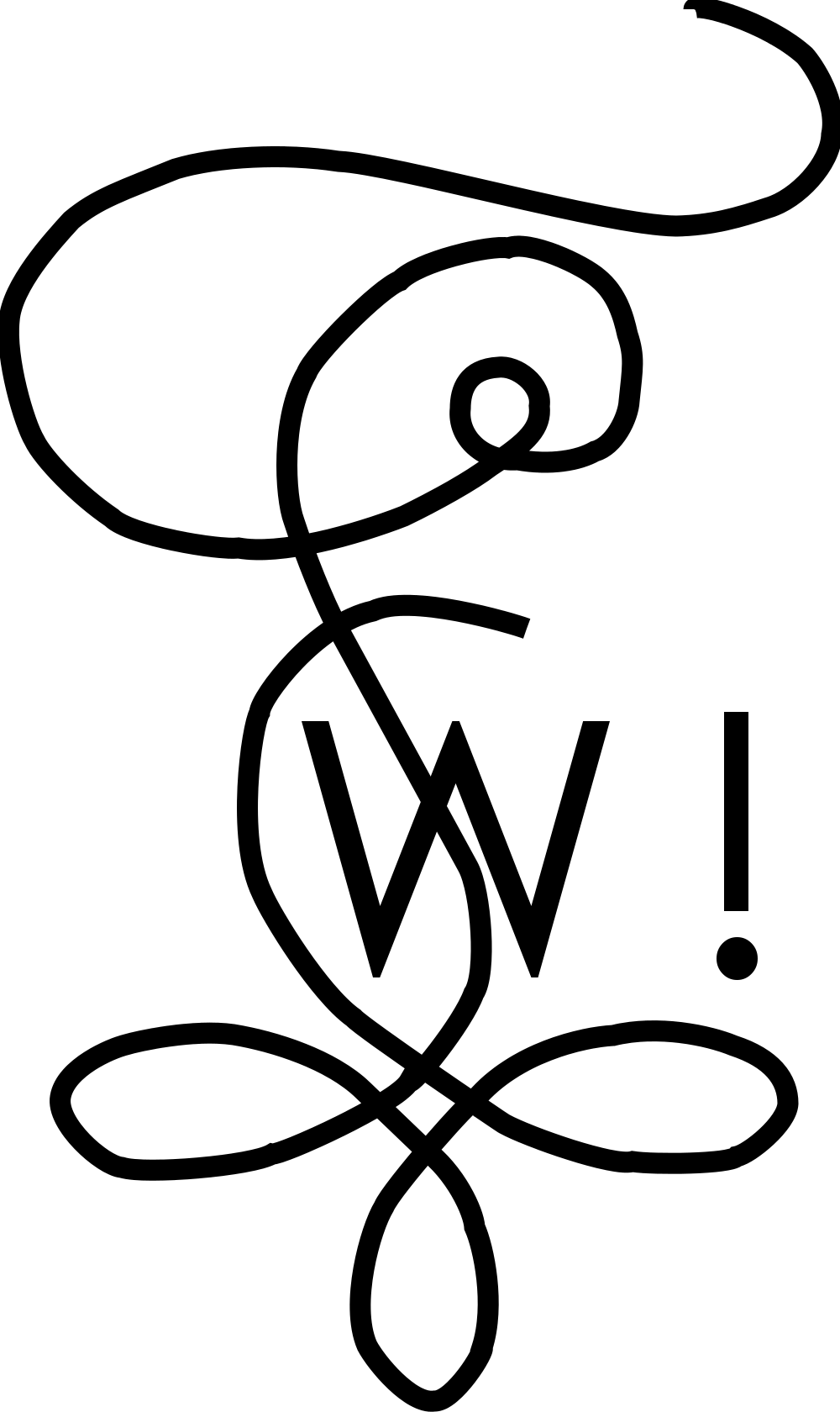
CStV Lichtenstein

## Friedberg (Hessen)

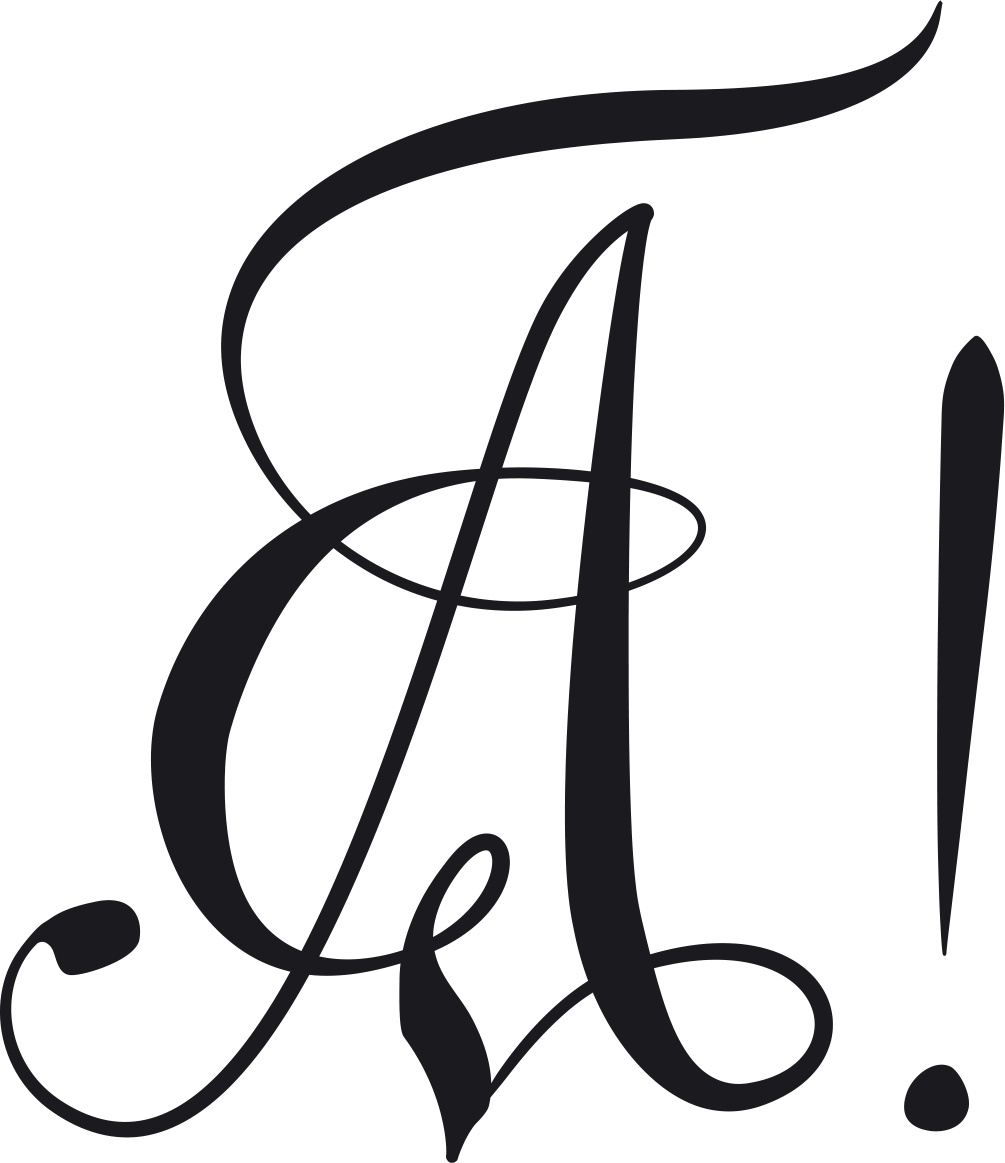
Burschenschaft Ascania Friedberg

## Fulda

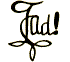
KDStV Adolphiana Fulda
Wingolfsverbindung Chattia Fulda

## Gießen

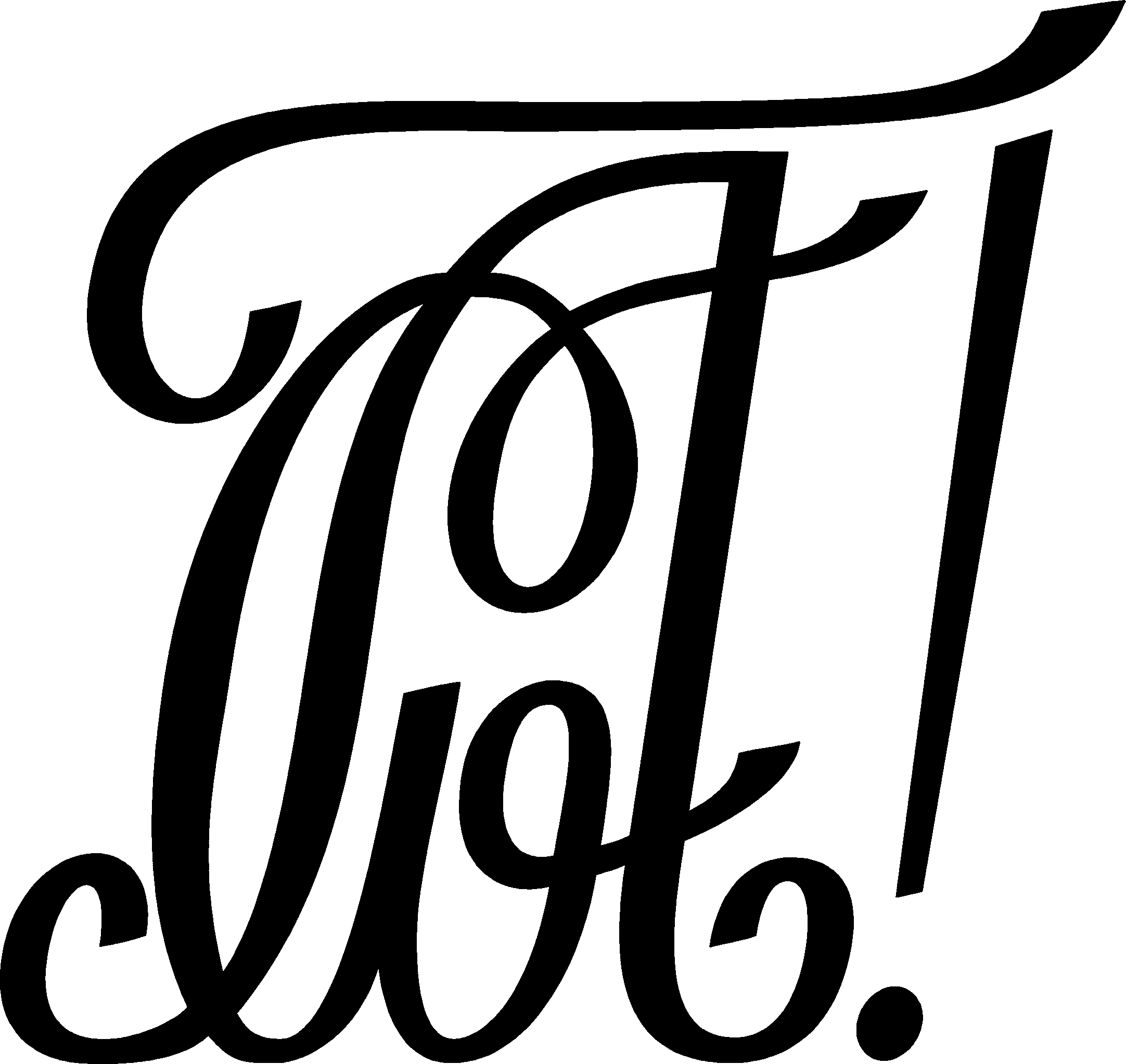
Gießener Burschenschaft Adelphia
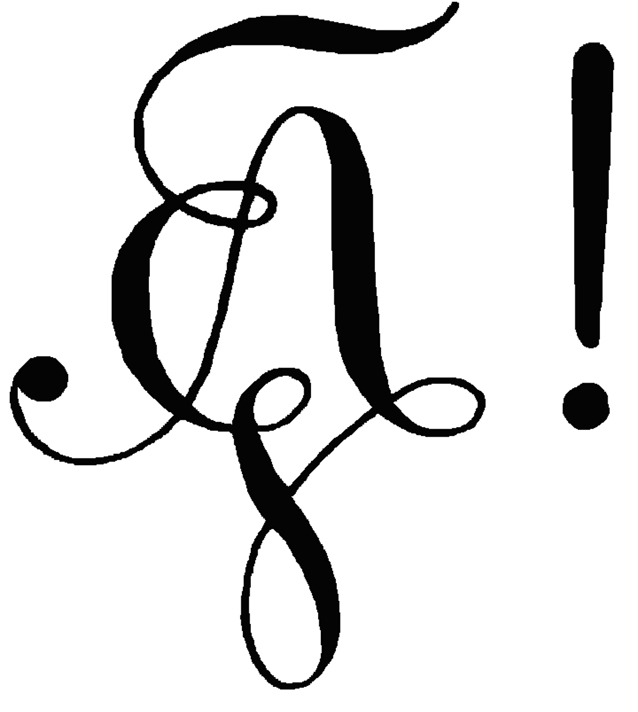
Burschenschaft Alemannia Gießen
Landsmannschaft Chattia Gießen
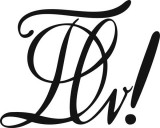
Landsmannschaft Darmstadtia Gießen
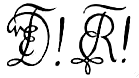
Burschenschaft Dresdensia-Rugia zu Gießen
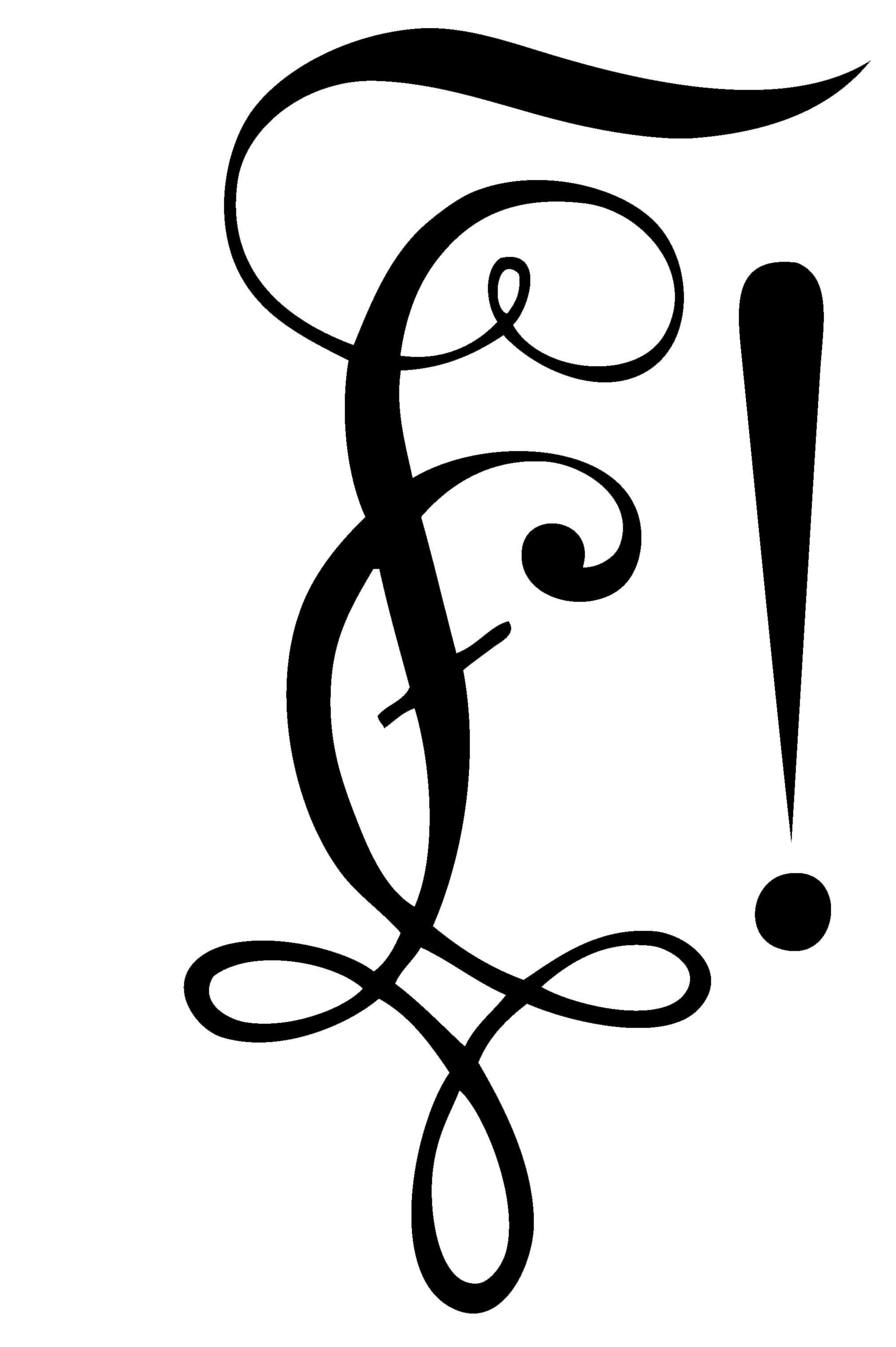
Burschenschaft Frankonia Gießen
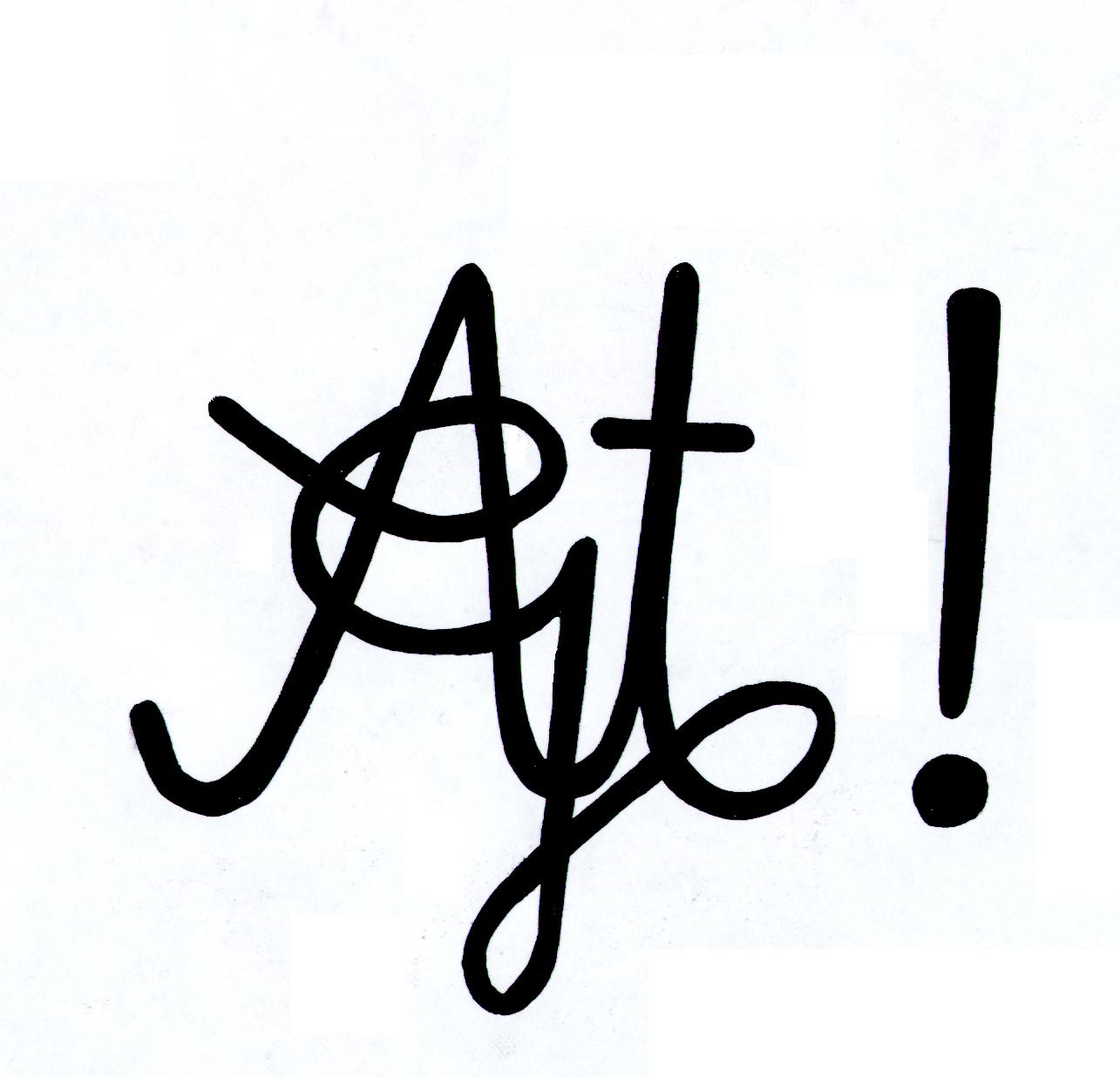
Freie akademische Verbindung Geo-Giessensis zu Gießen
Gießener Burschenschaft Germania
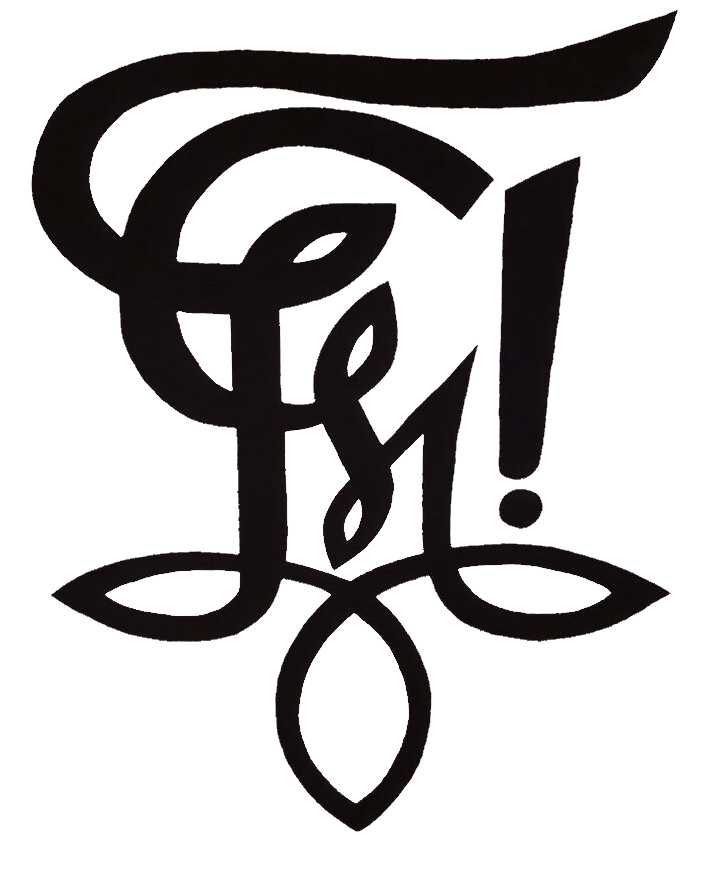
Burschenschaft Germania-Charlottenburg zu Gießen
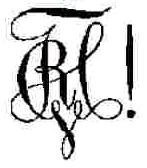
VKDSt Hasso-Rhenania Gießen
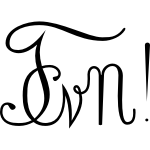
KStV Nassovia Gießen
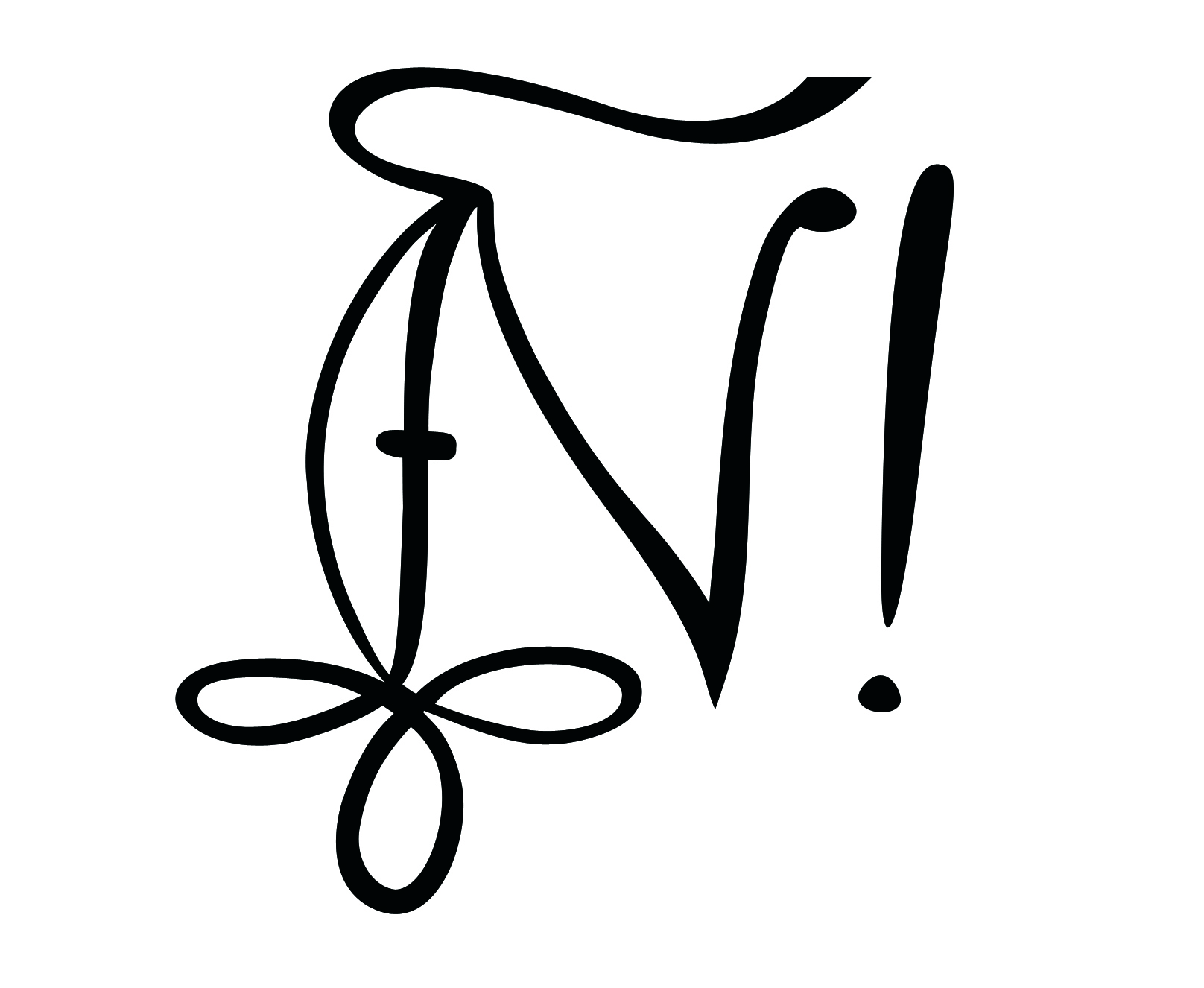
Corps Normannia Halle zu Gießen
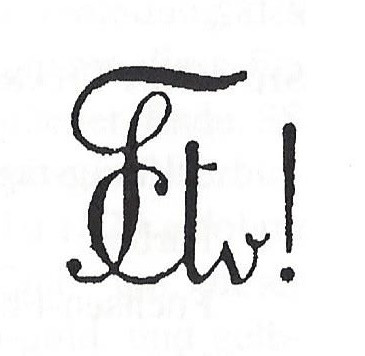
Corps Starkenburgia
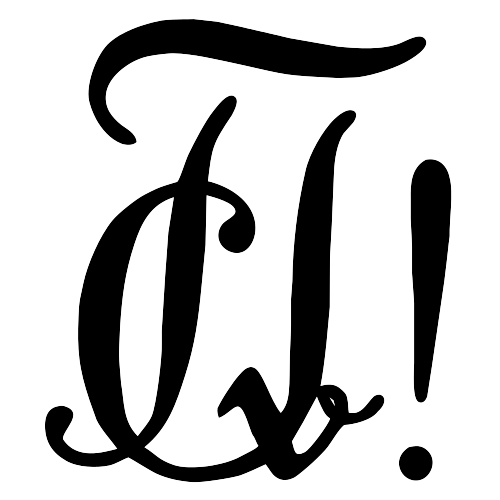
Corps Teutonia Gießen
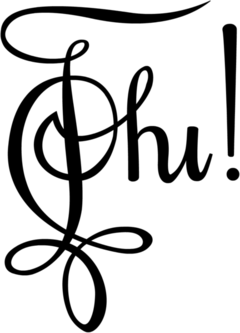
WKStV Unitas Cheruskia Gießen
Gießener Wingolf

## Göttingen

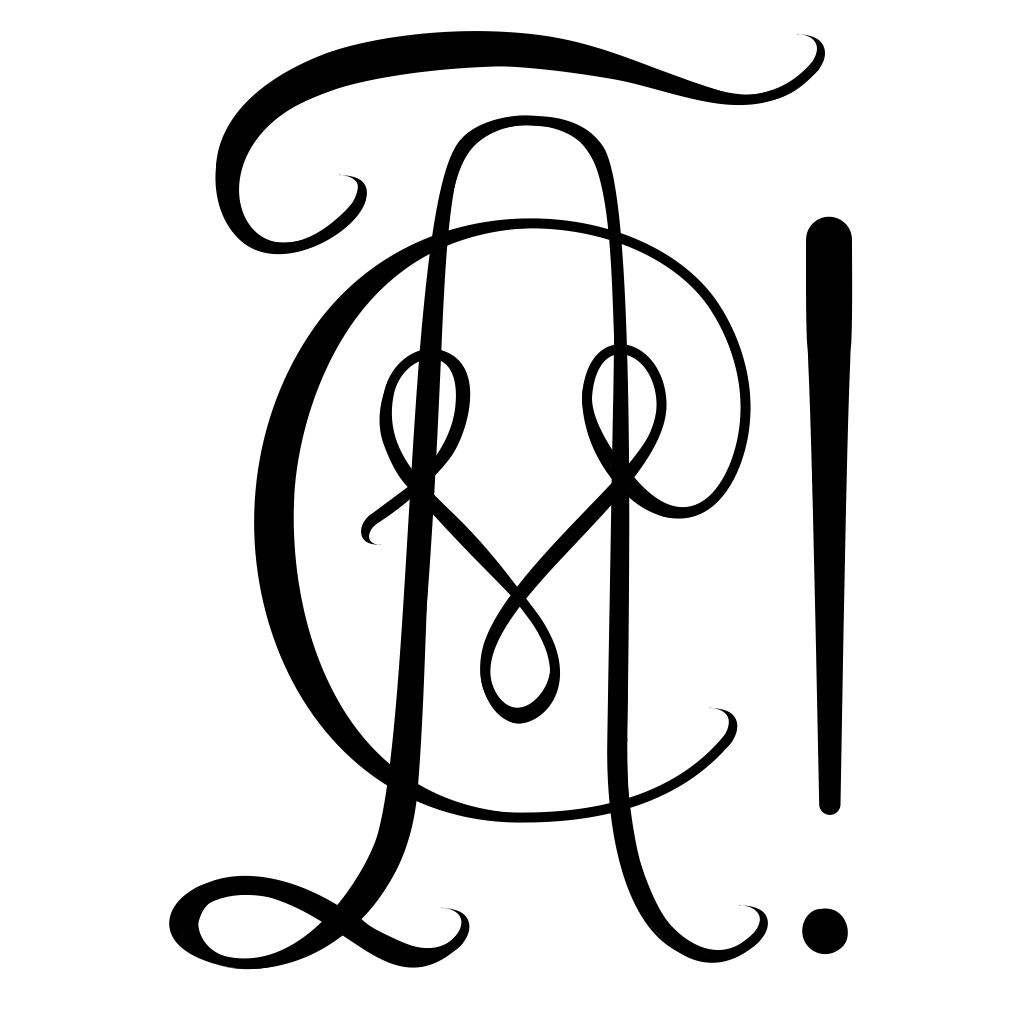
Corps Agronomia-Hallensis zu Göttingen
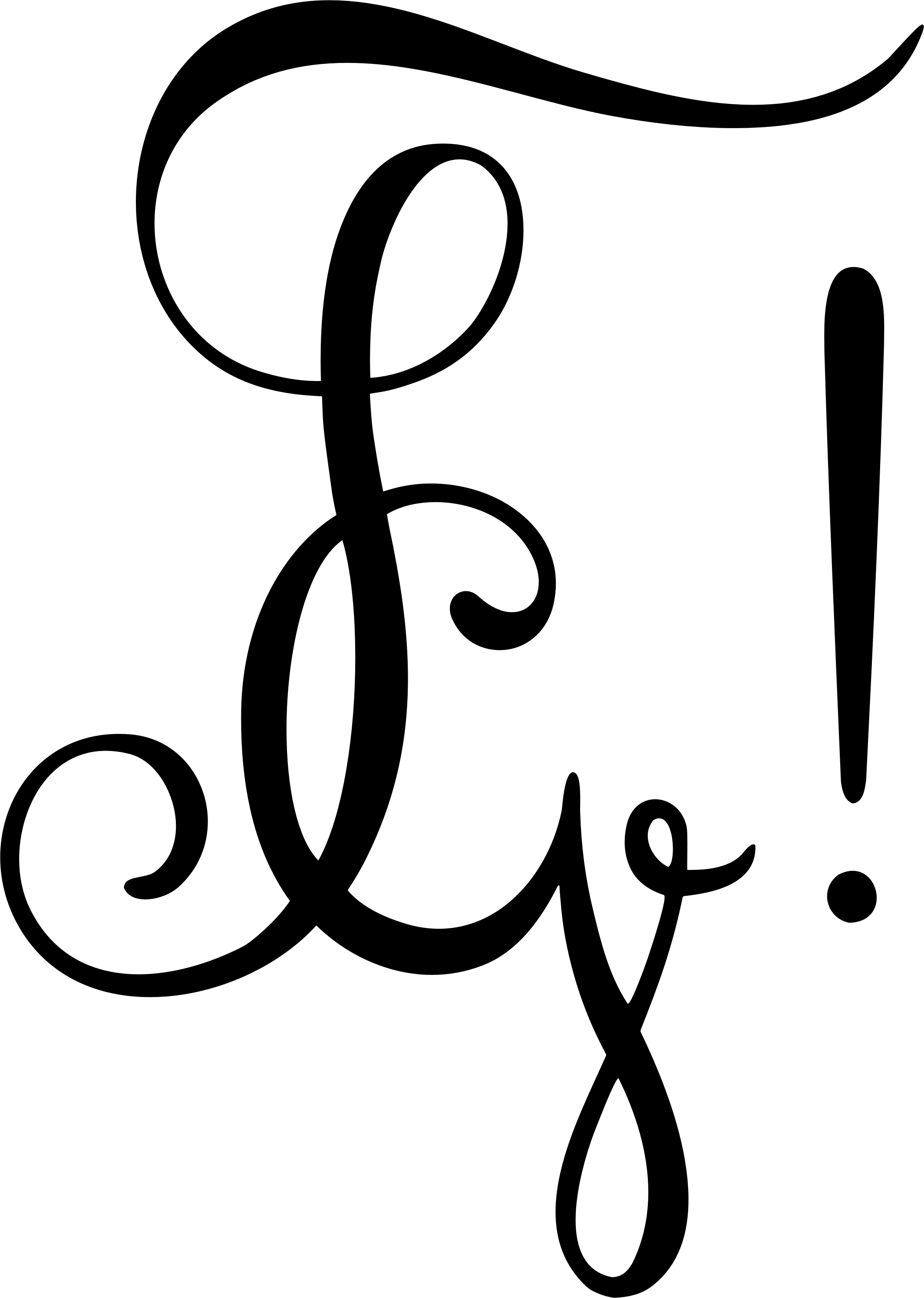
StMV Blaue Sänger Göttingen
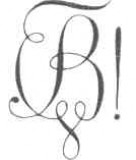
Corps Bremensia Göttingen
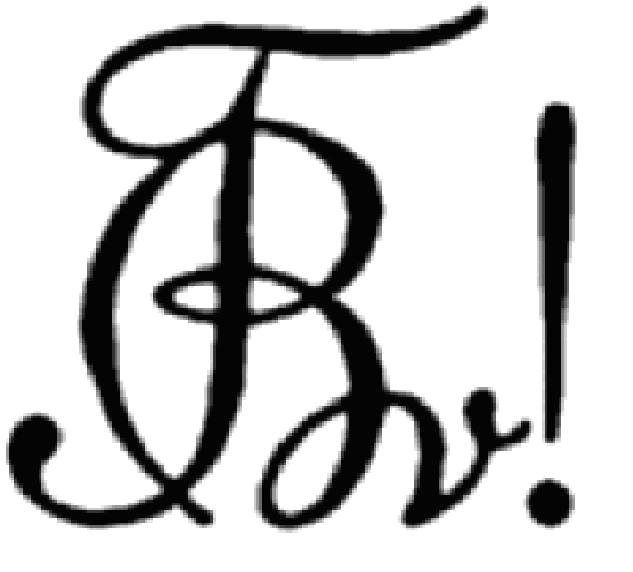
Burschenschaft Brunsviga
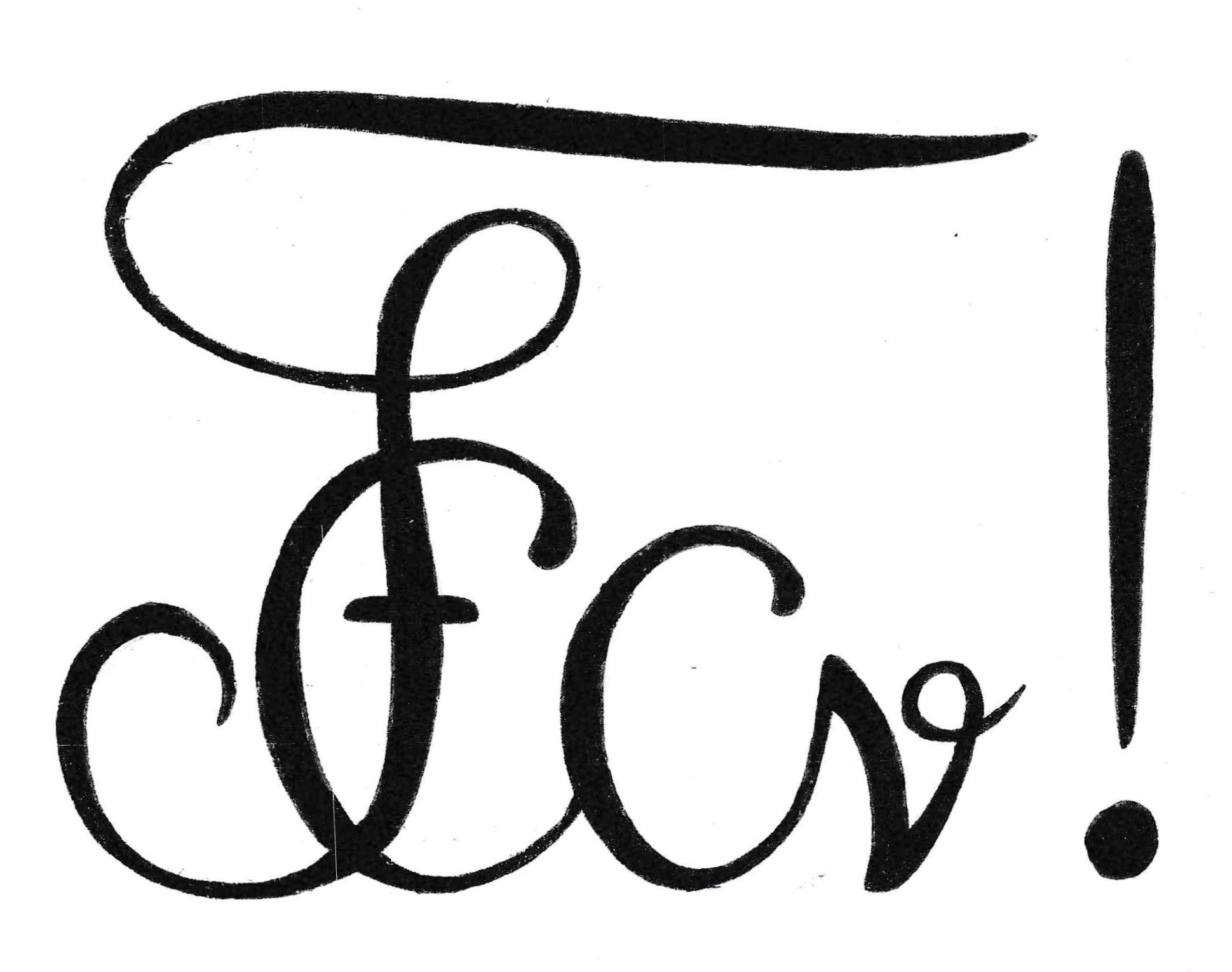
Curonia Goettingensis
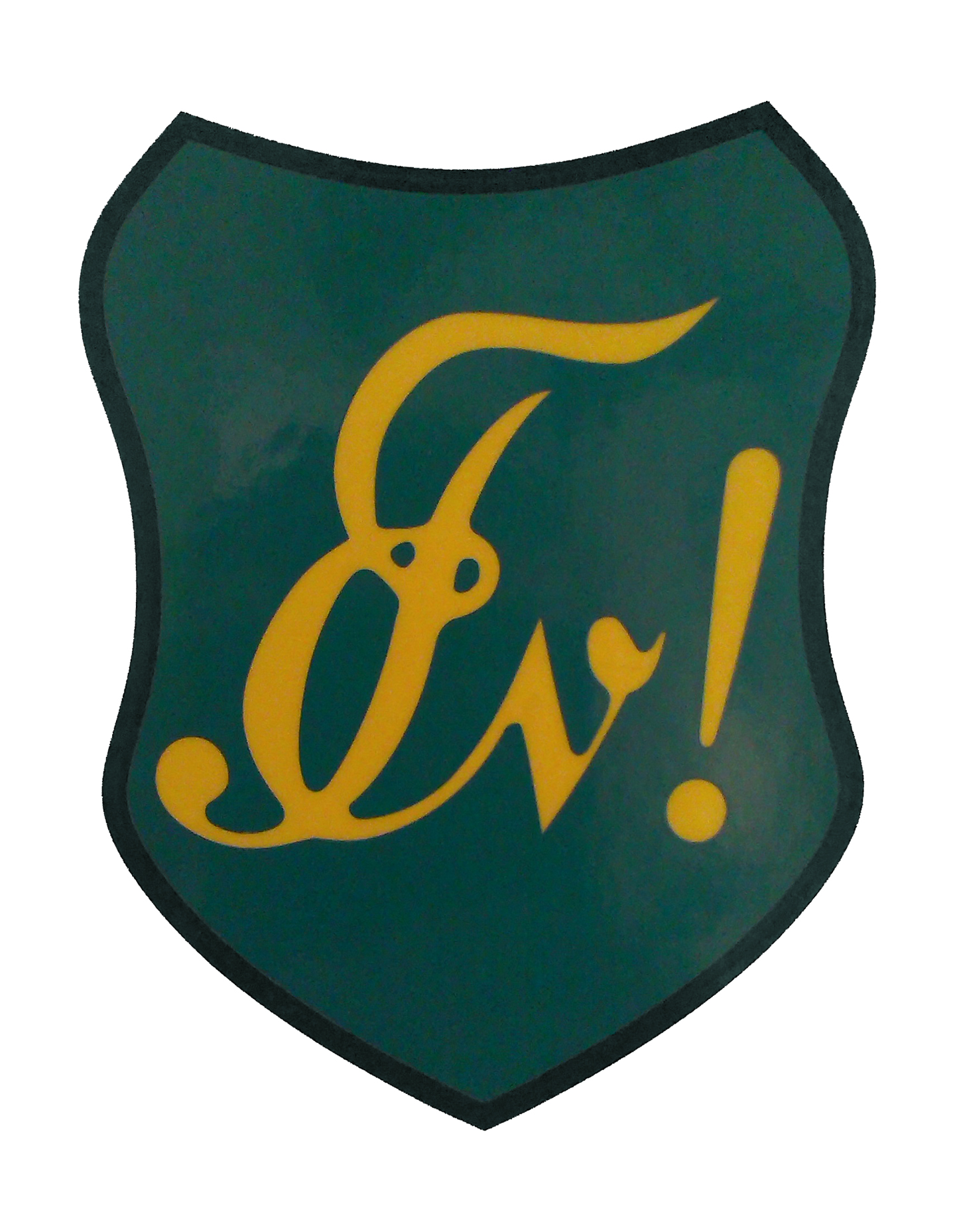
Forstakademische Gesellschaft Freia
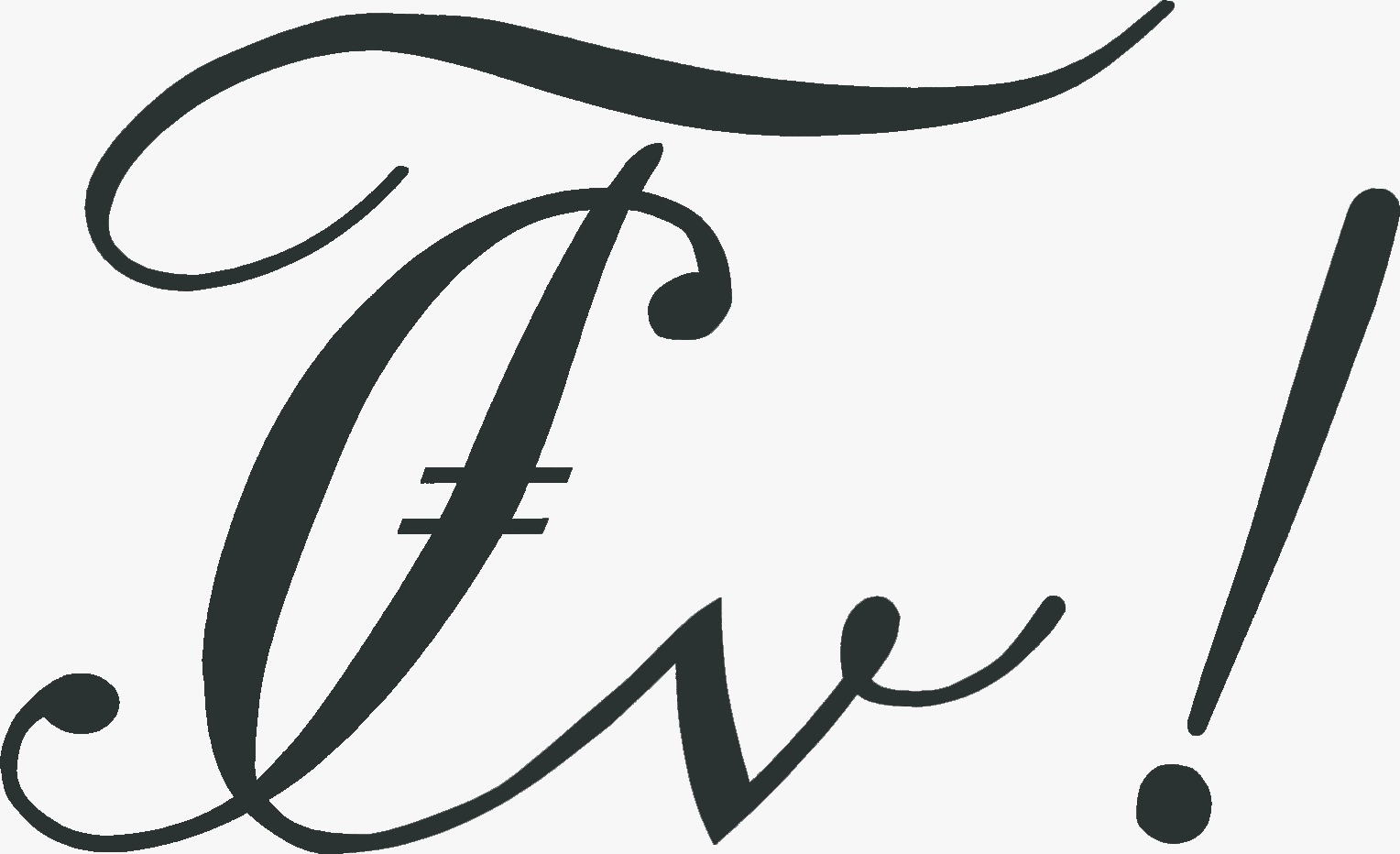
Corps Frisia Göttingen
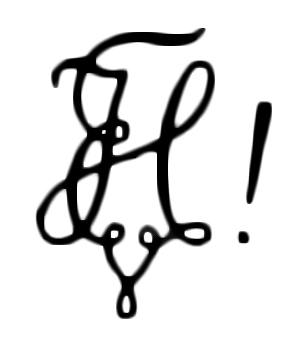
Burschenschaft Hannovera Göttingen
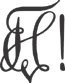
Corps Hannovera Göttingen
Corps Hildeso-Guestphalia Göttingen
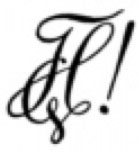
Burschenschaft Holzminda Göttingen
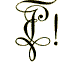
AV Palatia Göttingen
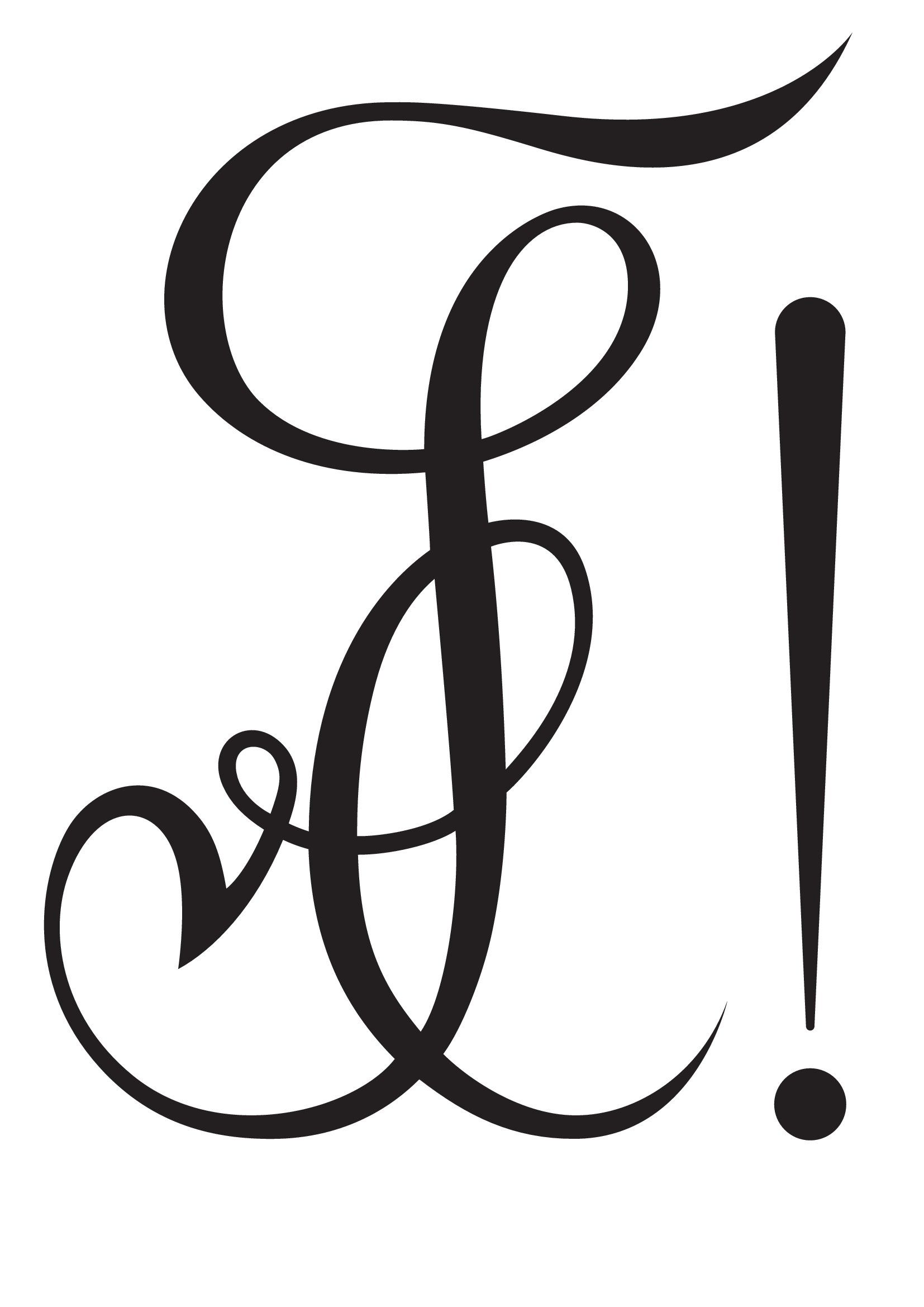
Turnerschaft Salia-Jenensis zu Göttingen
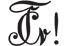
KDStV Sugambria (Jena) Göttingen
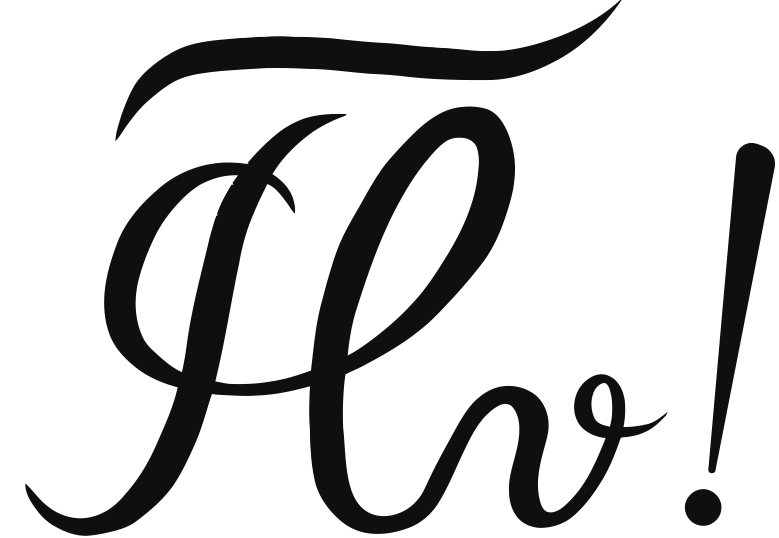
Corps Teutonia-Hercynia
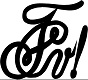
Akademisch-evangelische Verbindung (AEV) Wartburg-Coburgia
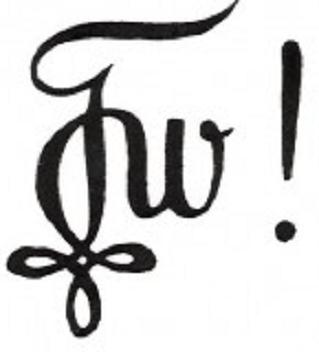
KStV Winfridia Göttingen
Göttinger Wingolf

## Graz

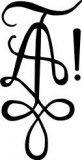
KÖAV Albertina Graz
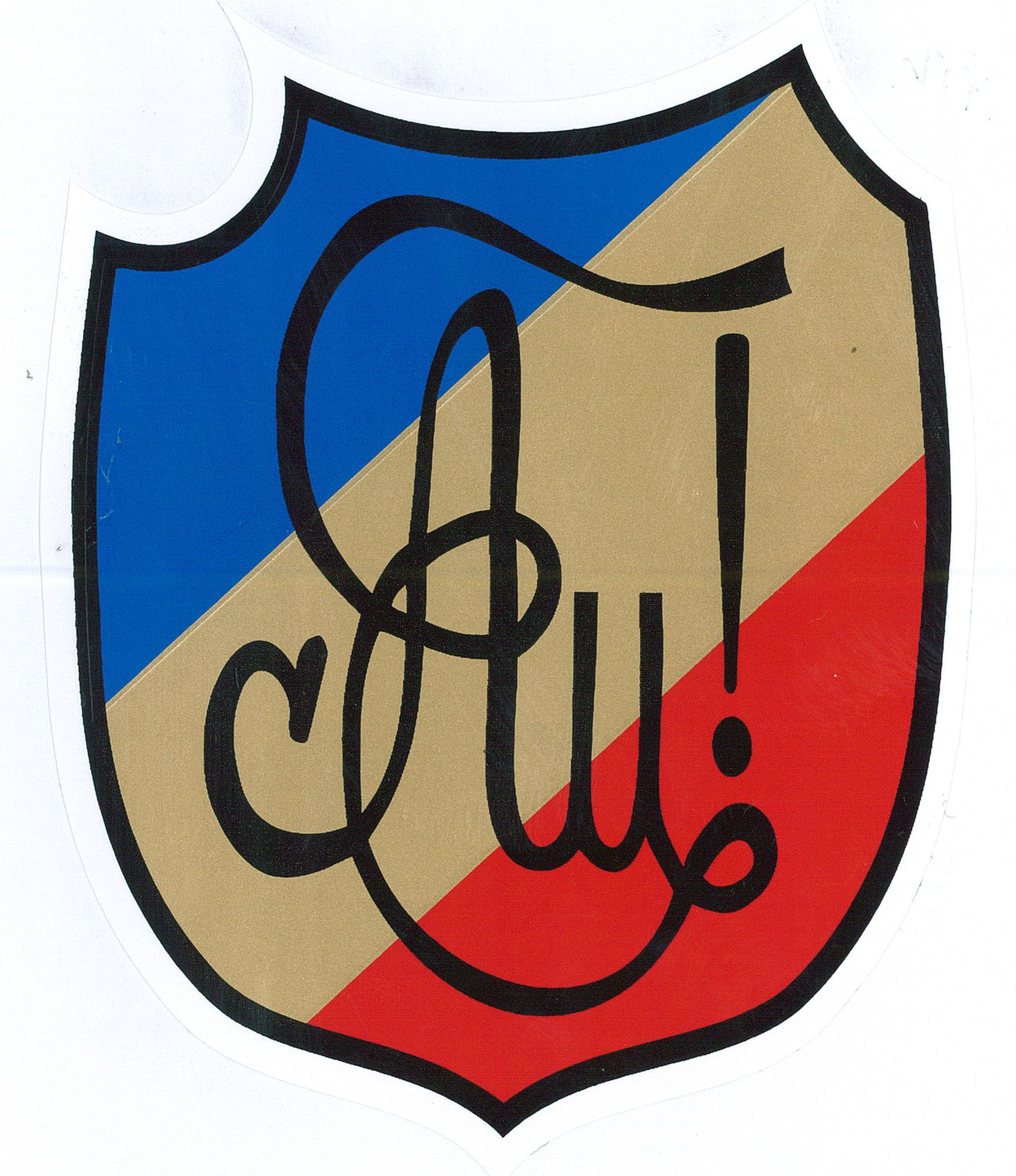
AV Austria Graz
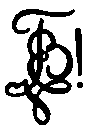
KÖStV Babenberg Graz
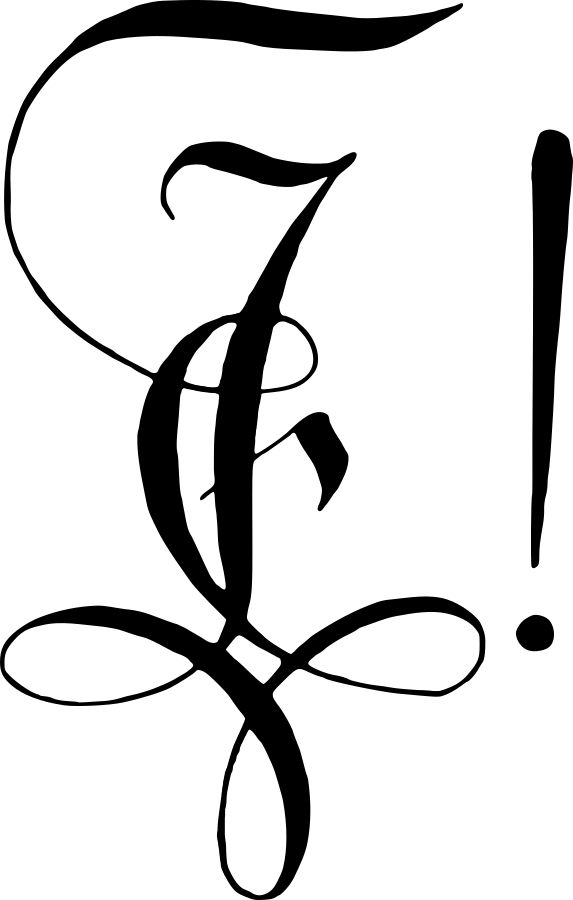
Corps Joannea Graz
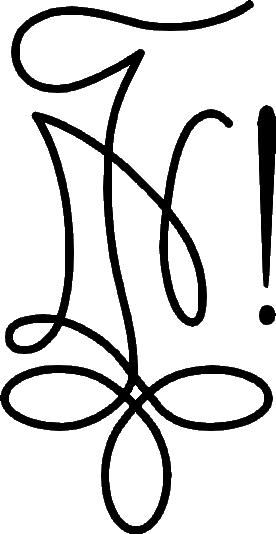
KATV Norica
AV Suevia Graz
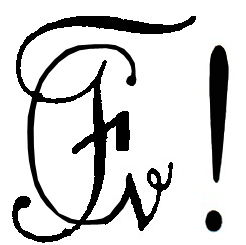
Corps Teutonia Graz
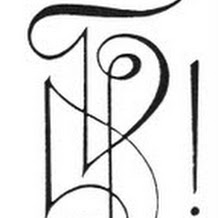
Verein Grazer Studentinnen
KÖStV Traungau Graz
KÖHV Carolina Graz

## Greifswald

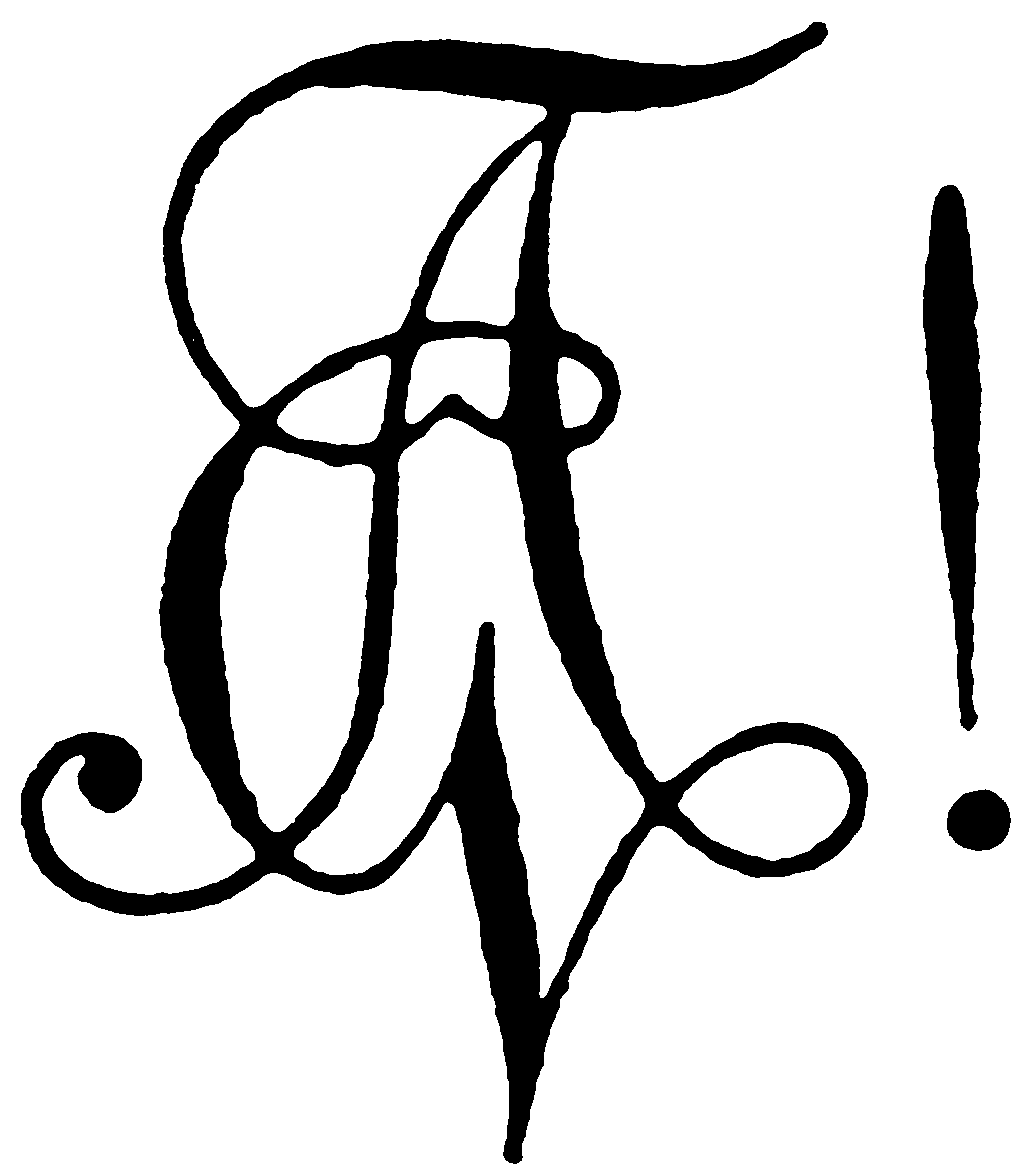
KDStV Alemannia Greifswald und Münster
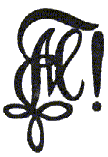
Corps Marchia Greifswald
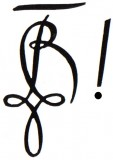
Corps Borussia Greifswald
Greifswalder Wingolf

## Halle (Saale)

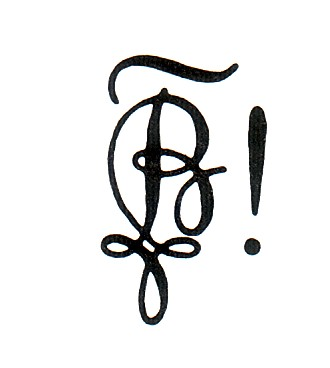
Corps Borussia Halle
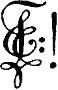
Sängerschaft Fridericiana (Halle)
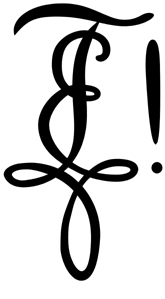
Halle-Leobener Burschenschaft Germania
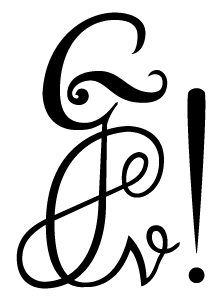
ATV Gothia Halle
Corps Guestphalia Halle
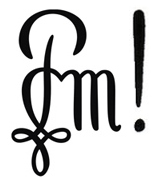
Corps Palaiomarchia Halle
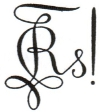
KDStV Rheno-Saxonia (Köthen) zu Halle
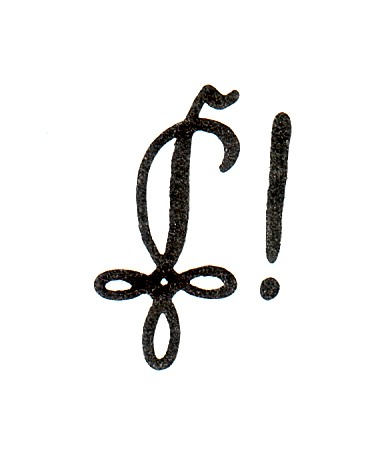
Corps Saxonia Halle
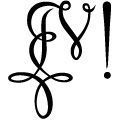
Landsmannschaft Vitebergia Halle
Hallenser Wingolf

## Hamburg

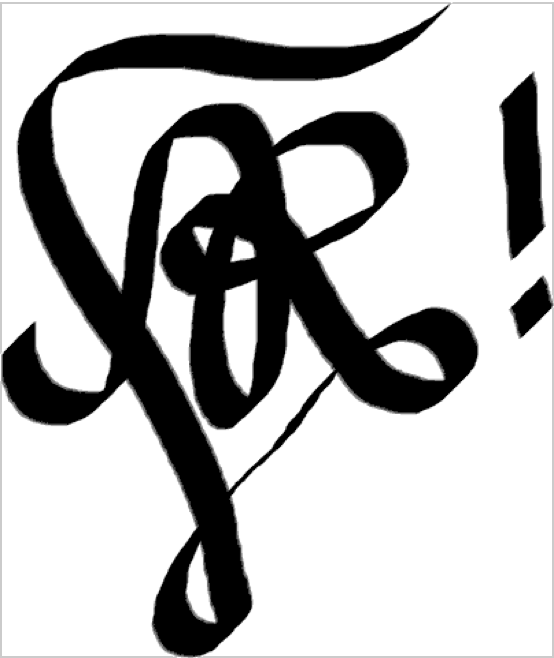
ARV Alania
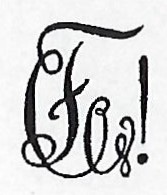
Corps Concordia Rigensis
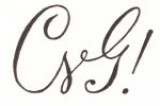
Burschenschaft Germania Königsberg
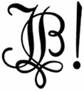
Corps Irminsul
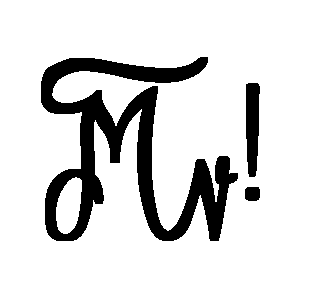
Landsmannschaft Mecklenburgia-Rostock
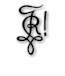
Corps Rhenania
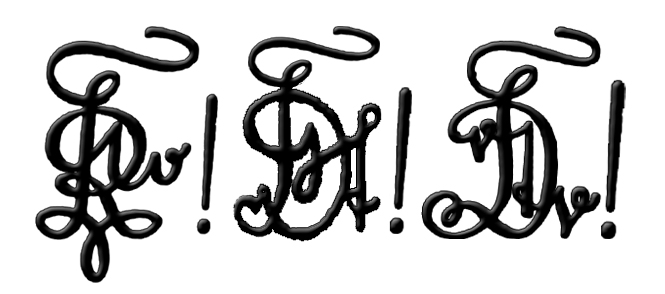
VDSt Straßburg-Hamburg-Rostock
Hamburger Wingolf

## Hannover

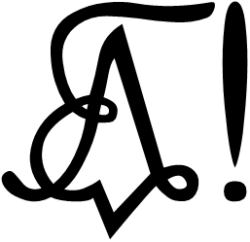
Hannoversche Burschenschaft Arminia
AV Frisia
Hannoversche Burschenschaft Ghibellinia-Leipzig
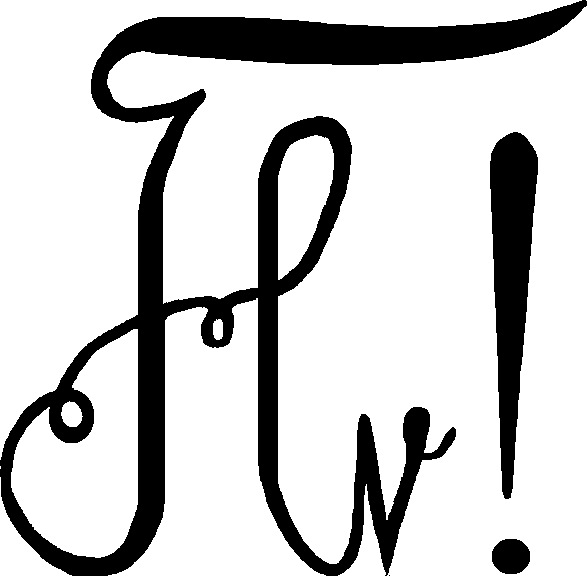
Corps Hannovera Hannover
Corps Hannoverania Hannover
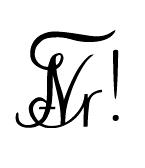
Landsmannschaft Niedersachsen
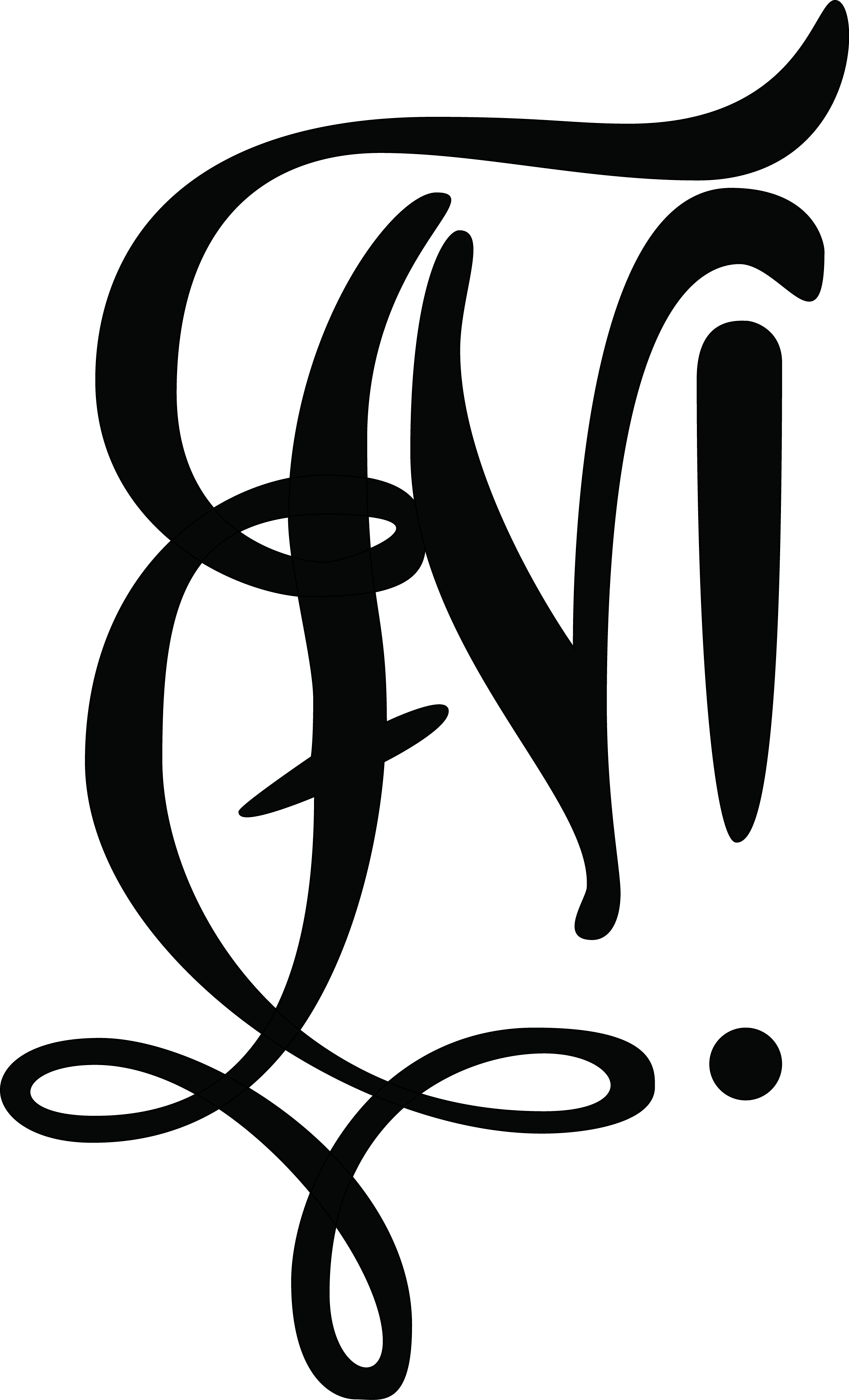
Corps Normannia Hannover
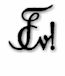
Corps Saxonia Hannover
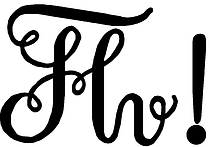
Corps Slesvico-Holsatia
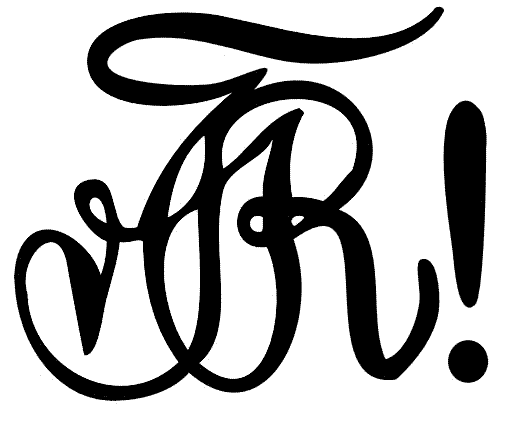
KDStV Teuto-Rhenania
Hannoverscher Wingolf

## Heidelberg
„Corps Hermunduria Leipzig zu Mannheim-Heidelberg“ siehe unter Mannheim.

Alte Leipziger Landsmannschaft Afrania
Burschenschaft Allemannia Heidelberg
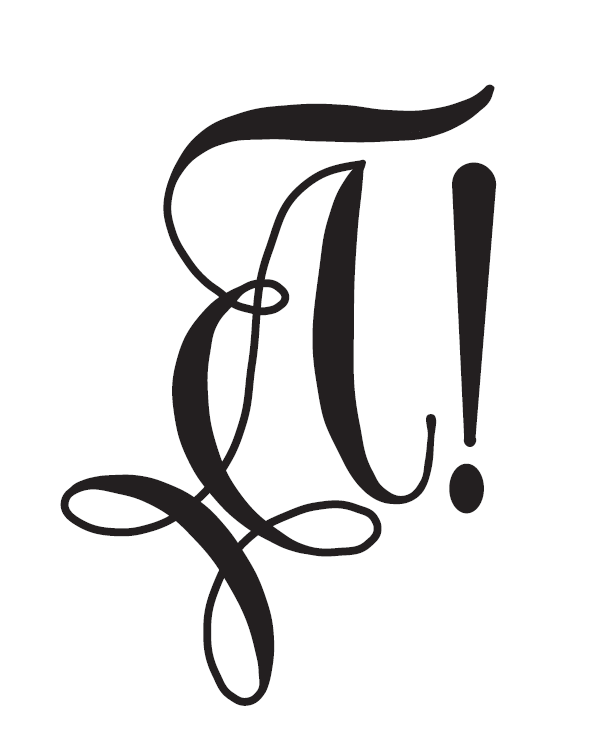
KDStV Arminia Heidelberg
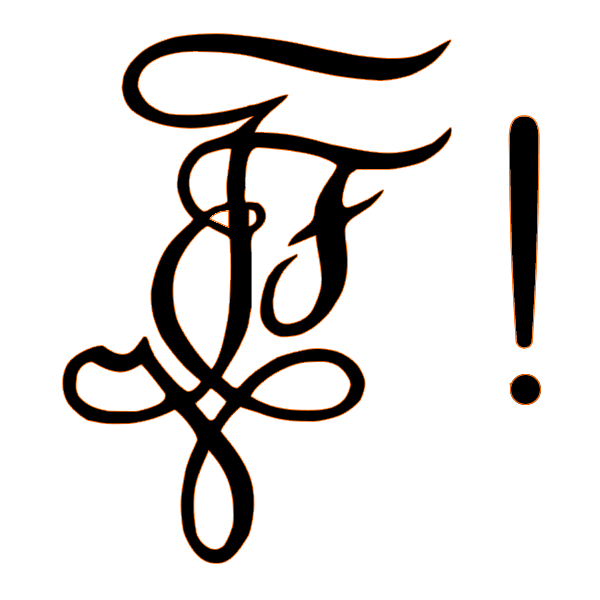
KDStV Ferdinandea-Prag zu Heidelberg
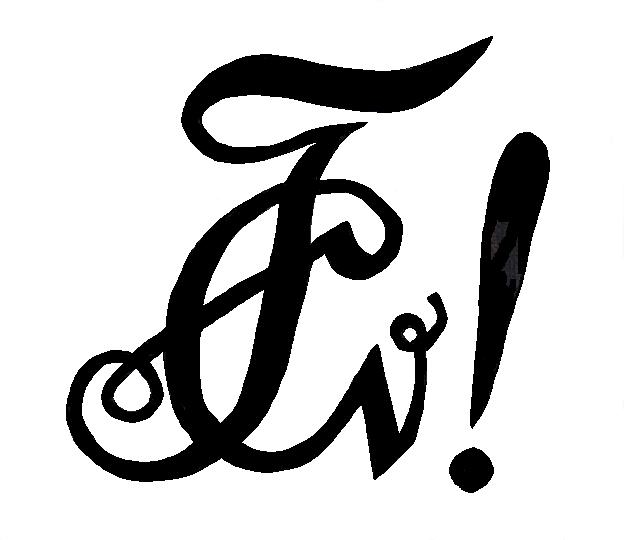
Burschenschaft Frankonia Heidelberg
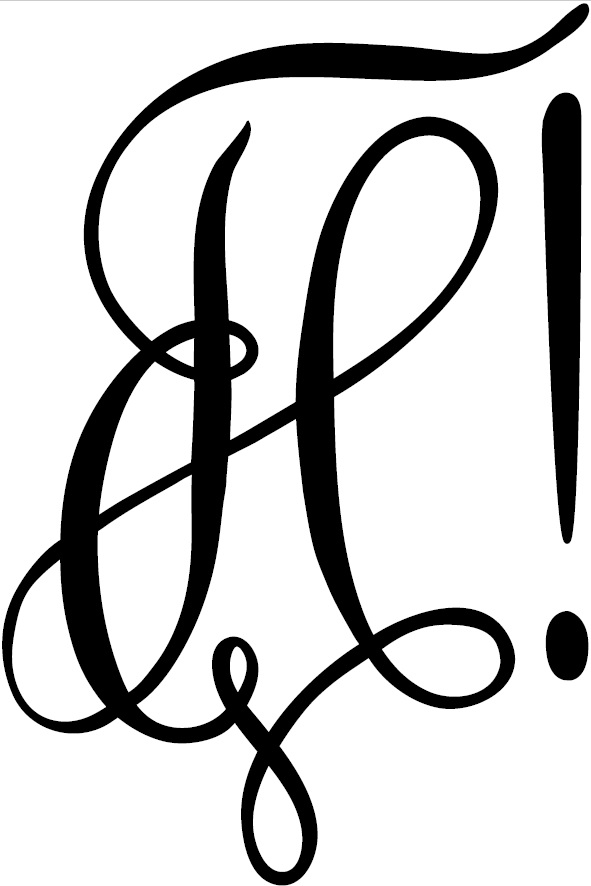
SBV Hercynia zu Heidelberg
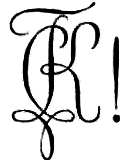
Verbindung Karlsruhensia
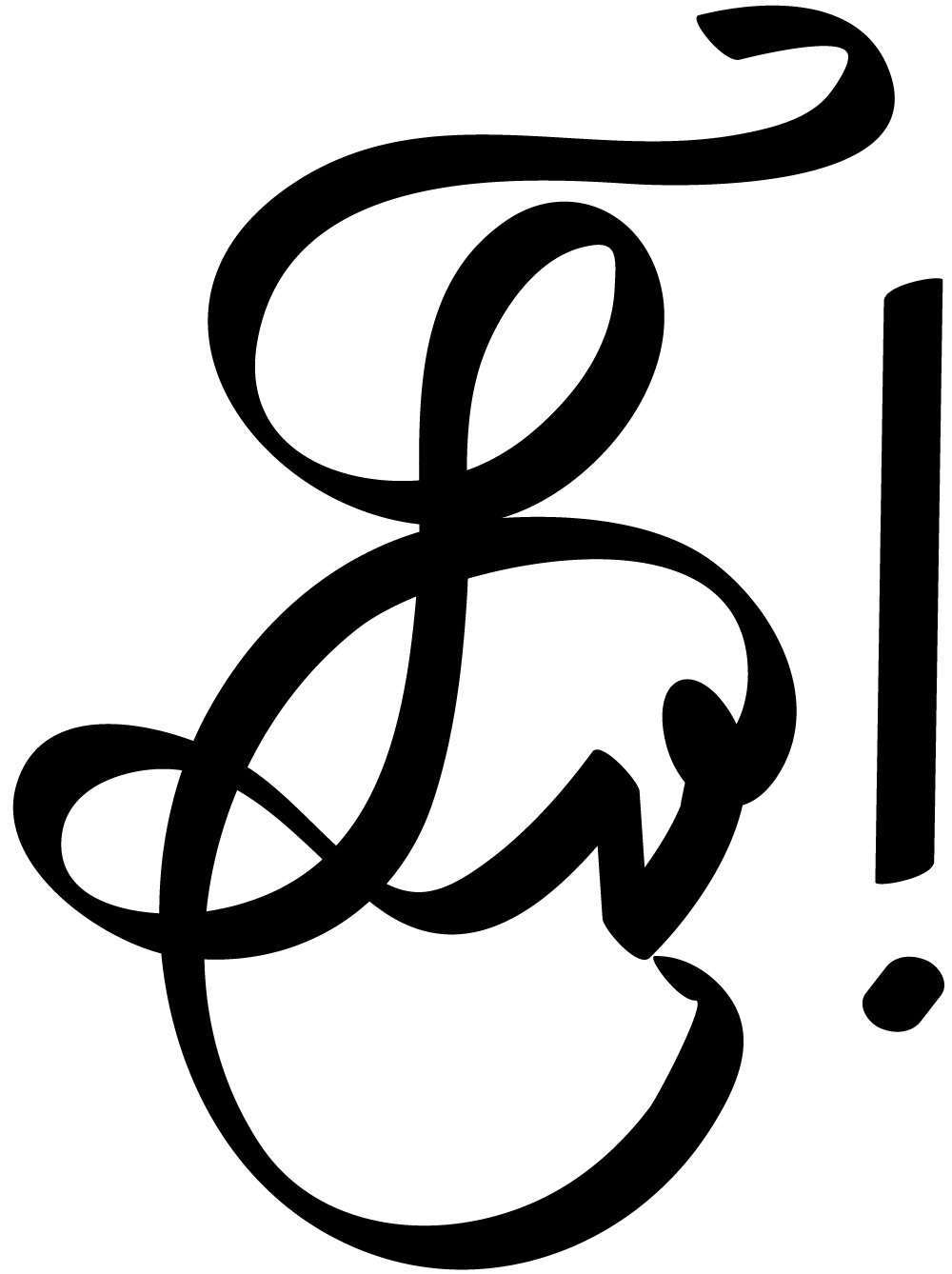
Leonensia Heidelberg
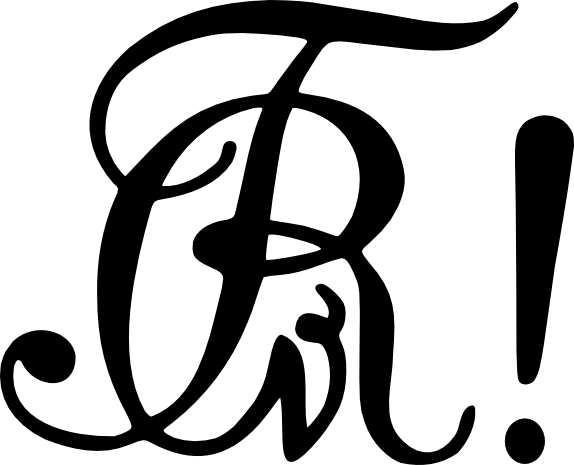
Corps Rhenania Heidelberg
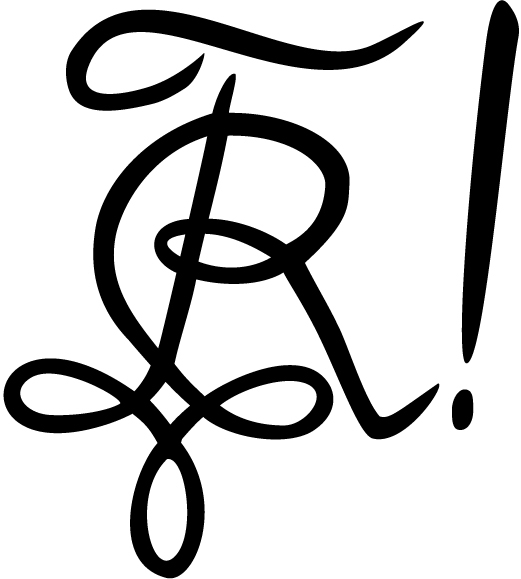
Verbindung Rupertia Heidelberg
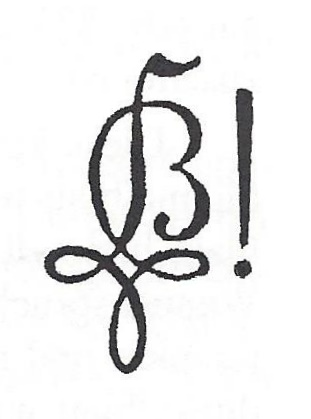
Corps Saxo-Borussia Heidelberg
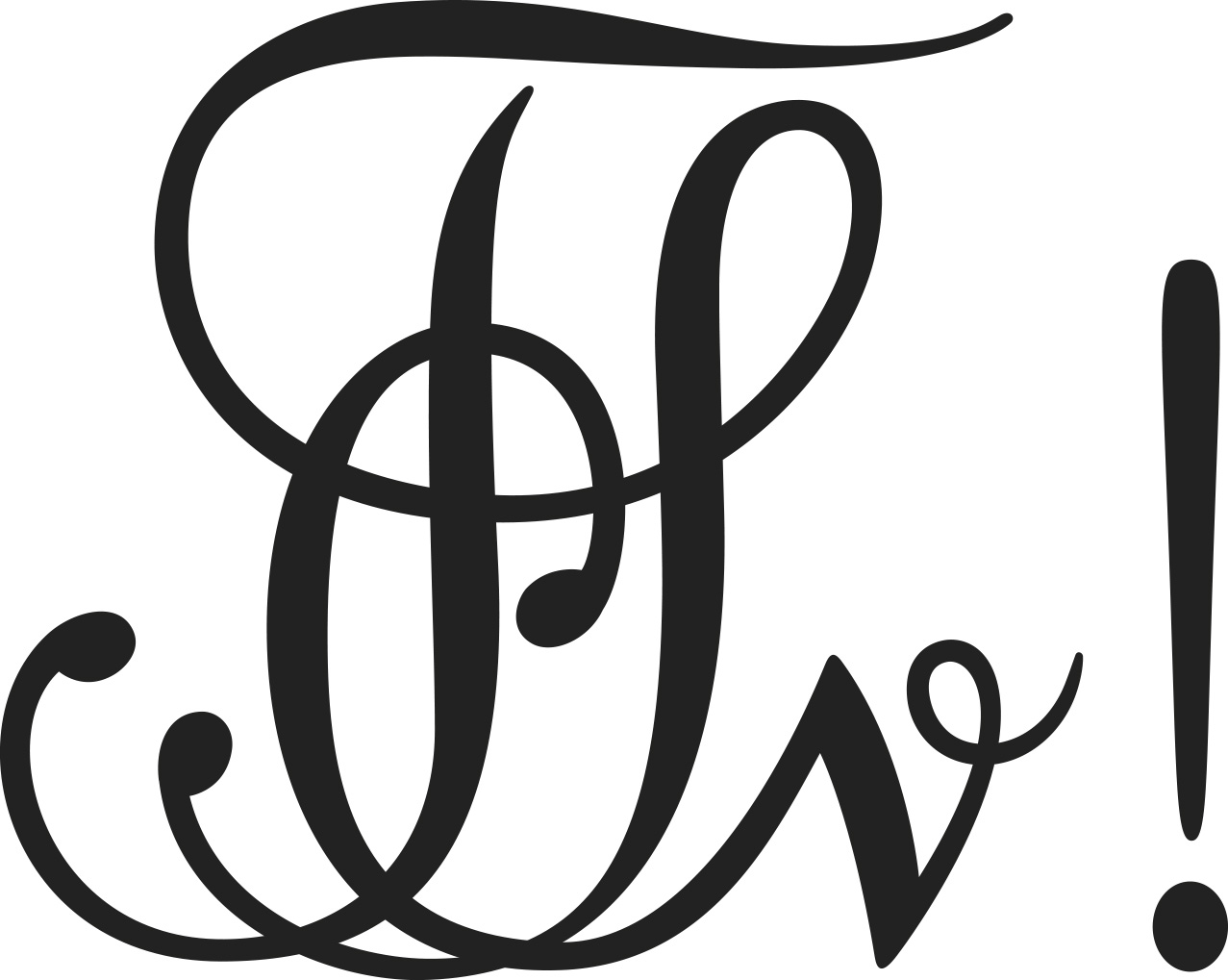
Corps Suevia Heidelberg
Landsmannschaft Teutonia Heidelberg-Rostock
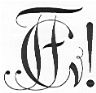
Corps Thuringia Heidelberg
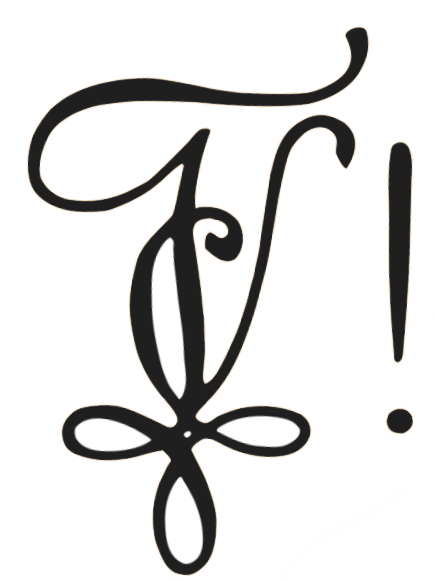
Burschenschaft Vineta Heidelberg
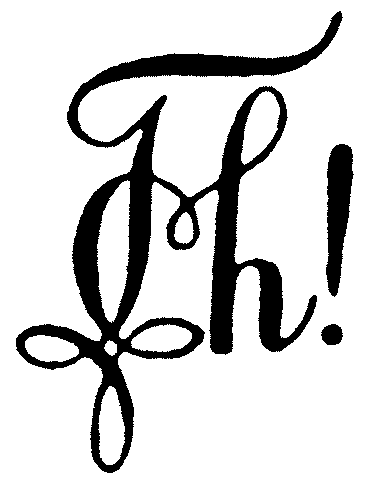
Akademisch Theologische Verbindung Wartburg Heidelberg
Heidelberger Wingolf
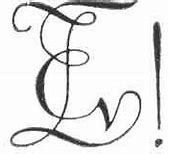
Landsmannschaft Zaringia Heidelberg

## Heilbronn

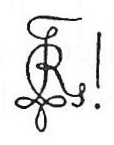
Landsmannschaft Rheno-Silesia Wismar zu Heilbronn

## Ilmenau

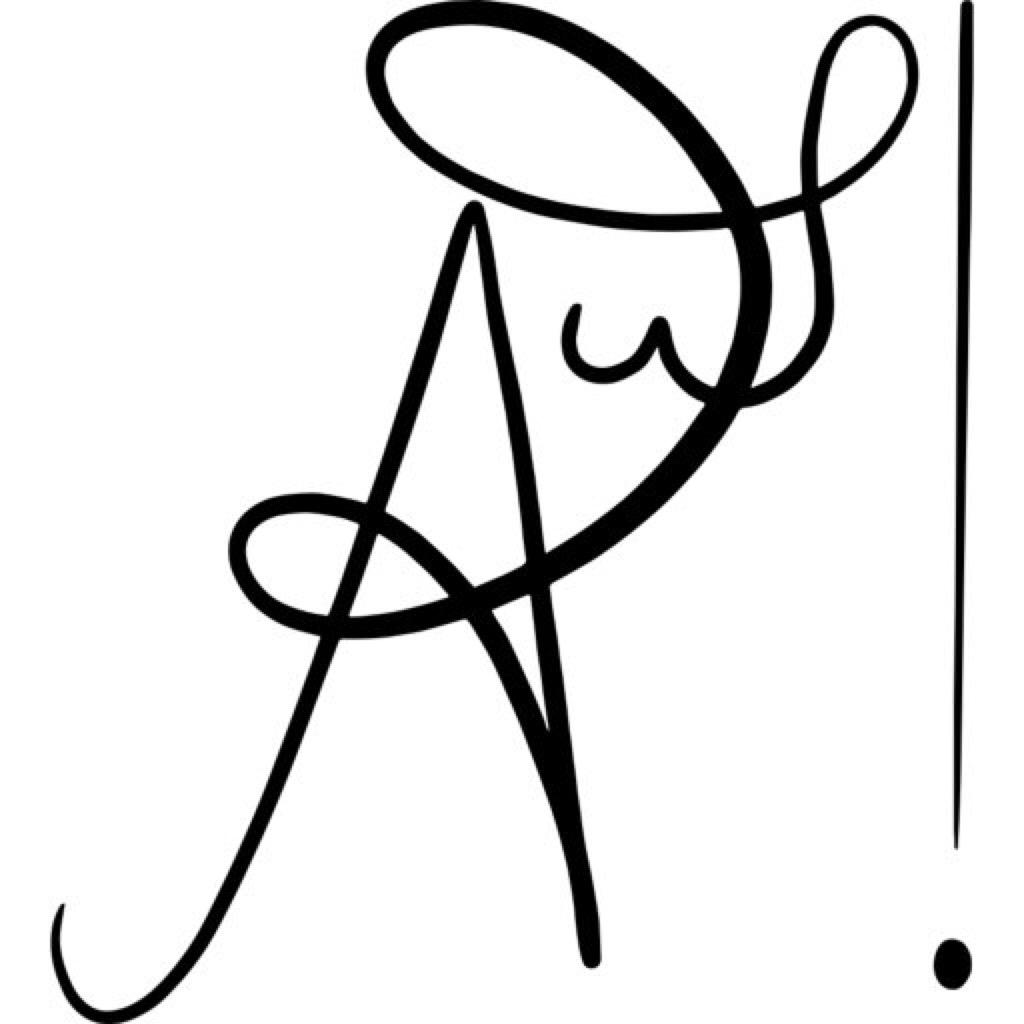
ADV Amalia Ilmenau
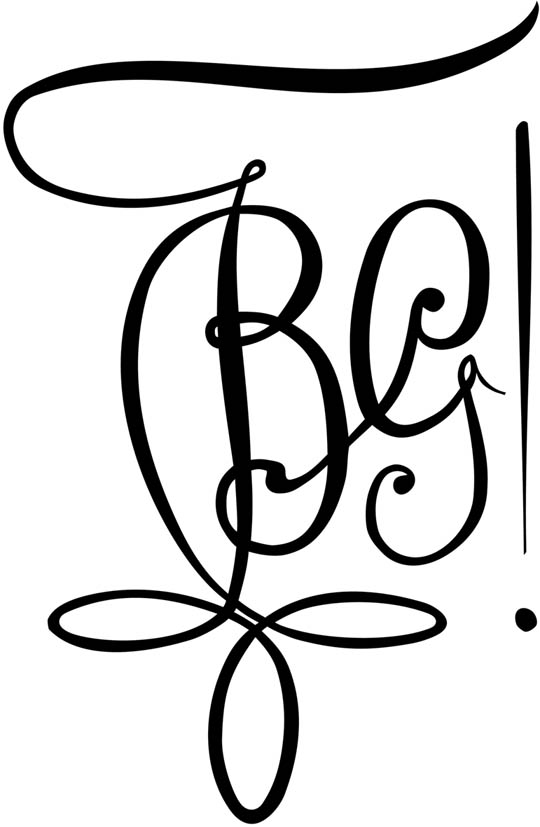
Burschenschaft Baltia-Gotia Ilmenau-Köln
Alte Ilmenauer Burschenschaft Vandalia

## Innsbruck

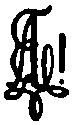
KÖHV Alpinia Innsbruck
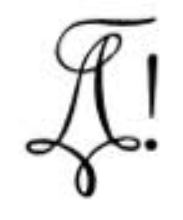
Corps Athesia
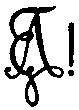
AV Austria Innsbruck
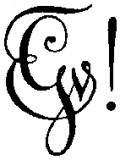
Corps Gothia Innsbruck
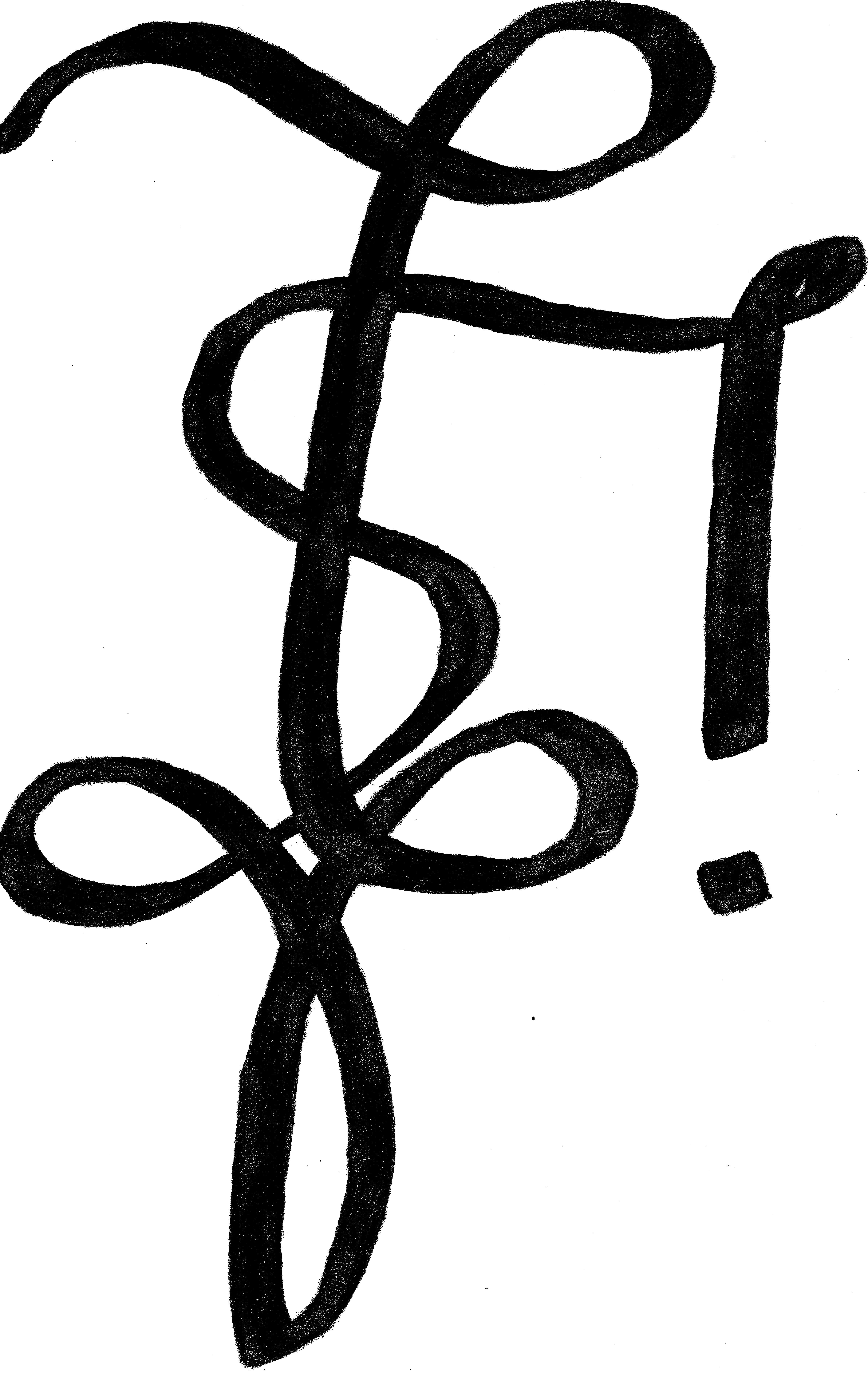
ChTHV Isengard Innsbruck
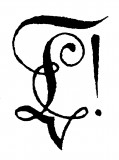
KÖHV Leopoldina Innsbruck
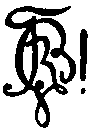
AV Raeto-Bavaria Innsbruck
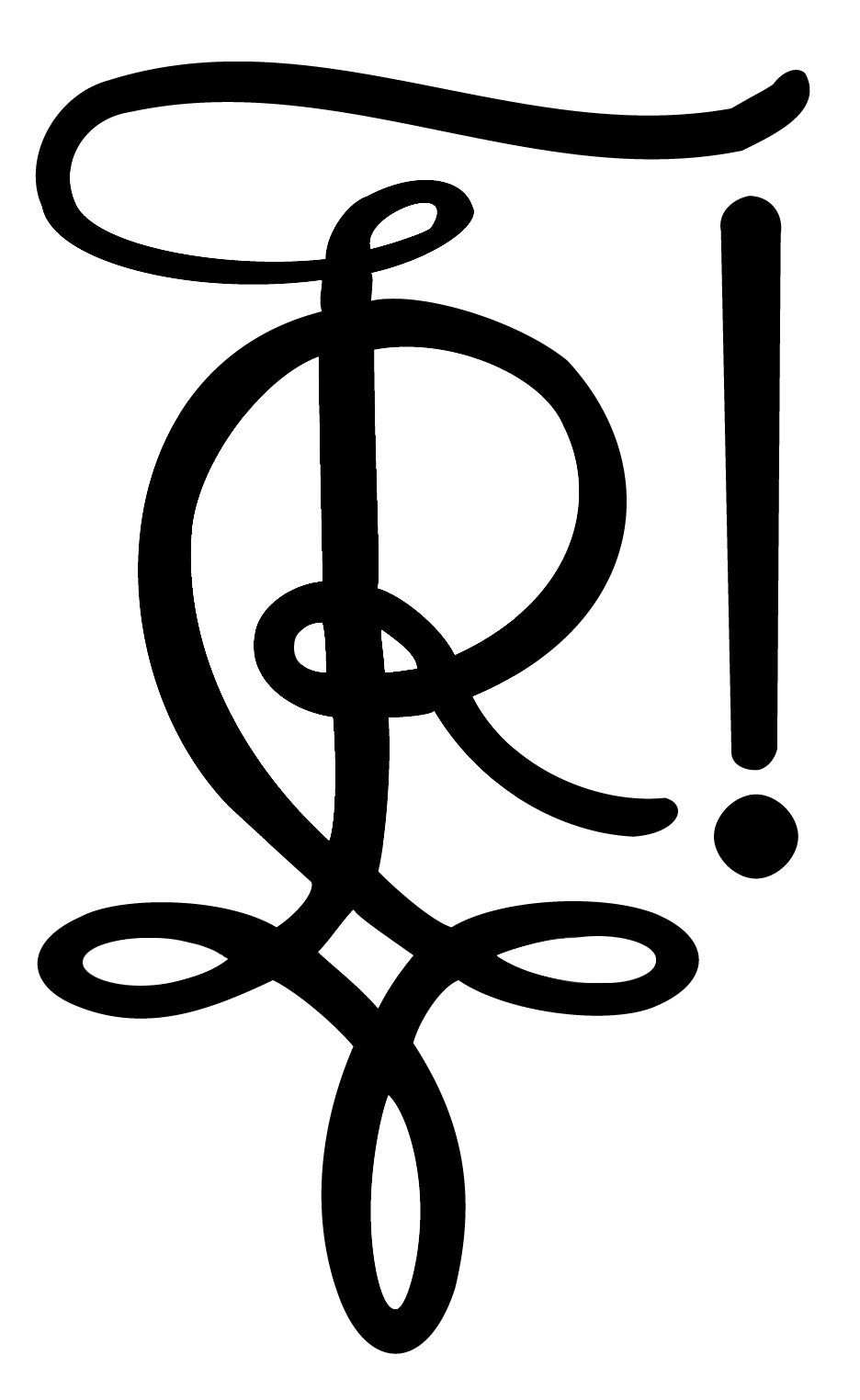
KÖStV Rhaetia Innsbruck
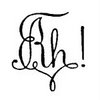
KStV Rhenania Innsbruck
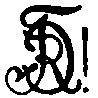
KAV Rheno-Danubia Innsbruck
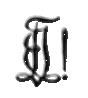
KÖStV Teutonia Innsbruck
AKV Tirolia Innsbruck
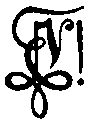
AV Vindelicia Innsbruck
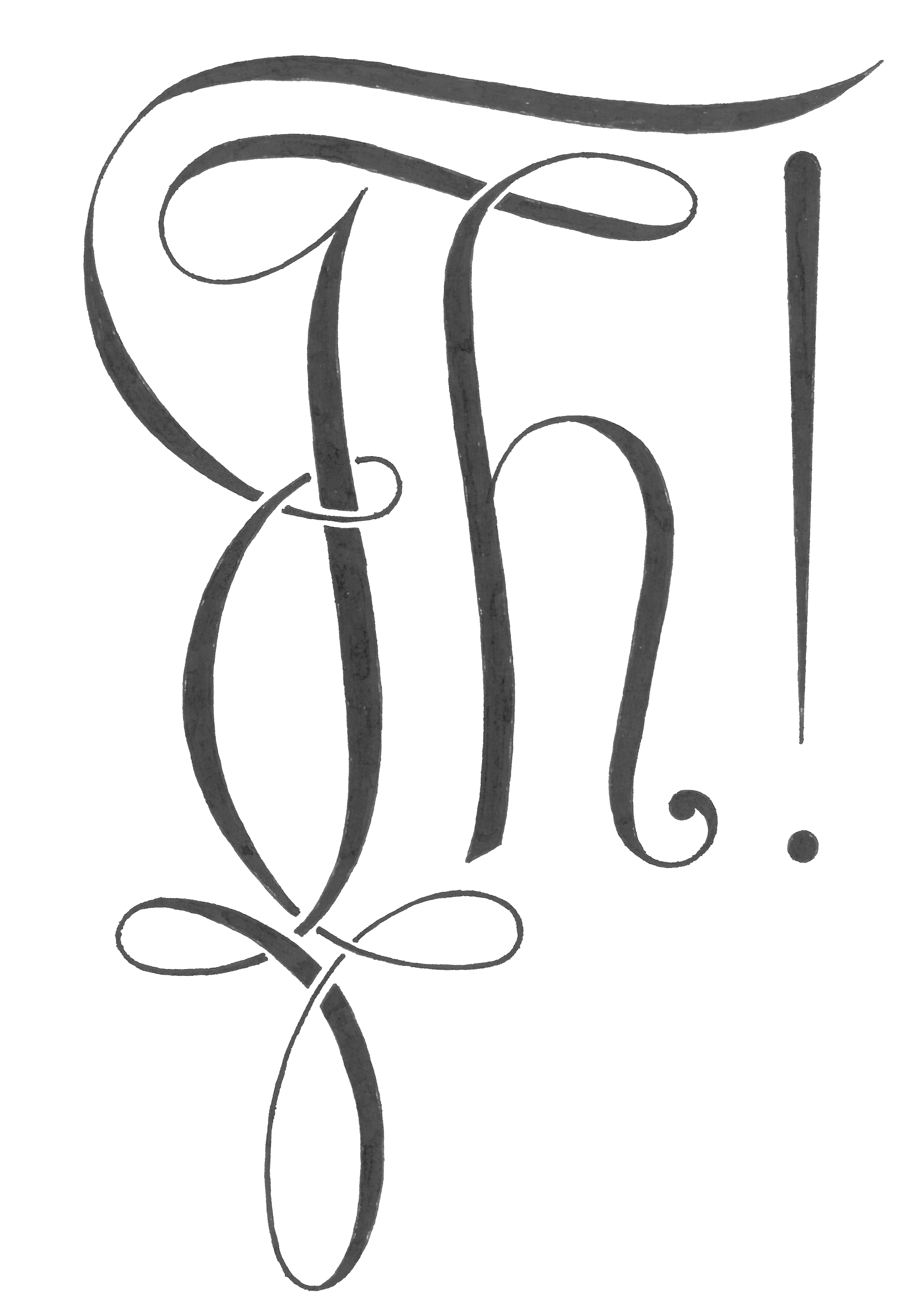
KÖL Theresiana Innsbruck
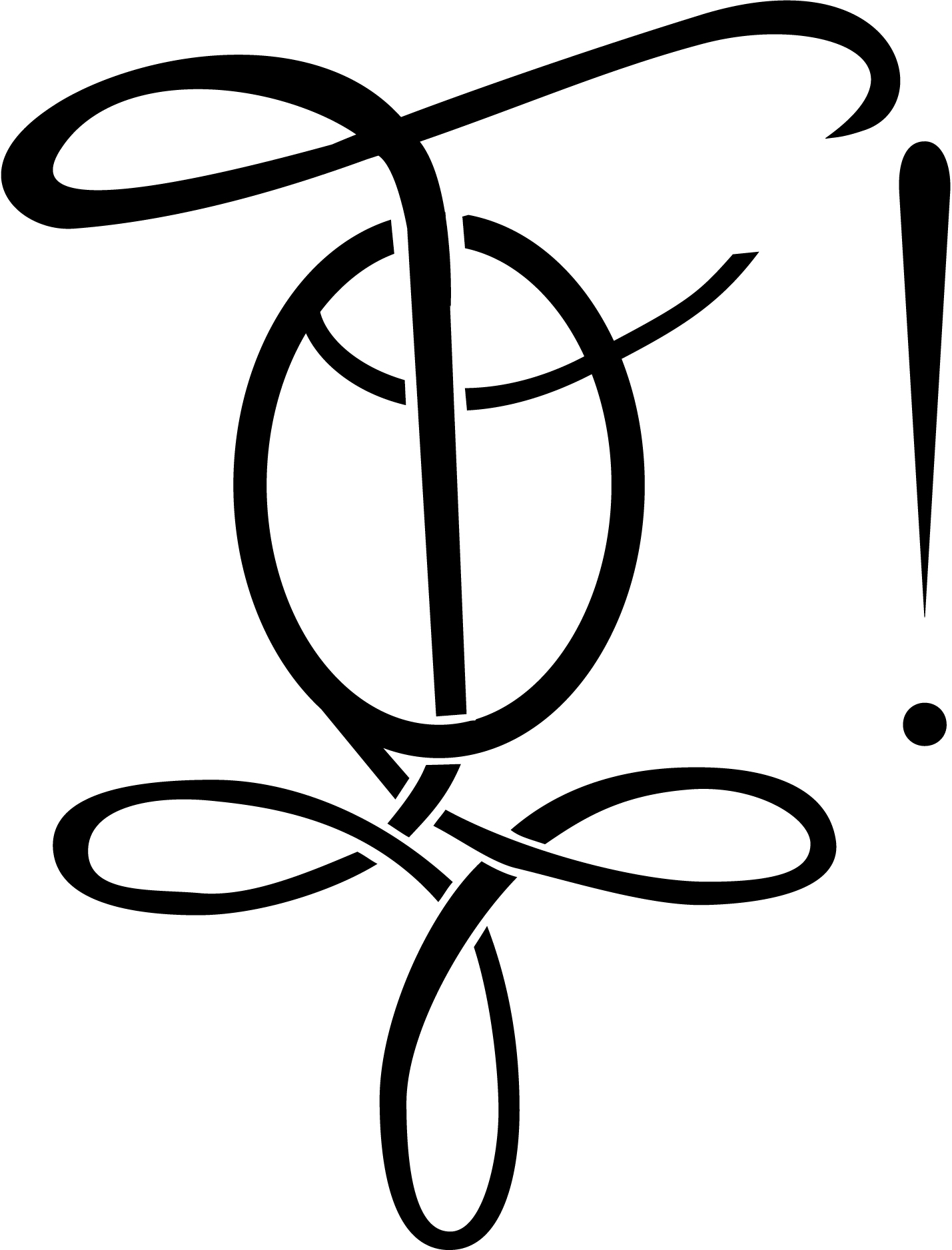
KÖL Ostaricia Innsbruck

## Jena

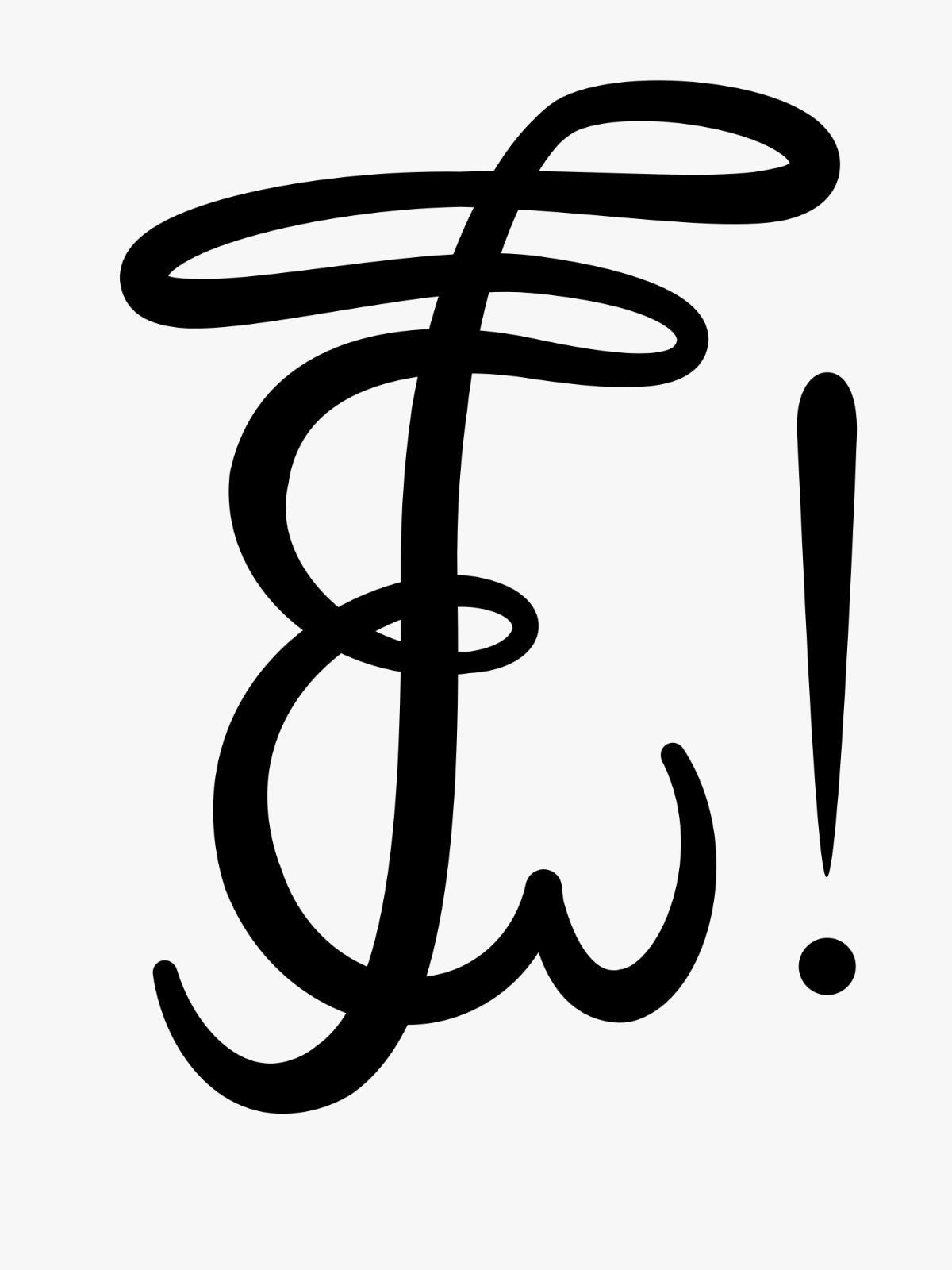
Akademischer Bund Jenaer Hochschülerinnen
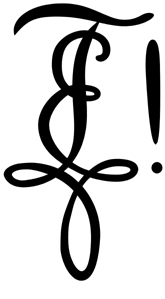
Burschenschaft Arminia auf dem Burgkeller
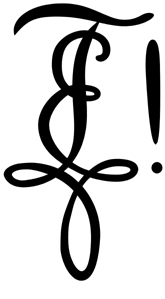
Alte Burschenschaft Burgkeller Jena in der DB
Jenaische Burschenschaft Germania
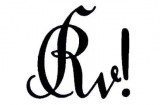
Landsmannschaft Rhenania Jena
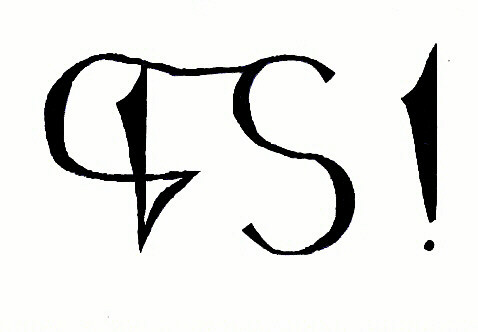
KDStV Saarland Jena
Sängerschaft zu St. Pauli Jena
Burschenschaft Teutonia Jena
Wingolf Jena

## Kaiserslautern

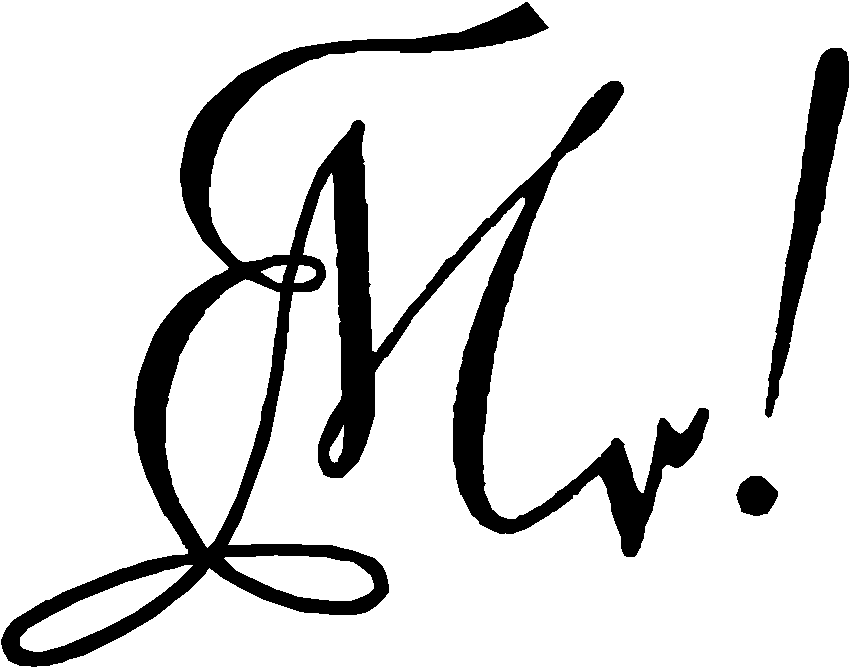
KDStV Merowingia Kaiserslautern
Wingolf Palatia zu Kaiserslautern

## Karlsruhe

Corps Franconia
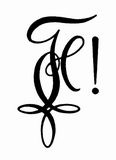
Corps Friso-Cheruskia Karlsruhe
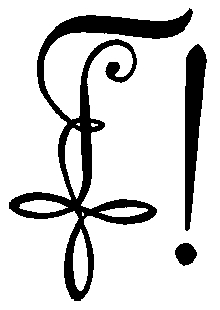
KStV Laetitia
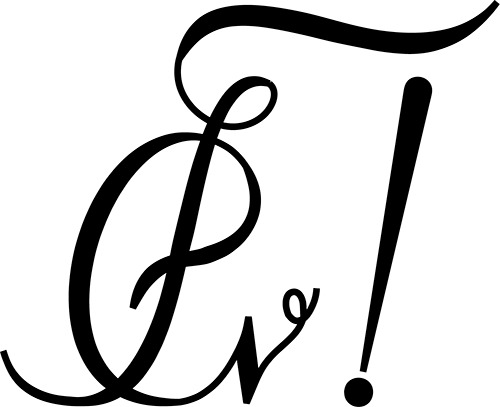
Corps Saxonia Karlsruhe
Burschenschaft Teutonia
Karlsruher Burschenschaft Tulla
WKStV Unitas Franco-Alemannia Karlsruhe
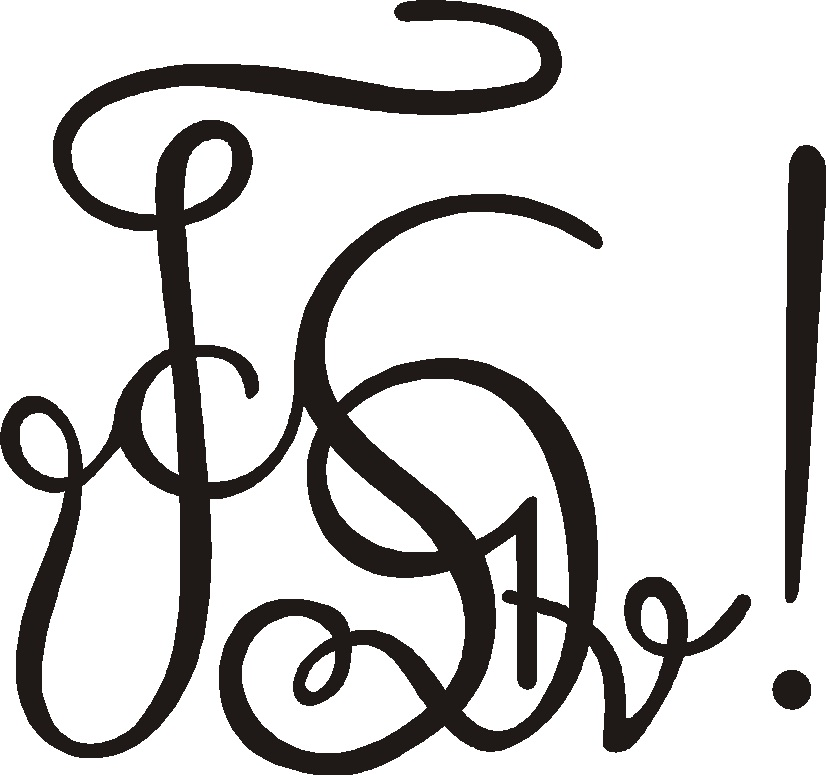
VDSt Karlsruhe
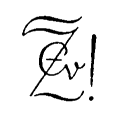
KStV Zollern-Breslau
Karlsruher Wingolf
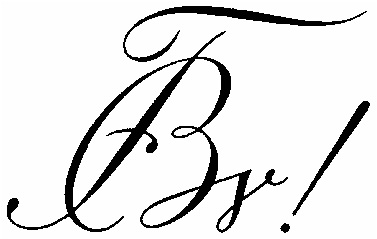
Corps Bavaria Karlsruhe

## Kiel

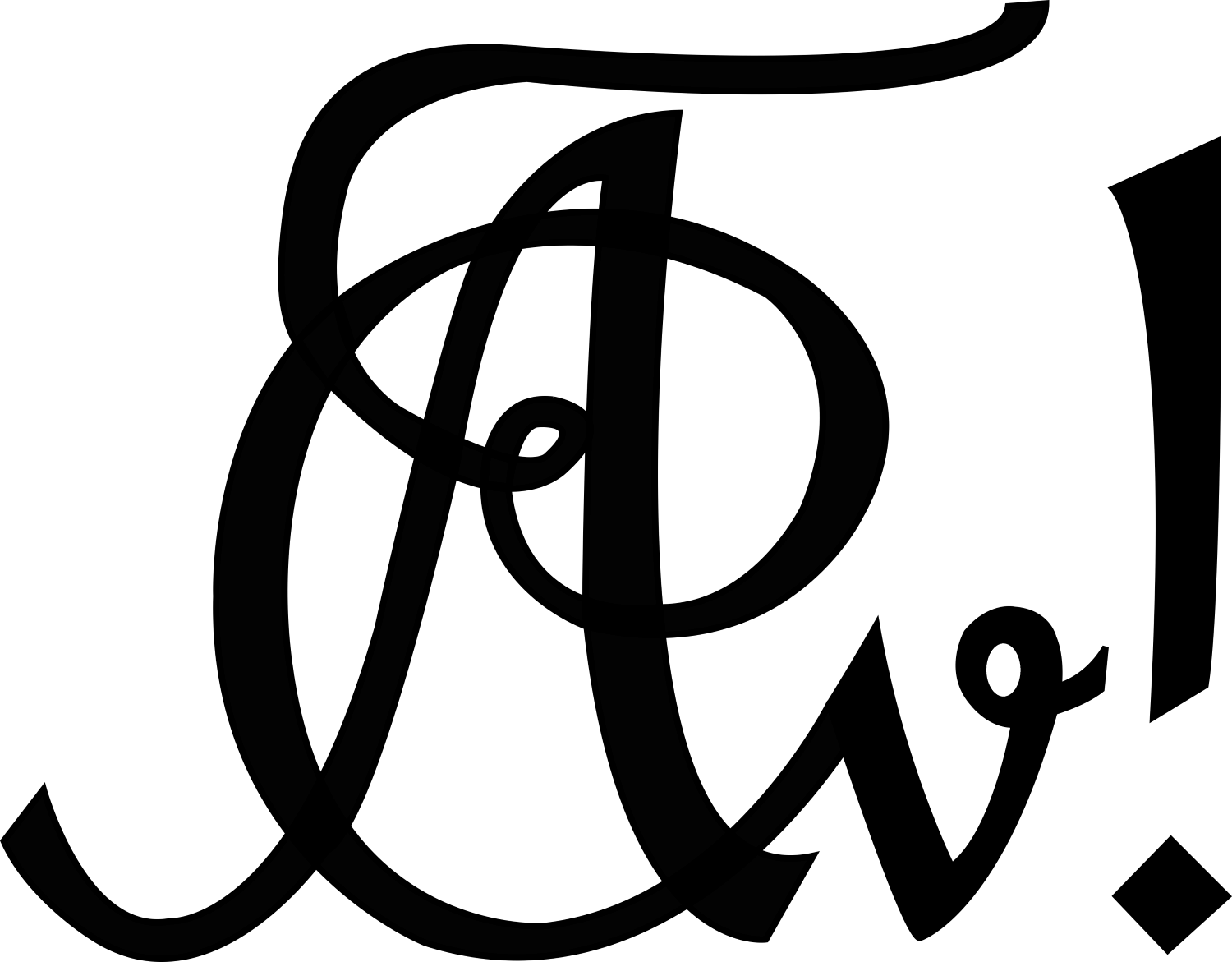
Alte Königsberger Burschenschaft Alemannia in Kiel
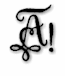
Corps Alemannia
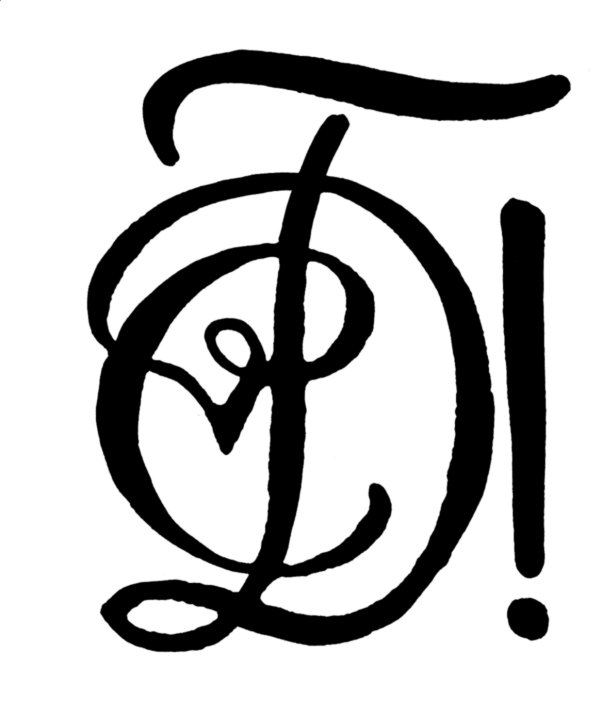
ATV Ditmarsia Kiel
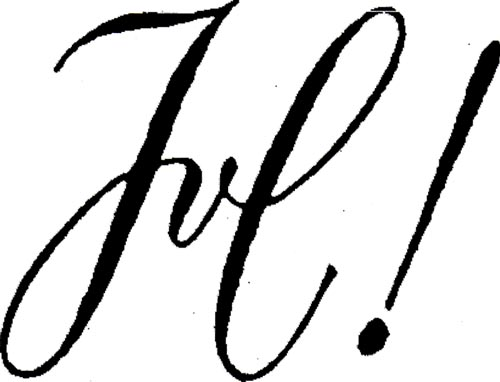
Corps Holsatia
Corps Palaiomarchia-Masovia
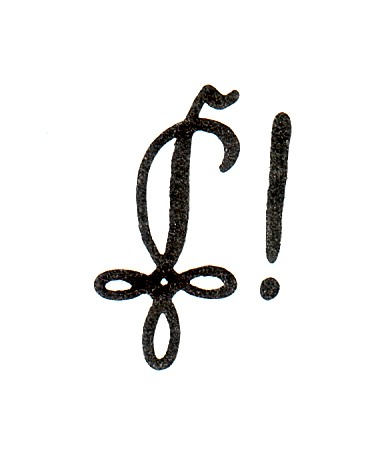
Corps Saxonia Kiel
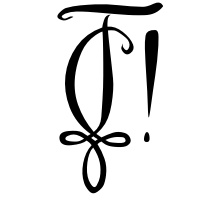
Burschenschaft Teutonia zu Kiel
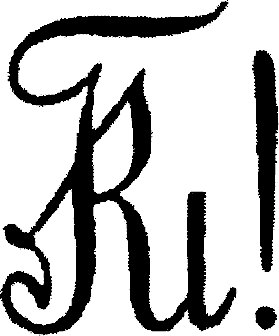
Unitas tom-Kyle
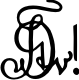
VDSt Kiel
Kieler Wingolf

## Koblenz

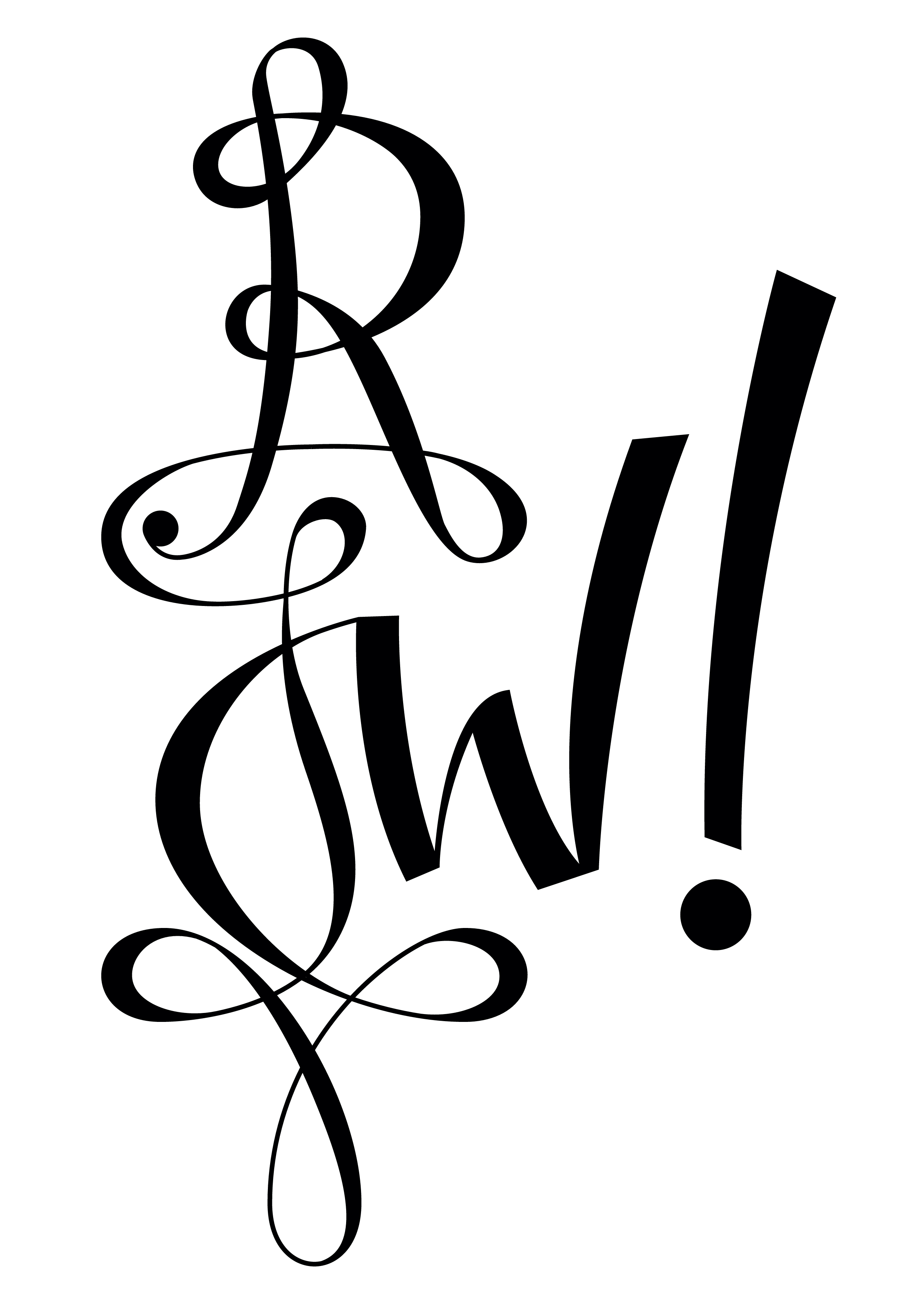
Burschenschaft Rheno-Westfalia zu Koblenz
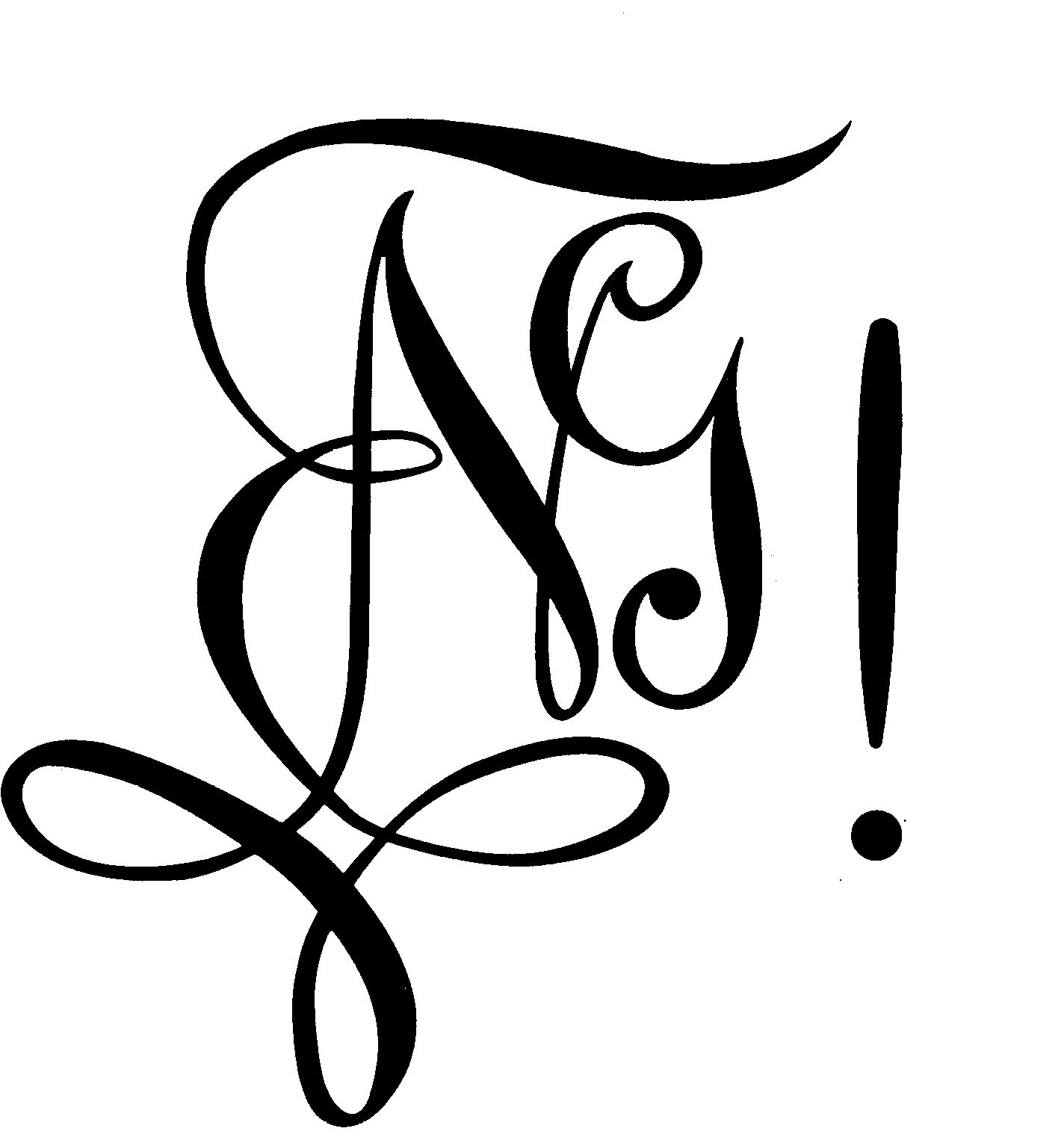
KDStV Nordgau-Prag zu Koblenz

## Köln

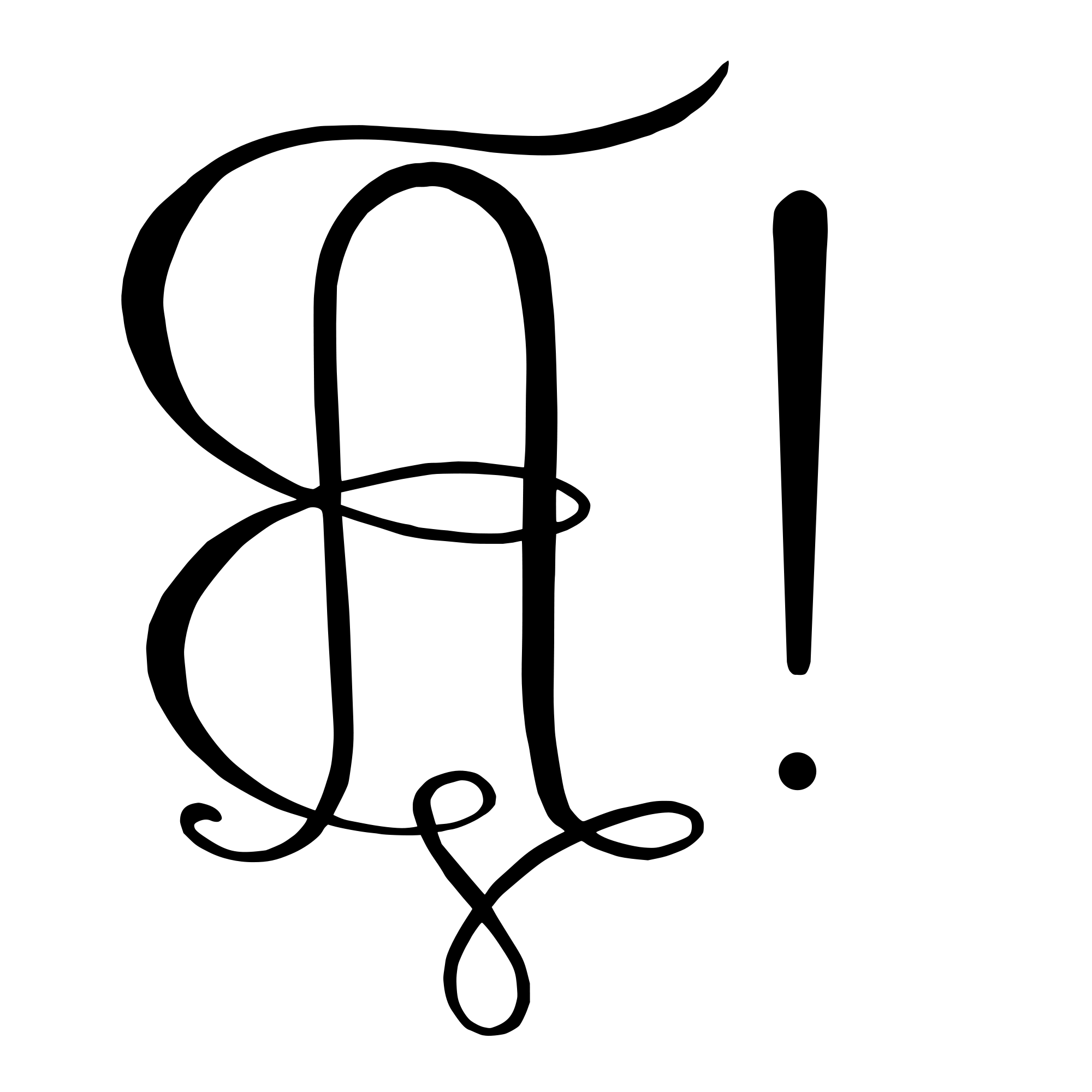
Burschenschaft Ascania zu Köln
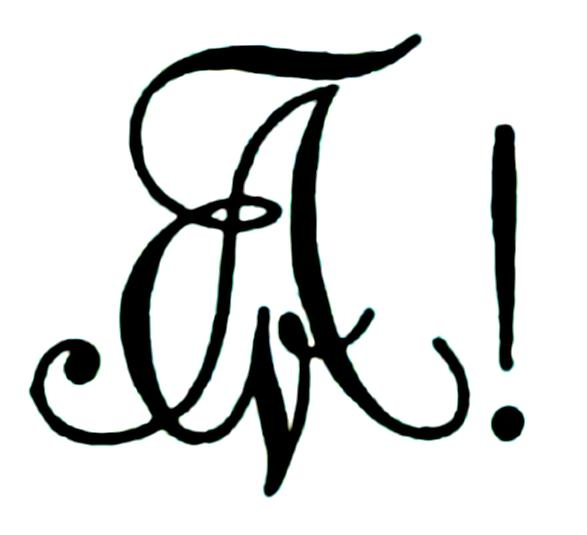
KDStV Asgard Düsseldorf zu Köln
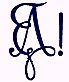
AV Austria Köln
AV Hansea (Berlin) zu Köln
Landsmannschaft Macaria Köln
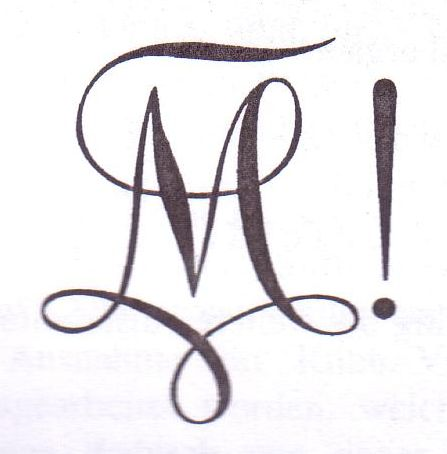
Corps Marcomannia Breslau zu Köln
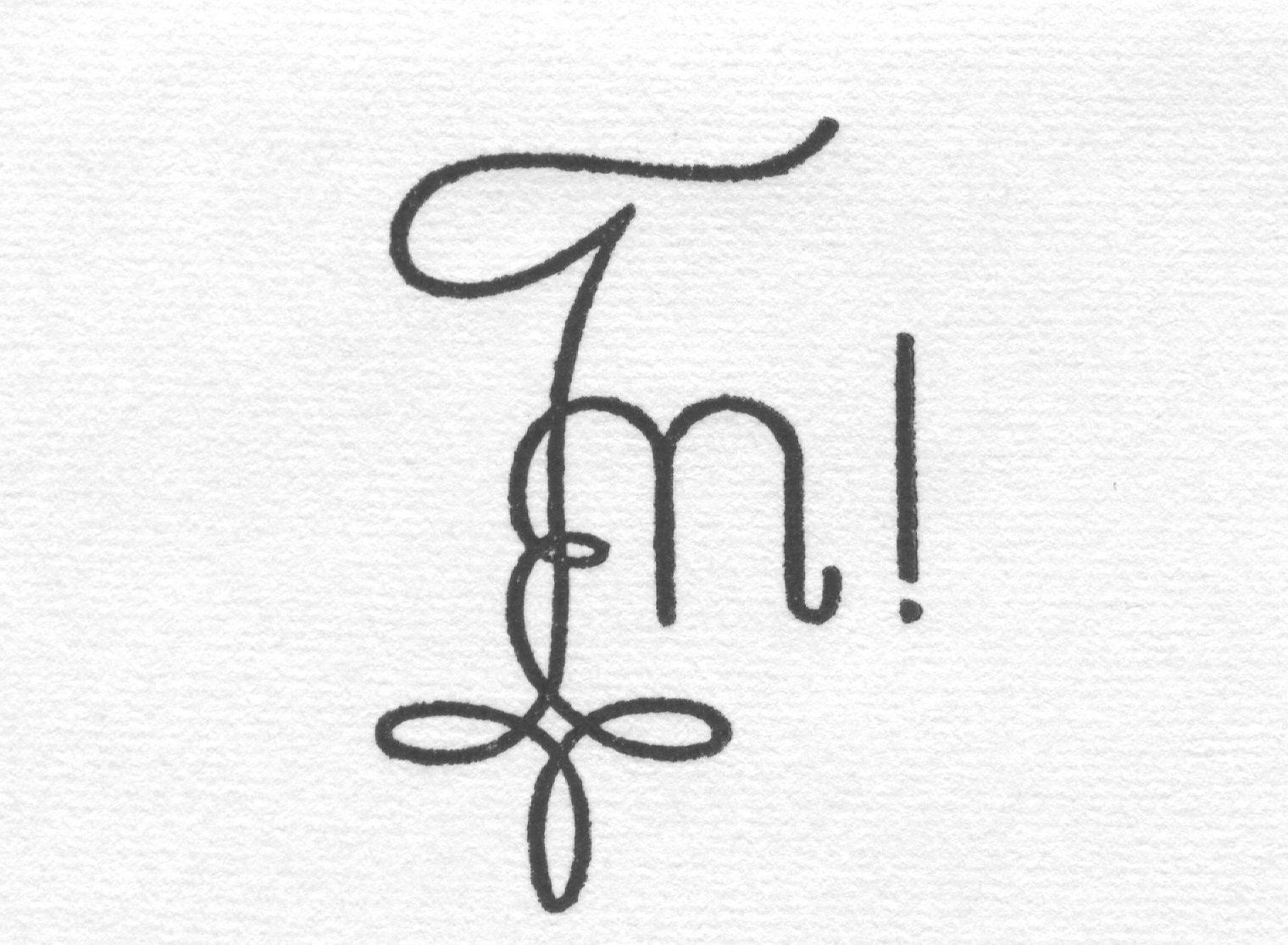
KStV Nibelung Köln
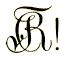
KDStV Rappoltstein (Straßburg) Köln
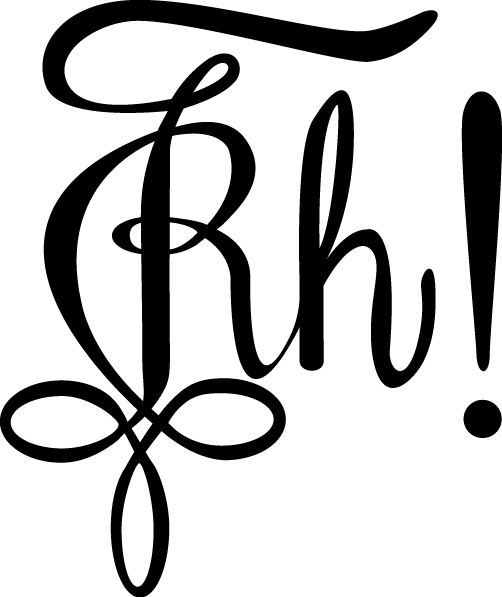
AV Rheinstein Köln
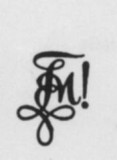
Corps Silingia Breslau zu Köln
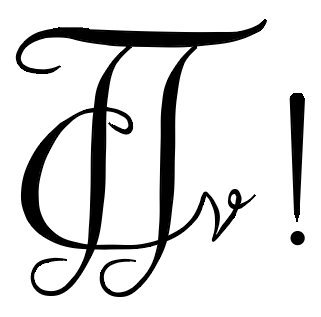
Landsmannschaft Teutonia Köln (L! Teutonia Bonn)

## Konstanz

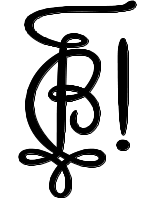
Burschenschaft Bayuvaria
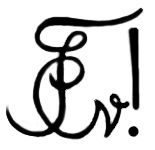
Corps Saxonia Konstanz
KDStV Bodensee Konstanz

## Krems

JKM! Rugia

## Lausanne

Belles-Lettres
Helvetia
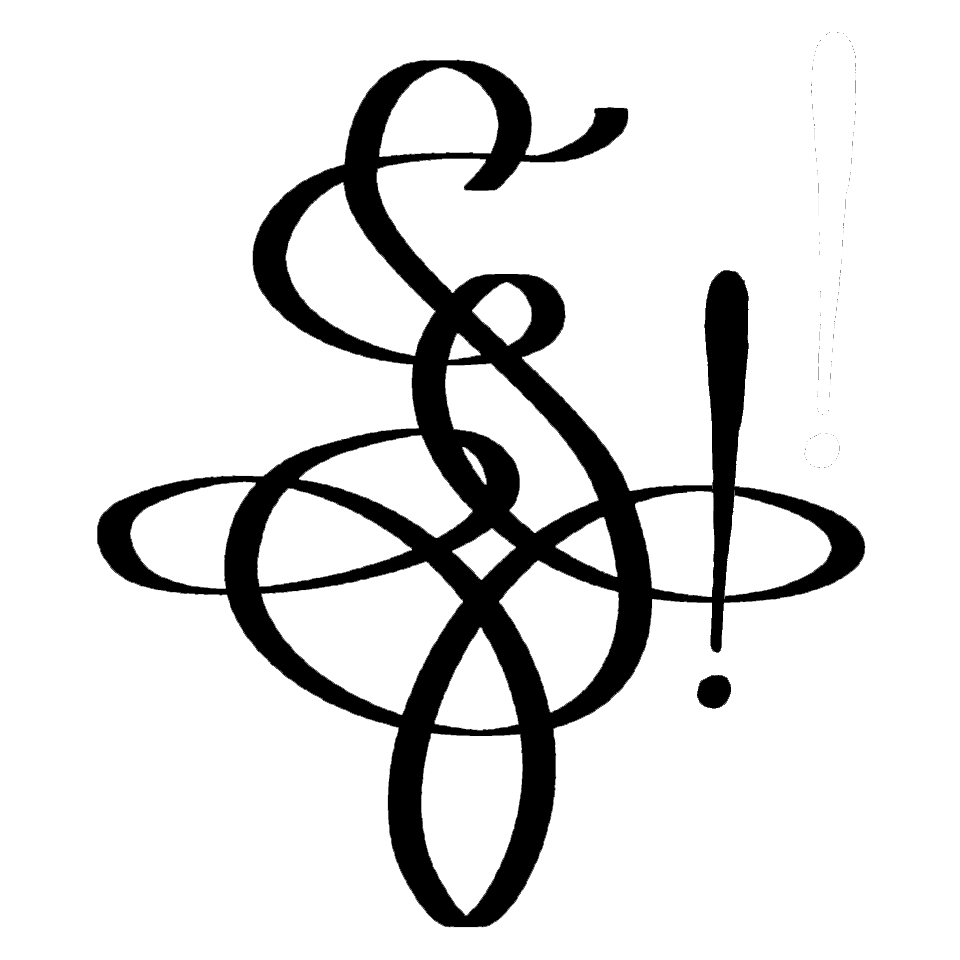
Stella Valdensis
Valdesia
Zofingia

## Leipzig

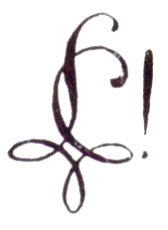
Corps Lusatia Leipzig
Leipziger Burschenschaft Germania
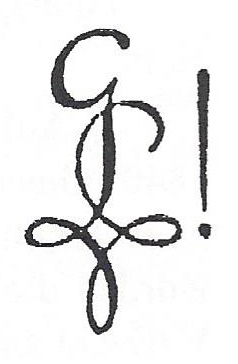
Corps Guestphalia Leipzig
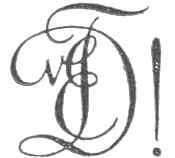
Leipziger Burschenschaft Dresdensia
Landsmannschaft Plavia-Arminia Leipzig
Leipziger Wingolf
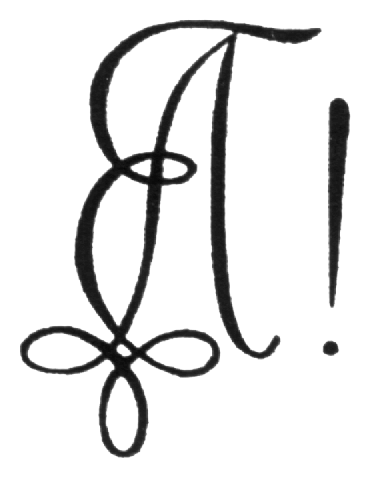
Burschenschaft Arminia zu Leipzig
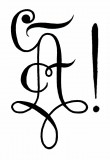
Burschenschaft Alemannia Leipzig
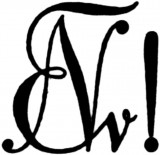
Burschenschaft Normannia zu Leipzig
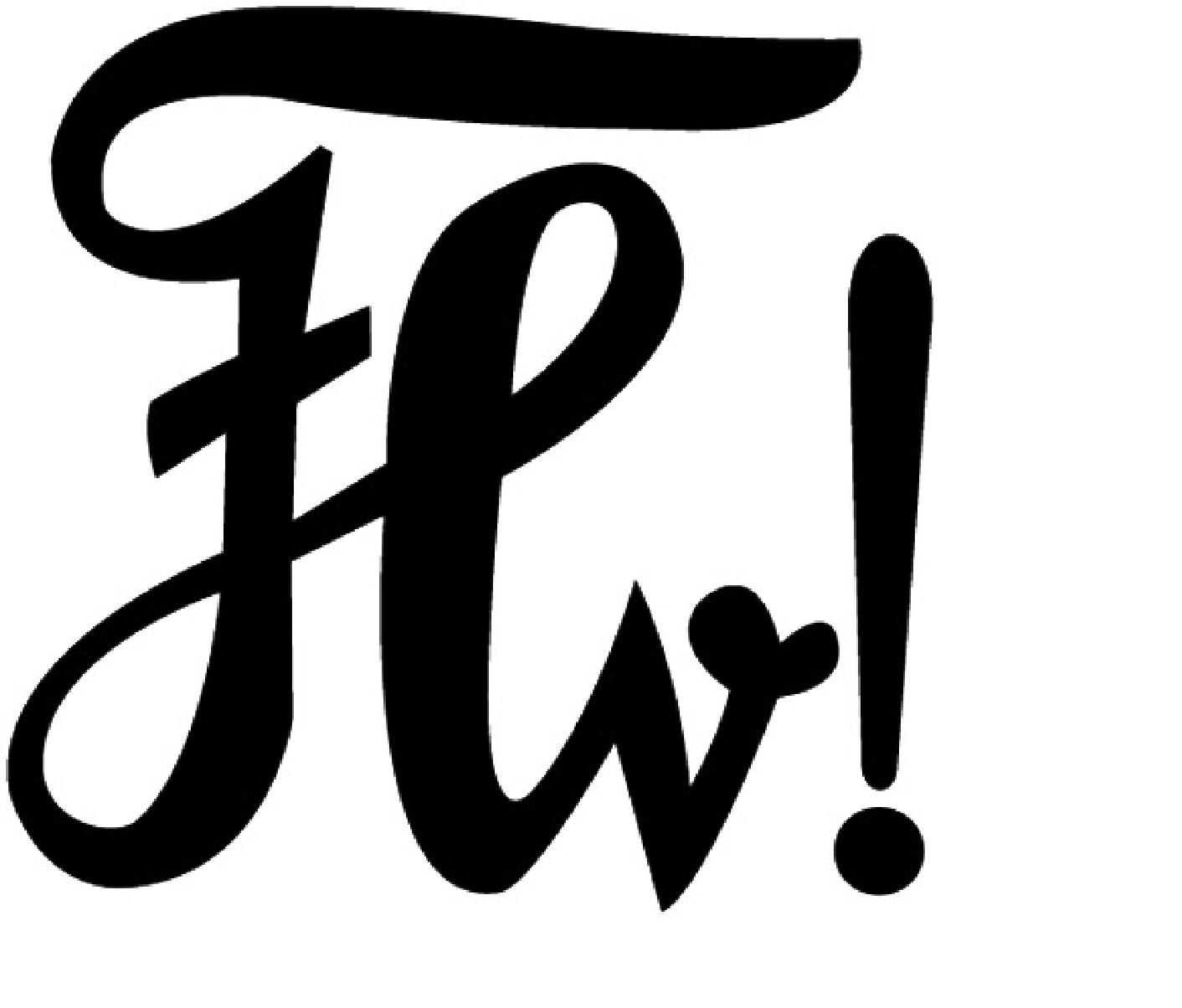
Jagdcorps Hubertia zu Leipzig
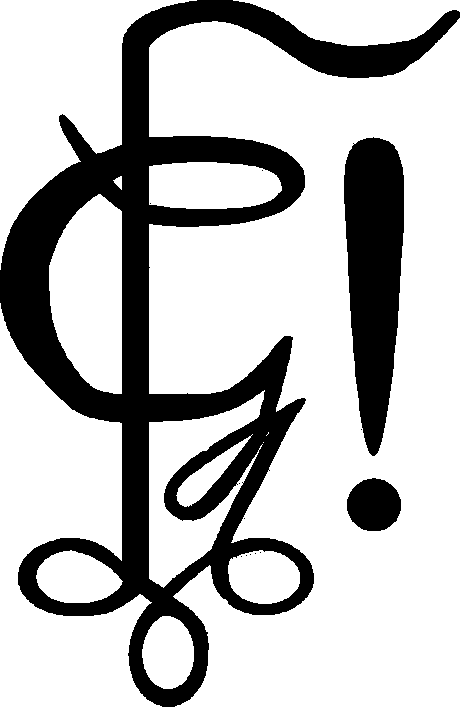
KDStV Germania Leipzig
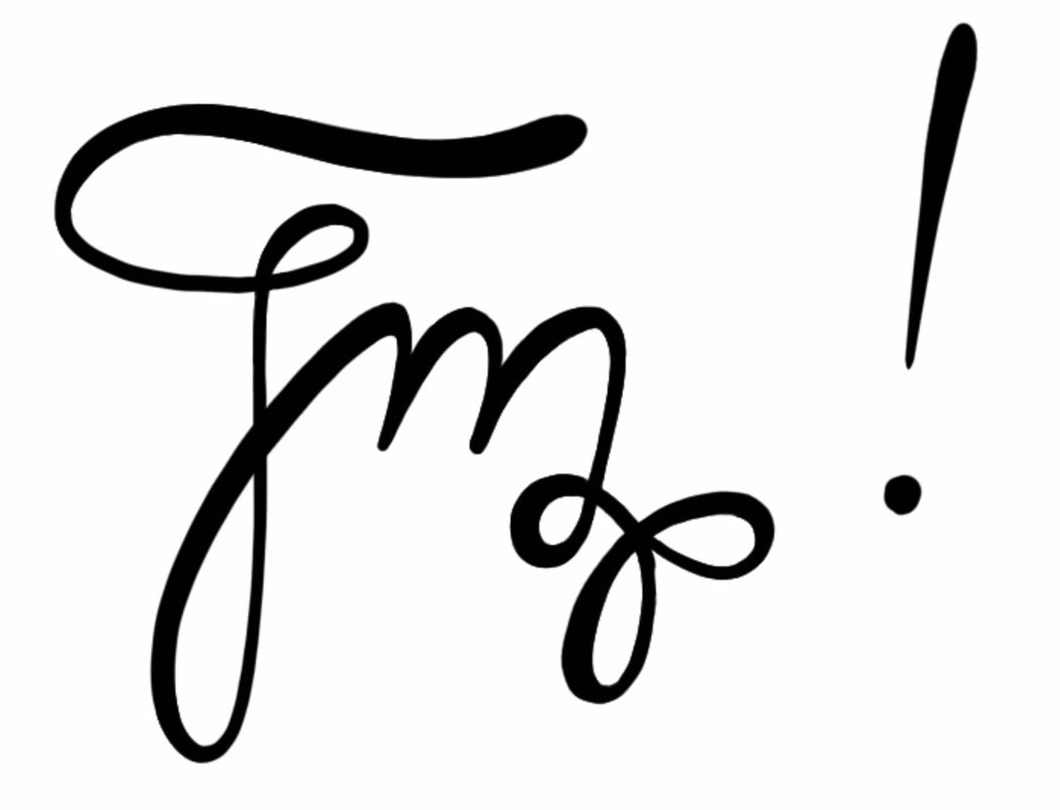
DV! Minerva zu Leipzig

## Leoben

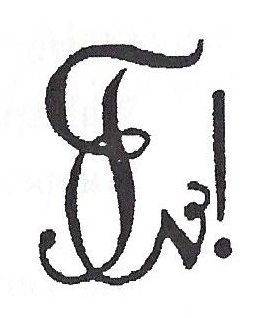
Corps Erz
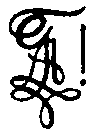
KÖStV Glückauf Leoben
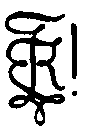
KÖStV Kristall Leoben
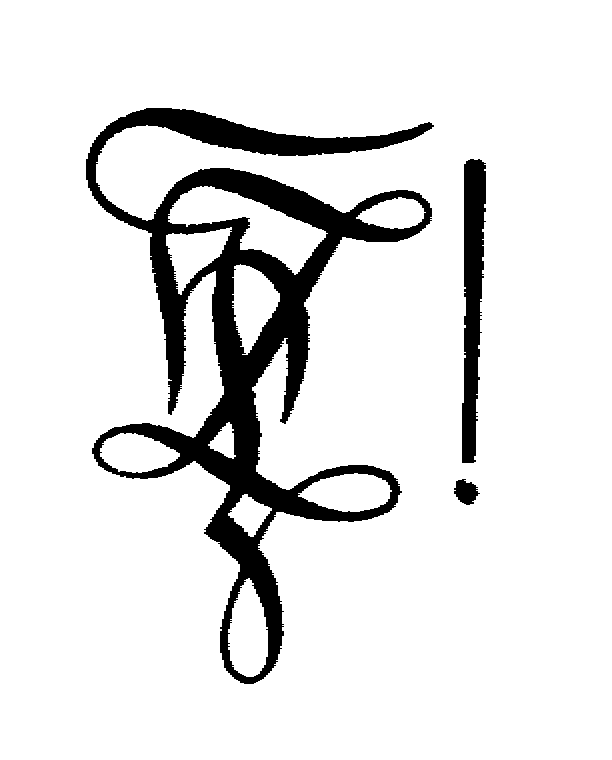
Sudetendeutsche Akademische Landsmannschaft Zornstein zu Leoben
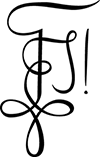
CAB Erzherzog Johann Leoben

## Linz

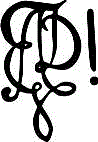
KAV Austro-Danubia Linz
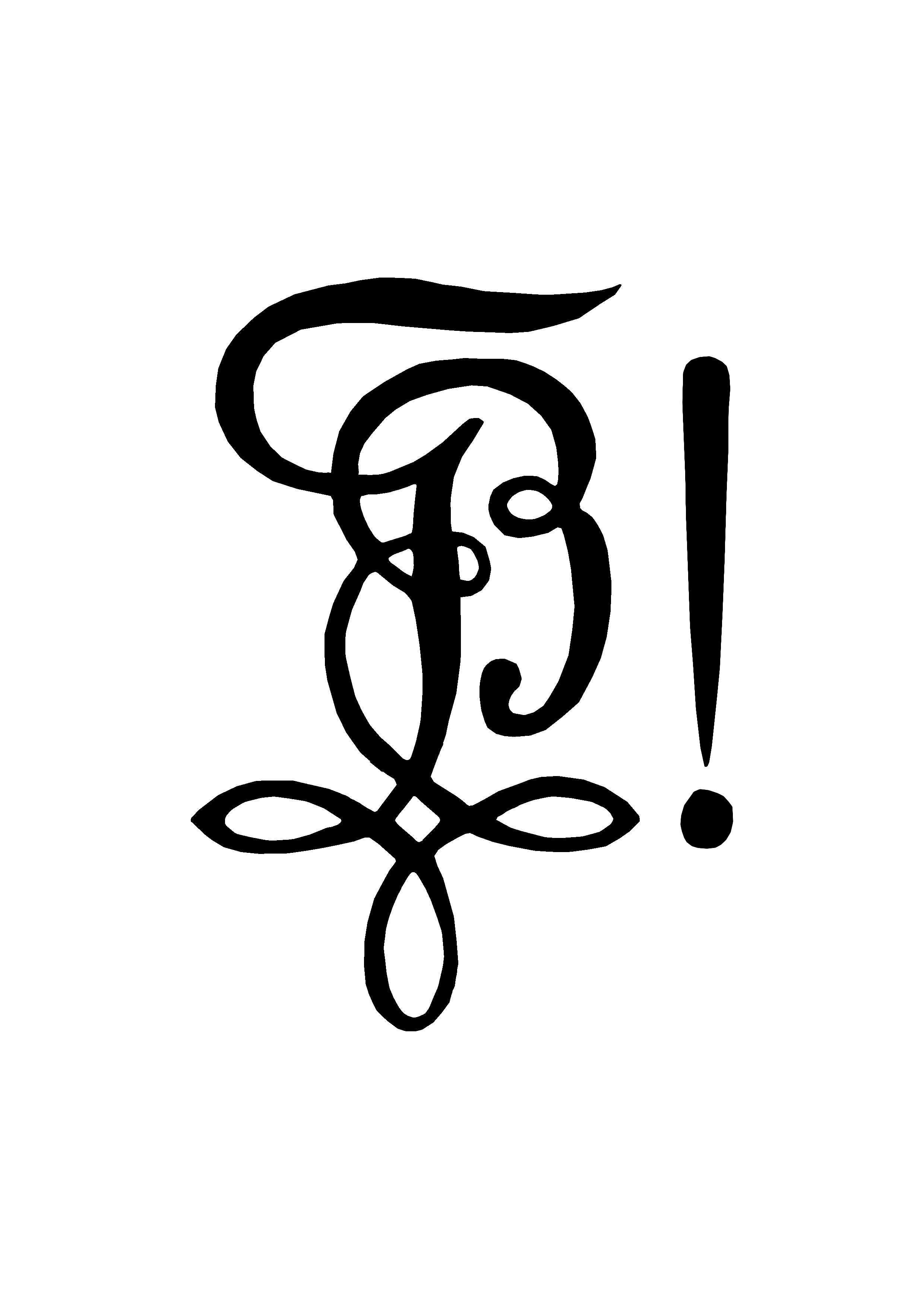
Fst. V! Bajuvaria Linz
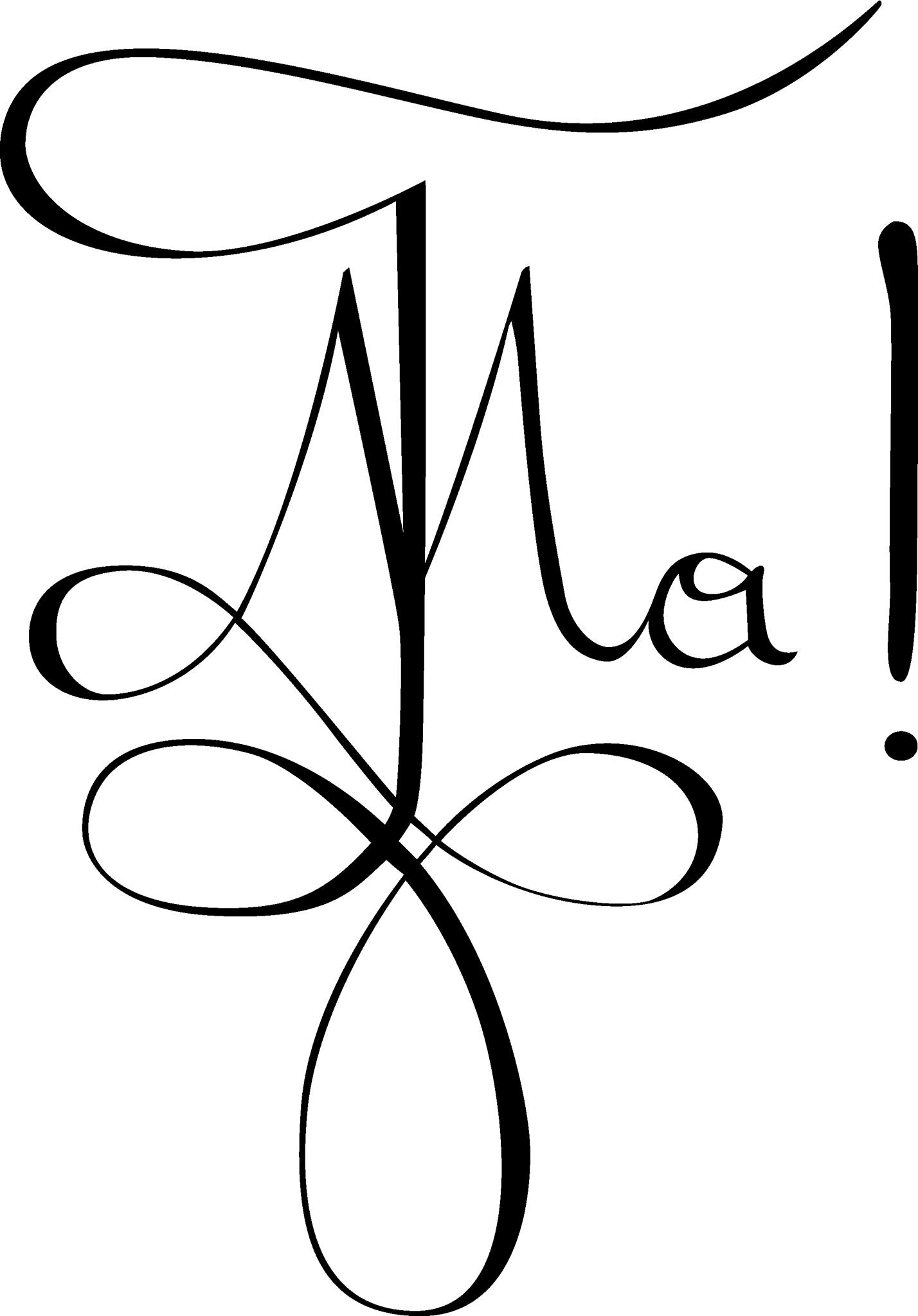
KÖHV Maximiliana
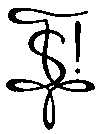
KÖStV Severina Linz

## Löwen

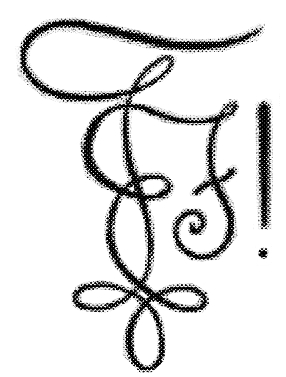
Corps Flaminea Löwen
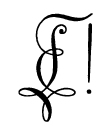
KAV Lovania Löwen
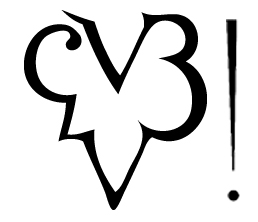
Katholiek Vlaams Hoogstudentenverbond

## Lübeck

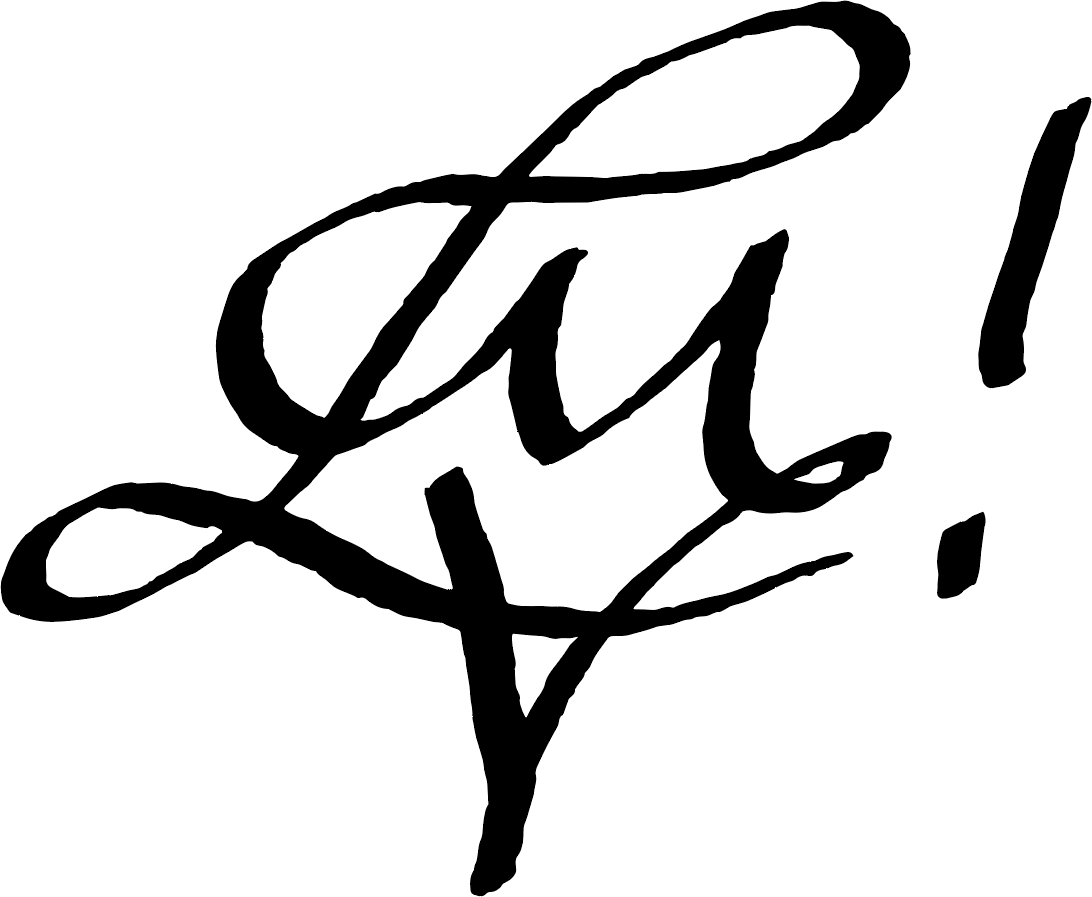
Musische Verbindung Liubicia

## Magdeburg

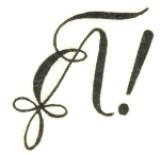
Corps Alemannia-Thuringia Magdeburg
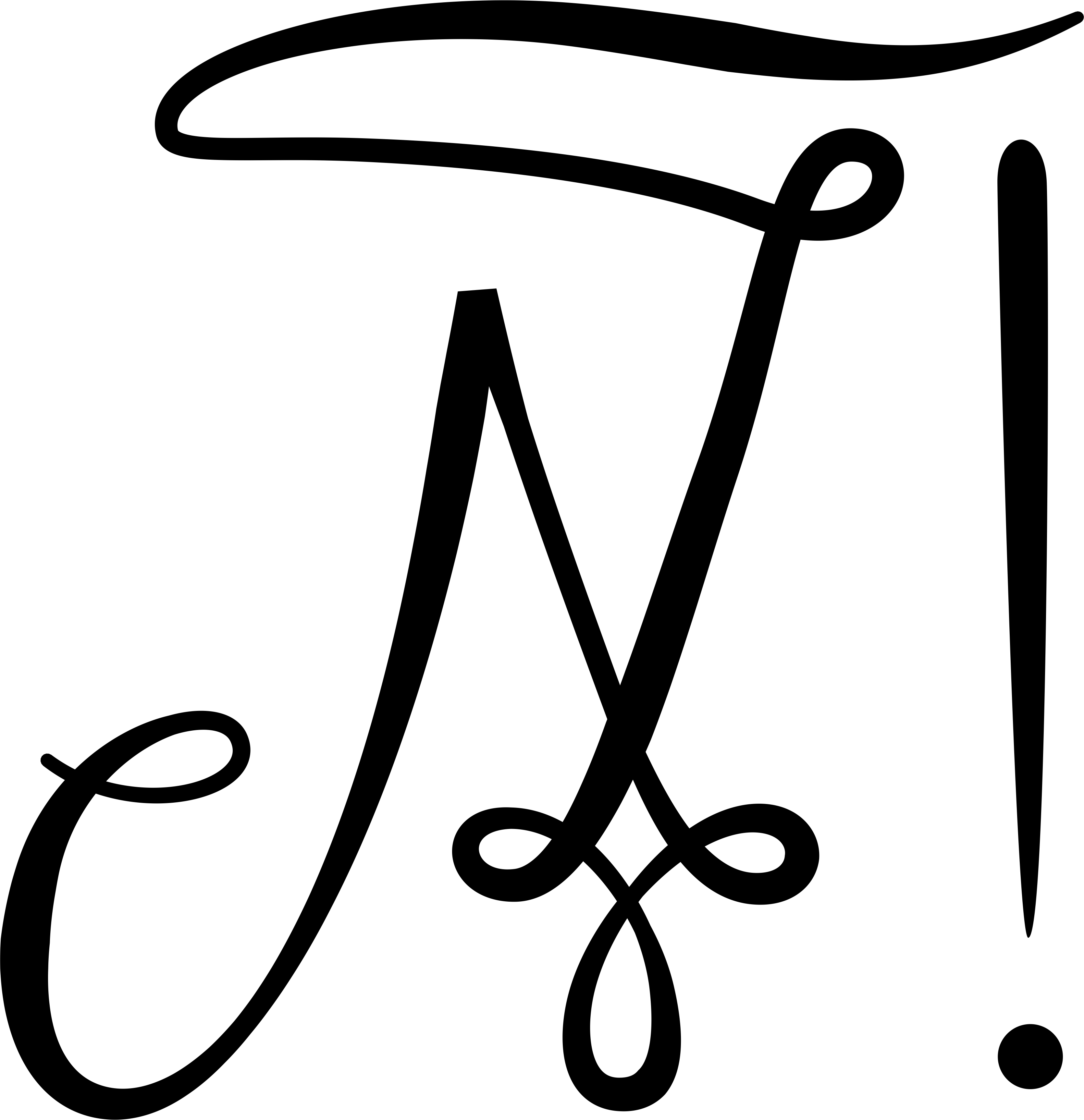
KDStV Norbertina
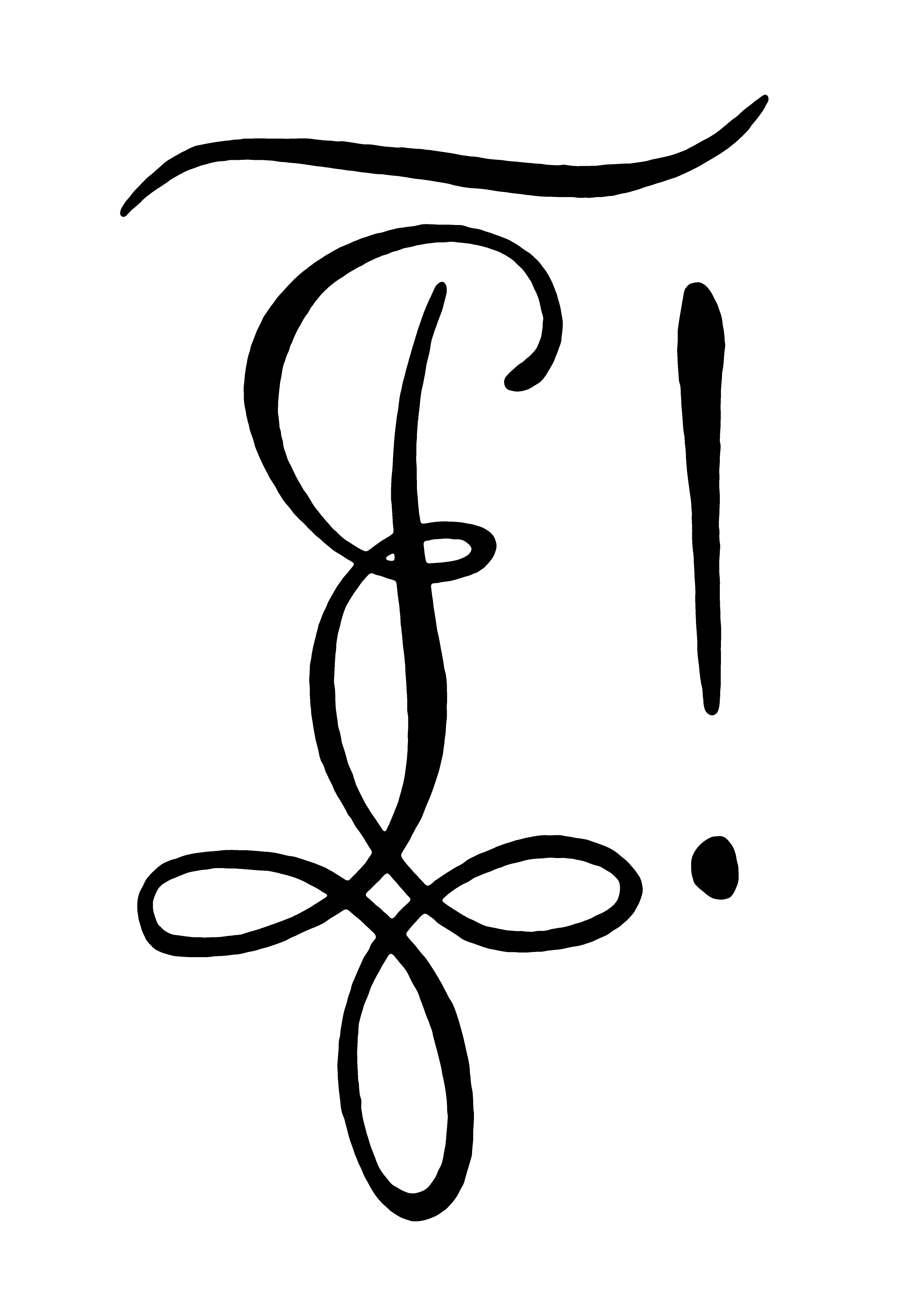
Burschenschaft Prata-Schleusingen zu Magdeburg

## Mainz

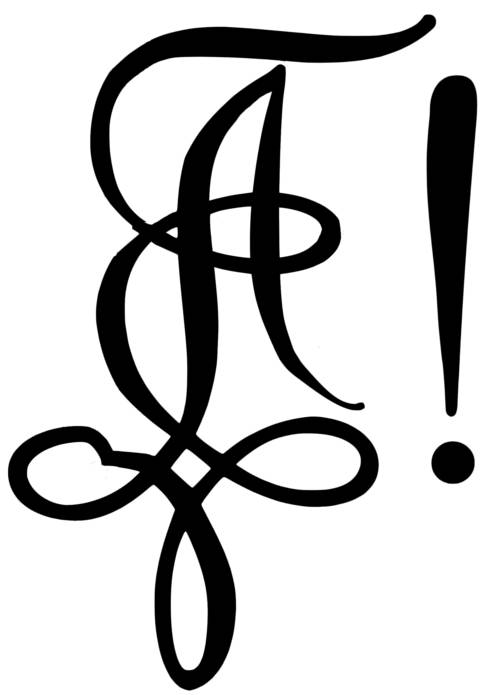
Verein deutscher Studenten Asciburgia
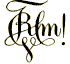
VKDSt Hasso-Rhenania Mainz
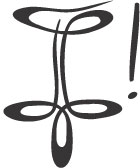
Landsmannschaft Hercynia Mainz
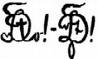
VDSt Königsberg-Mainz
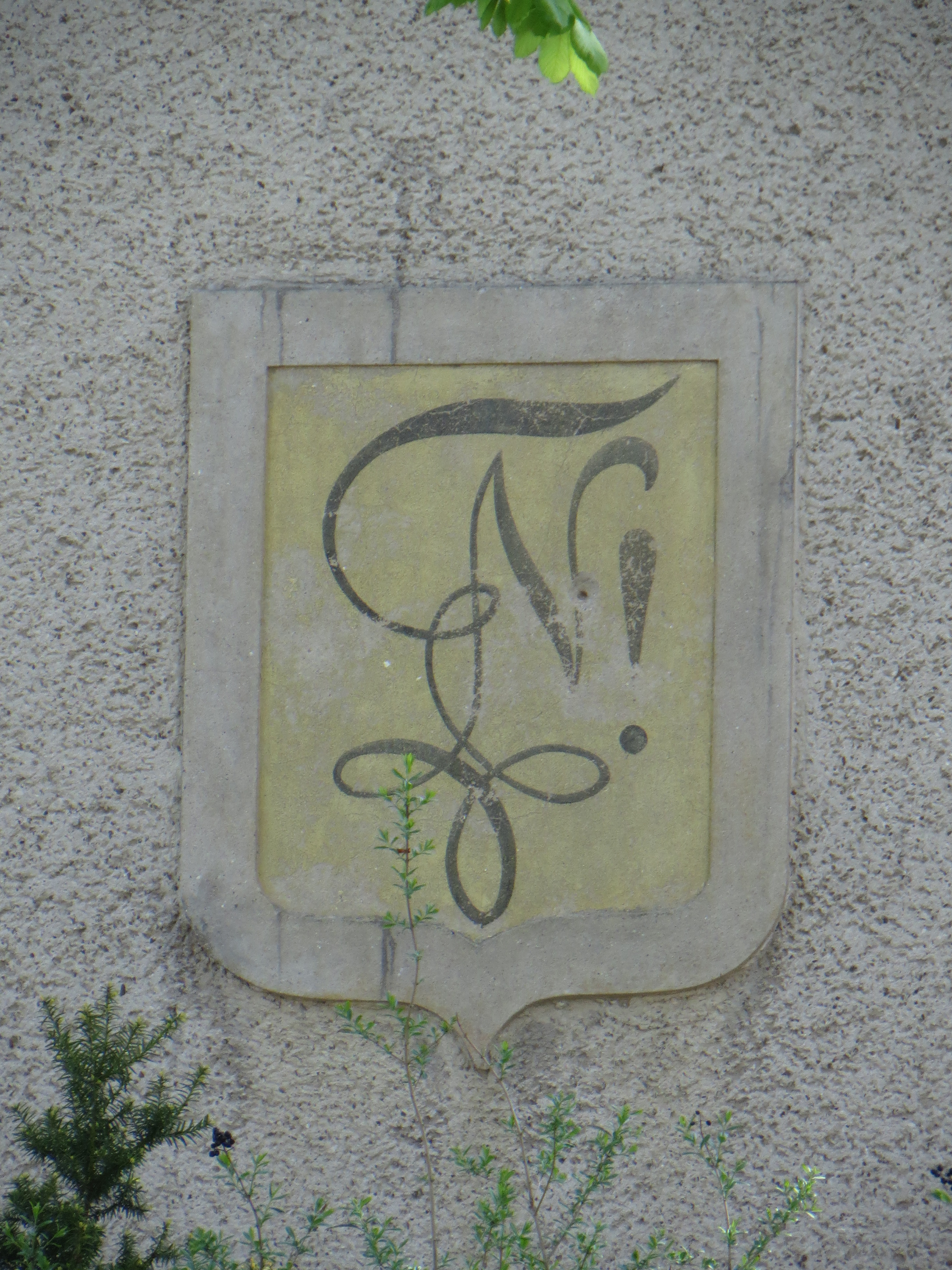
KStV Normannia-Greifswald
Mainzer Wingolf

## Mannheim

KDStV Churpfalz Mannheim
KStV Eckart
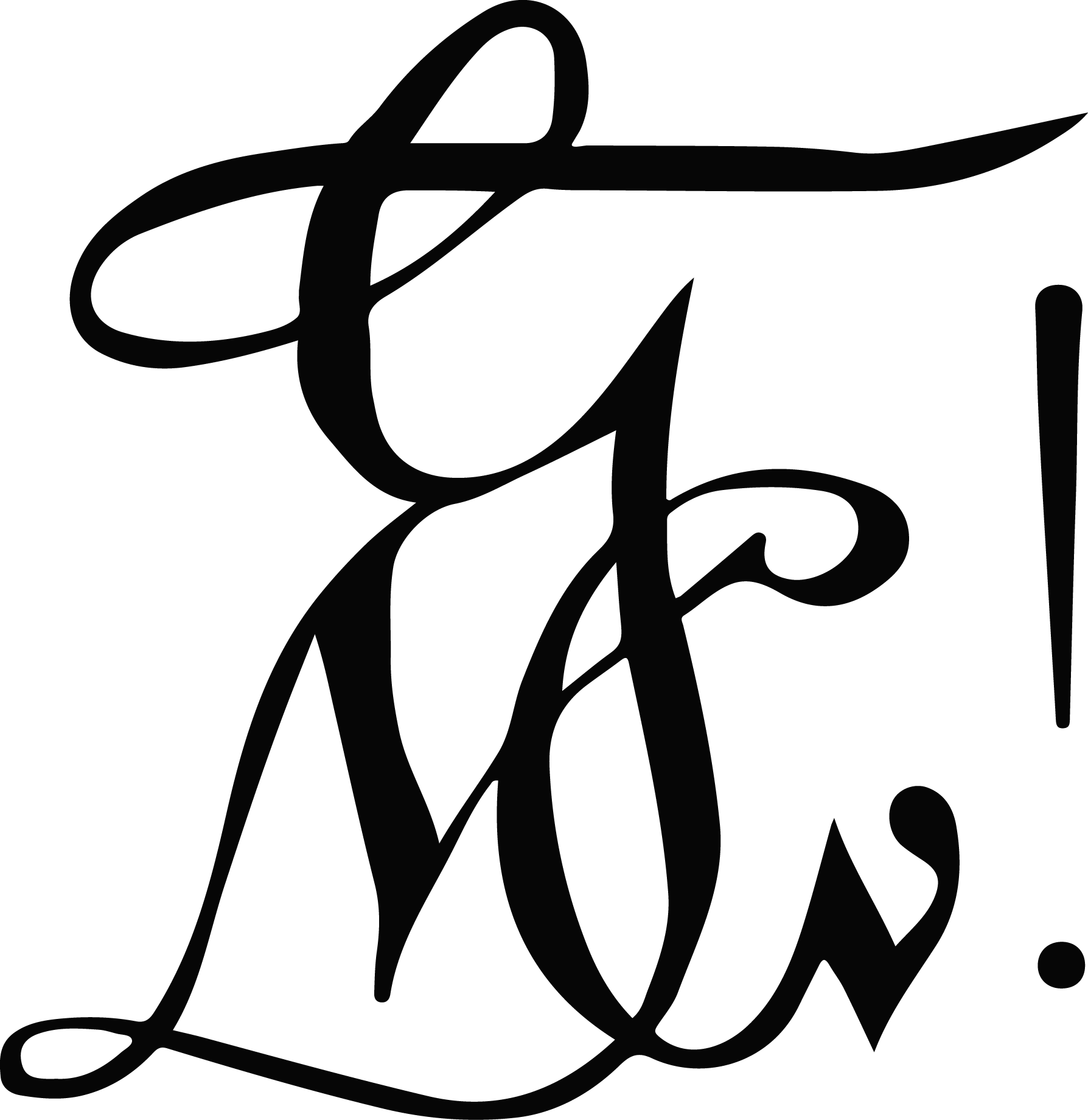
Burschenschaft Germania
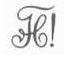
Corps Hermunduria Leipzig zu Mannheim-Heidelberg
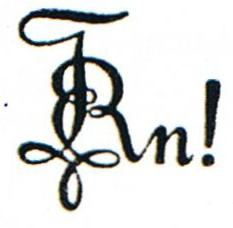
Corps Rheno-Nicaria Mannheim
Mannheimer Wingolf

## Marburg an der Lahn
Landsmannschaft Rhenania zu Jena und Marburg siehe unter Jena.

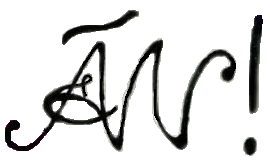
ADV Aeternitas
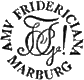
AMV Fridericiana Marburg
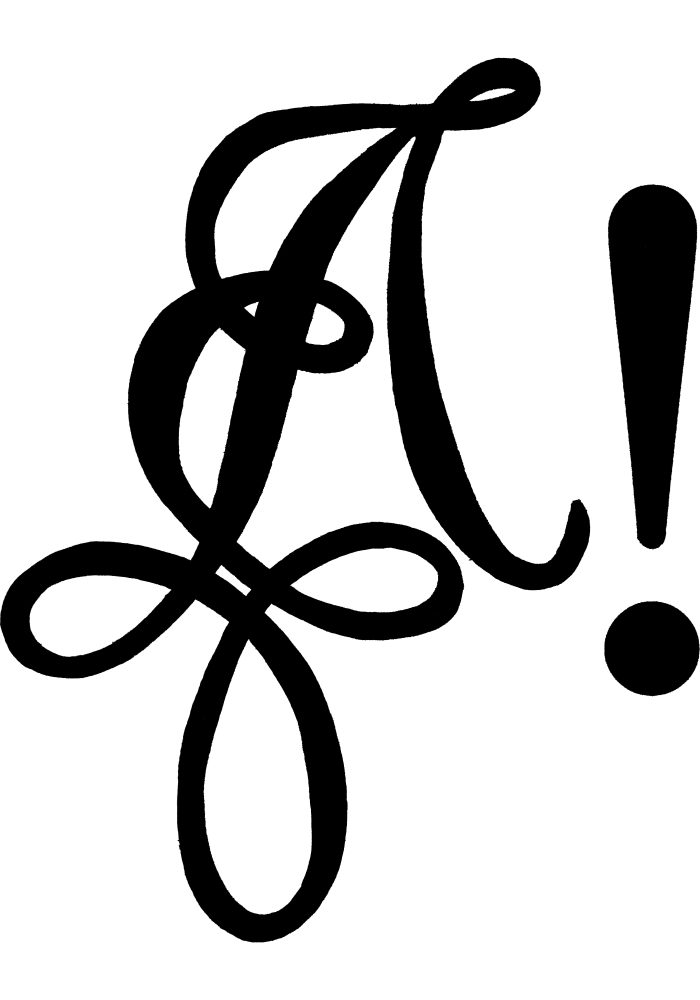
ATV Marburg
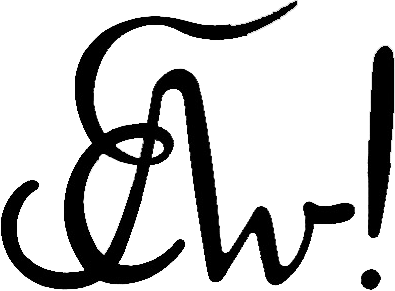
Burschenschaft Alemannia Marburg
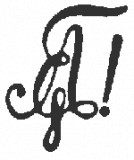
Burschenschaft Arminia Marburg
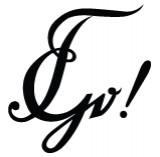
Marburger Burschenschaft Germania
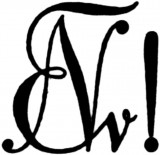
Burschenschaft Normannia-Leipzig
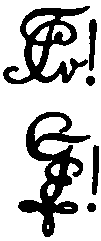
Burschenschaft Teutonia-Germania
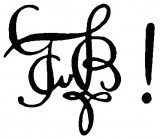
Corps Guestphalia et Suevoborussia
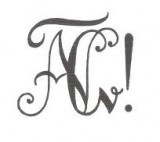
Corps Hasso-Nassovia
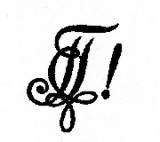
Corps Teutonia Marburg
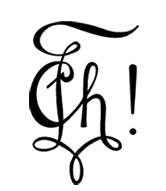
Landsmannschaft Chattia
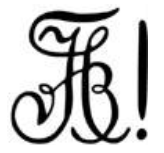
Landsmannschaft Hasso-Borussia Marburg
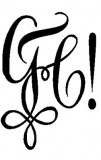
Landsmannschaft Hasso-Guestfalia
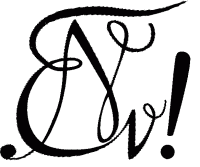
Landsmannschaft Nibelungia Marburg
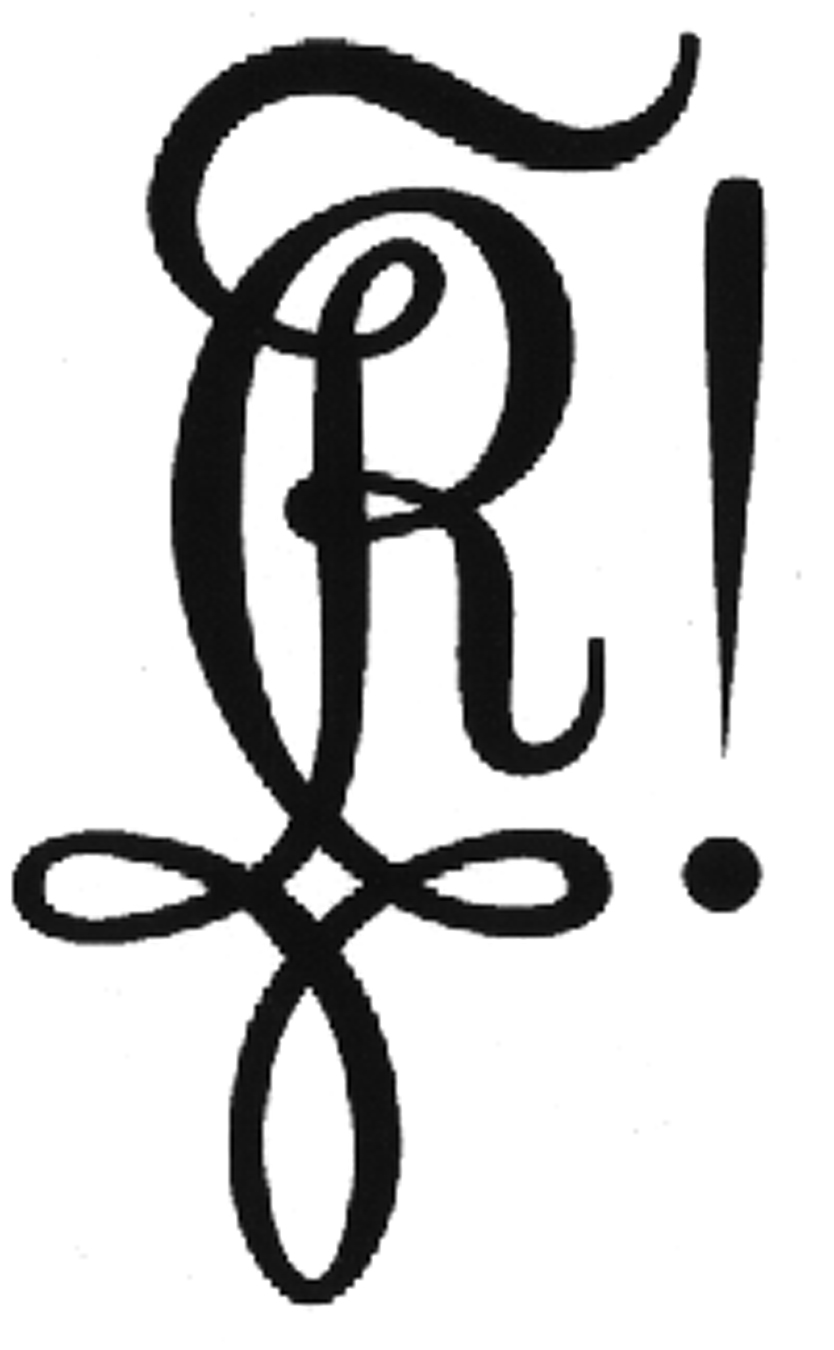
Marburger Burschenschaft Rheinfranken
Marburger Wingolf
Clausthaler Wingolf zu Marburg
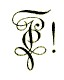
KDStV Palatia Marburg
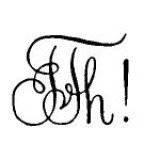
KStV Thuringia Marburg
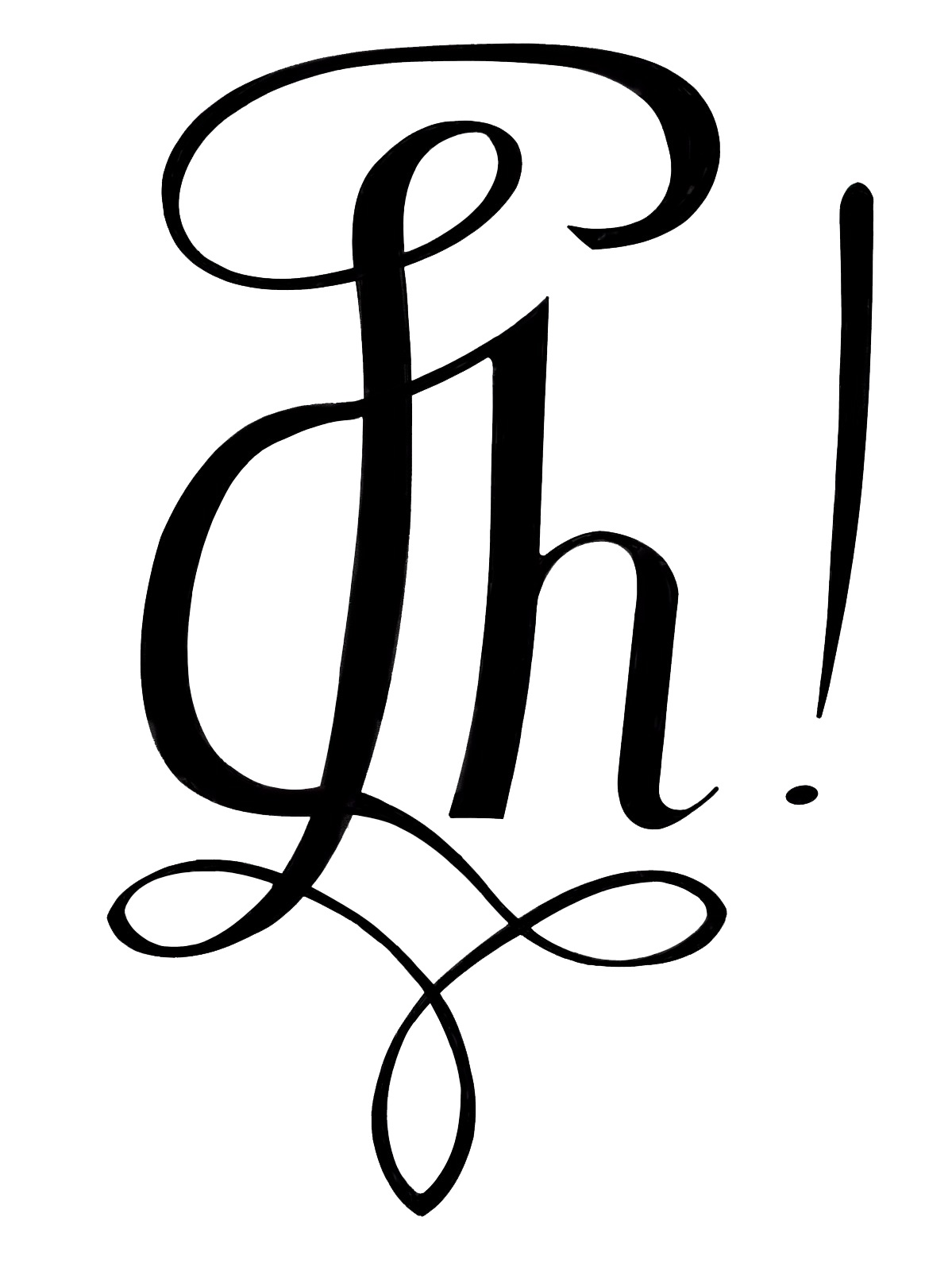
Turnerschaft Philippina-Saxonia
Turnerschaft Schaumburgia
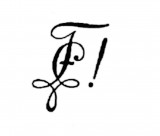
SBV Frankonia
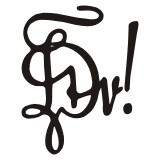
VDSt Marburg
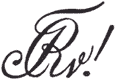
VKDSt Rhenania Marburg
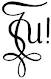
WKStV Unitas Franko-Saxonia

## München

KDStV Aenania München
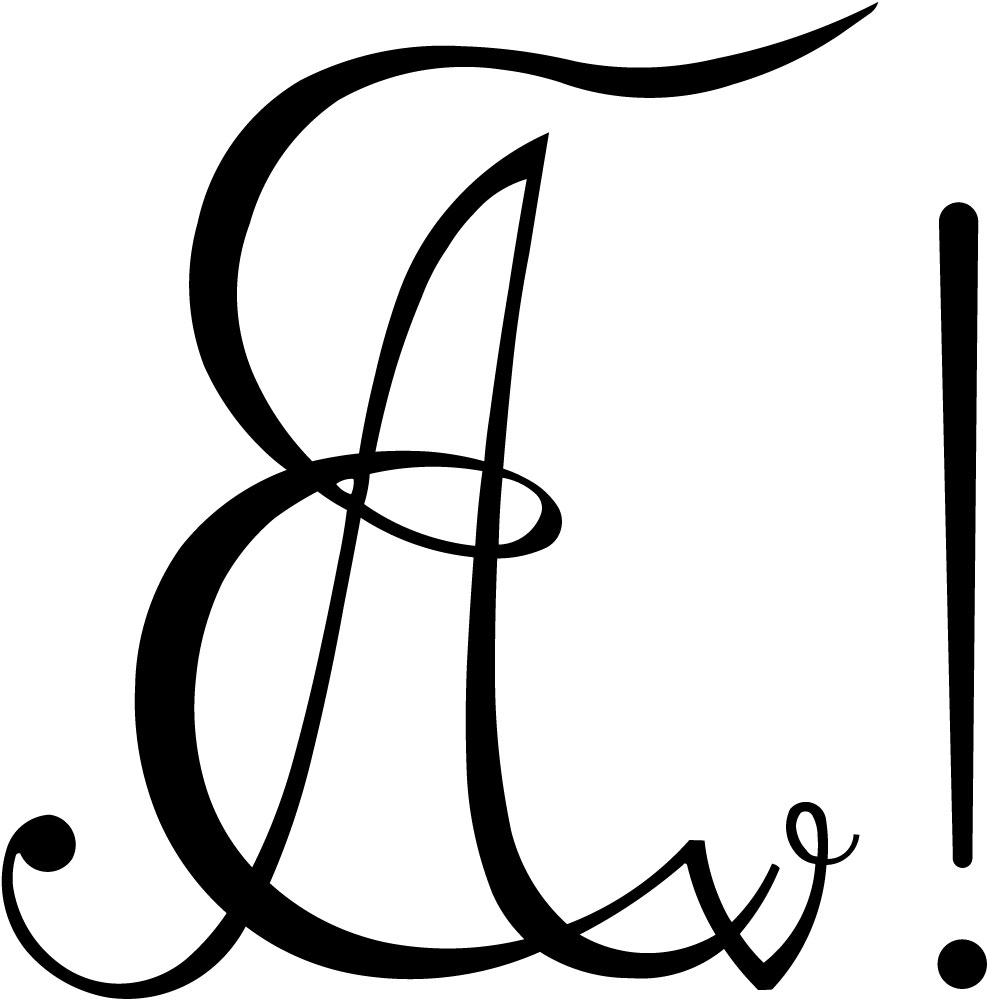
KStV Albertia München
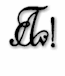
Corps Alemannia München
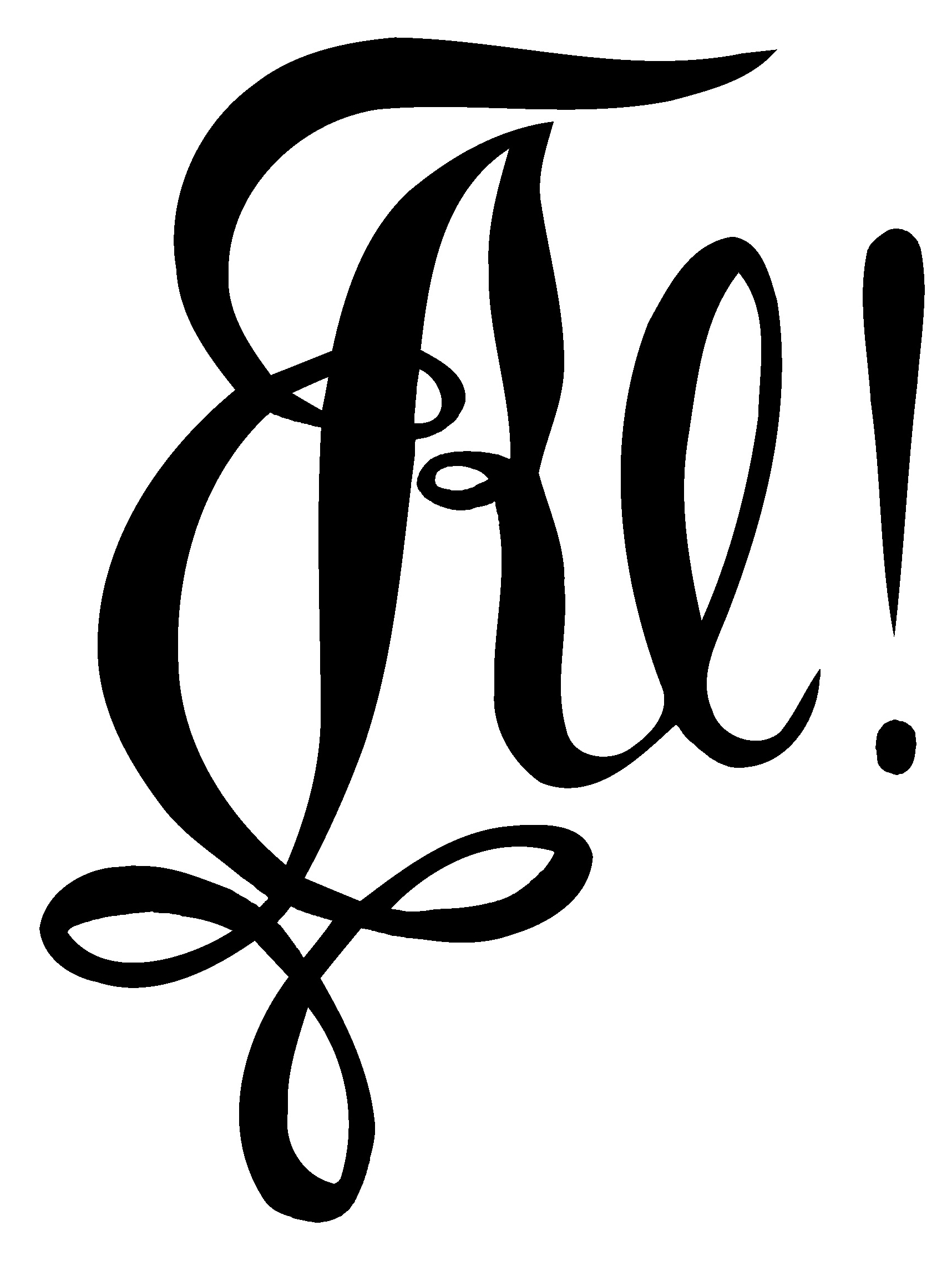
KSStV Alemannia München
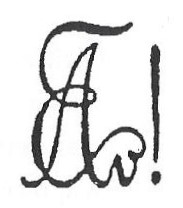
Corps Arminia München
Münchener Burschenschaft Arminia-Rhenania
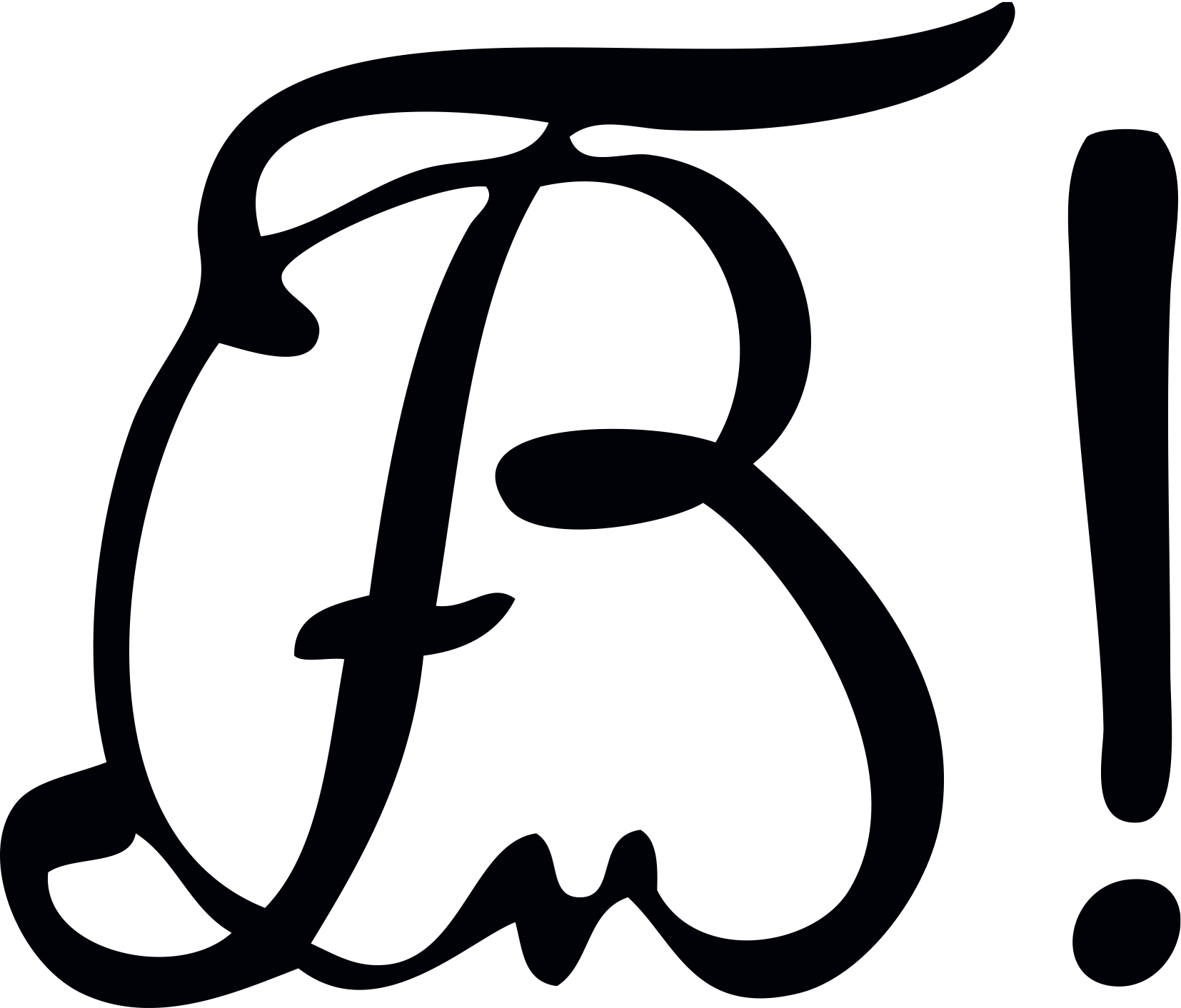
Corps Bavaria München
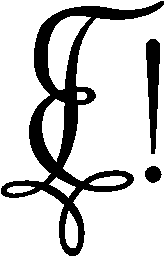
Akademische Burschenschaft Carolina zu Prag in München
Baltische Corporation Fraternitas Dorpatensis zu München
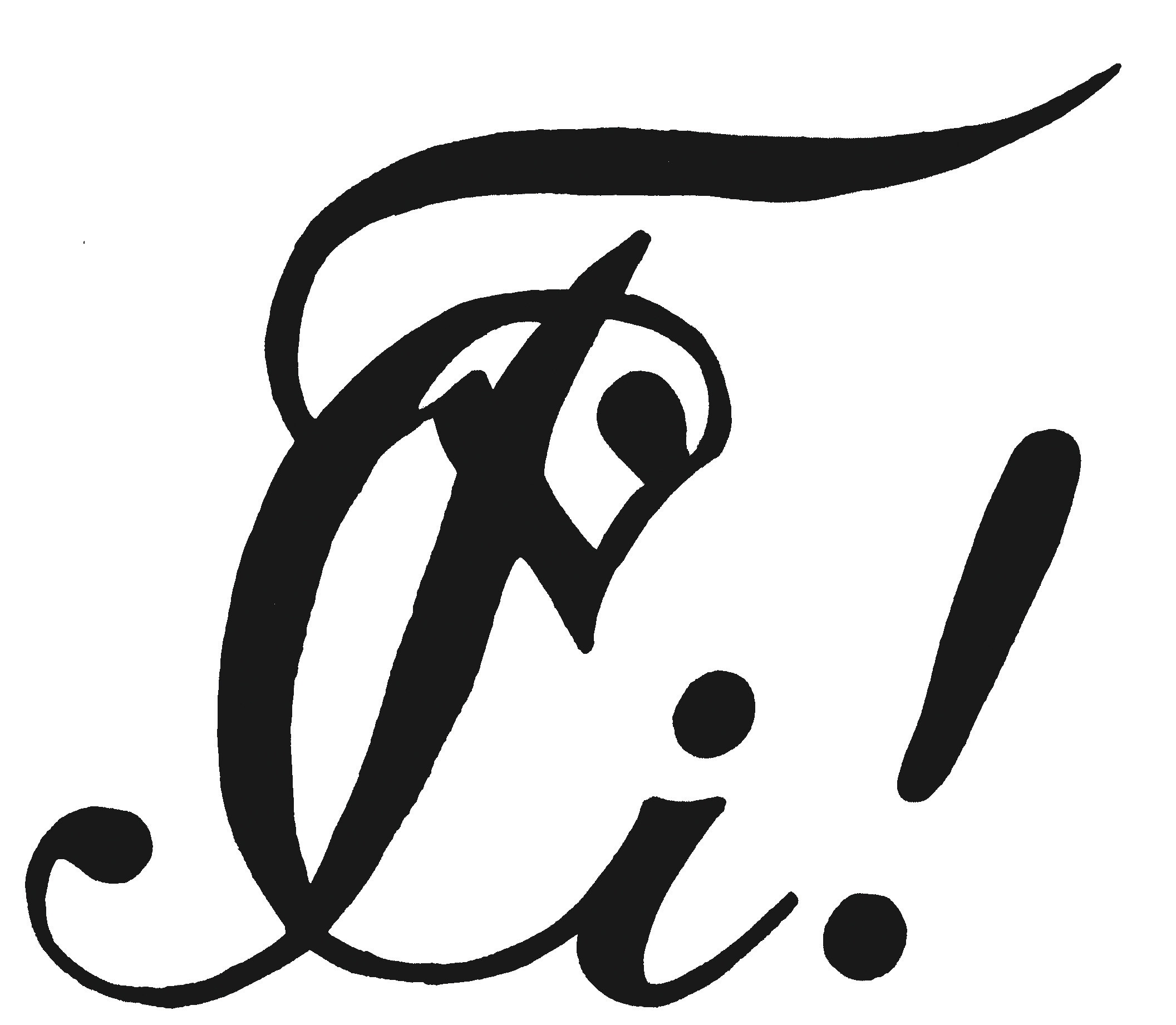
Corps Cisaria München
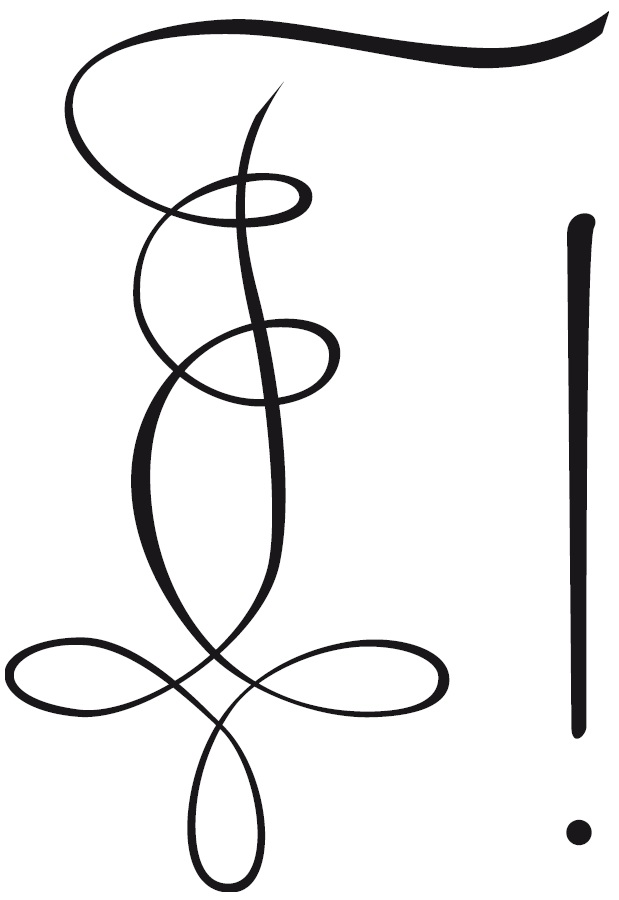
KStV Erwinia München
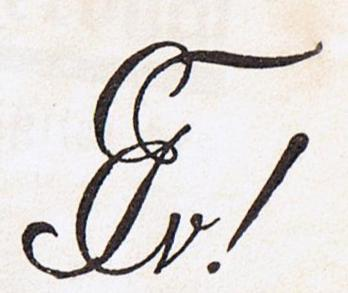
Corps Germania München
AGV München
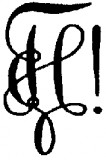
Landsmannschaft Hansea auf dem Wels zu München
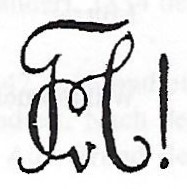
Corps Hubertia München
Corps Makaria München
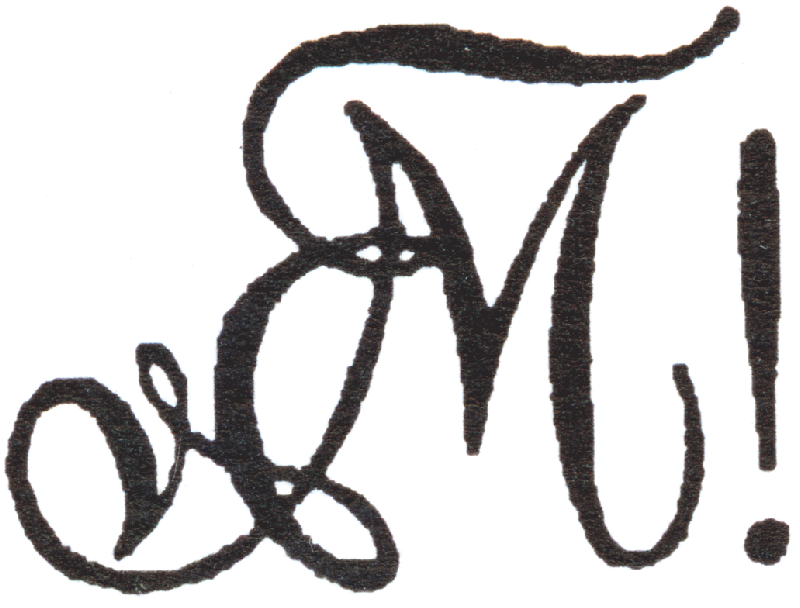
KDStV Moenania zu München
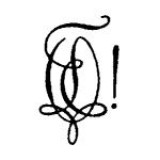
KStV Ottonia München
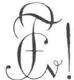
Corps Palatia München
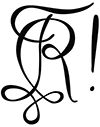
KBStV Rhaetia München
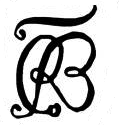
KStV Rheno-Bavaria München
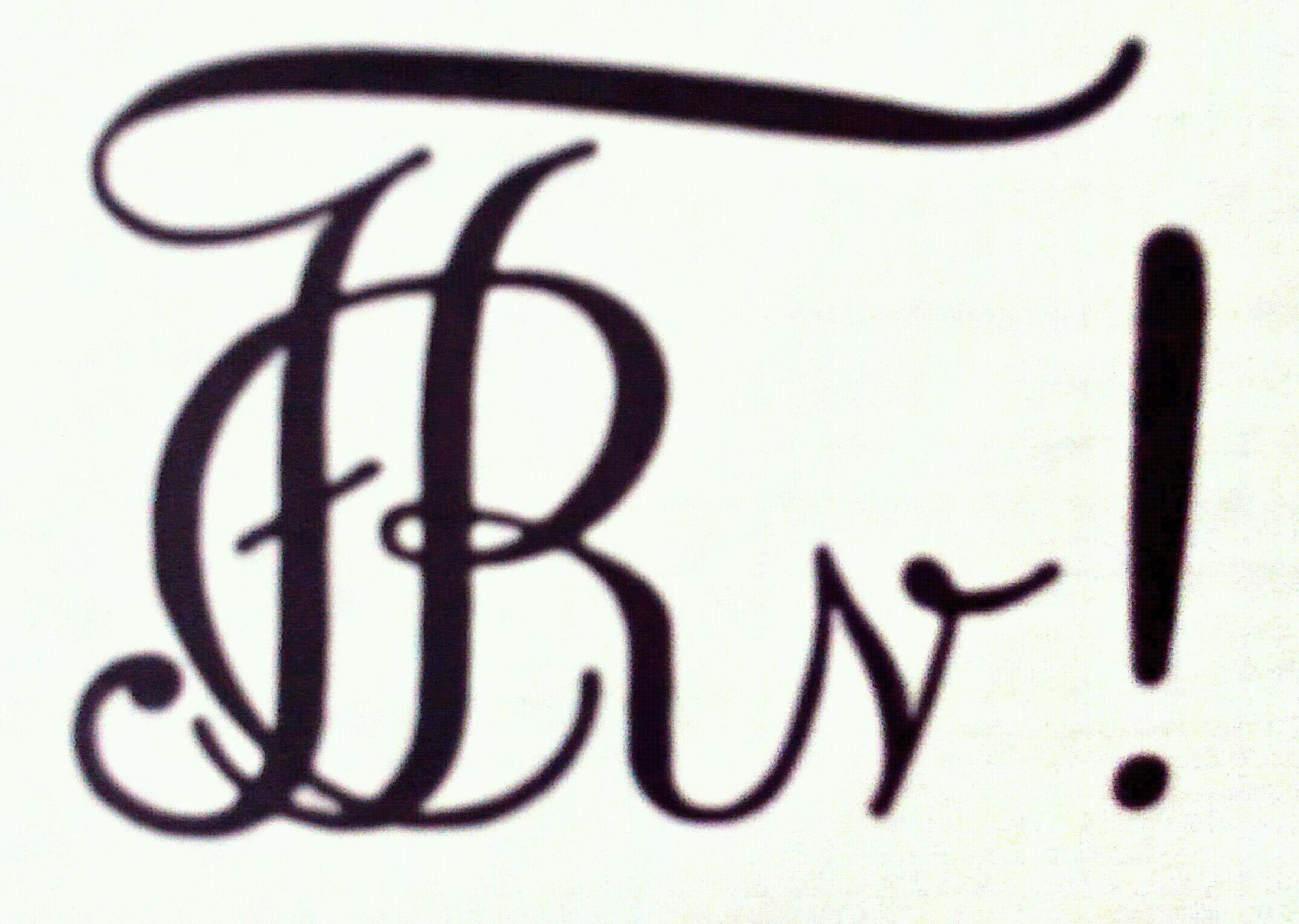
KDStV Rheno-Franconia München
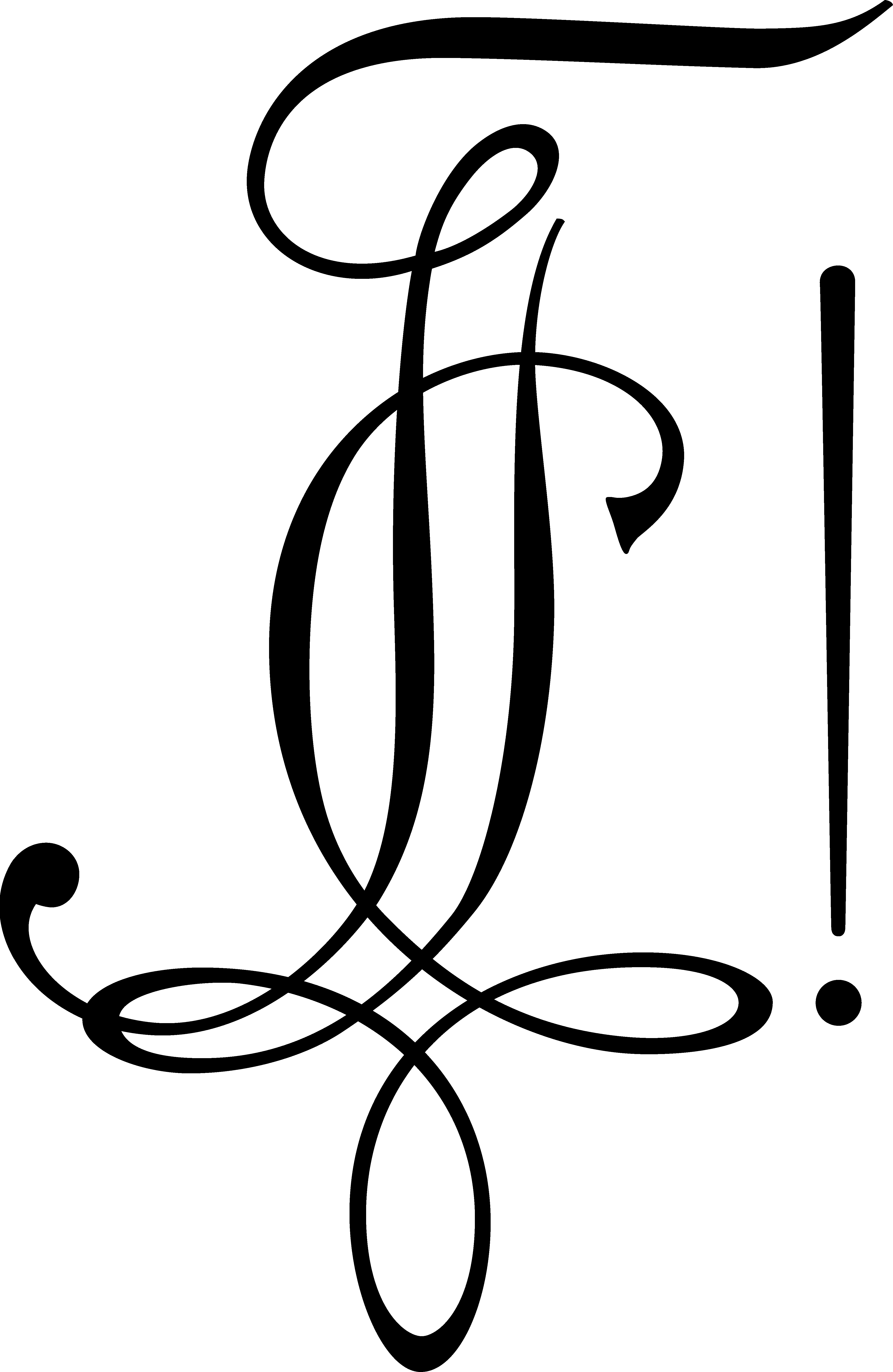
Corps Saxo-Thuringia München
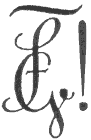
Corps Suevo-Guestphalia München
Straßburger Turnerschaft Cheruscia im CC zu München
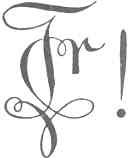
KDStV Trifels München
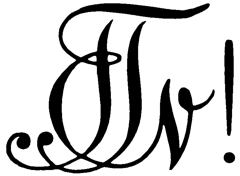
KDStV Tuiskonia München
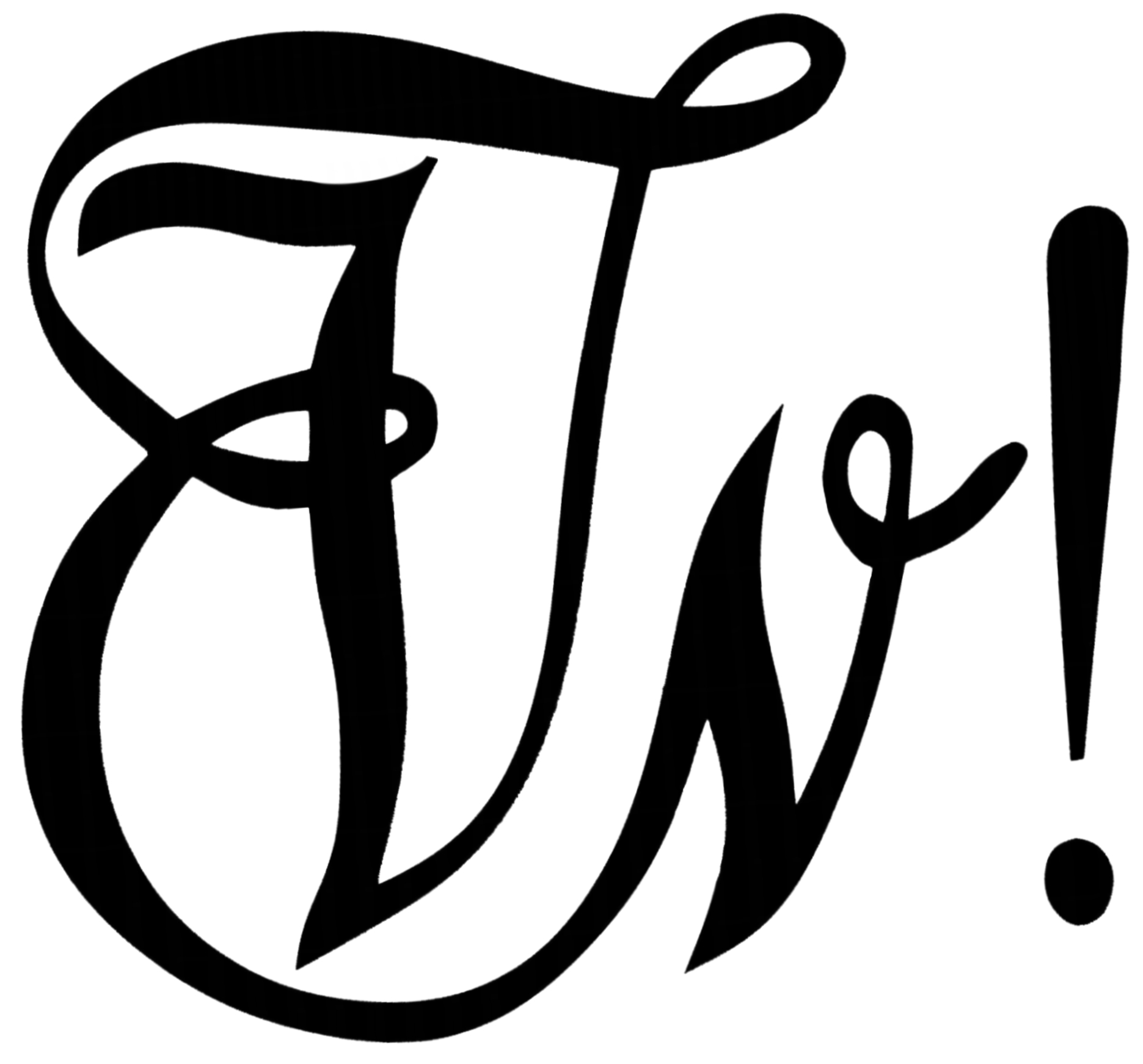
KDStV Vandalia (Prag) München
VDSt München
Münchener Wingolf
Wingolf an der TH München

## Münster

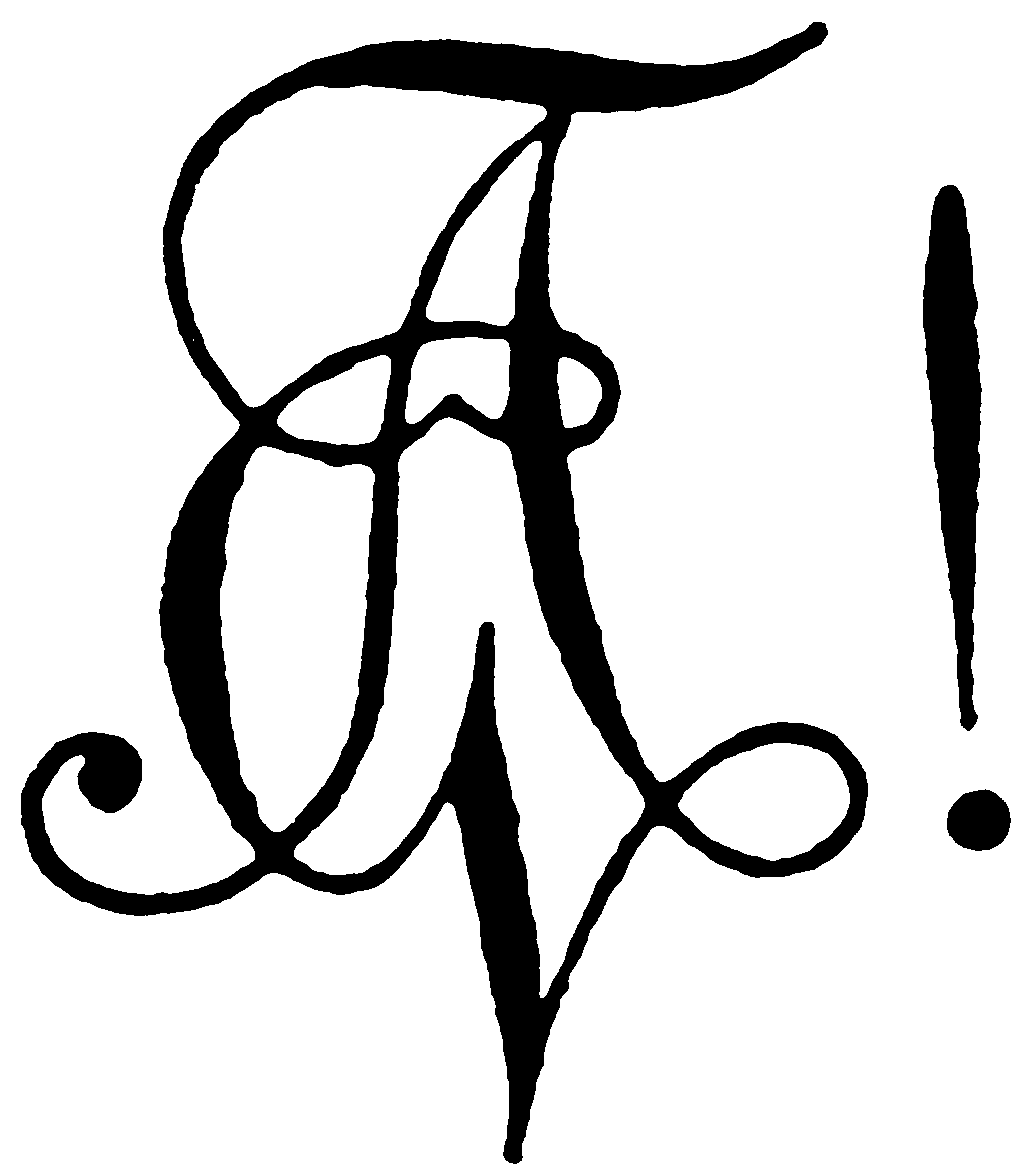
KDStV Alemannia Greifswald und Münster
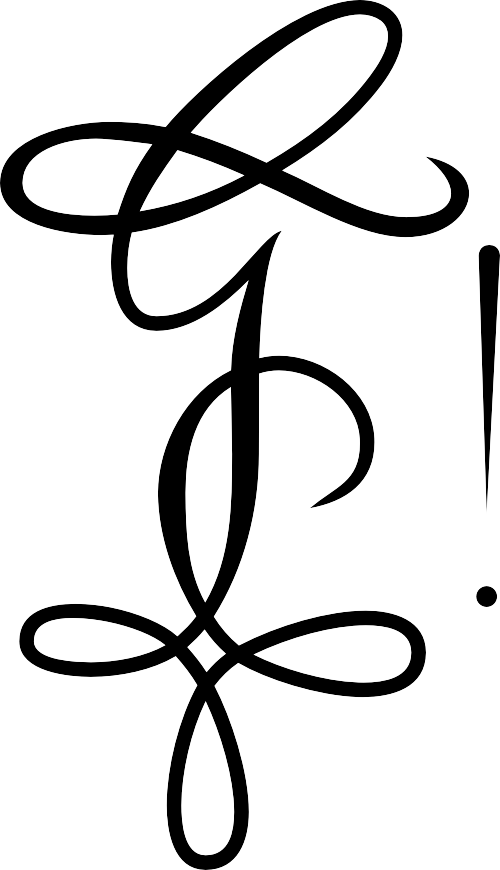
KStV Germania Münster
KStV Markomannia Münster
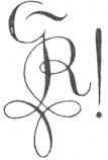
Corps Rheno-Guestphalia Münster
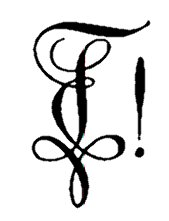
KDStV Sauerlandia Münster
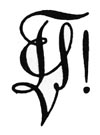
VKDSt Saxonia Münster
Sängerschaft zu St. Pauli Jena et Burgundia Breslau in Münster
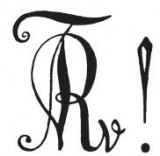
Akademische Ruderverbindung Westfalen
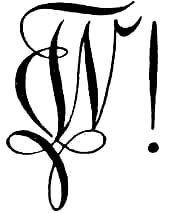
KDStV Winfridia (Breslau) Münster
Münsterscher Wingolf

## Nürnberg

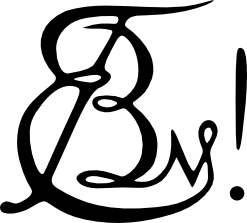
Burschenschaft Bavaria zu Nürnberg
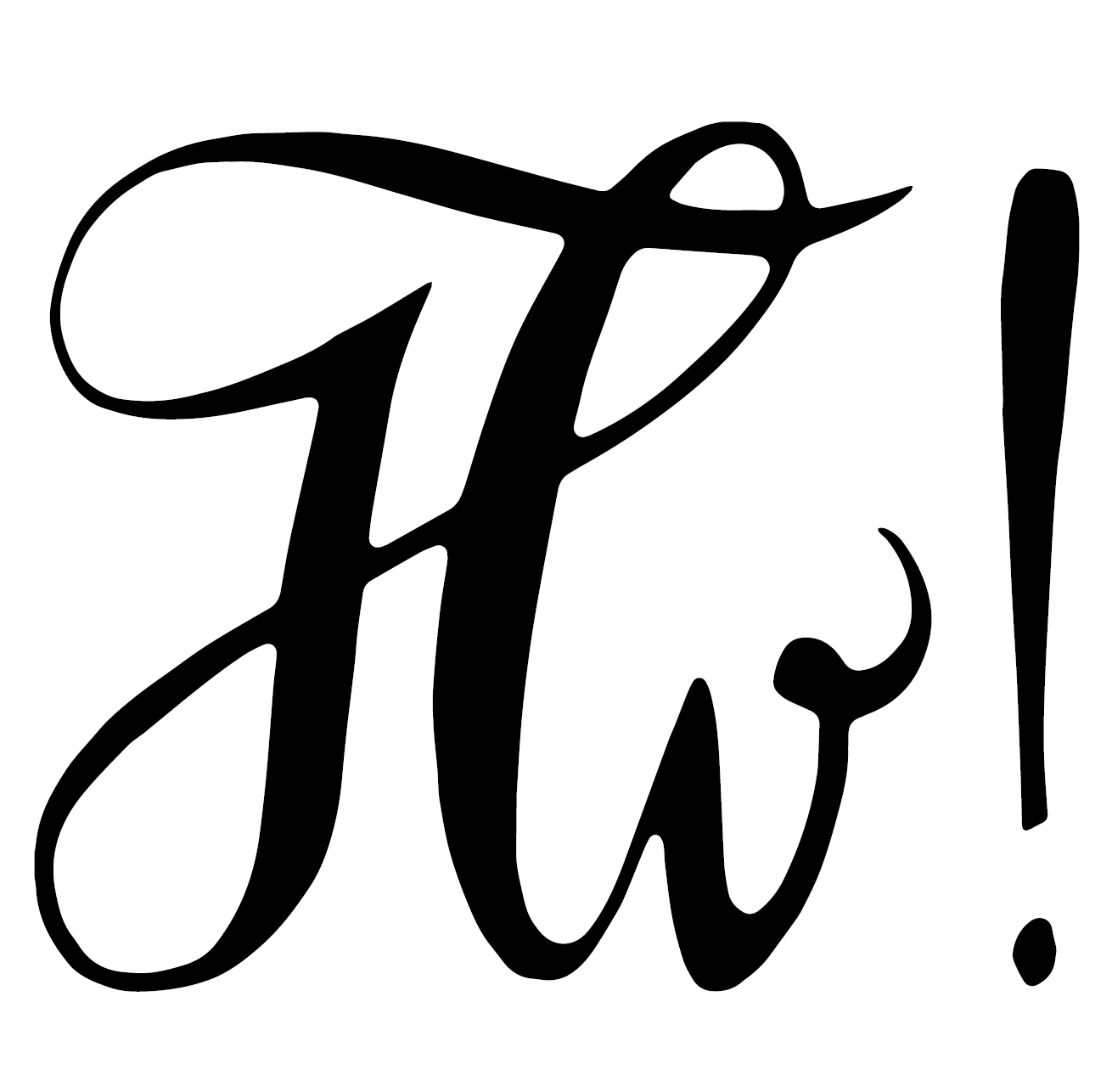
Landsmannschaft Hansea Nürnberg
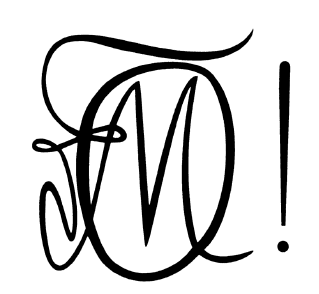
KDStV Ostmark im CV zu Nürnberg
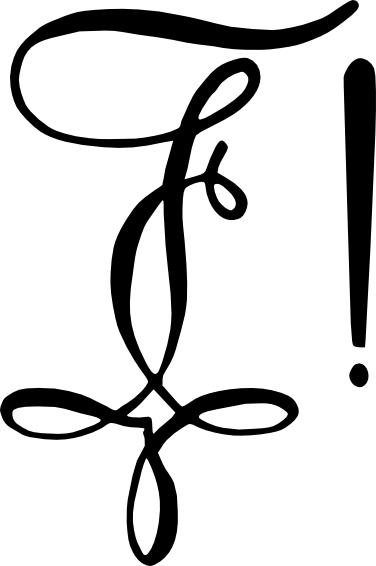
Bund deutscher Studenten Saxonia Prag zu Nürnberg
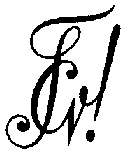
Burschenschaft Teutonia Nürnberg
Nürnberger Wingolf

## Nürtingen

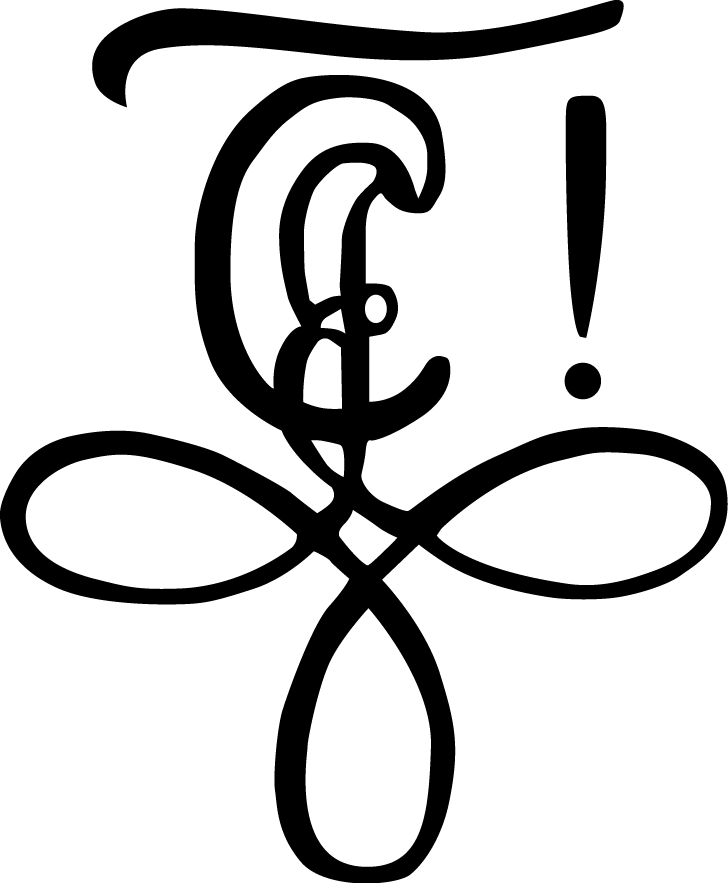
SV! Ceres Nürtingen

## Oldenburg

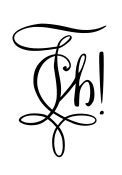
DStV Chamavia zu Oldenburg

## Osnabrück

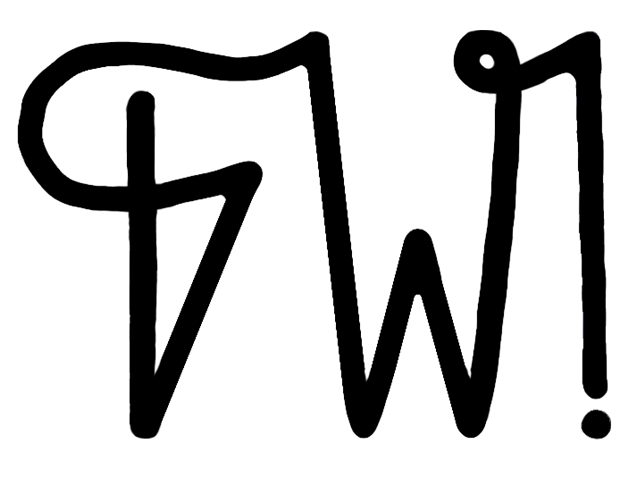
AV Widukind zu Osnabrück
Osnabrücker Wingolf

## Paderborn

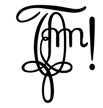
KStV Ostmark-Beuthen
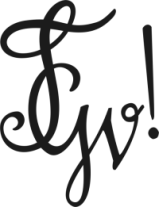
KDStV Guestfalo-Silesia Paderborn

## Passau

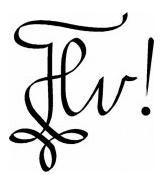
Burschenschaft Hanseatia Passau
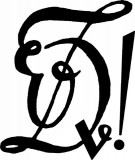
KDStV Oeno-Danubia Passau
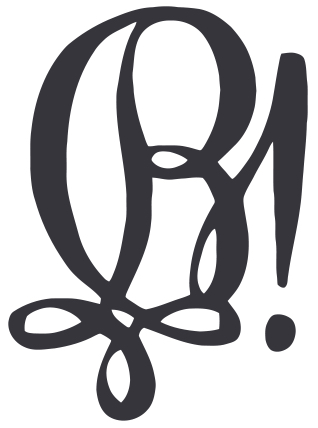
Corps Budissa-Leipzig zu Passau

## Posen

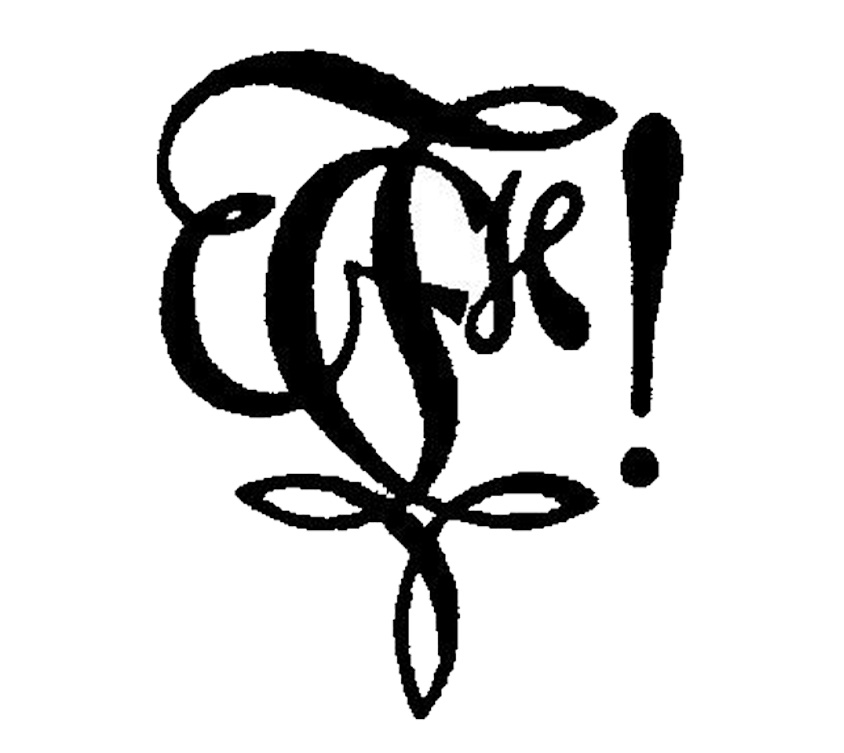
Korporacja Akademicka Chrobria

## Potsdam

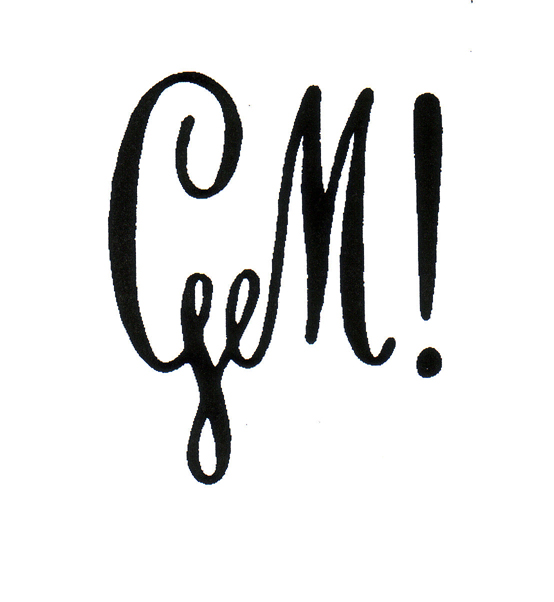
Corps Masovia Potsdam
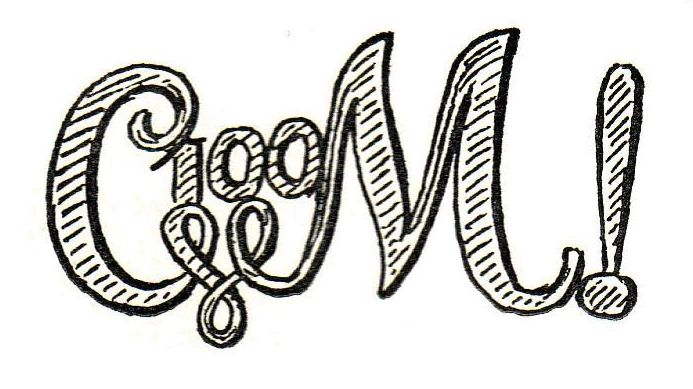
Corps Masovia: Silberner Ehrenzirkel für hundert Semester

## Regensburg

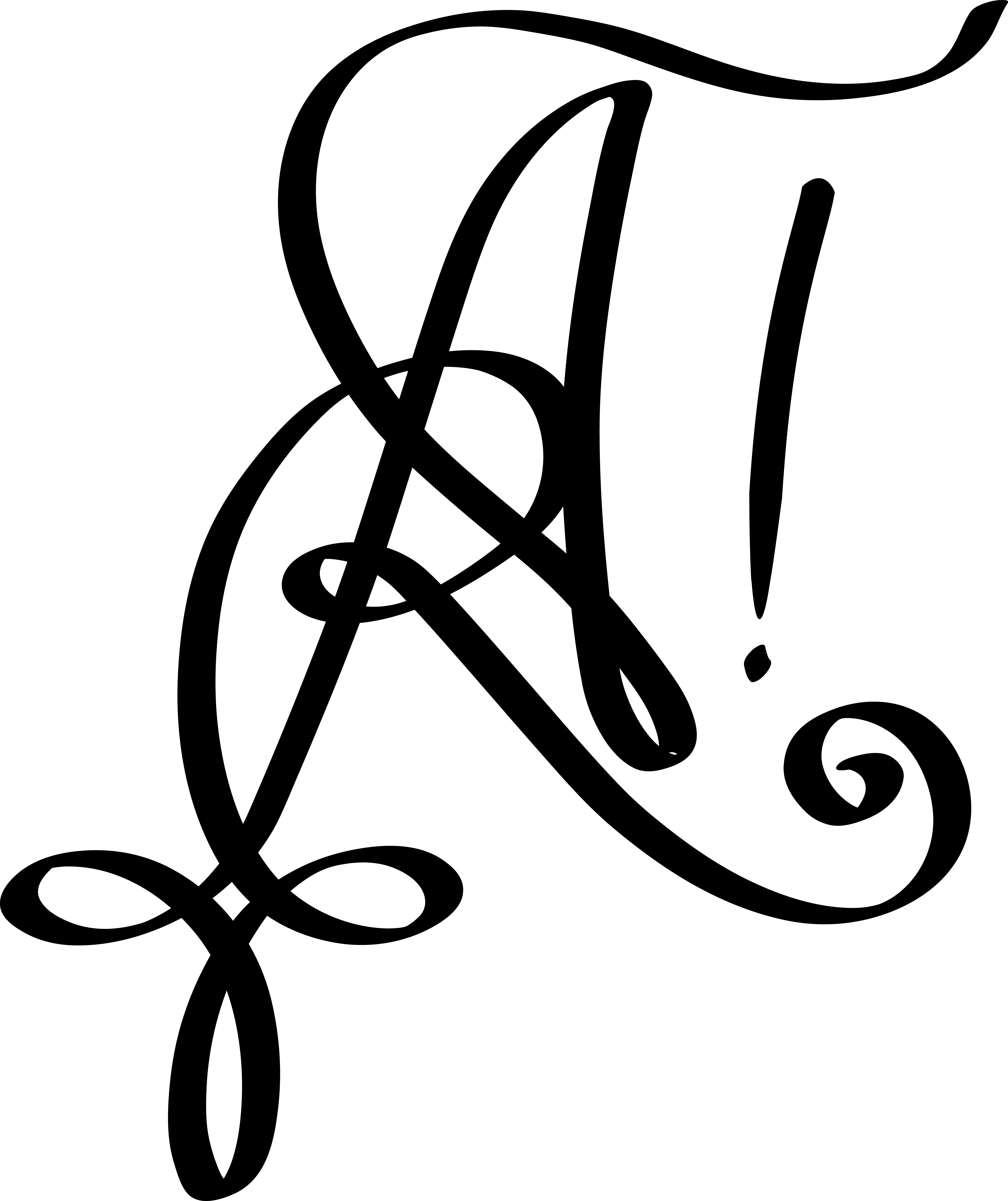
ADV Aurelia
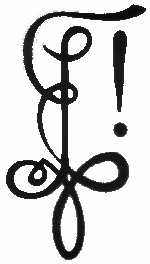
Alte Brünner Burschenschaft Suevia
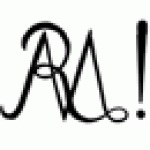
AMV Akademisch Musikalische Verbindung
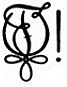
Burschenschaft Ostmark-Breslau
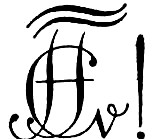
Corps Franconia Jena
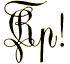
KDStV Rupertia
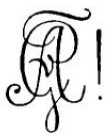
KStV Agilolfia
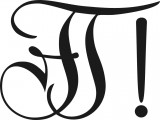
Landsmannschaft Franconia-Teutonia auf der Schanz
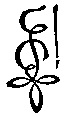
KTStV Pontana
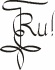
WKStV Unitas Ratisbona
KÖL Franzisco-Josephina

## Reutlingen

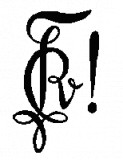
TTV Teutonia

## Riga

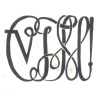
Fraternitas Metropolitana
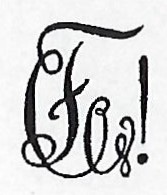
Corps Concordia Rigensis

## Rom

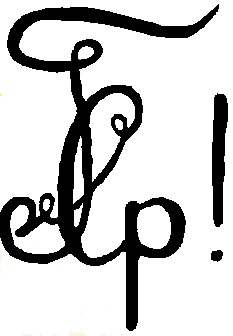
KAV Capitolina Rom

## Rosenheim

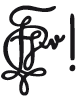
TWV Teutonia
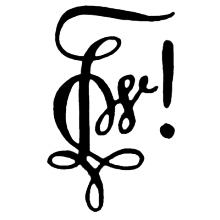
KTV Winfridia Frankenhausen

## Rostock

Akademische Landsmannschaft Baltia Rostock
Rostocker Wingolf
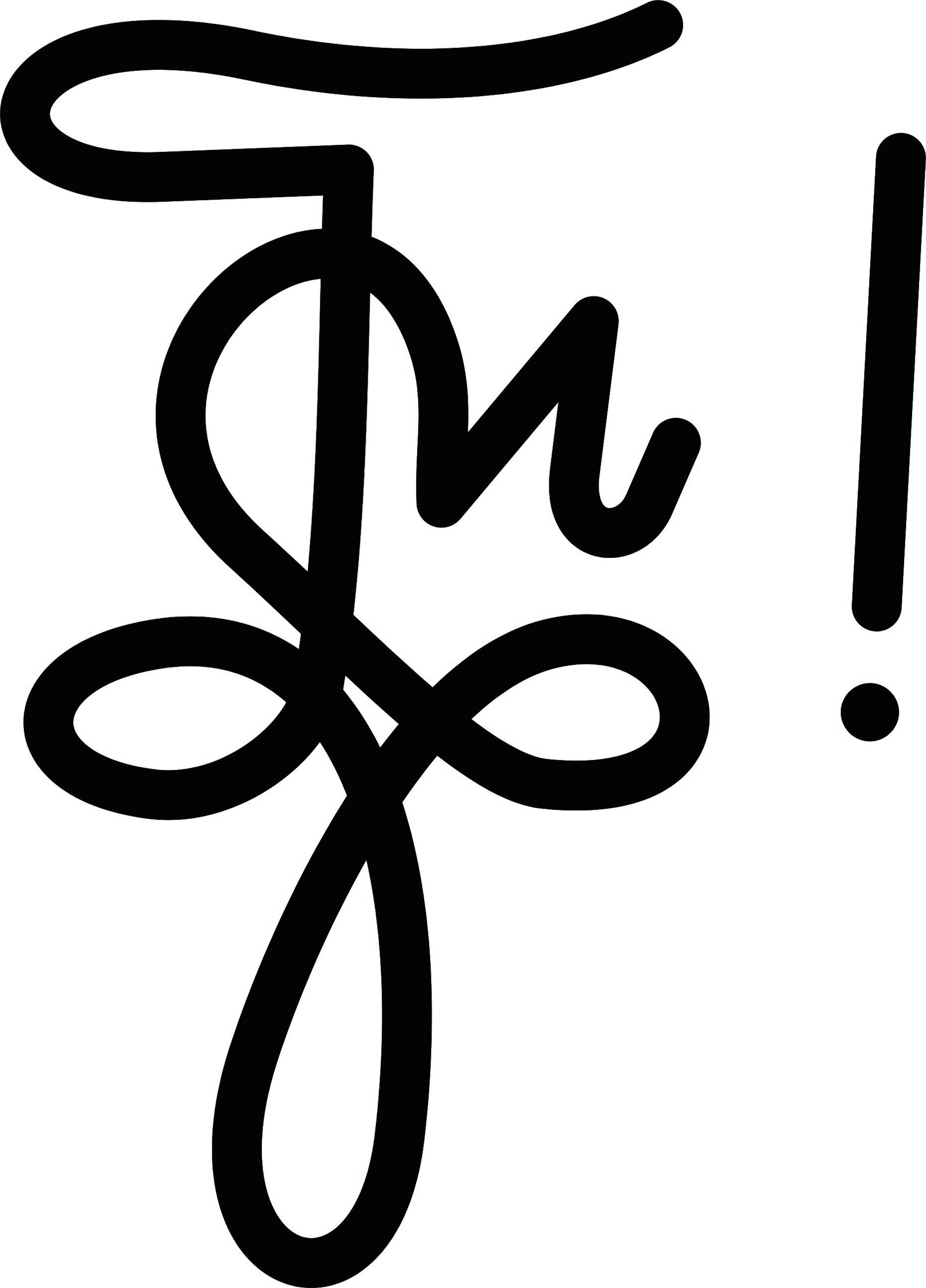
Jagdcorps Marcomannia Tübingen zu Rostock
Rostocker Wingolf

## Saarbrücken

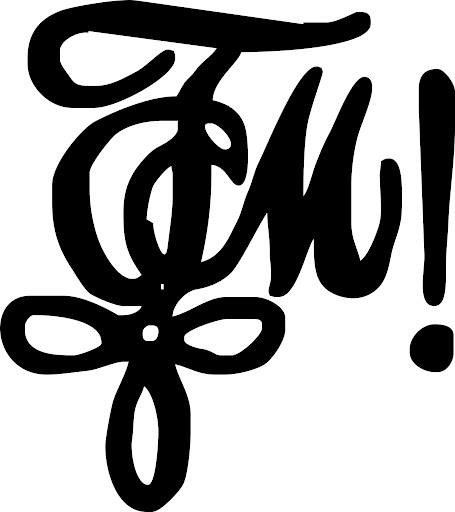
KDStV Carolus Magnus
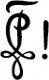
Cimbria Königsberg
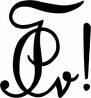
Corps Frankonia Prag Saarbrücken
Burschenschaft Germania
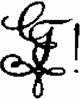
Burschenschaft Ghibellinia
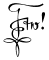
TWV Teutonia
Saarbrücker Wingolf

## Salzburg

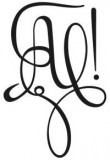
KöStV Almgau Salzburg
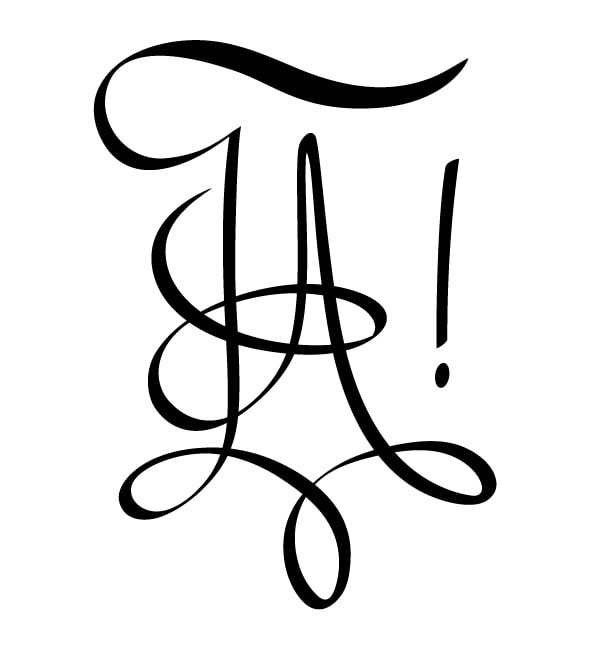
KÖL Austria-Salzburg
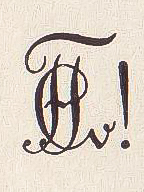
Corps Frankonia-Brünn
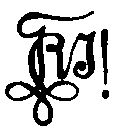
KÖHV Rheno-Juvavia
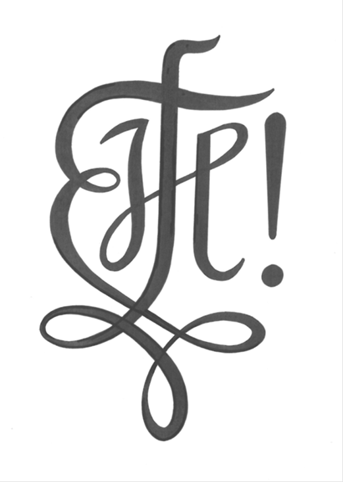
KÖStV Hohensalzburg zu St. Johann im Pongau
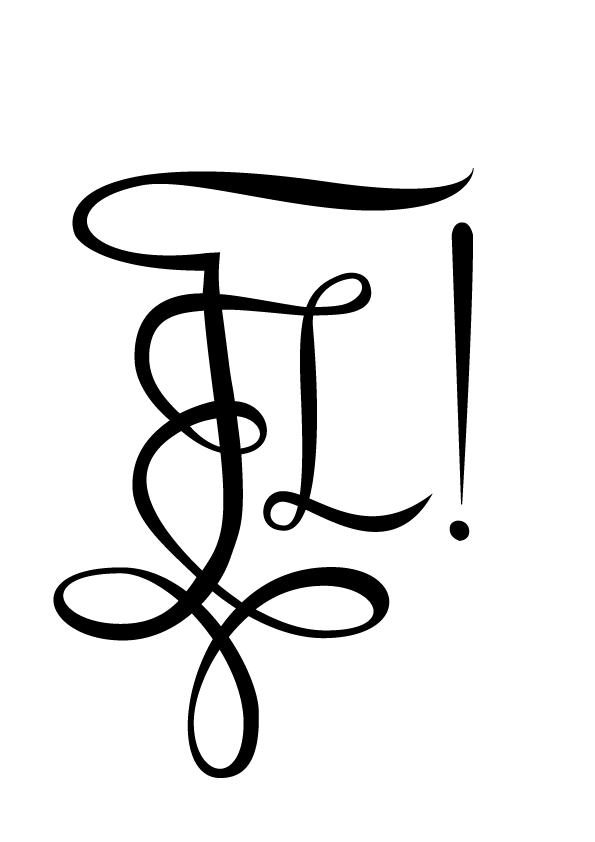
RKAB Langobardia Salzburg
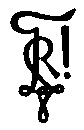
KÖHV Rupertina
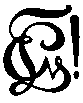
KSHV Lodronia

## Saint-Maurice

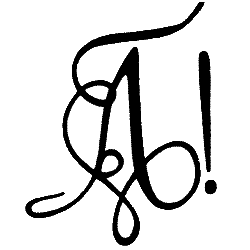
GV Agaunia Saint-Maurice

## Siegen

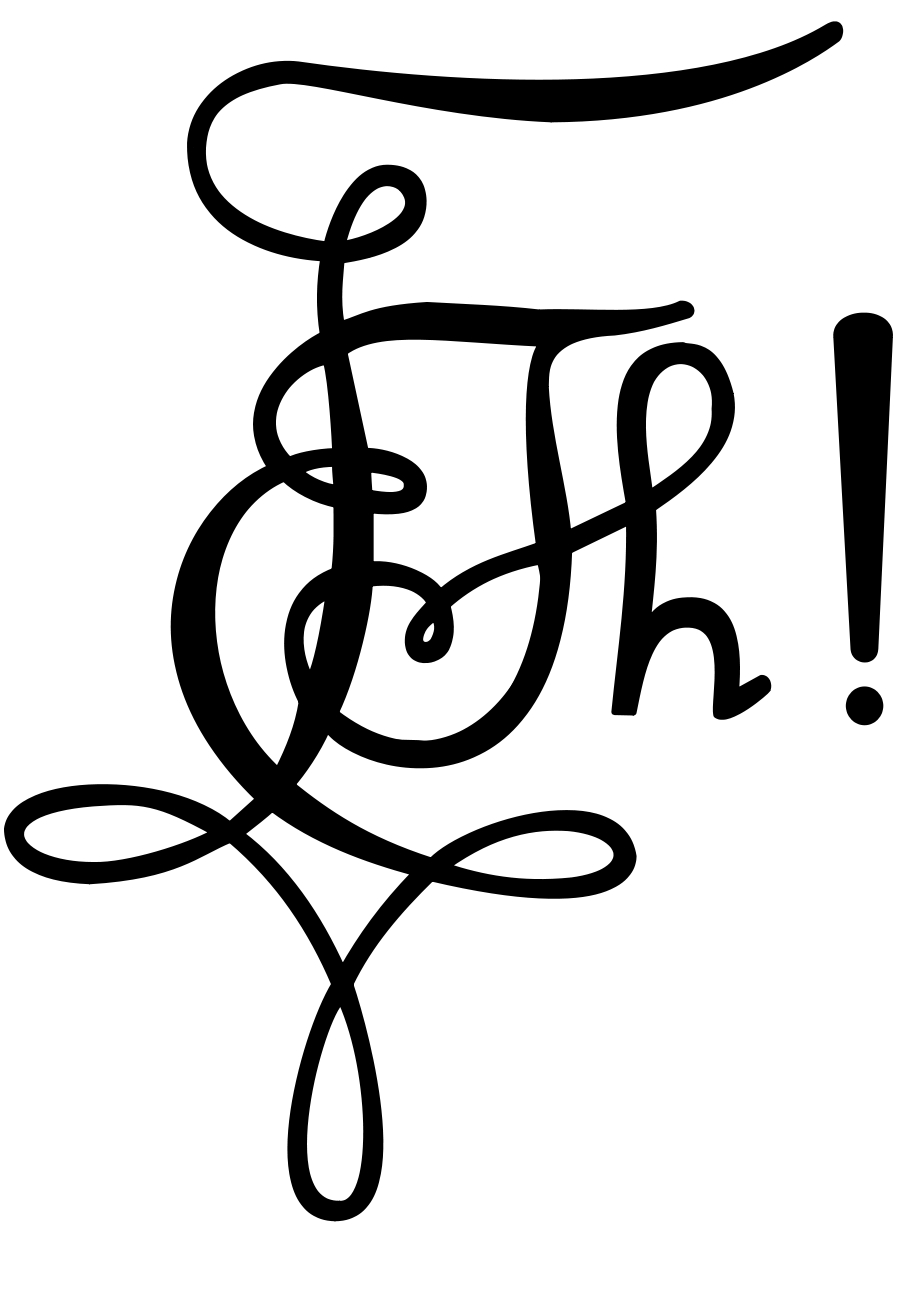
Burschenschaft Thuringia Bad Frankenhausen zu Siegen
CDSTV Nibelungen zu Siegen im Wingolfsbund

## St. Gallen

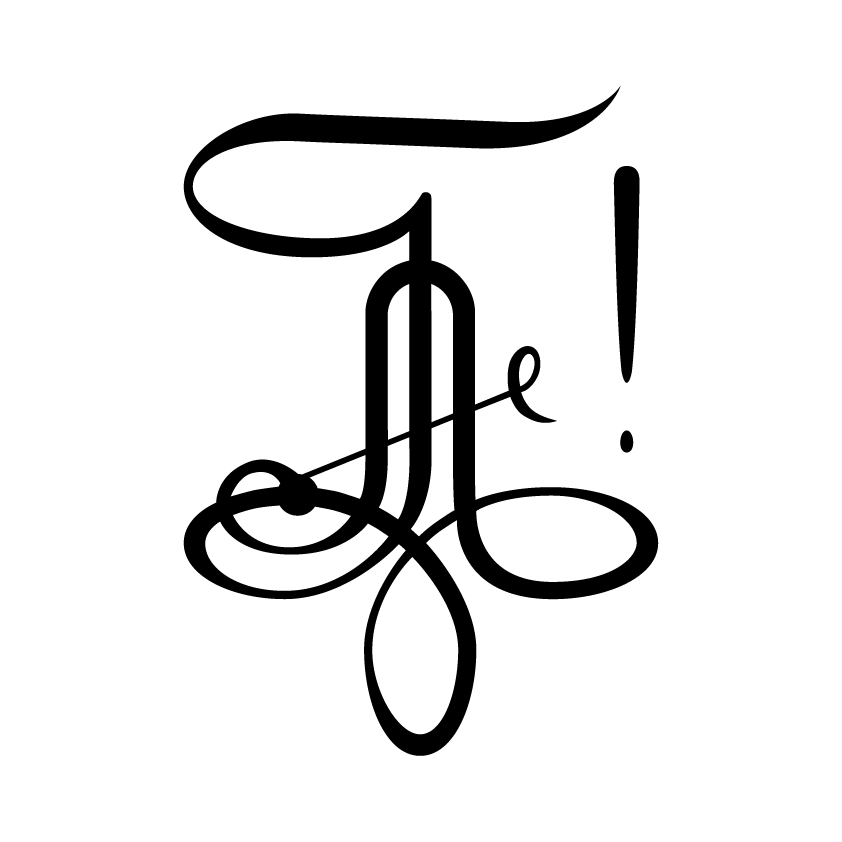
AV Amicitia
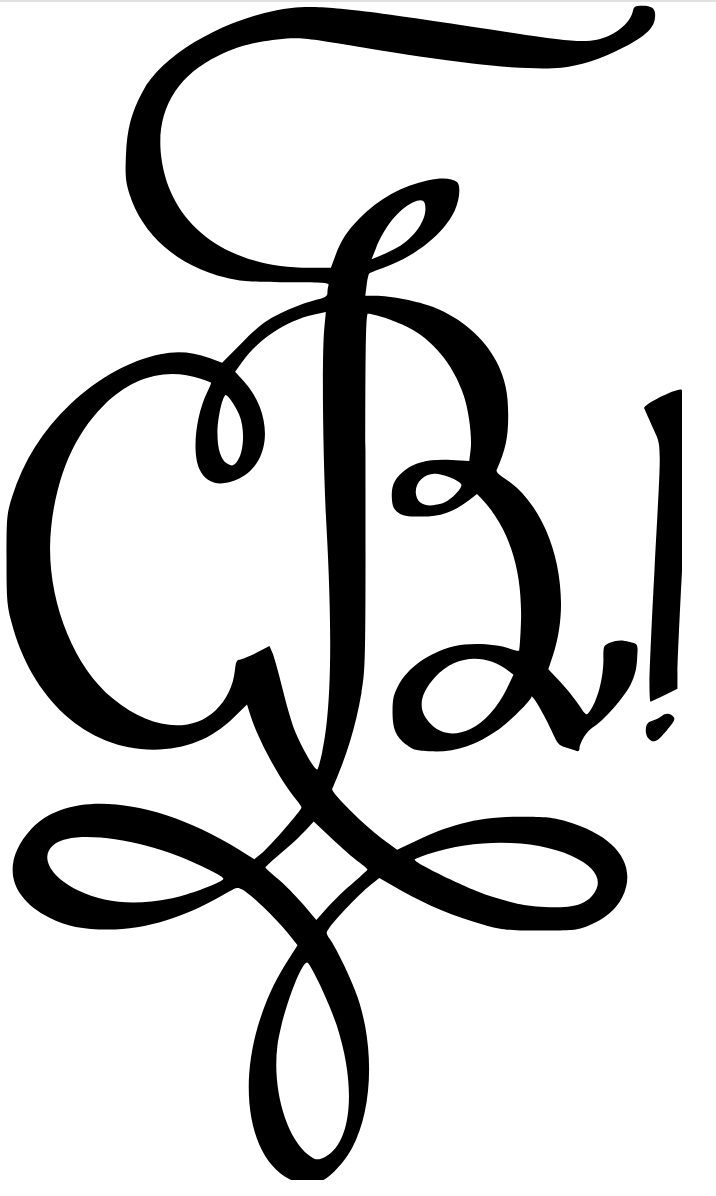
AV Bodania
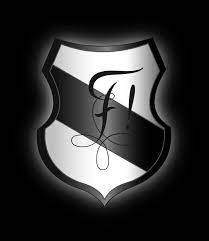
AV Die Falkenburger
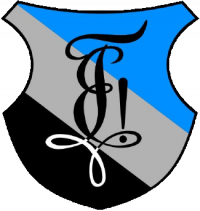
AV Emporia-Alemannia
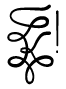
AV Kybelia
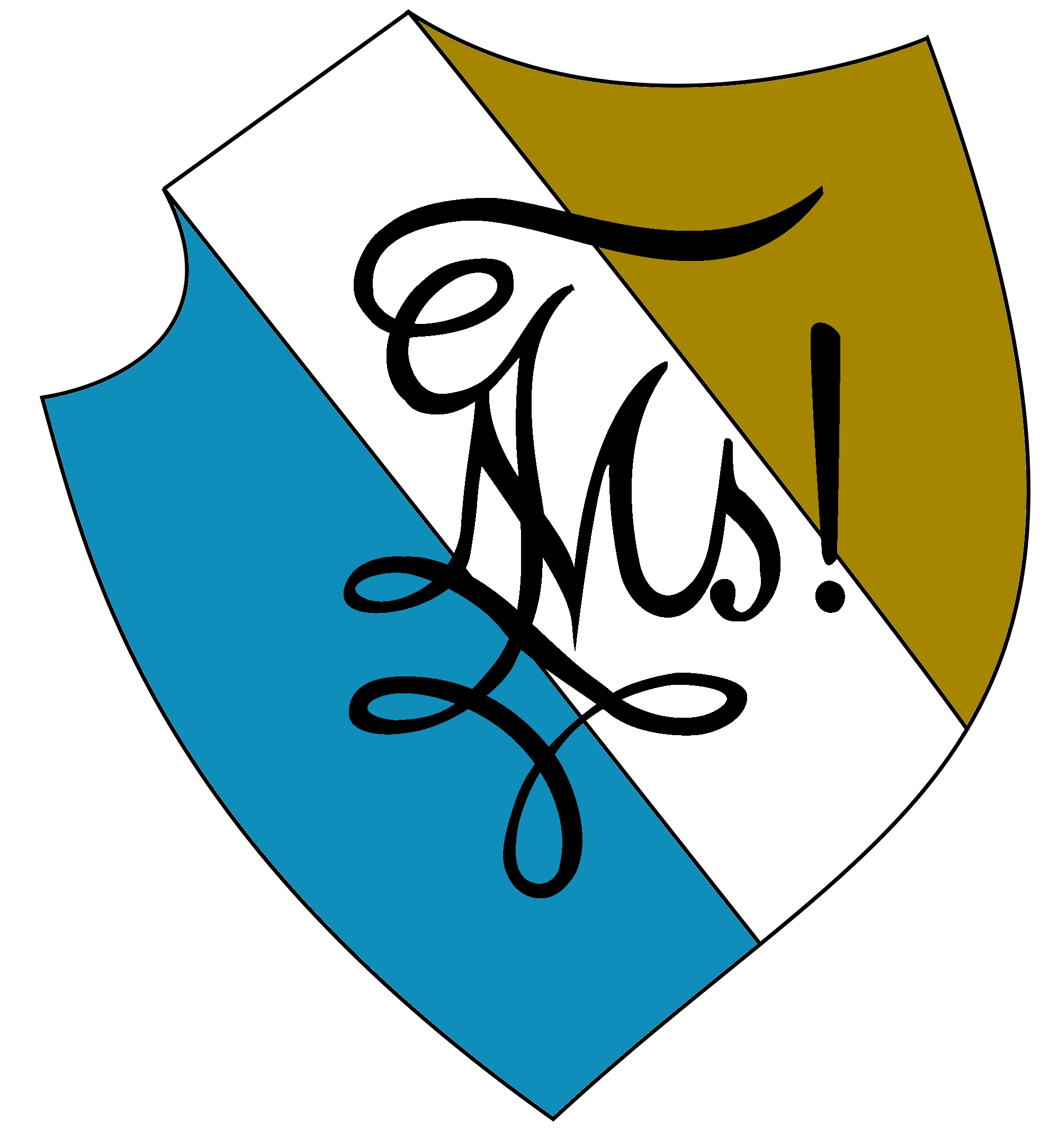
AV Mercuria
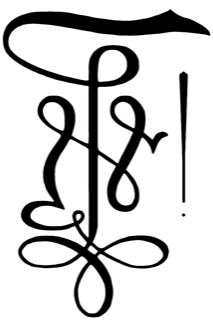
AV Notkeriana
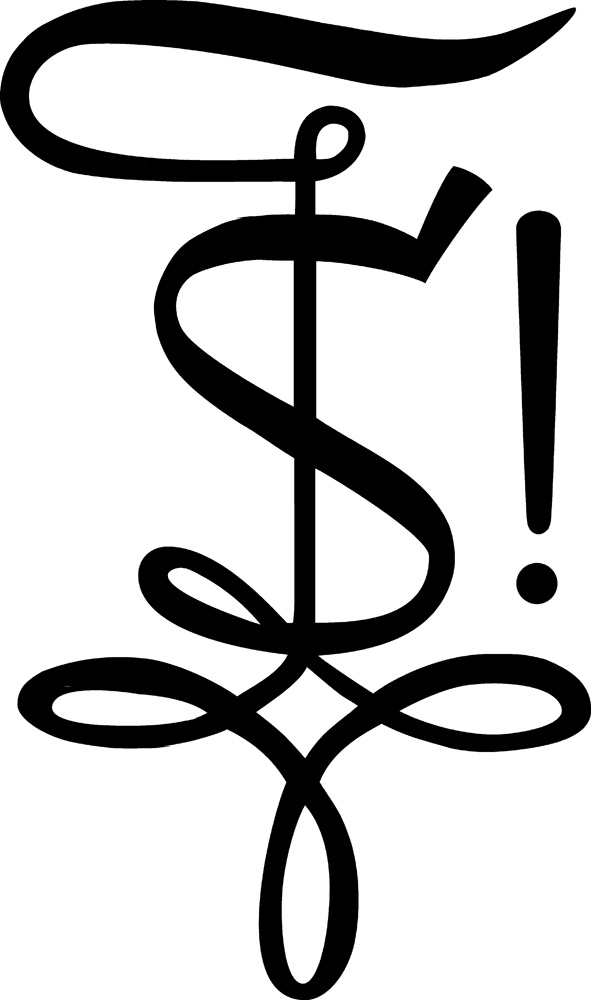
AV Steinacher
Zofingia HSG

## Straßburg

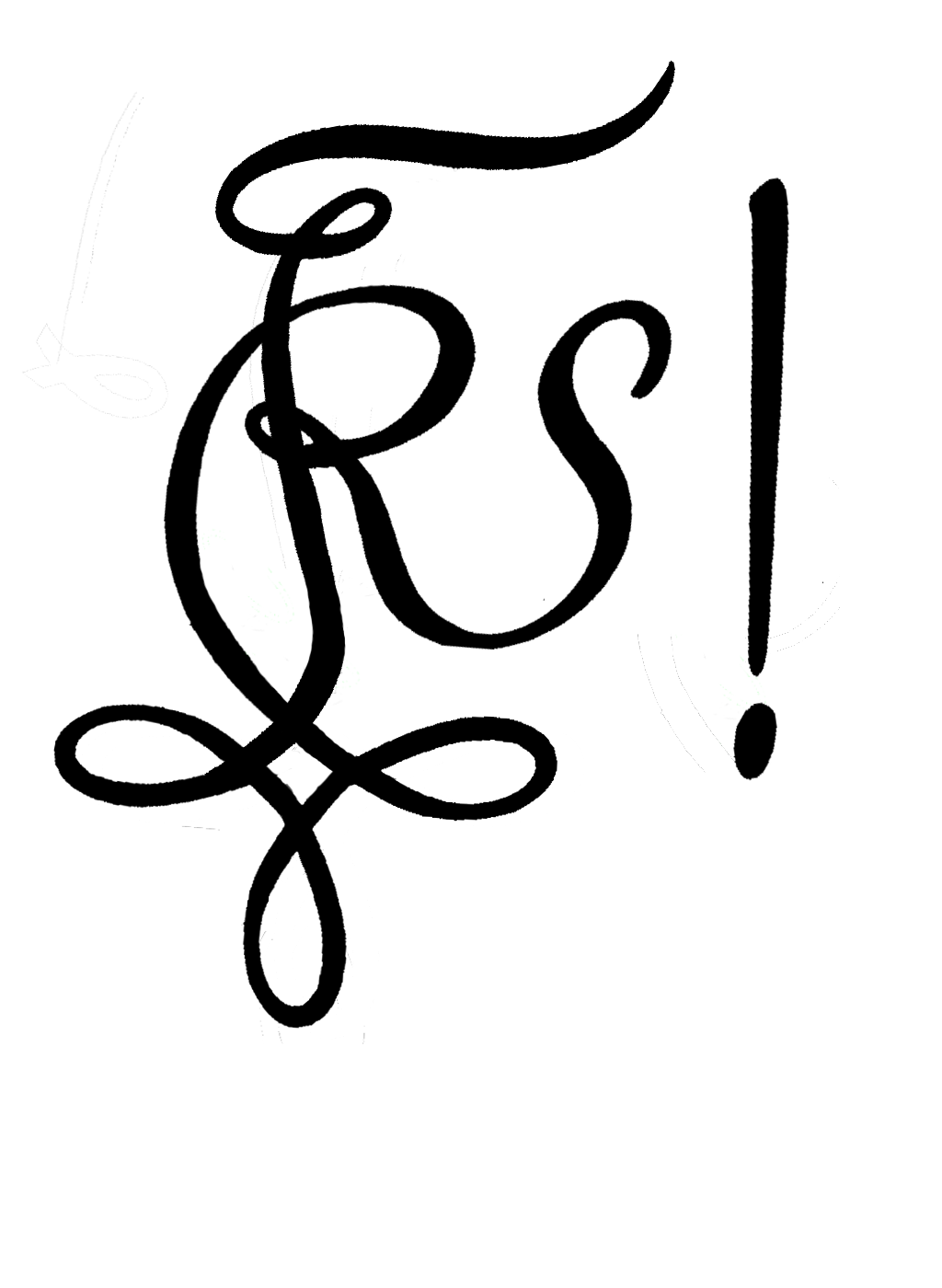
EStV Robert Schuman Argentorata
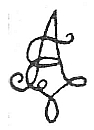
Alsatia Straßburg

## Stuttgart

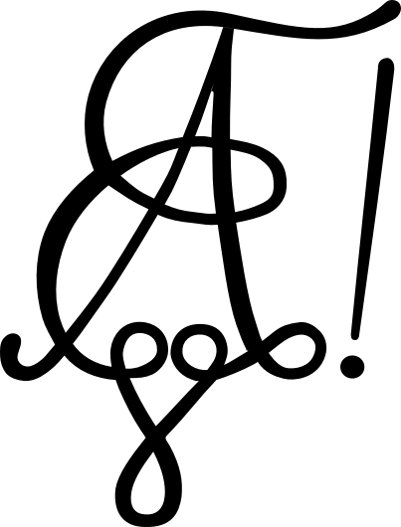
Burschenschaft Alemannia Stuttgart
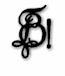
Corps Bavaria
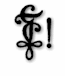
Corps Germania Hohenheim
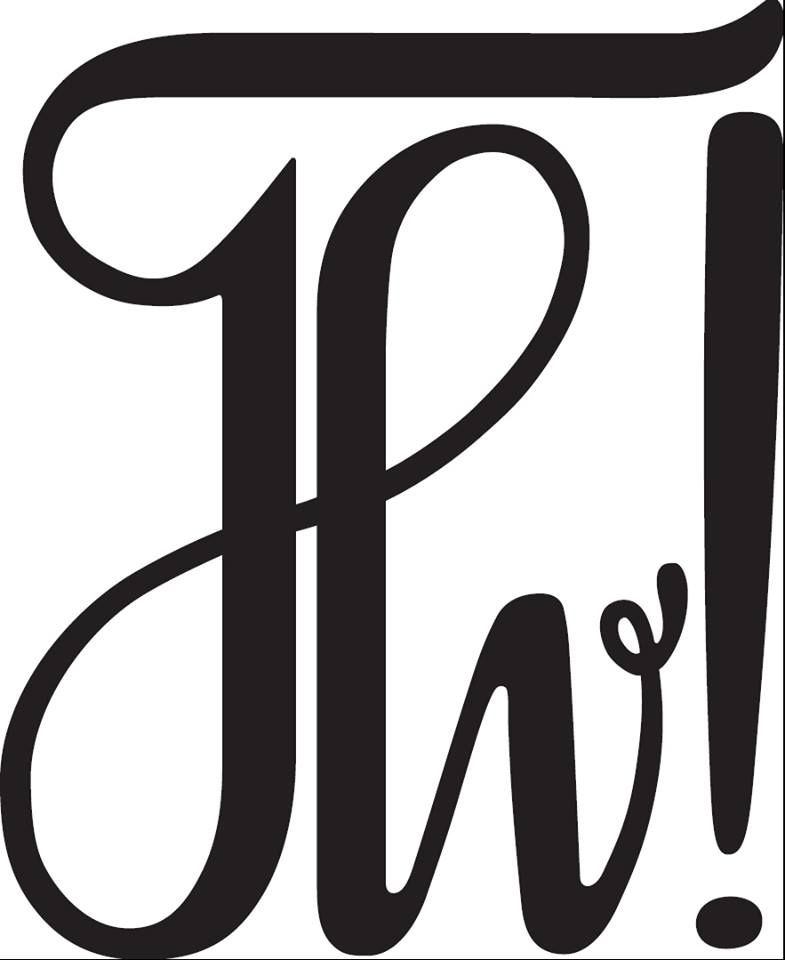
Burschenschaft Hilaritas Stuttgart
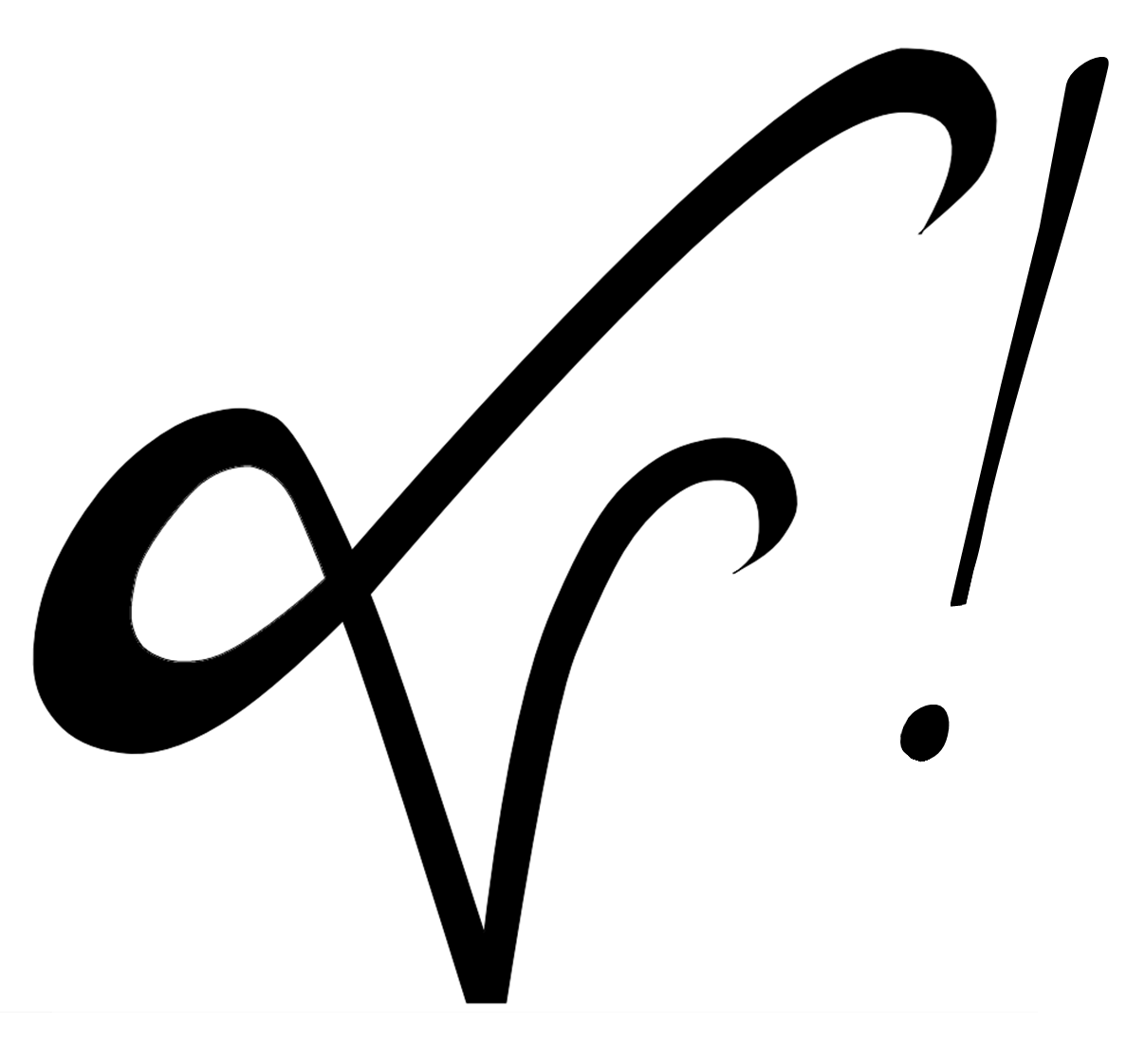
AV Leibniz
AV Oeconomica
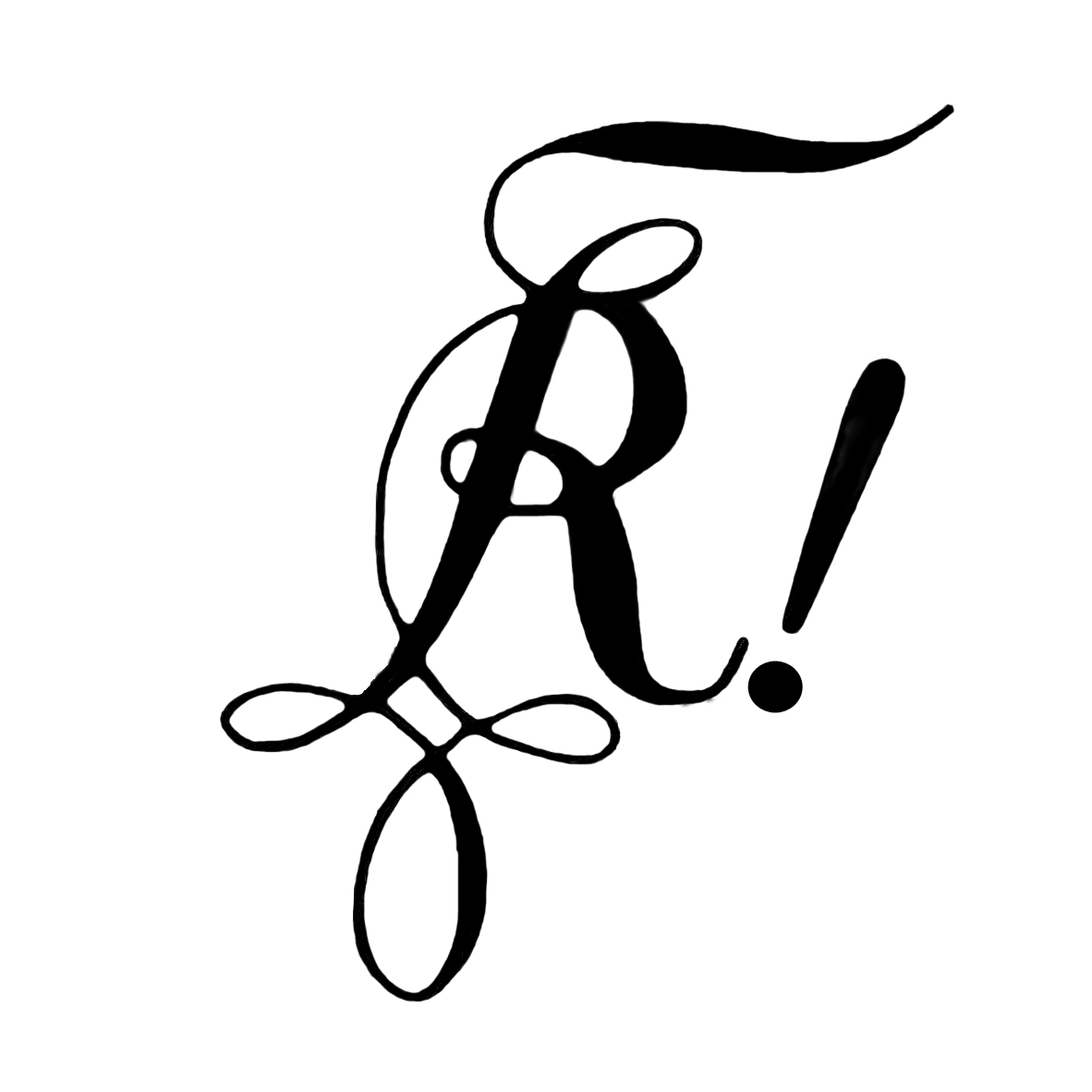
Corps Rhenania
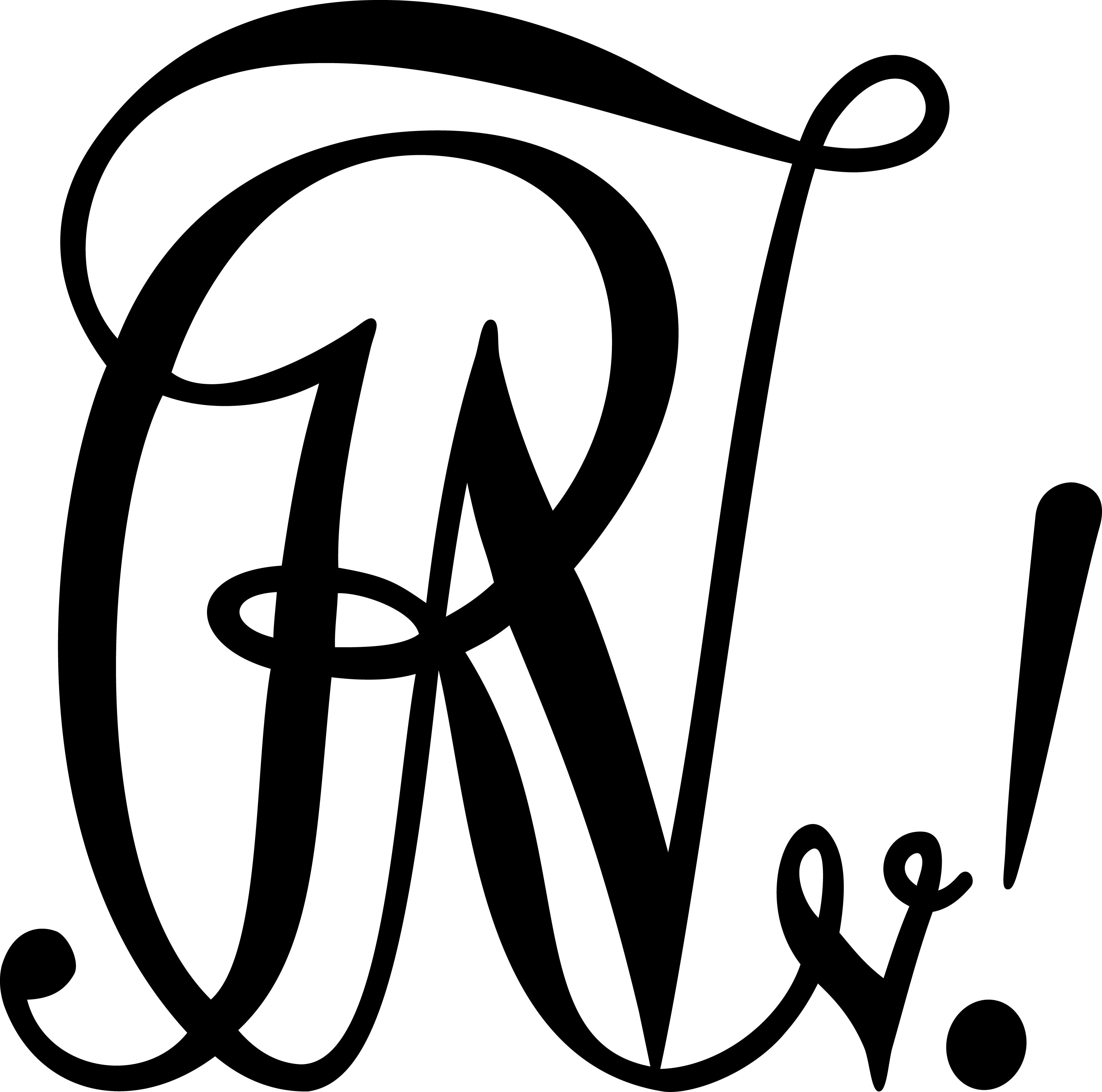
KAV Rheno-Nicaria
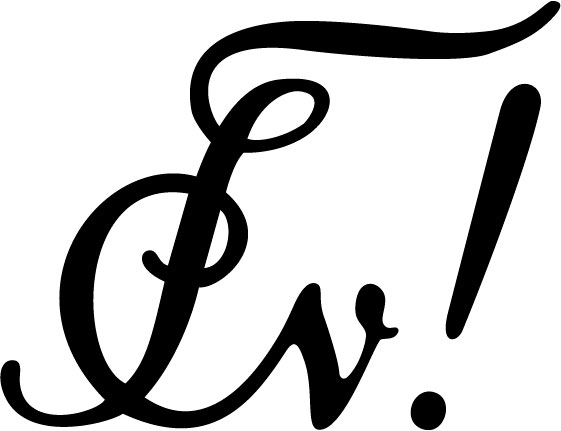
Landsmannschaft Saxonia Stuttgart
- Akademische Gesellschaft Sonderbund
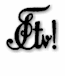
Corps Stauffia
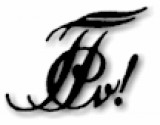
Corps Teutonia Stuttgart
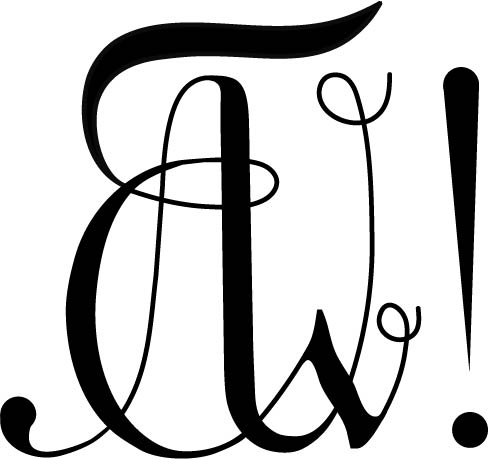
AV Vitruvia
Stuttgarter Wingolf
Hohenheimer Wingolf-Verbindung Fraternitas Academica
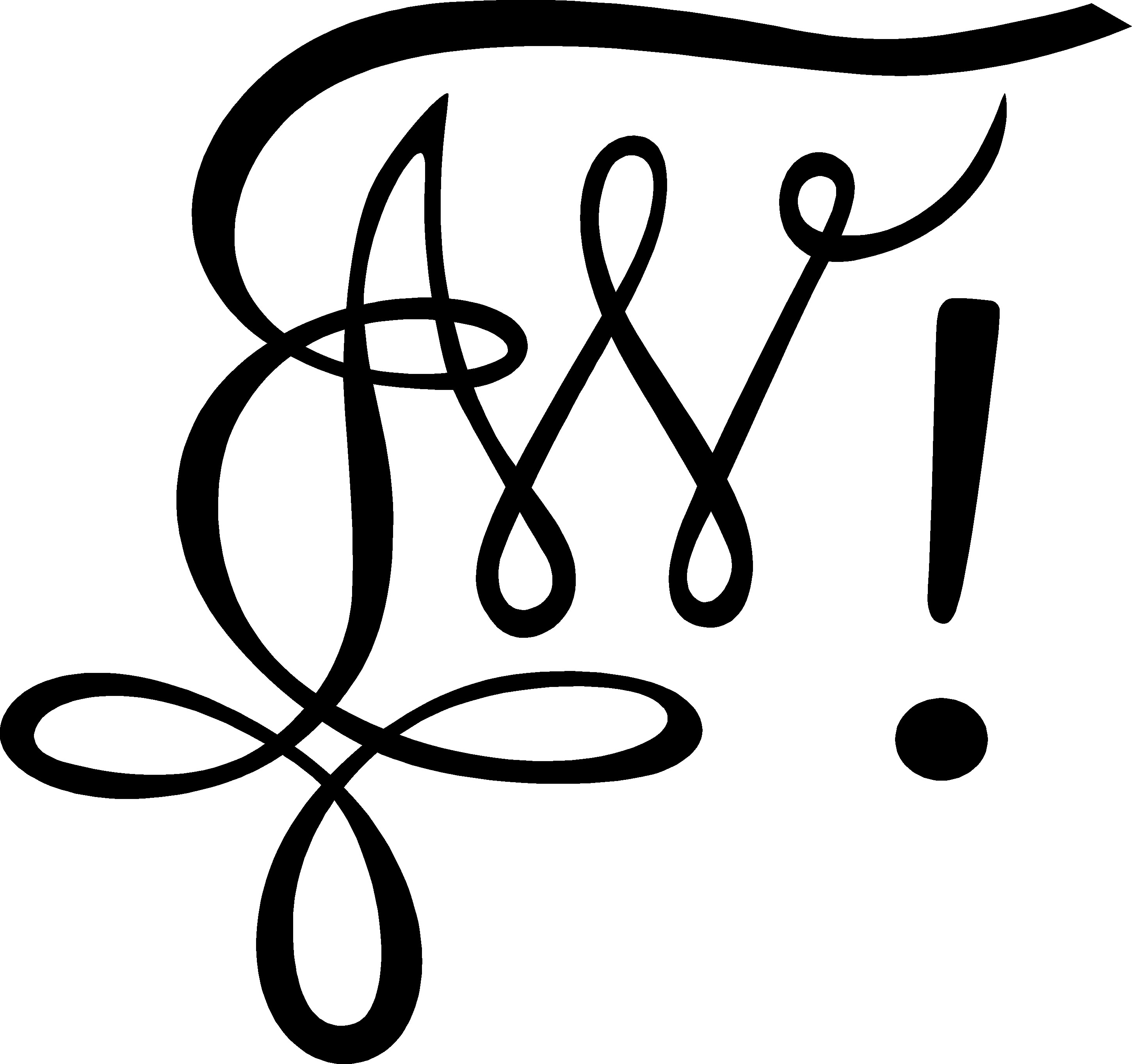
Landsmannschaft Württembergia (Hohenheim)

## Tokio

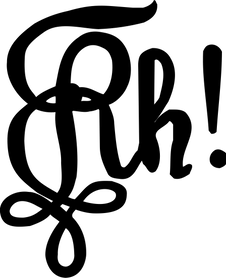
AV Edo-Rhenania Tokio

## Trier

KDStV Churtrier Trier
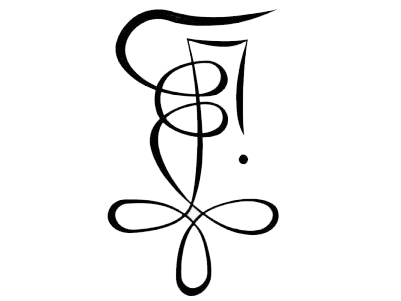
KStV Egbert im KV zu Trier
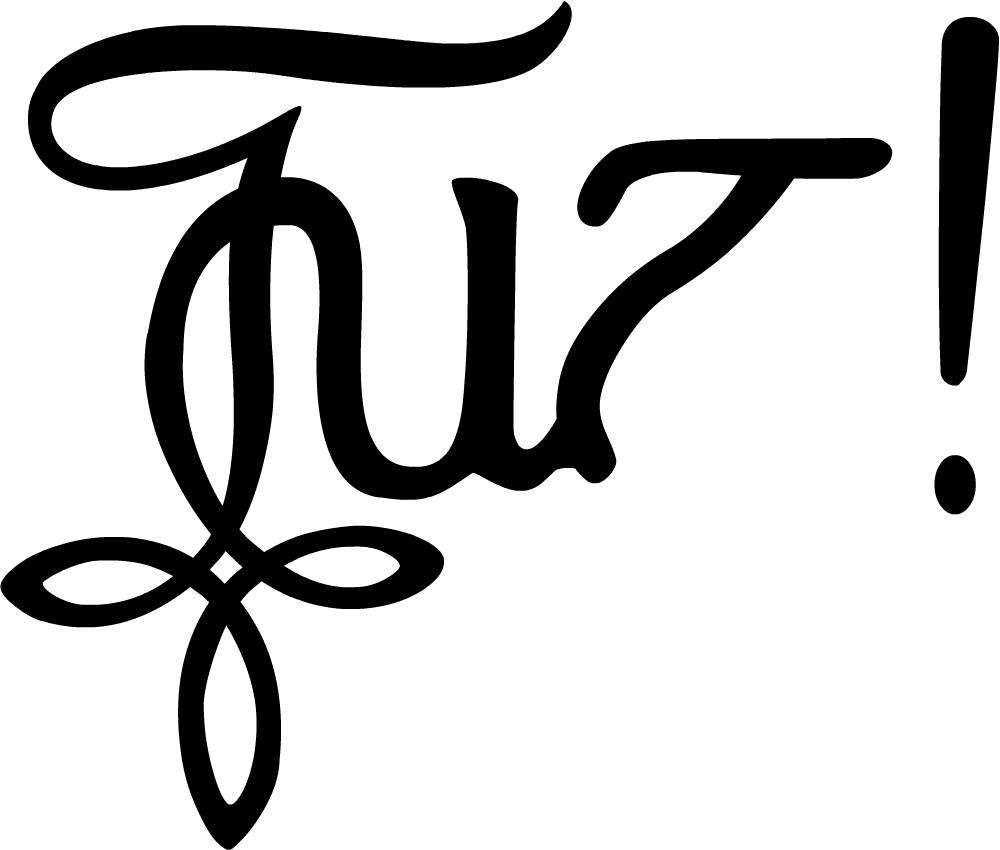
WKStV UNITAS Trebeta

## Triesdorf

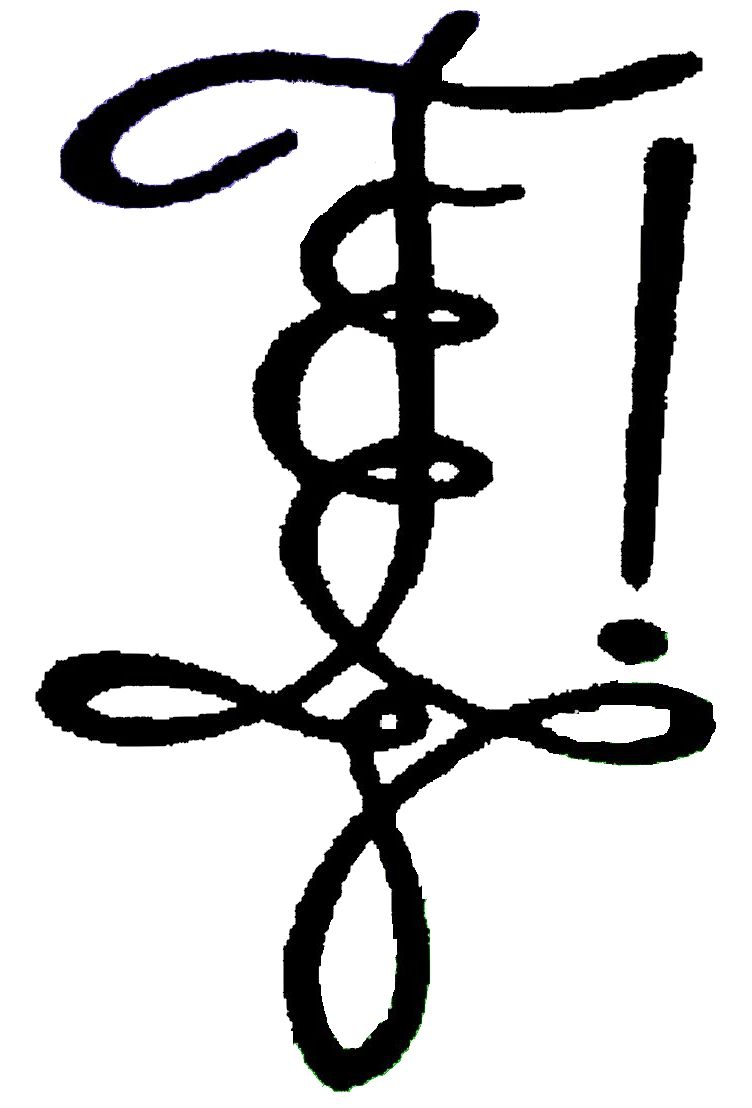
Landsmannschaft Frankonia zu Triesdorf

## Tübingen

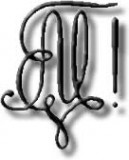
KStV Alamannia Tübingen
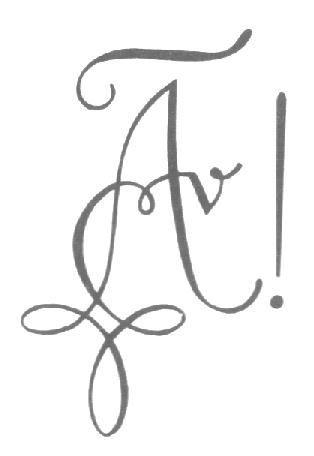
ATV Arminia zu Tübingen
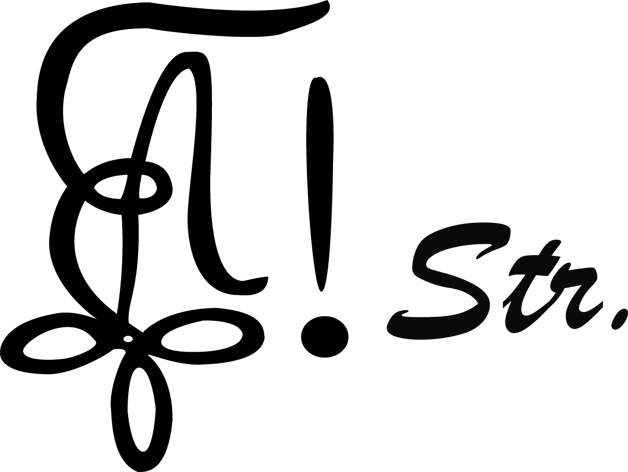
Straßburger Burschenschaft Arminia zu Tübingen
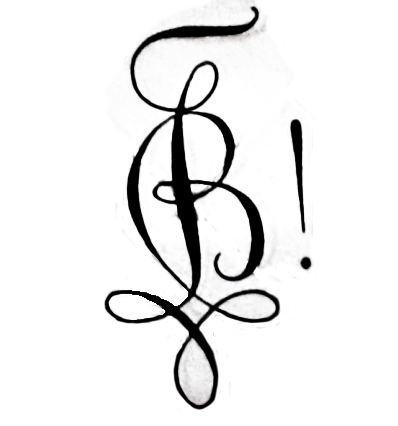
Corps Borussia Tübingen
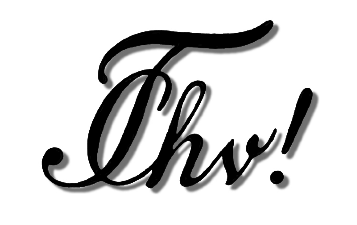
AV Cheruskia Tübingen
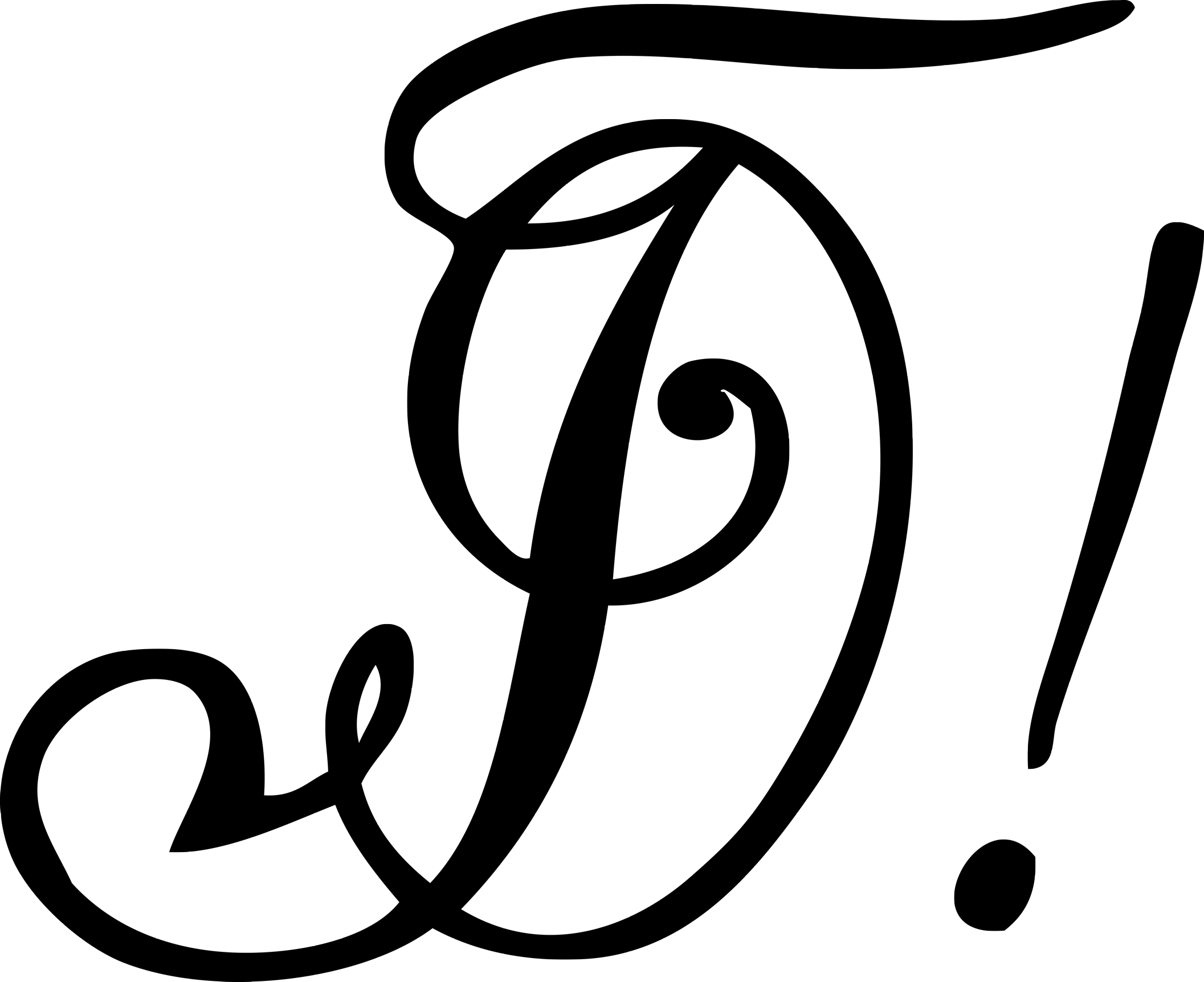
Tübinger Burschenschaft Derendingia
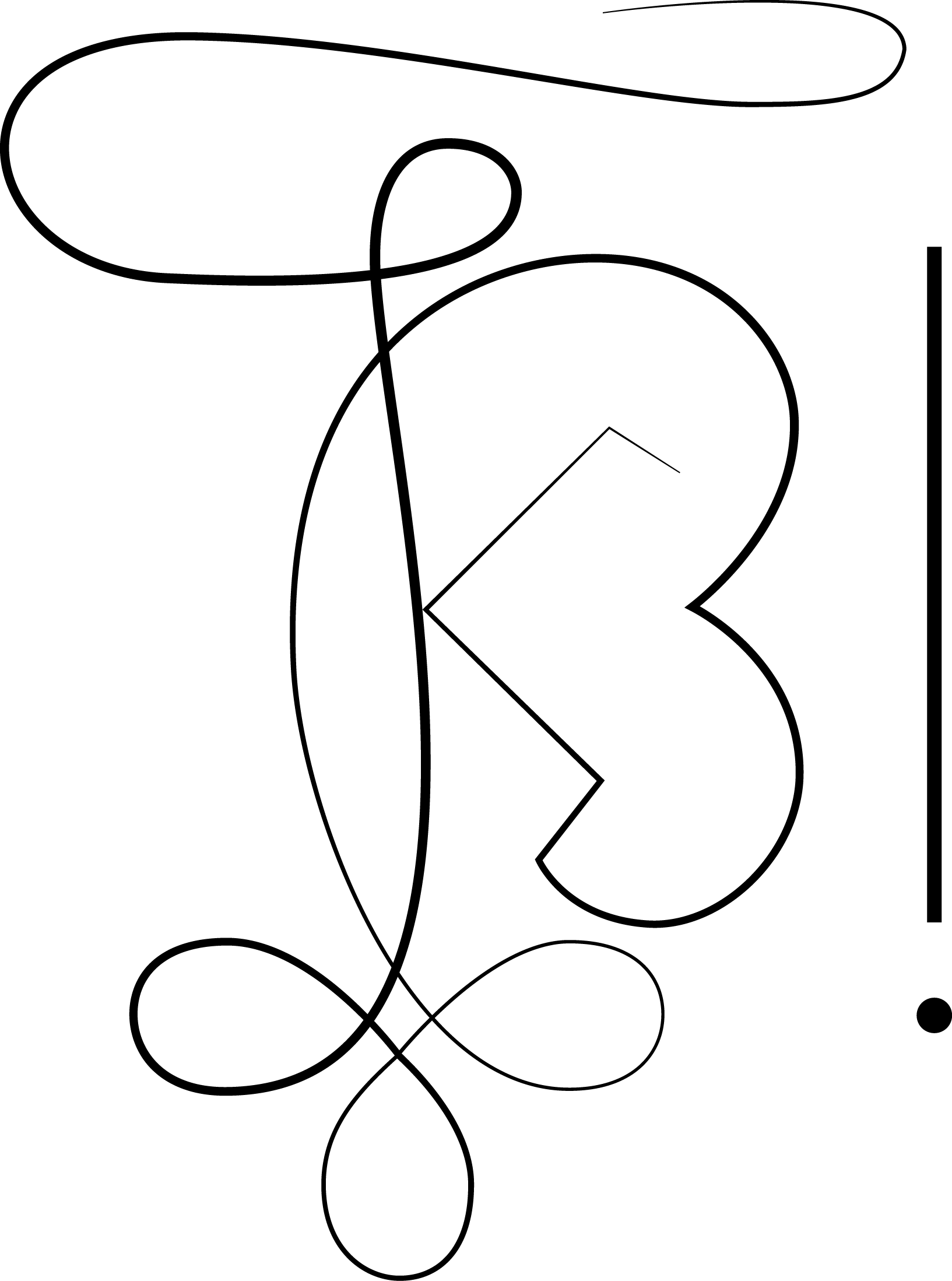
AV Föhrberg Tübingen
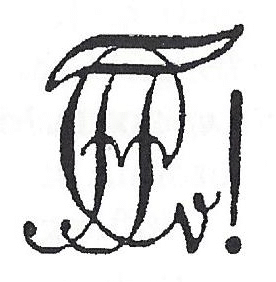
Corps Franconia Tübingen
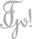
AV Guestfalia Tübingen
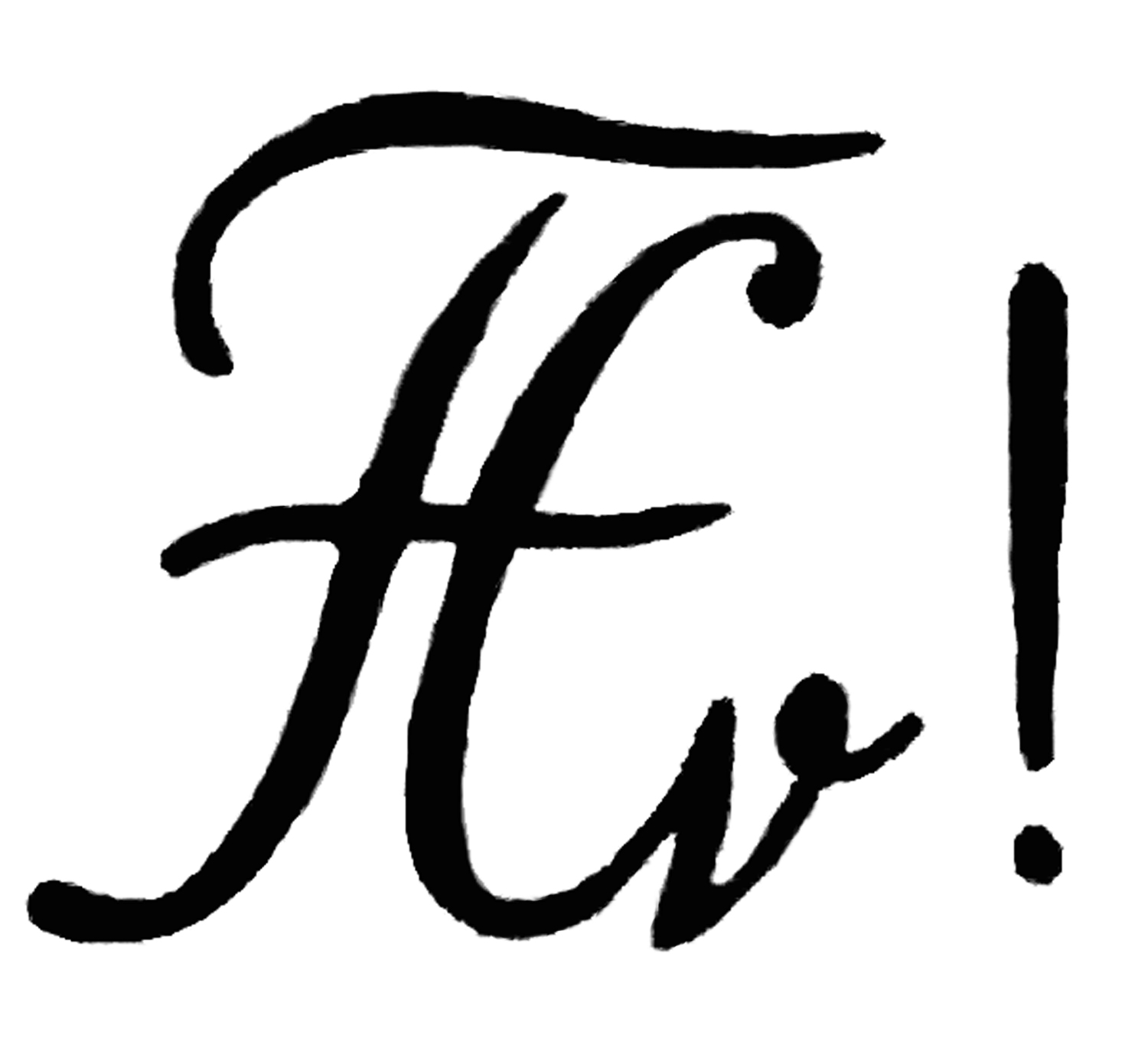
Sängerschaft Hohentübingen
Turnerschaft Hohenstaufia Tübingen
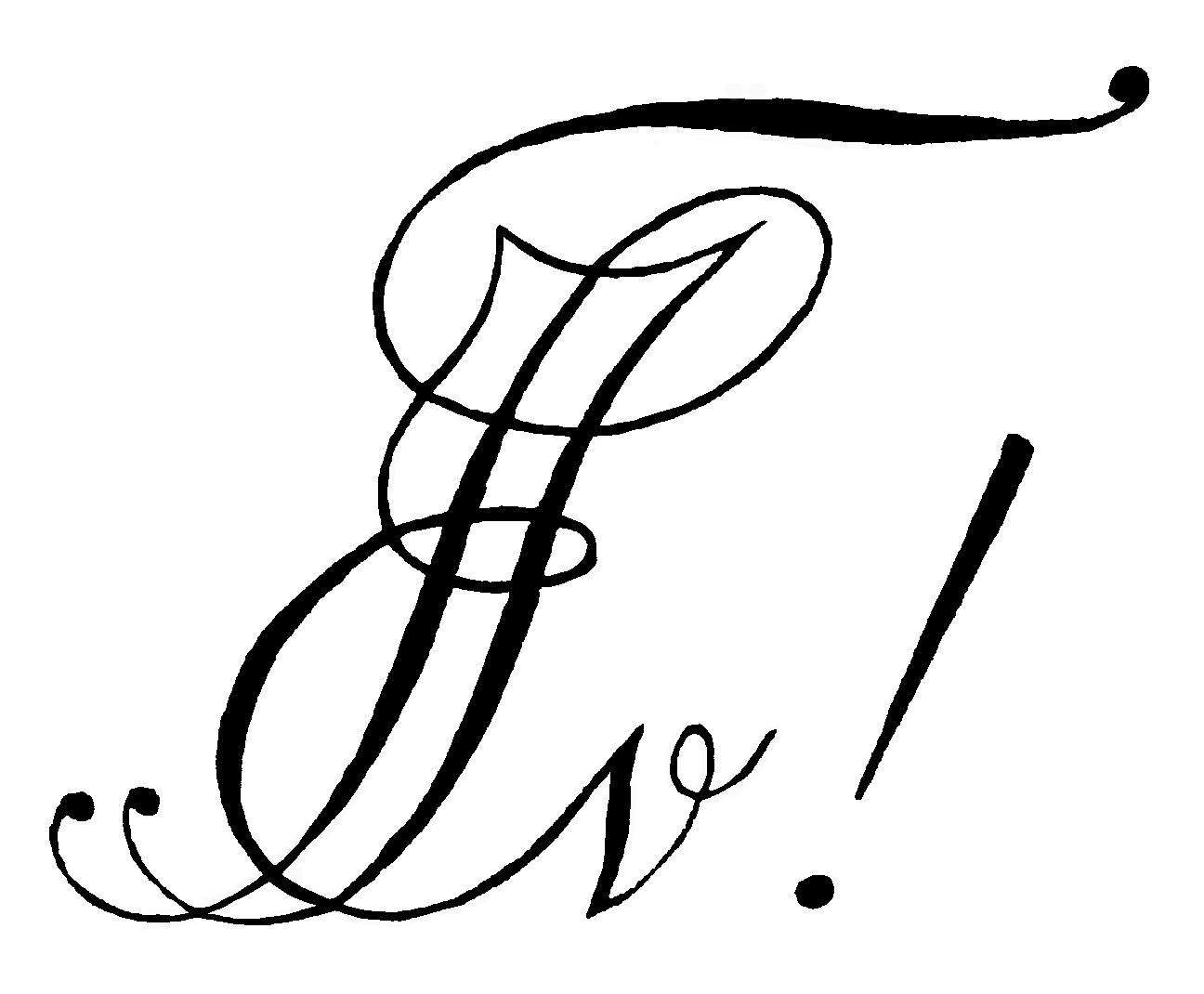
Akademische Verbindung Igel Tübingen
Verbindung Normannia Tübingen
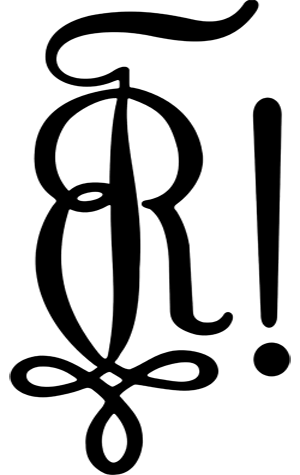
KStV Rechberg
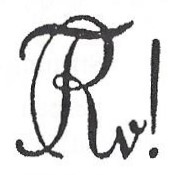
Corps Rhenania Tübingen
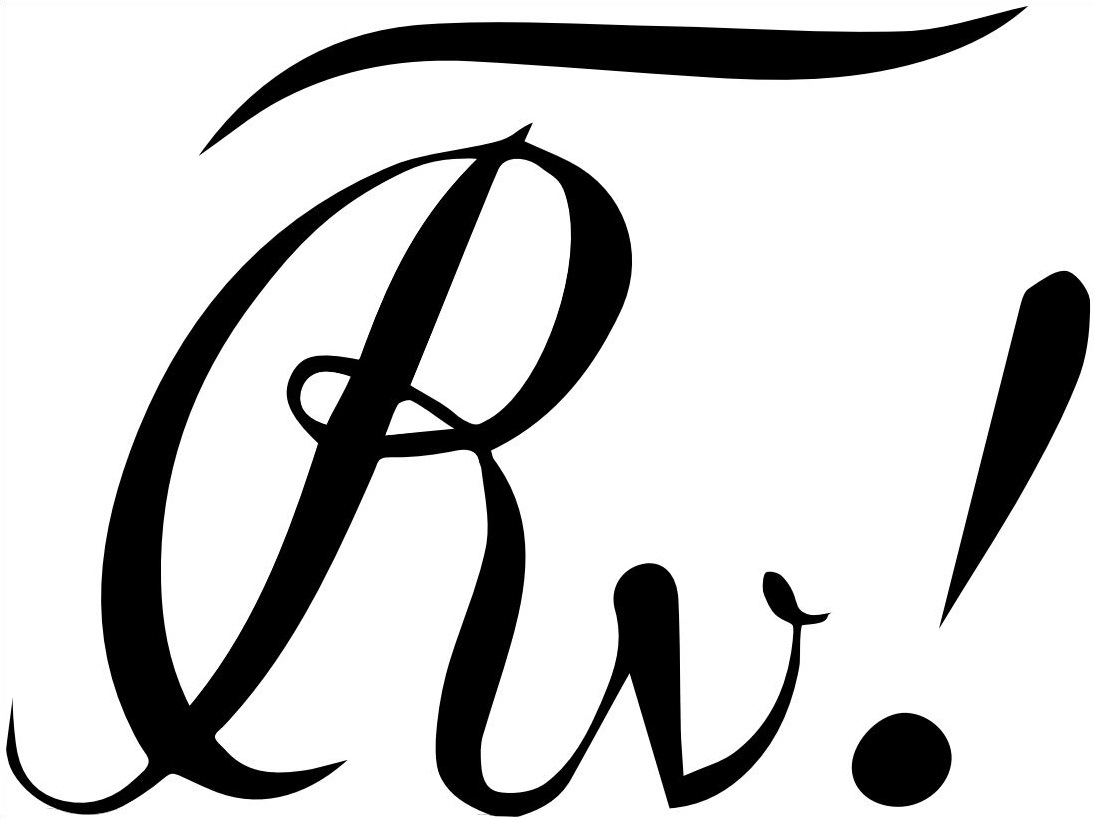
Tübinger Königsgesellschaft Roigel
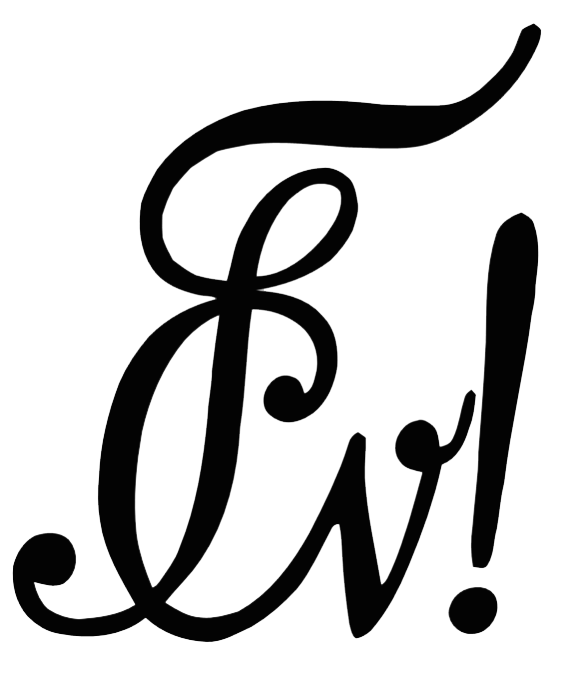
Landsmannschaft Schottland
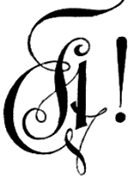
AMV Stochdorphia Tübingen
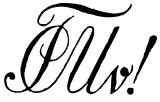
Landsmannschaft Ulmia Tübingen
AV Virtembergia
Tübinger Wingolf
Tübinger Wingolf Nibelungen

## Ulm

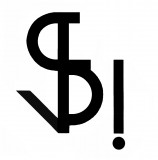
AV Suebo-Danubia Ulm

## Warschau

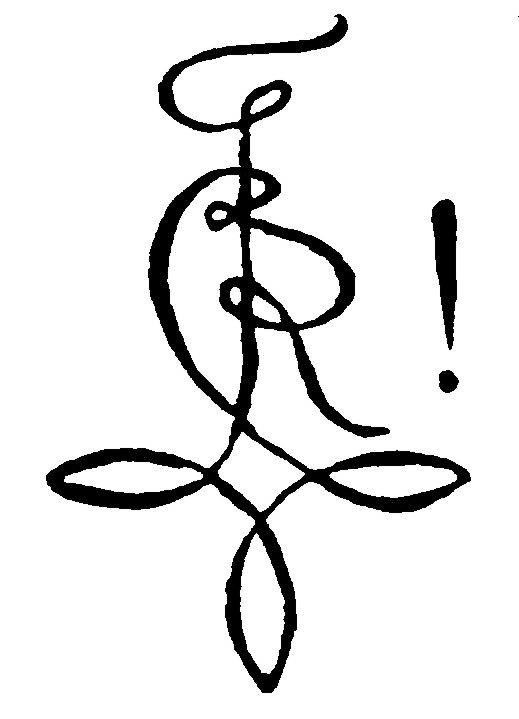
Korporacja Akademicka Respublica

## Weingarten

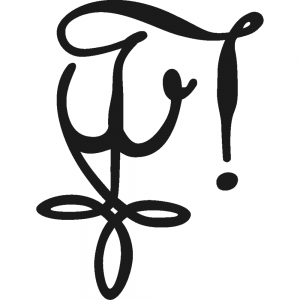
KDStV Welfia

## Wien

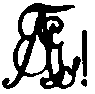
KÖStV Aargau Wien
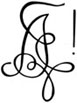
AKV Aggstein Wien
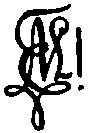
KÖHV Alpenland Wien
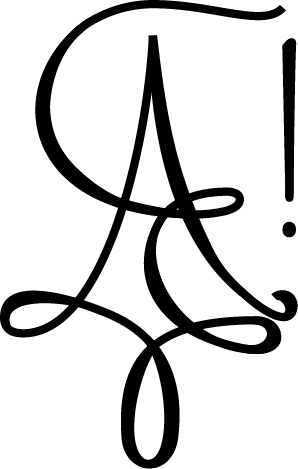
KÖHV Amelungia Wien
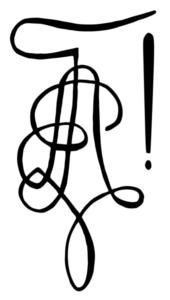
Verbindung deutscher Kunstakademiker Athenaia Wien
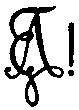
KÖStV Austria Wien
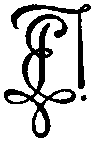
KaV Austro-Peisonia Wien
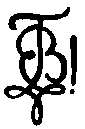
KHV Babenberg Wien
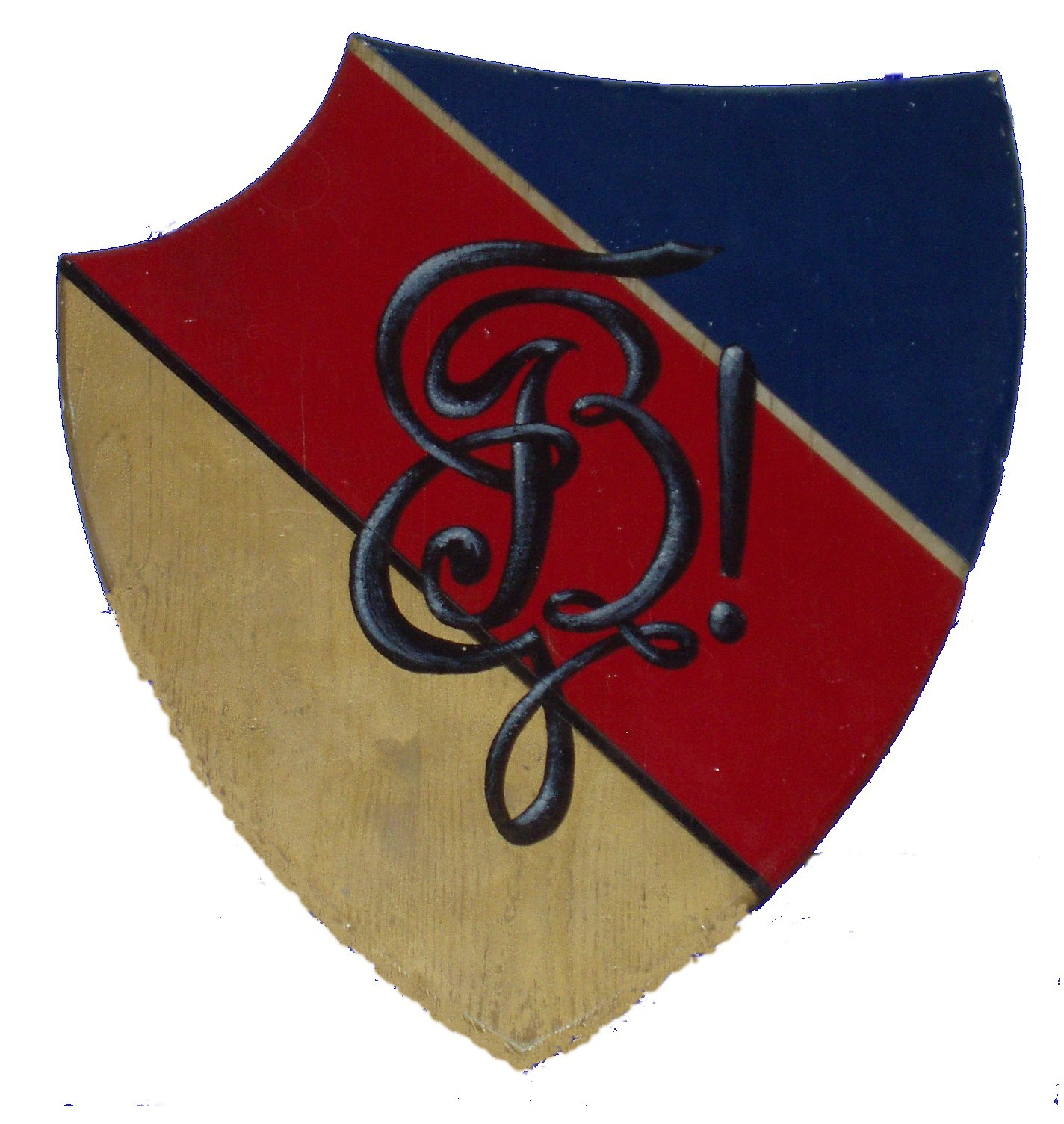
KAV Bajuvaria Wien
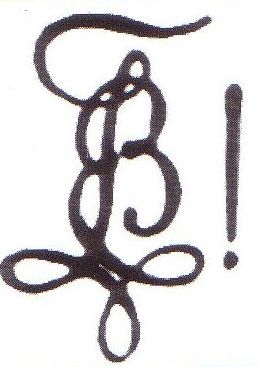
Wiener Landsmannschaft Bukowina
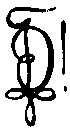
KaV Danubia Wien
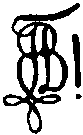
KÖHV Franco-Bavaria Wien
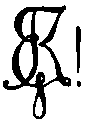
KÖStV Kürnberg Wien
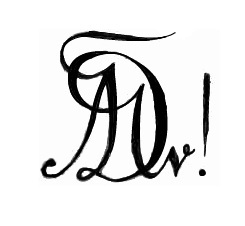
KaV Marco-Danubia Wien
KÖHV Mercuria Wien
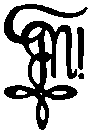
KÖHV Neostadia Wien
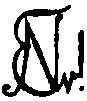
KÖStV Nibelungia Wien
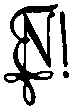
KaV Norica Wien
KÖHV Rugia Wien
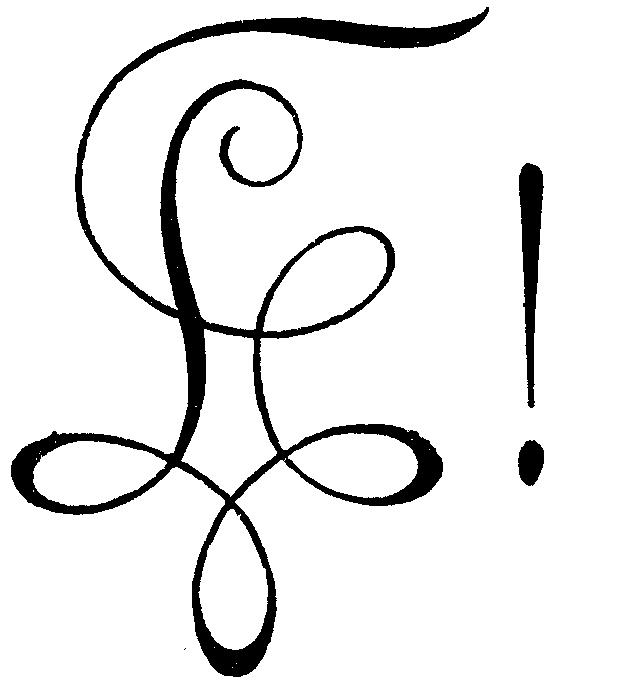
Corps Saxonia Wien
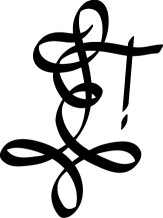
Corps Symposion Wien
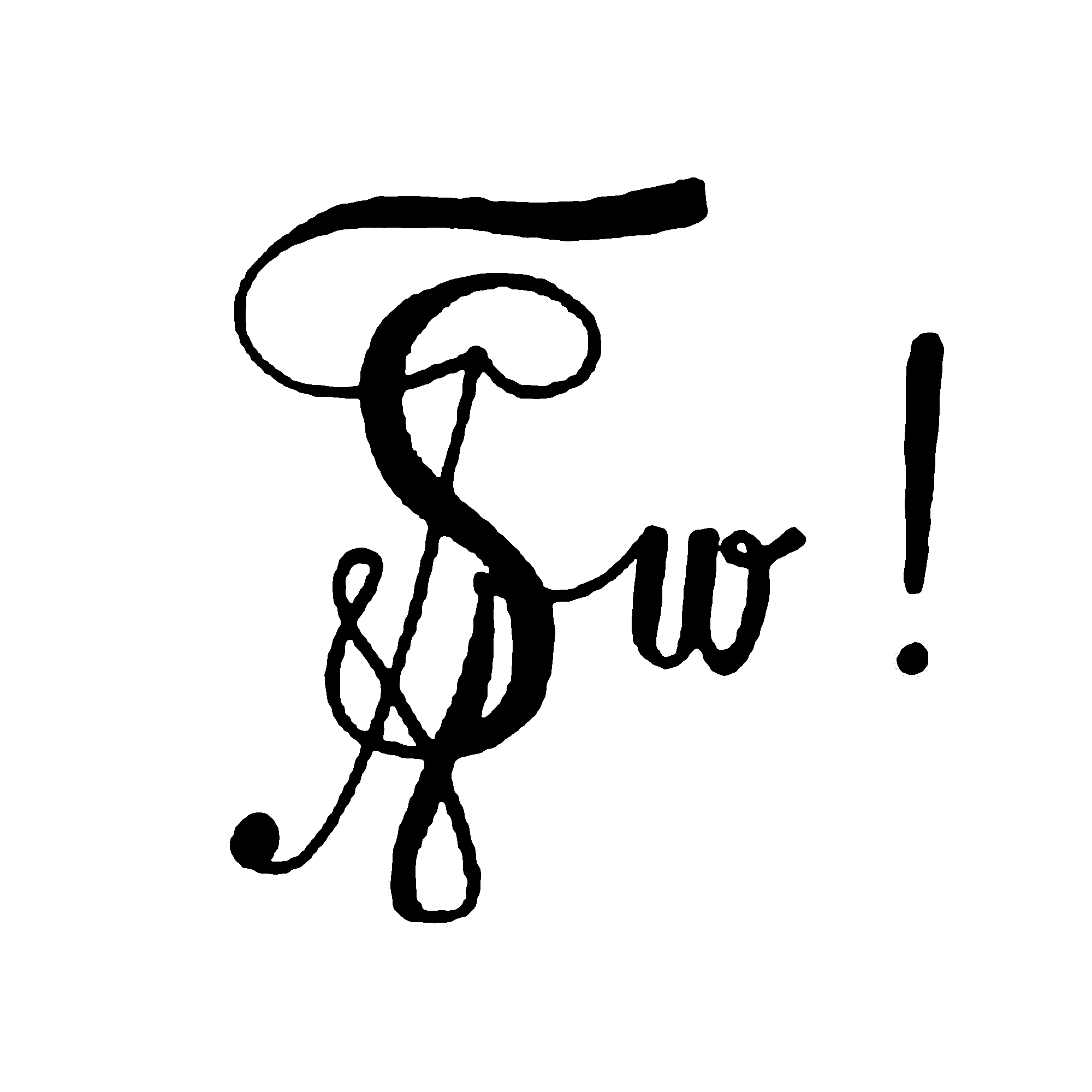
KÖHV Sängerschaft Waltharia Wien
Wingolf zu Wien
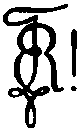
KÖStV Rudolfina Wien
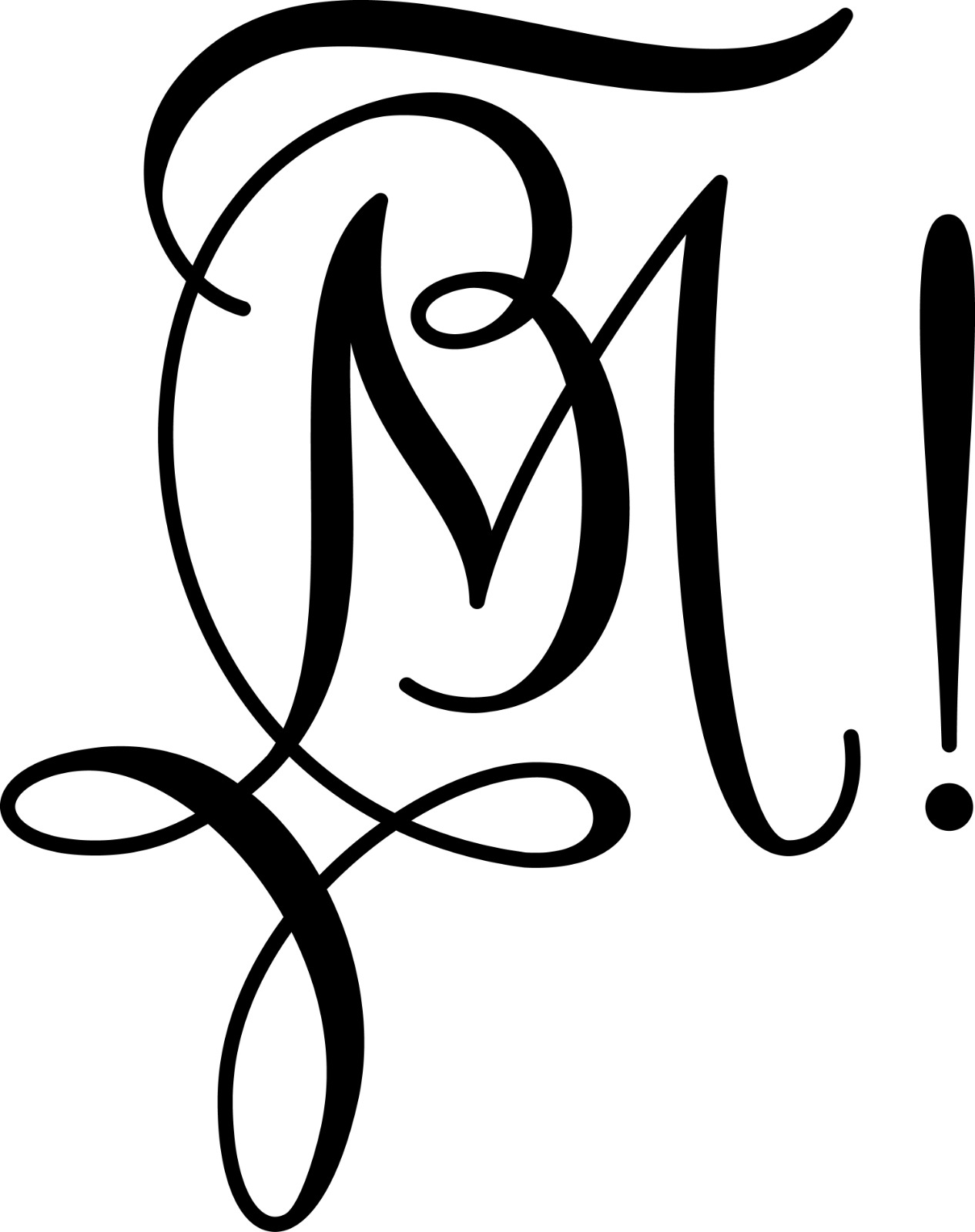
Wiener akademische Burschenschaft Bruna Markomannia
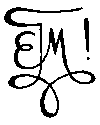
KÖL Maximiliana Wien

## Würzburg

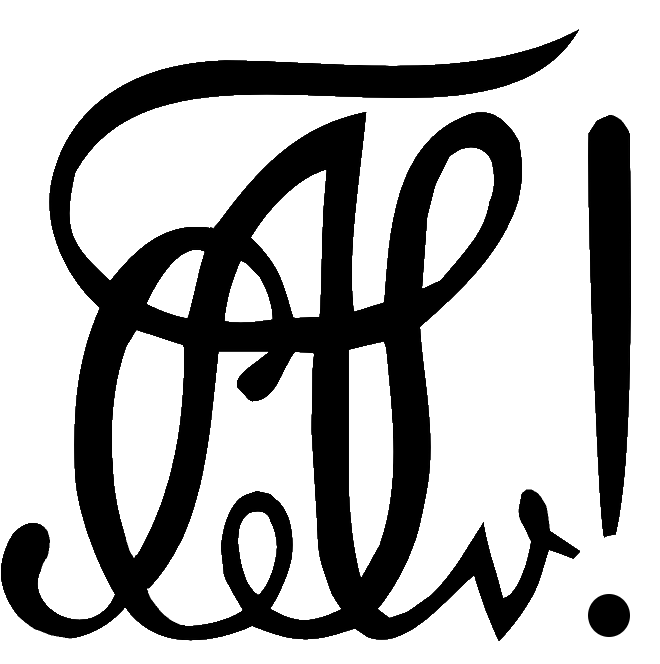
Akademisch-Musikalische Verbindung
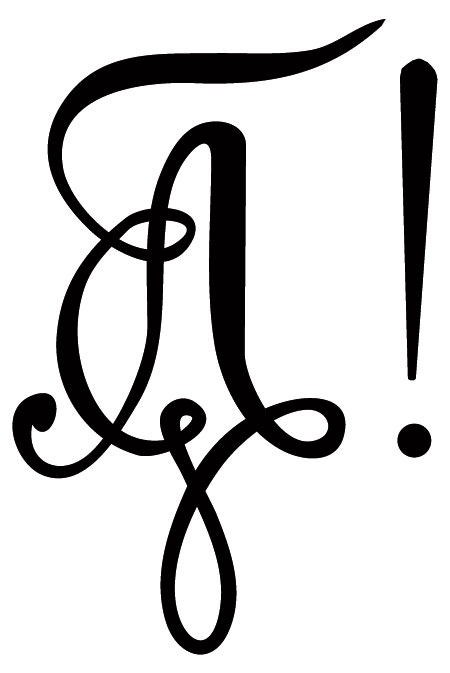
Würzburger Burschenschaft Arminia
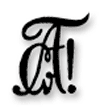
Turnerschaft Asciburgia
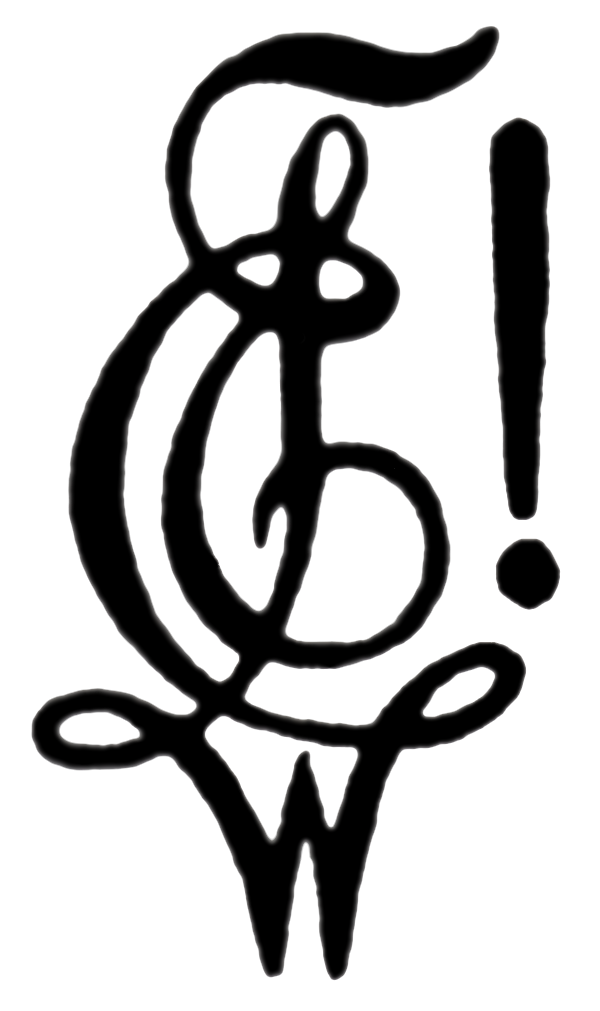
Universitäts-Sängerschaft Barden
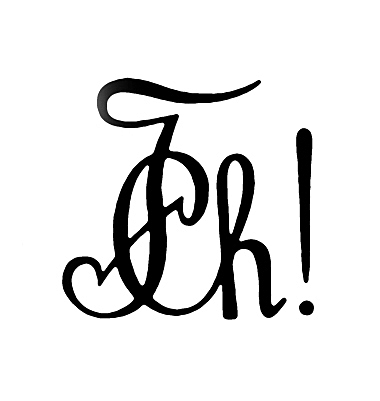
KDStV Cheruscia
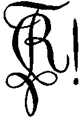
KDStV Franco-Raetia
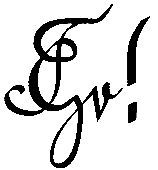
Burschenschaft Germania
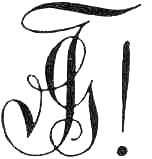
KDStV Gothia
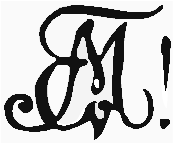
KDStV Markomannia
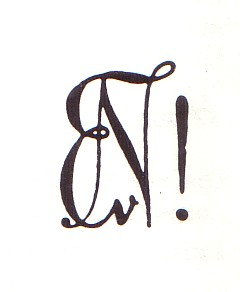
Corps Nassovia
KStV Normannia
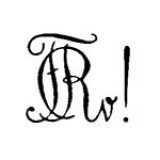
KStV Rheno-Frankonia
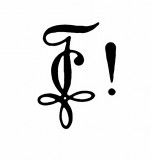
Landsmannschaft Teutonia
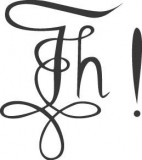
KDStV Thuringia
Wingolfsverbindung Chattia
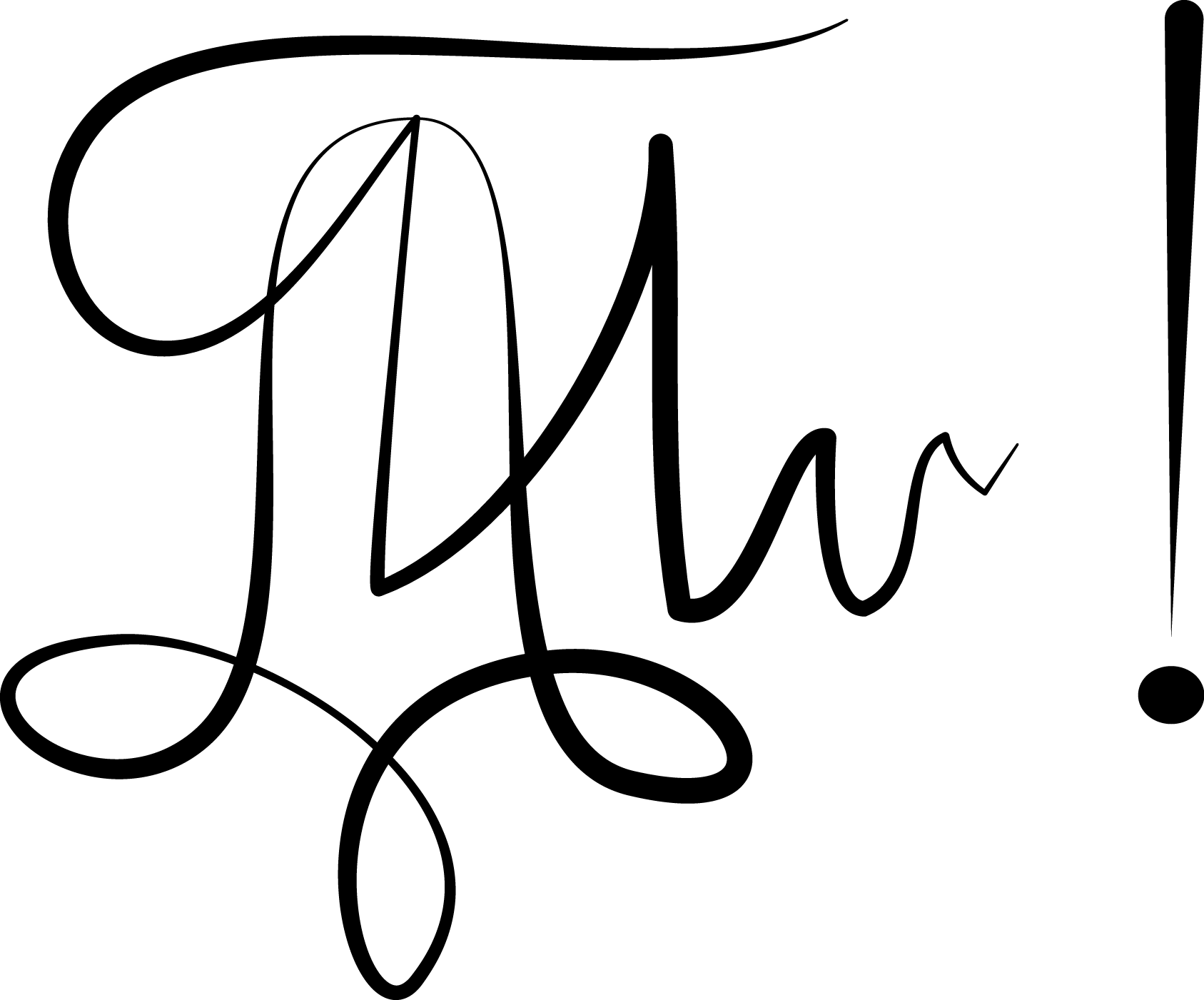
Landsmannschaft Alemannia Makaria

## Zürich

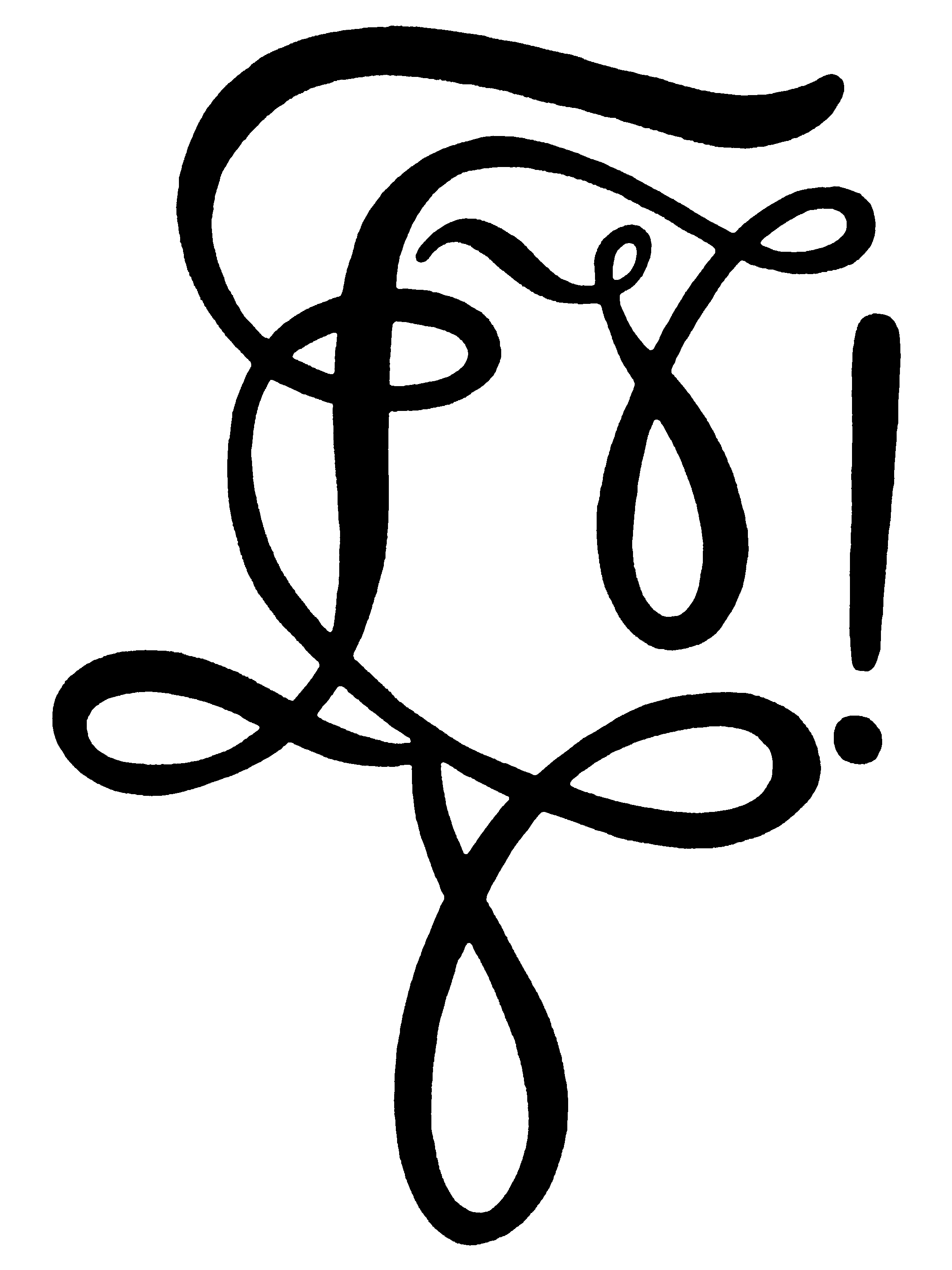
Akademische landwirtschaftliche Verbindung
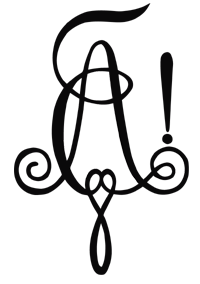
Amicitia Turicensis
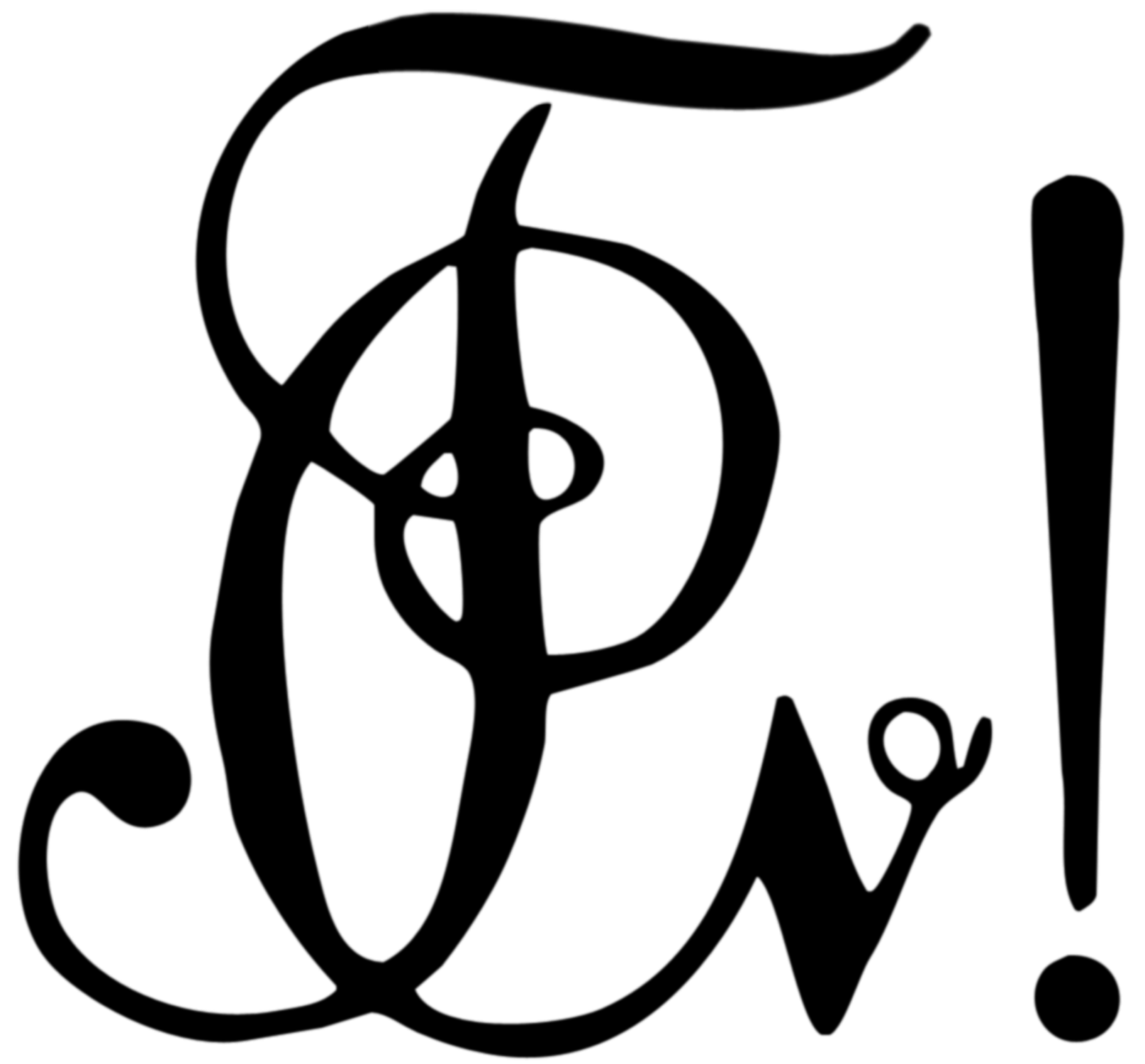
Carolingia Turicensis
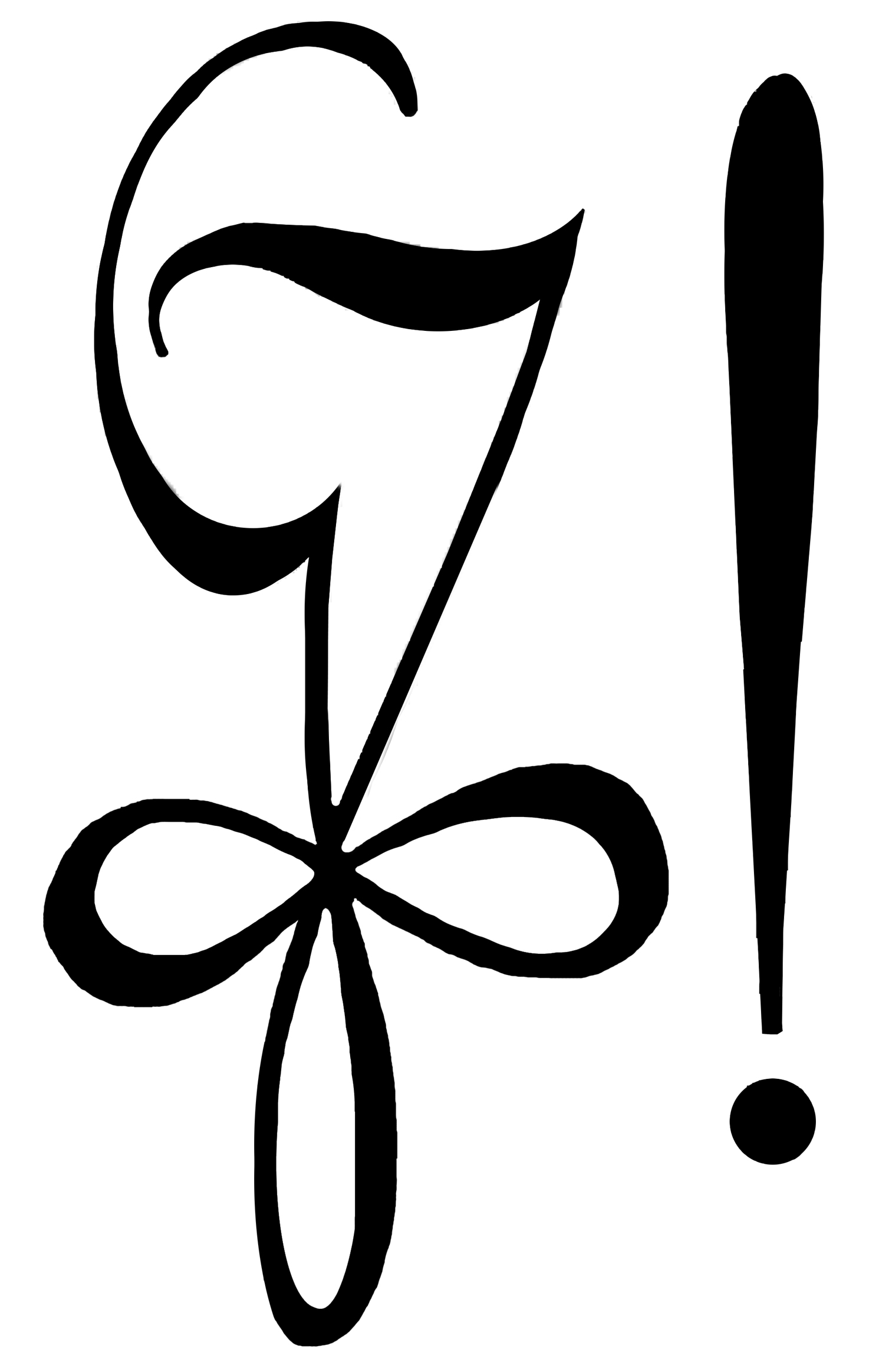
AB Glanzenburger
Schweizerische Studentenverbindung Helvetia
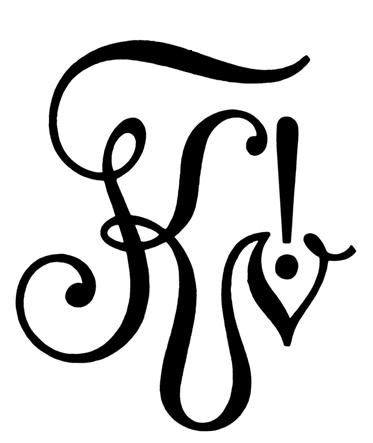
AKV Kyburger
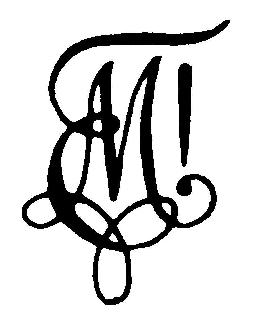
Manessia Turicensis
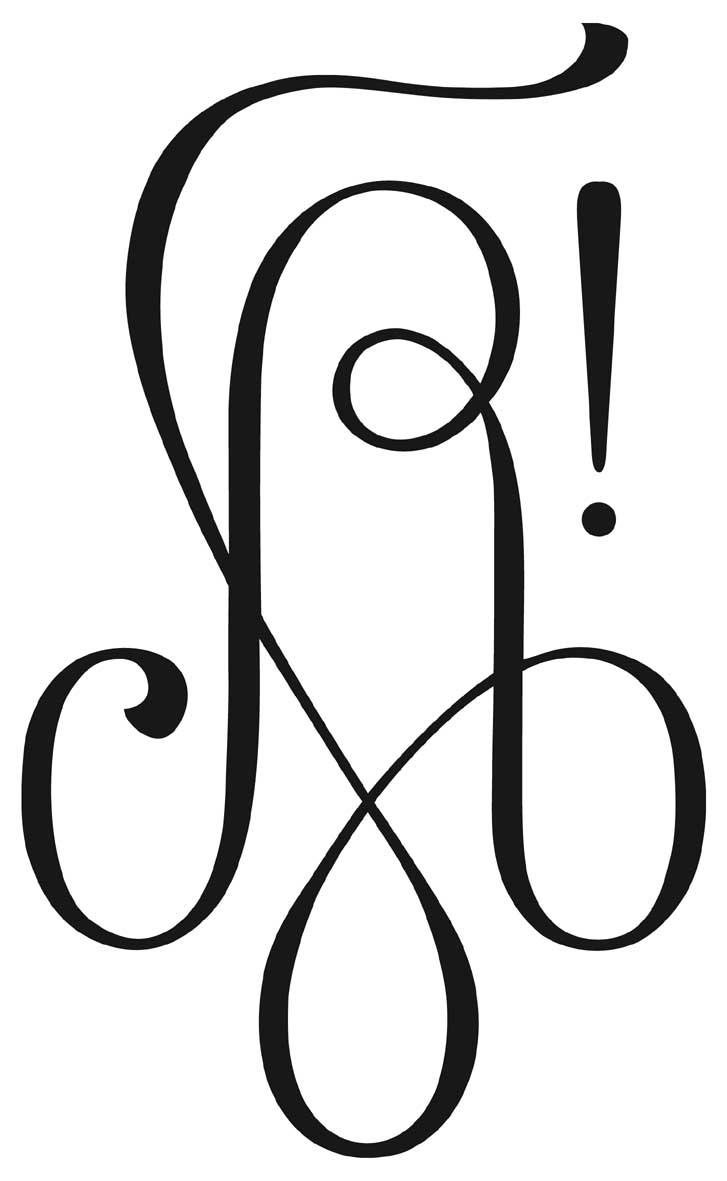
Sängerschaft der Rodensteiner
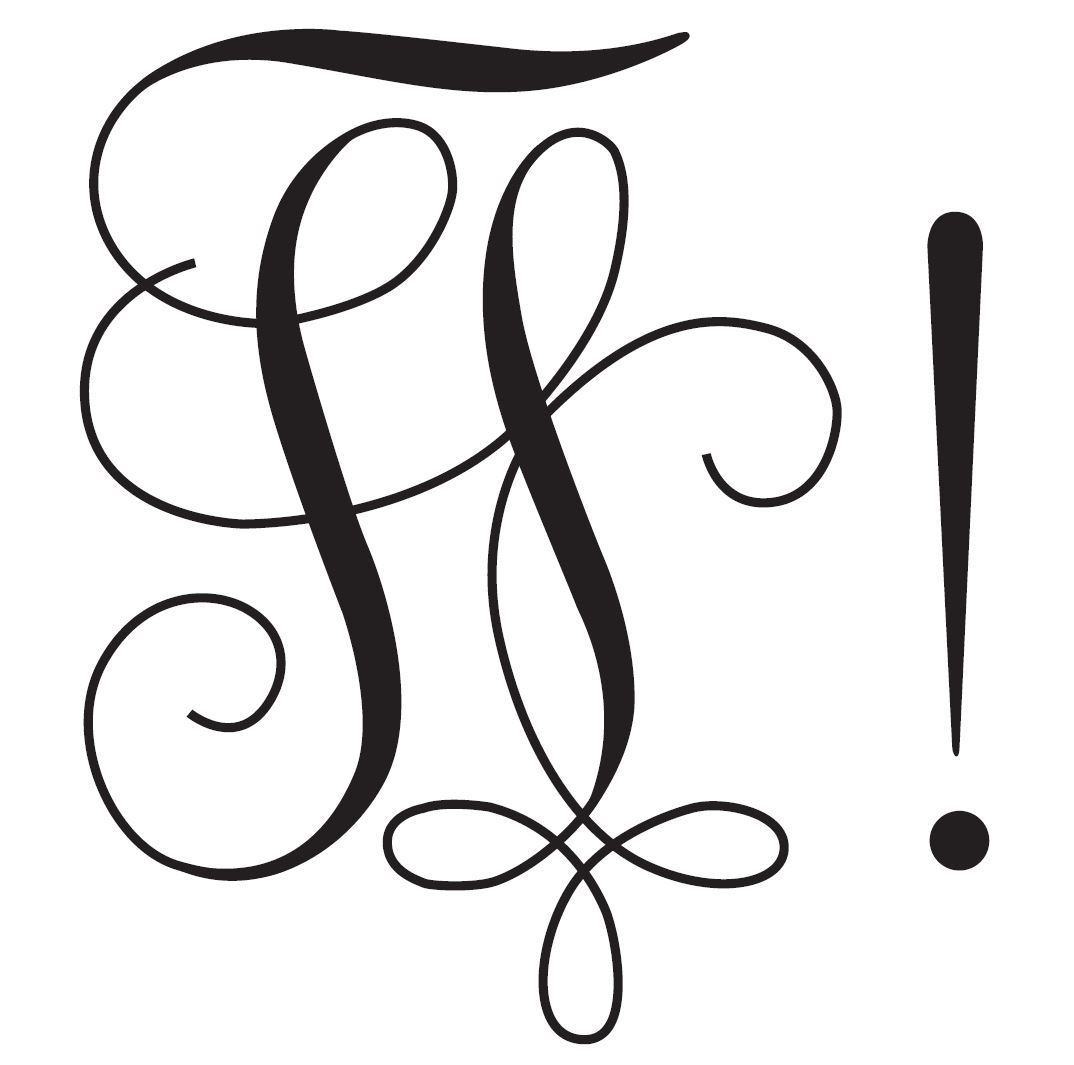
Schützenverein Schweizer Studierender
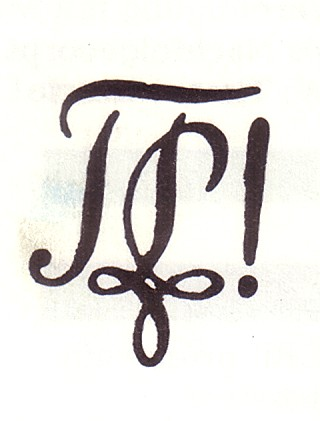
Corps Tigurinia I
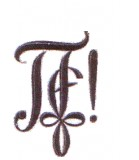
Corps Tigurinia II
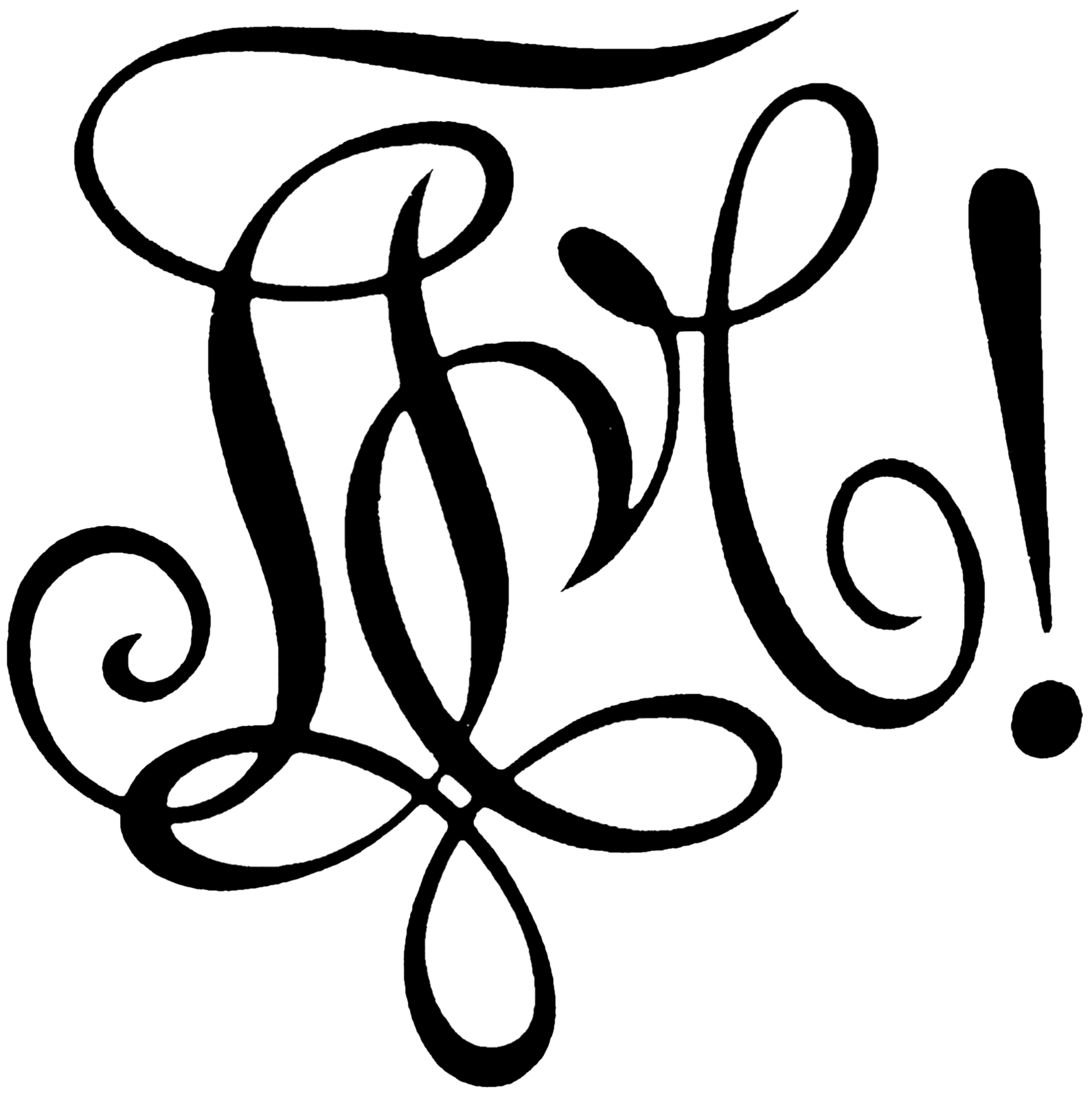
AV Turicia
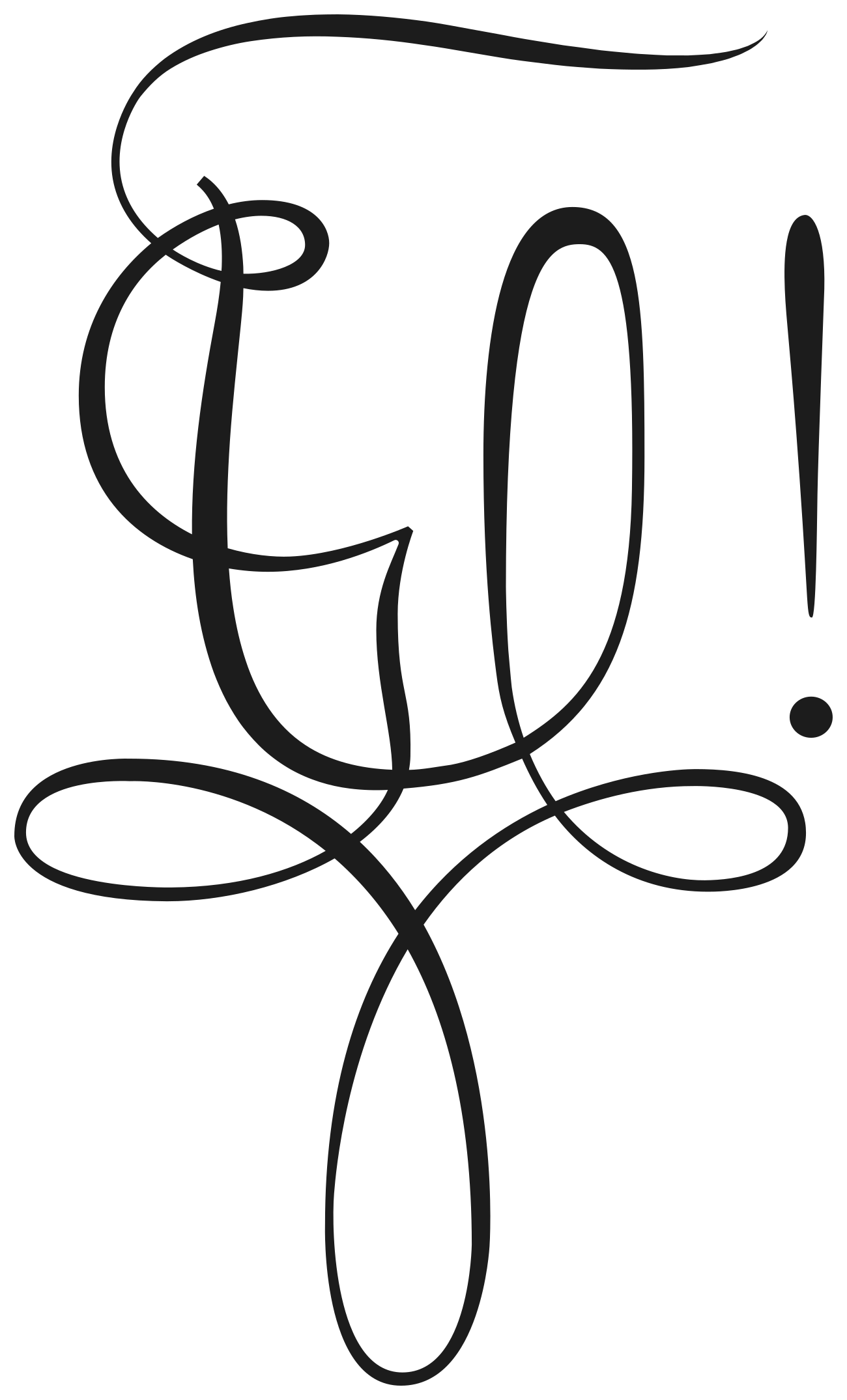
Akademische Turnerschaft Utonia
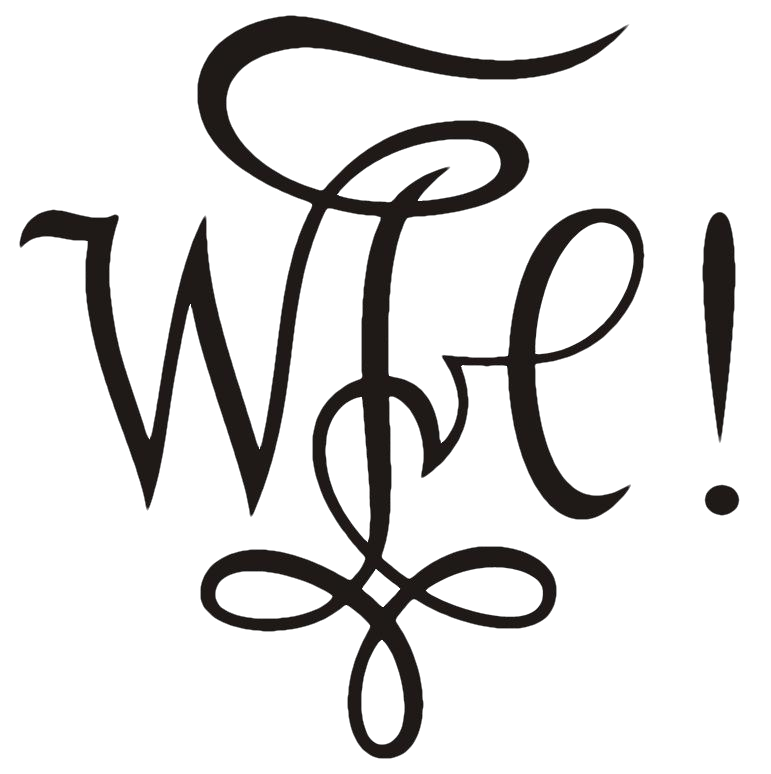
AV Welfen
Studentenverbindung Zofingia